# Liste Heilbronner Bauwerke
Diese Seite stellt Bauwerke in Heilbronn vor, die von besonderem geschichtlichen oder architektonischem Interesse sind. Neben Bauwerken, die als Kulturdenkmäler Aufnahme in die Denkmaltopographie des Landesamts für Denkmalpflege gefunden haben, sind auch solche aufgeführt, die als Landmarken gelten oder aus anderen Gründen vielfach in der Literatur abgehandelt werden.
Ausführliche Einzeldarstellungen zu Brunnen in Heilbronn, Denkmälern in Heilbronn sowie Skulpturen in Heilbronn finden sich in den entsprechenden Artikeln. Bau- und Kulturdenkmäler in den eingemeindeten Stadtteilen werden in den Stadtteilartikeln vorgestellt.

## Vorbemerkung

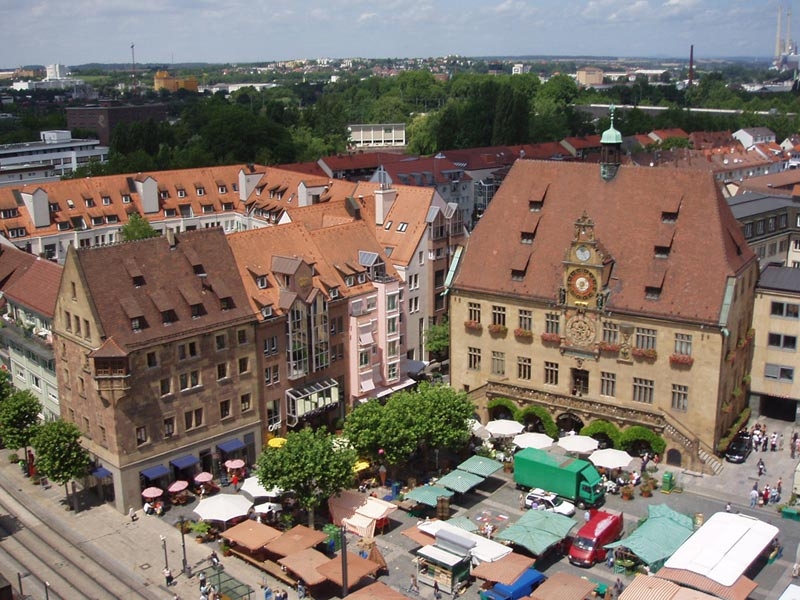
Heilbronner Marktplatz mit Rathaus (rechts) und Käthchenhaus (links).
(Die Gebäude dahinter stammen alle aus den 1950er und 1960er Jahren.)

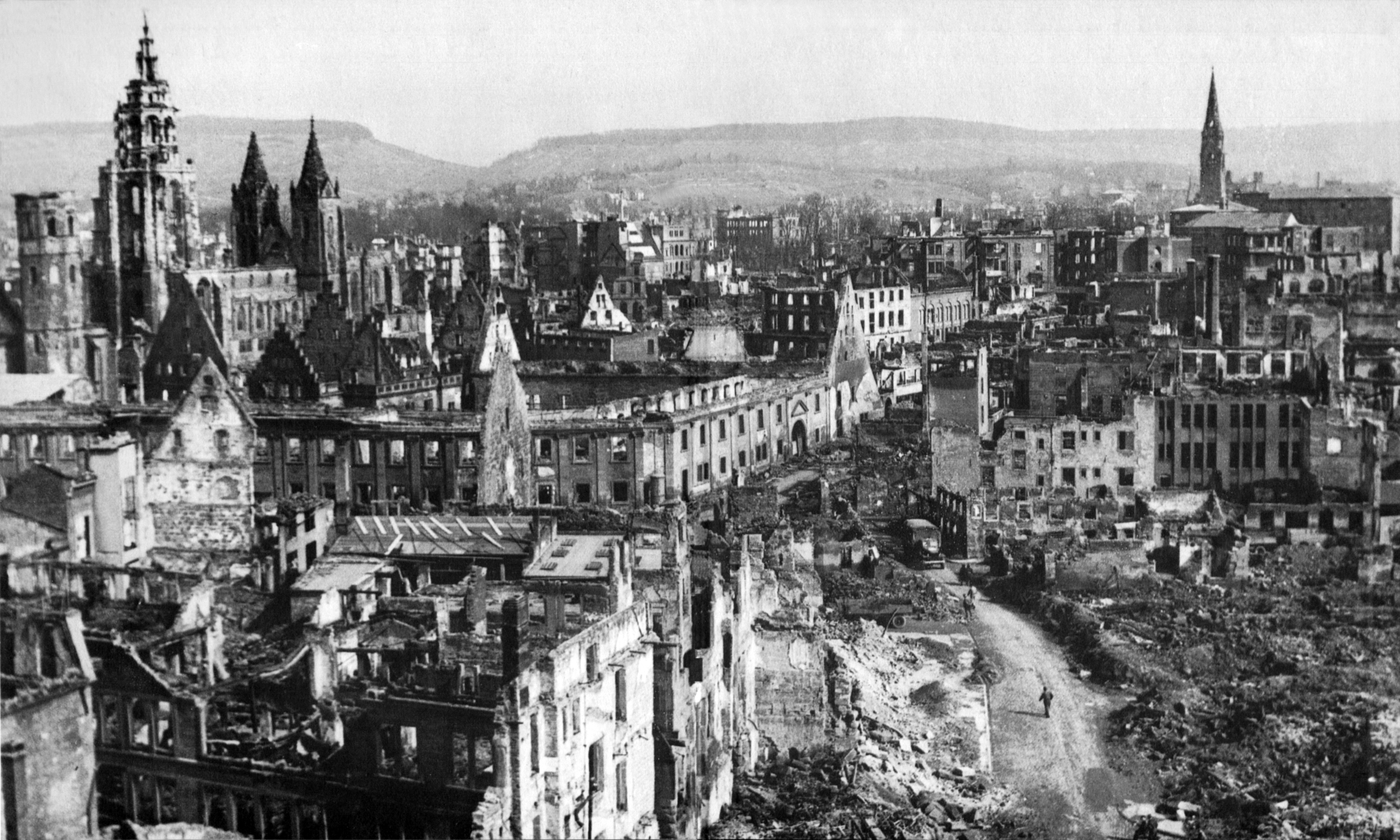
Das zerstörte Heilbronn 1945

Die Ansiedlung Heilbronn erhielt im 13. Jahrhundert die Stadtrechte und entwickelte sich zur traditionsreichen Patrizier- und Reichsstadt. Das historische Stadtgebiet war fast rechteckig von einer Stadtmauer umschlossen, deren westlicher Teil zwischen dem Götzenturm im Südwesten und dem Bollwerksturm im Nordwesten an den Neckar grenzte, während ungefähr einen halben Kilometer parallel dazu der östliche längs der heutigen Allee verlief. Das heutige Marktplatz-Ensemble aus Rathaus und Kilianskirche besteht in dieser Form seit dem 16. Jahrhundert. Die Bahnhofsvorstadt im Westen jenseits des Neckars entstand wesentlich erst im 19. Jahrhundert, ebenso die Villenviertel im Süden und Osten. Die historische Altstadt besaß Hunderte historischer Bauwerke aus allen Epochen seit dem 13. Jahrhundert, darunter zahlreiche Kirchen und historisch bedeutsame Profangebäude.
Beim Luftangriff auf Heilbronn am 4. Dezember 1944 wurde die Innenstadt völlig zerstört. Danach rekonstruierte man nur sehr wenige Gebäude den historischen Vorbildern getreu, darunter das Rathaus, die Kilianskirche und den Deutschhof. Neben diesen gibt es in der Kernstadt heute zahlreiche Gebäude, bei denen man den typisch barockisierenden Heimatstils der Stuttgarter Schule von Paul Schmitthenner wiederaufnahm. Viele Hinterhöfe und Nebenstraßen der Innenstadt haben noch den Baubestand der Wiederaufbauzeit. Aus den knapp dimensionierten und allmählich in die Jahre gekommenen Gebäuden sind seit den 80er Jahren oft die alteingesessenen Handelsgeschäfte ausgezogen. In den späten 1960er und den 1970er Jahren entstanden in der Heilbronner Innenstadt auch einige Hochhausbauten im schlichten Stil des Brutalismus, wie das Shoppinghaus von 1971 oder das Einkaufszentrum Wollhaus von 1974, die im Stadtbild heute unübersehbar sind.
Da die Villenviertel im Unterschied zur Innenstadt im Krieg nur wenig beschädigt wurden, sind unter den denkmalgeschützten Gebäuden in der Stadt die repräsentativen Bürgerbauten vom Beginn des 20. Jahrhunderts heute sehr stark vertreten. Daneben gibt es bedeutende Zeugnisse der Neckarnutzung und der frühen und starken Industrialisierung der Stadt, wie etwa den Handkran auf der Kraneninsel oder den Alten Bahnhof. Die äußeren Landmarken der Stadt sind Turm und Gaststätte auf dem Wartberg im Osten und das Kraftwerk Heilbronn im Westen.
Die 2007 erschienene Denkmaltopographie führt über 300 historische Baudenkmäler und rund 170 Bodendenkmäler für Heilbronn und seine Stadtteile auf.

## Öffentliche Gebäude aus der Vergangenheit

### Rathaus
Das Heilbronner Rathaus am Marktplatz gegenüber der Kilianskirche ist ein Renaissancebau um 1580 von Hans Kurz mit einer markanten astronomischen Kunstuhr von Isaak Habrecht. Das Rathaus wurde mitsamt den umliegenden städtischen Gebäuden (Neue Kanzlei und Syndikatshaus sowie Stadtarchiv) 1944 zerstört. Den Hauptbau rekonstruierte man 1953/54 in der historischen Fassade, und 1957 bis 1959 erweiterte man ihn durch Bauten in modernem Stil. Das ehemalige Stadtarchiv, 1765 von Johann Christoph Keller erbaut und 1944 ausgebrannt, liegt heute im von den modernen Anbauten umschlossenen Rathausinnenhof, hier wurde im Jahr 1963 eine Ehrenhalle für die Opfer des Zweiten Weltkriegs eingerichtet.

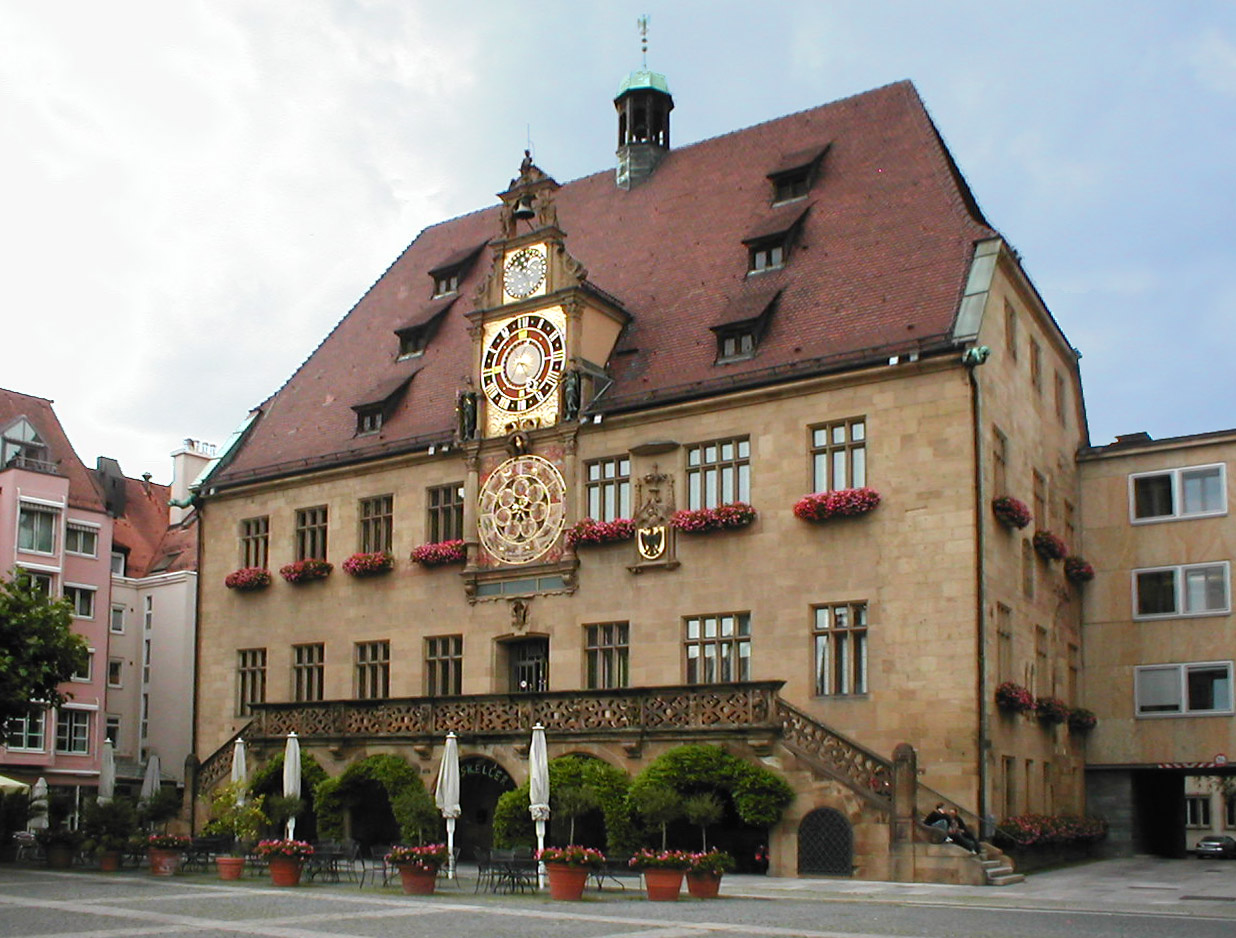
Heilbronner Rathaus
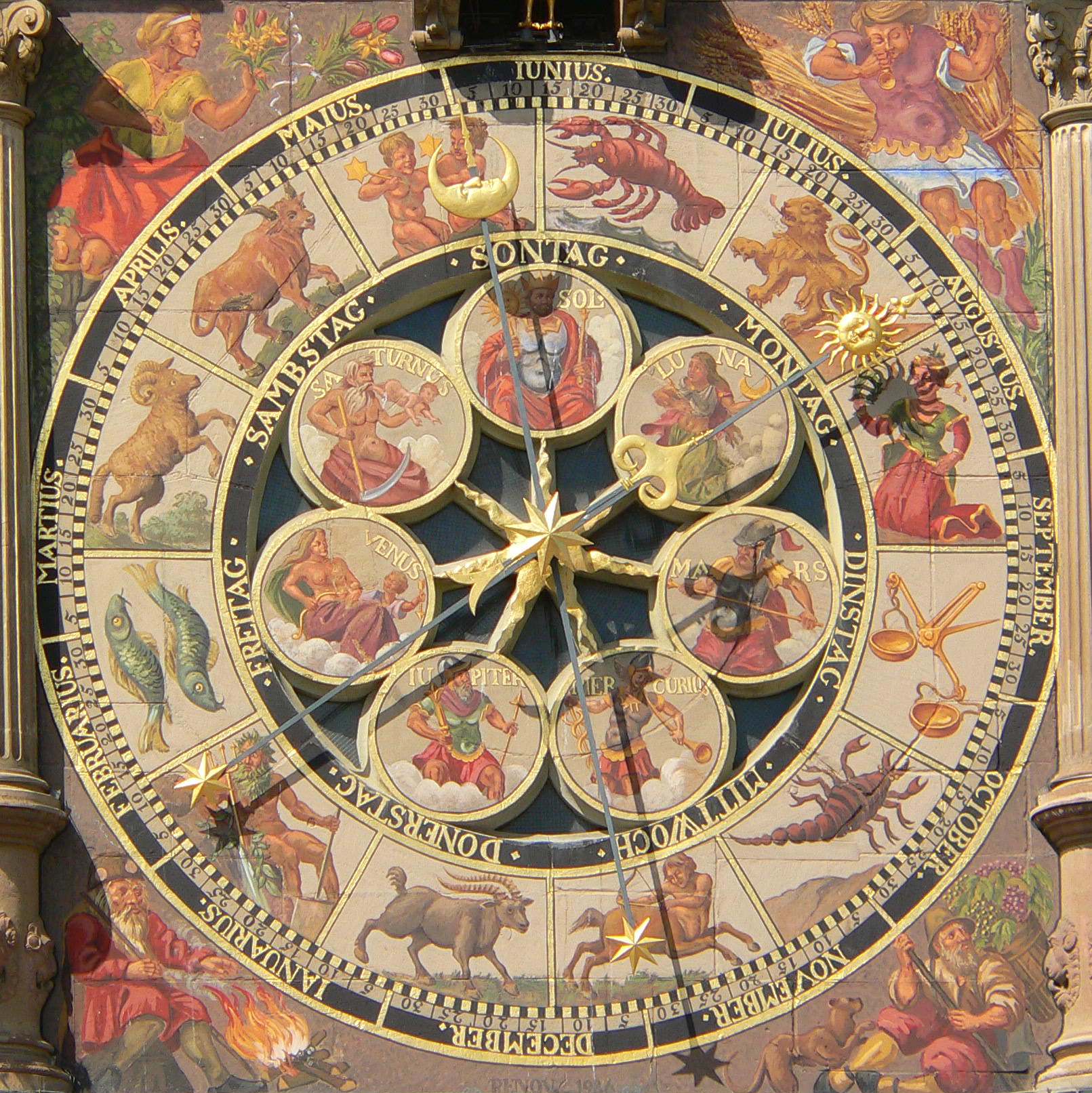
Kunstuhr am Rathaus
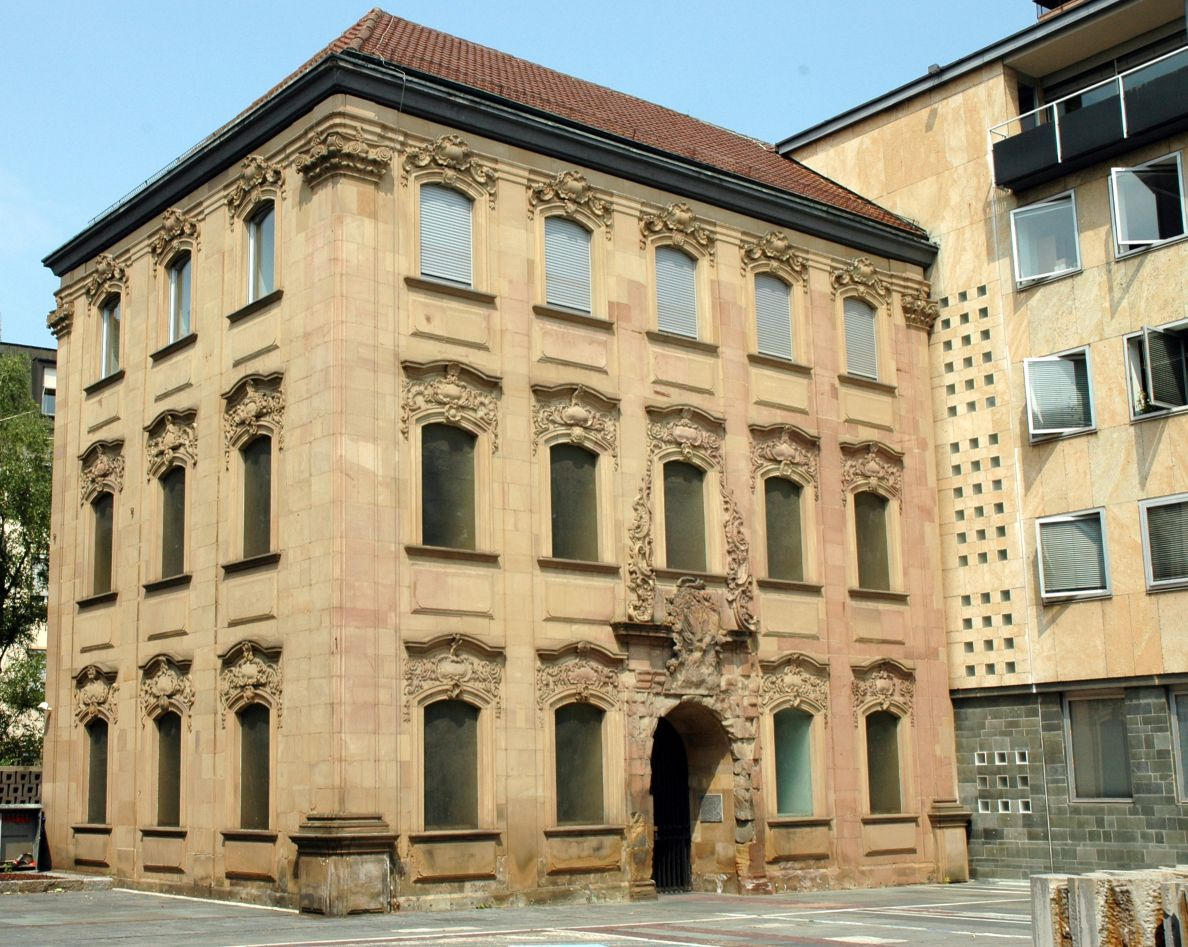
Ehemaliges Stadtarchiv
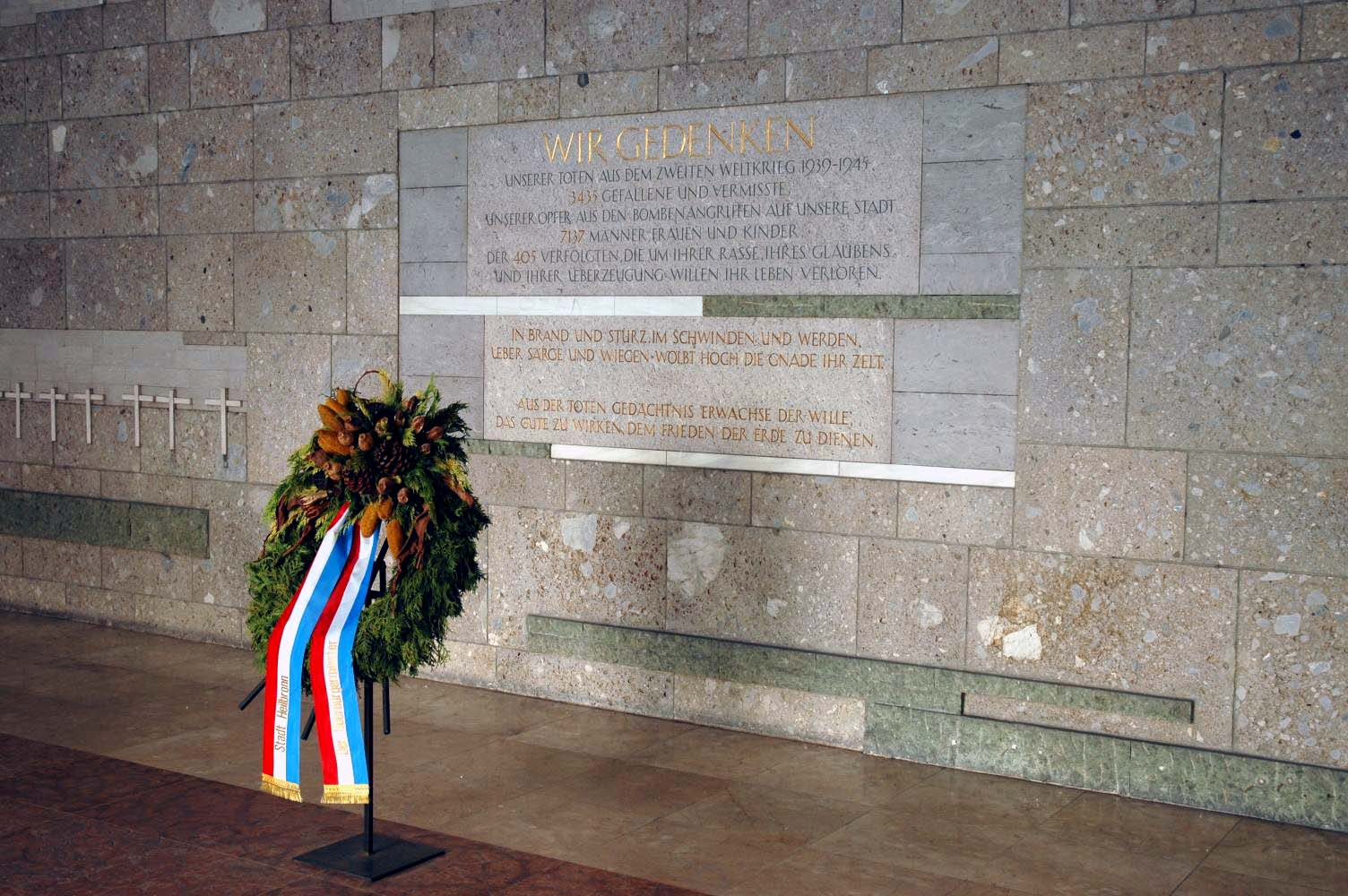
Ehrenhalle im Stadtarchiv

### Deutschhof
Der Deutschhof wurde 1268 als Hauskommende des Deutschen Ordens begründet. Die Anlage, von der auch das Deutschordensmünster St. Peter und Paul ein Teil ist, wurde 1719 von Wilhelm Heinrich Behringer barockisiert. Nach der Säkularisation 1805 diente das Anwesen verschiedenen Zwecken, u. a. als Kaserne und als Sitz des Landgerichts Heilbronn. Nach seiner Zerstörung im Jahr 1944 wurde der Deutschhof von 1957 bis 1974 nach Entwürfen von Richard Scheffler recht originalgetreu wiederaufgebaut. Seine Räumlichkeiten nutzen heute die Städtischen Museen, das Stadtarchiv und die Heilbronner Volkshochschule.

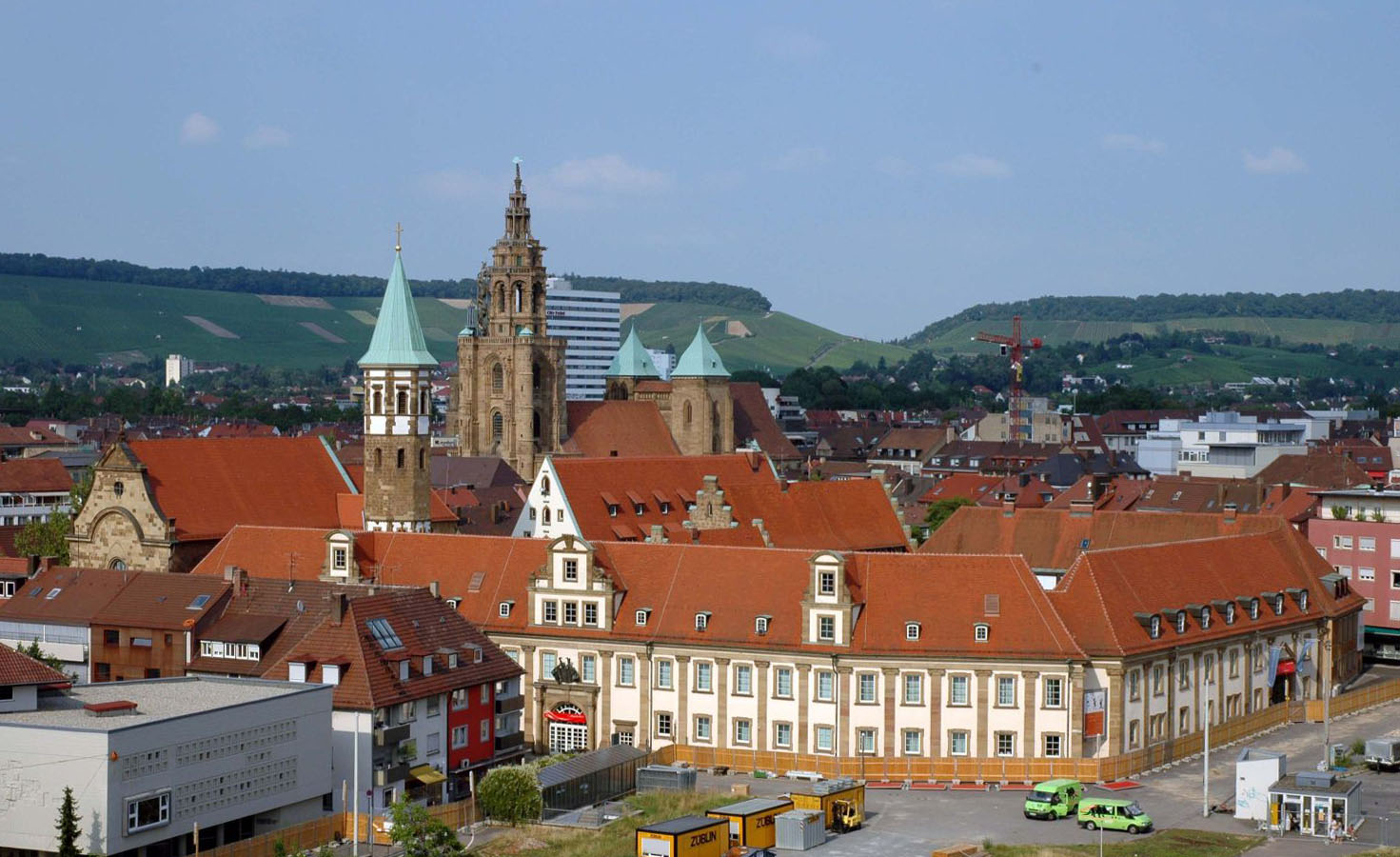
Deutschhof
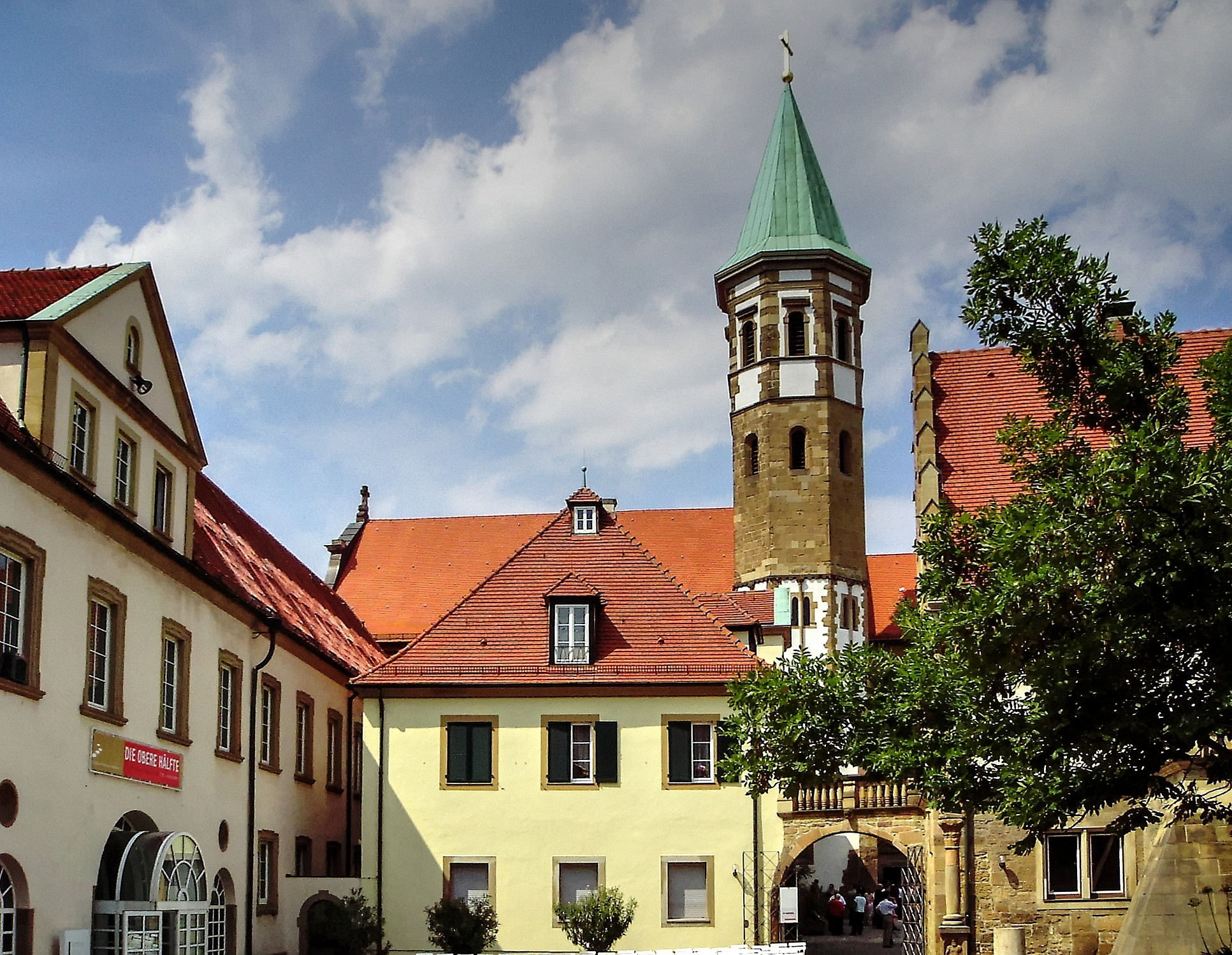
Blick in den Deutschhof
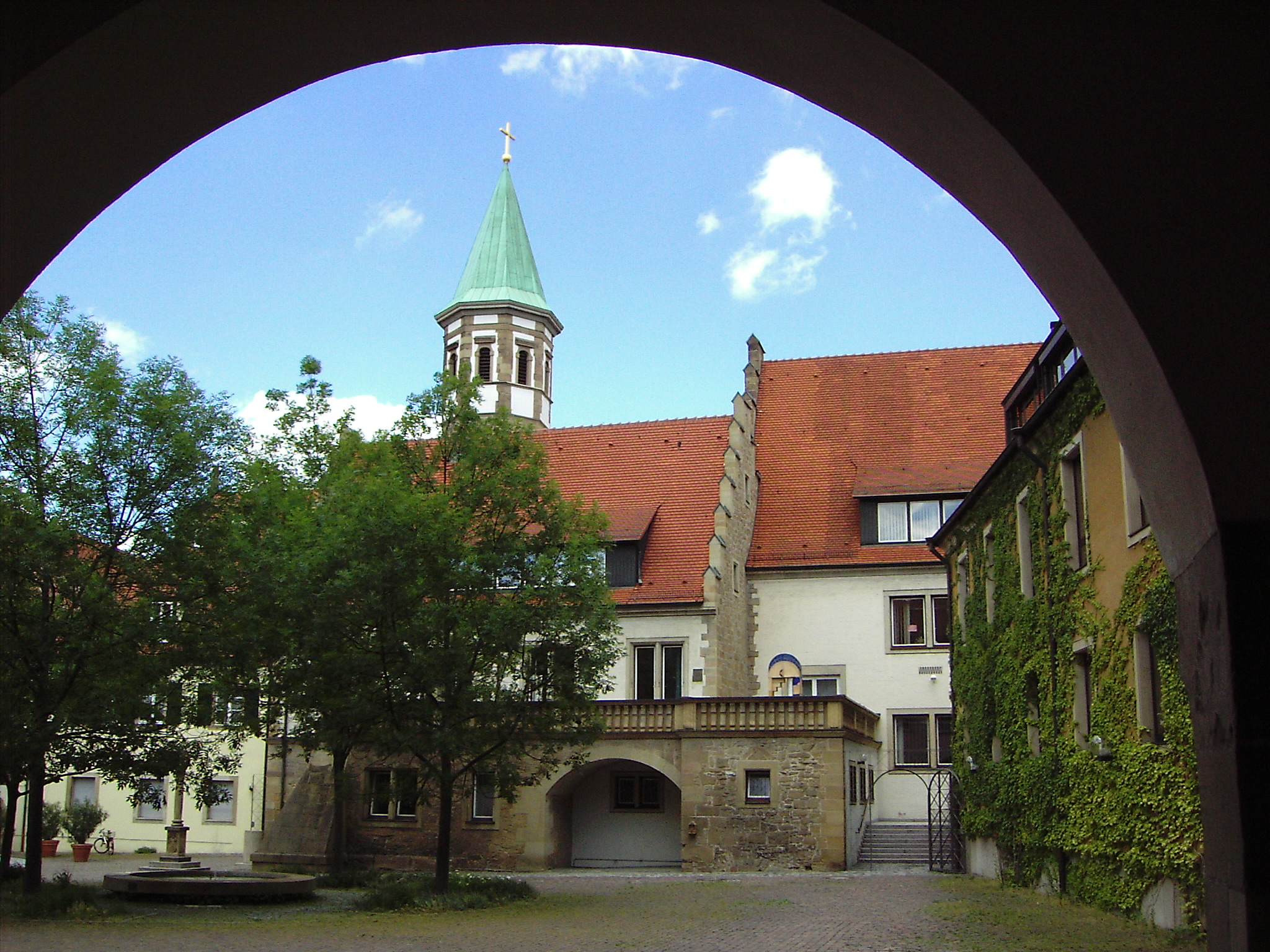
Blick in den Deutschhof

### Andere

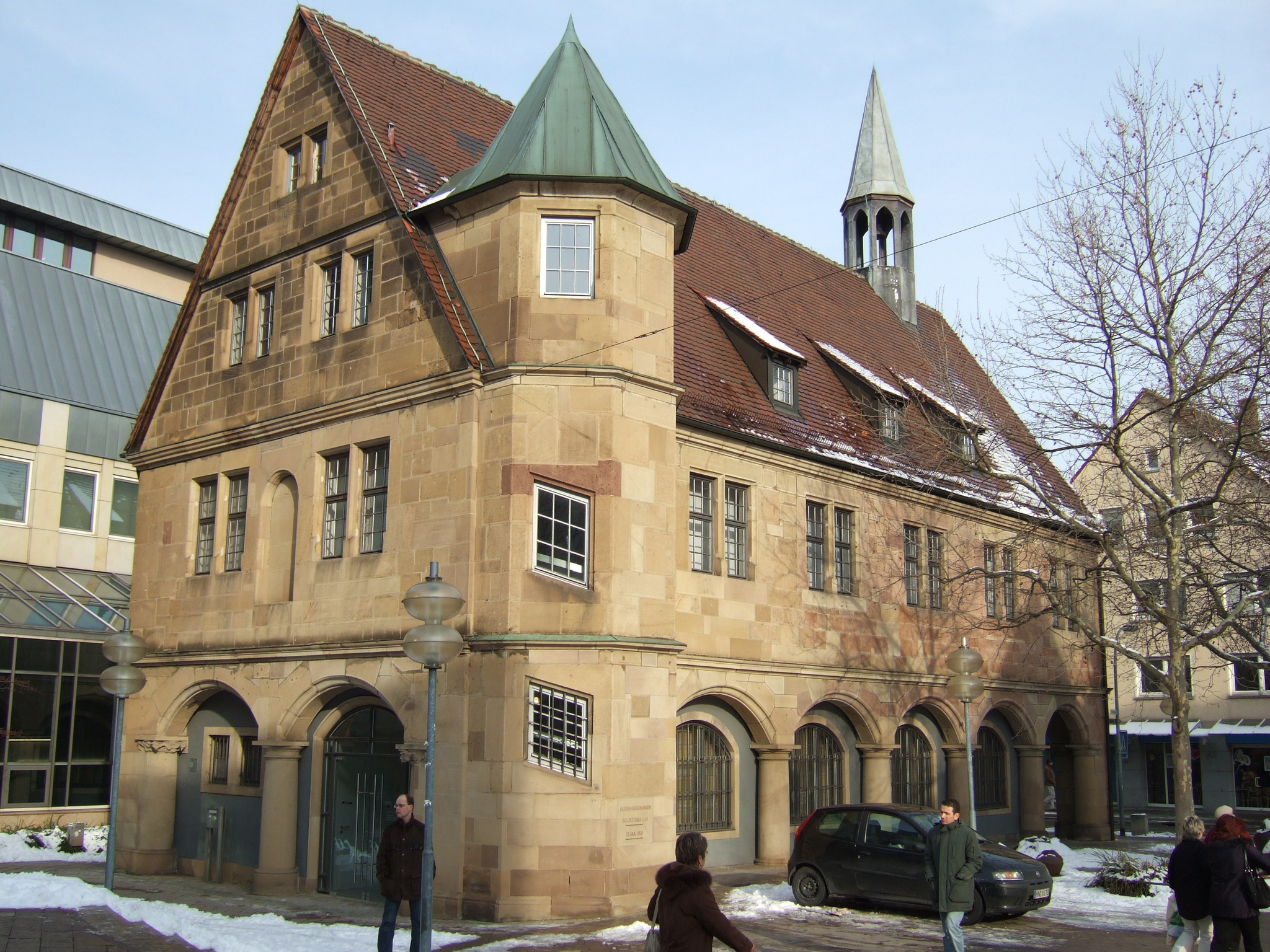
Fleischhaus

Das Fleischhaus ist ein altes Gerichts- und Marktgebäude aus der Zeit um 1600. Auf den damals im Erdgeschoss herrschenden Marktbetrieb weisen die schmuckvollen Arkaden hin. Das Haus war später städtische Botenhalle und ab dem späten 19. Jahrhundert bis 2009 ein naturgeschichtliches Museum. Seine Außenfassade trägt Wasserstandsmarken historischer Hochwasser.
Das Cäcilienbrunnenhaus errichtete 1589 Baumeister Hans Stefan bei der Neufassung des Silchenbrunnens; es versorgte über eine hölzerne Teuchelleitung 30 Zisternen und 6 Brunnen mit Wasser.
Das barocke Schießhaus erbaute 1770 Johann Christoph Keller ebenerdig auf dem damaligen Festgelände Hammelwasen als Saalbau für den Heilbronner Pferdemarkt. Nach der Höherlegung der an der Vorderseite vorbeilaufenden Frankfurter Straße scheint es heute in einer Senke zu stehen.

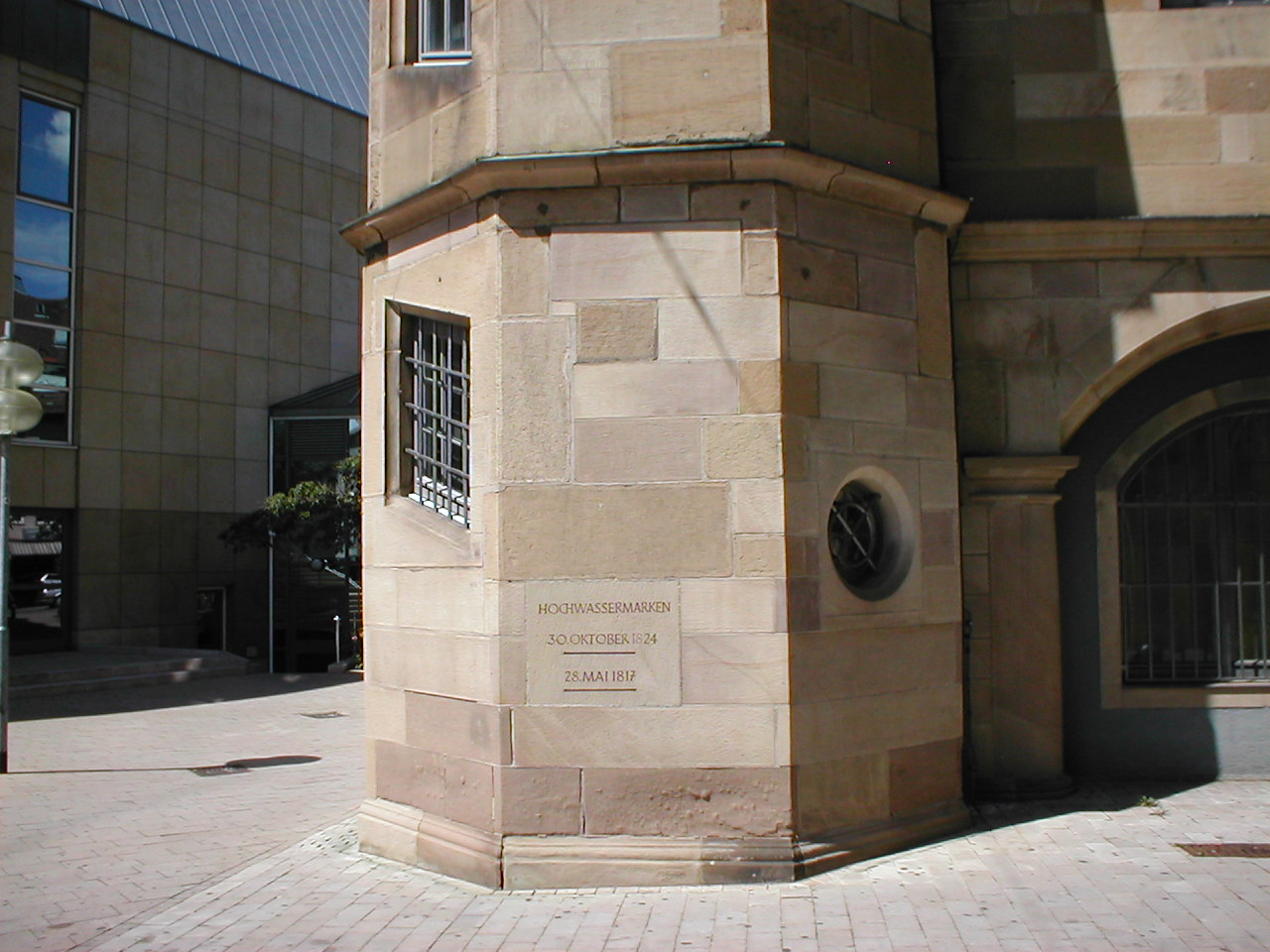
Hochwassermarken am Fleischhaus
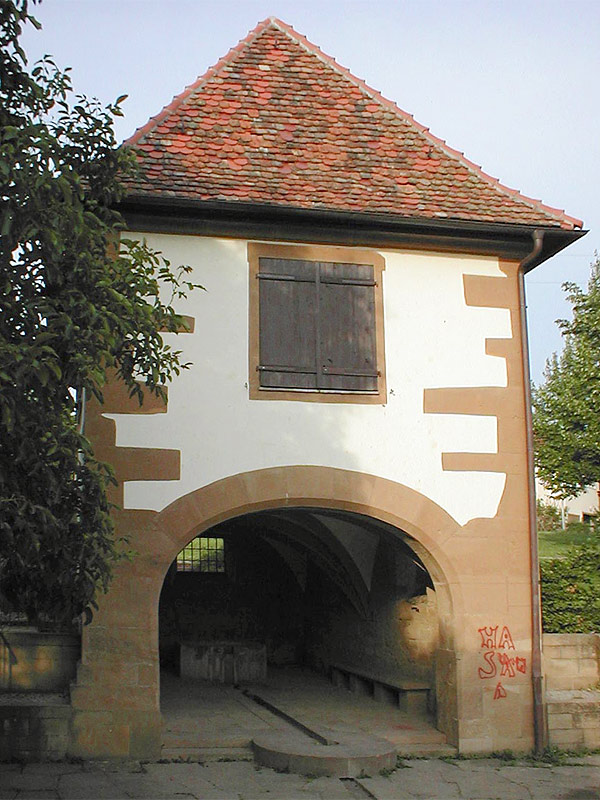
Cäcilienbrunnenhaus
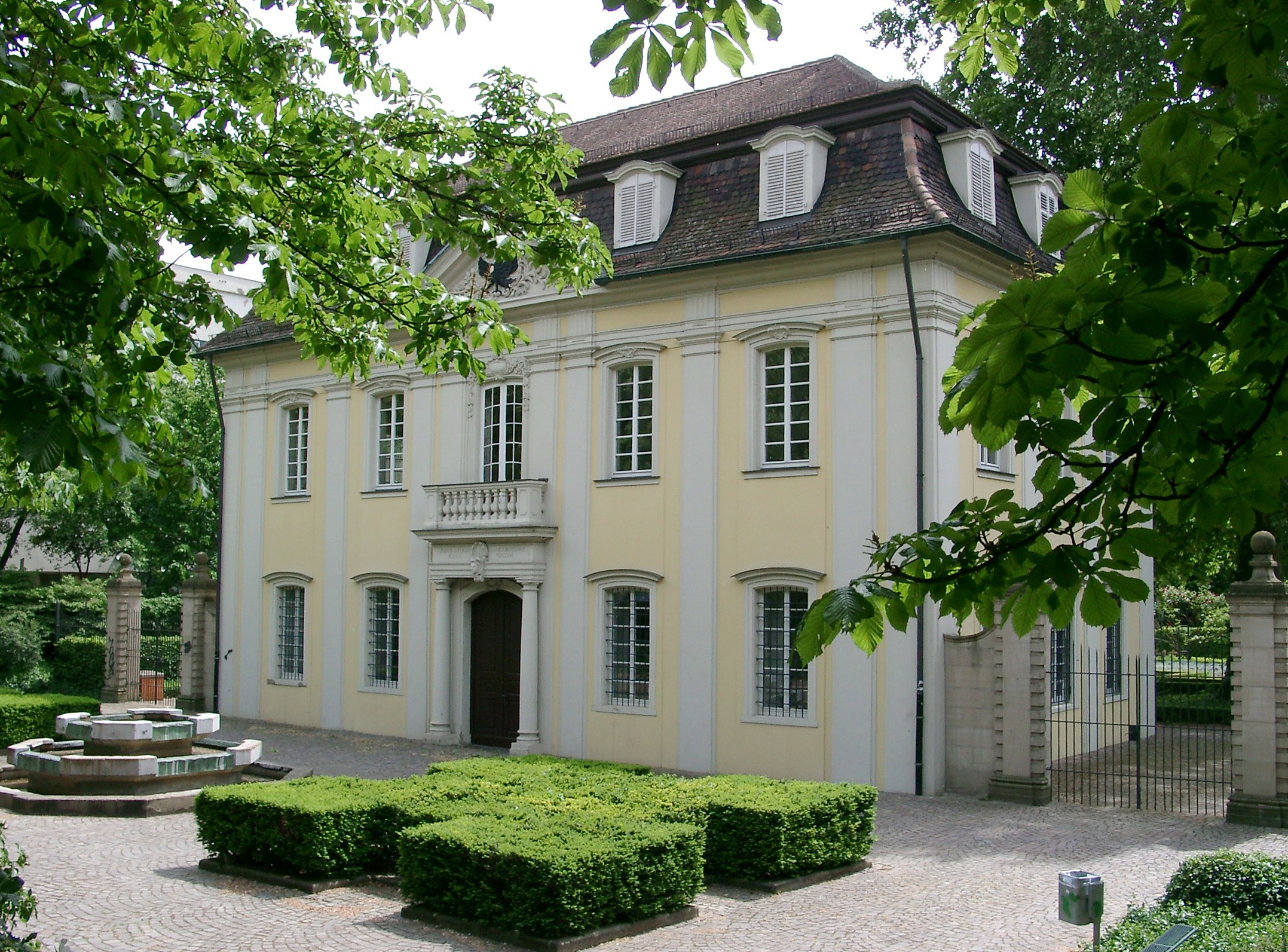
Schießhaus

## Kirchen

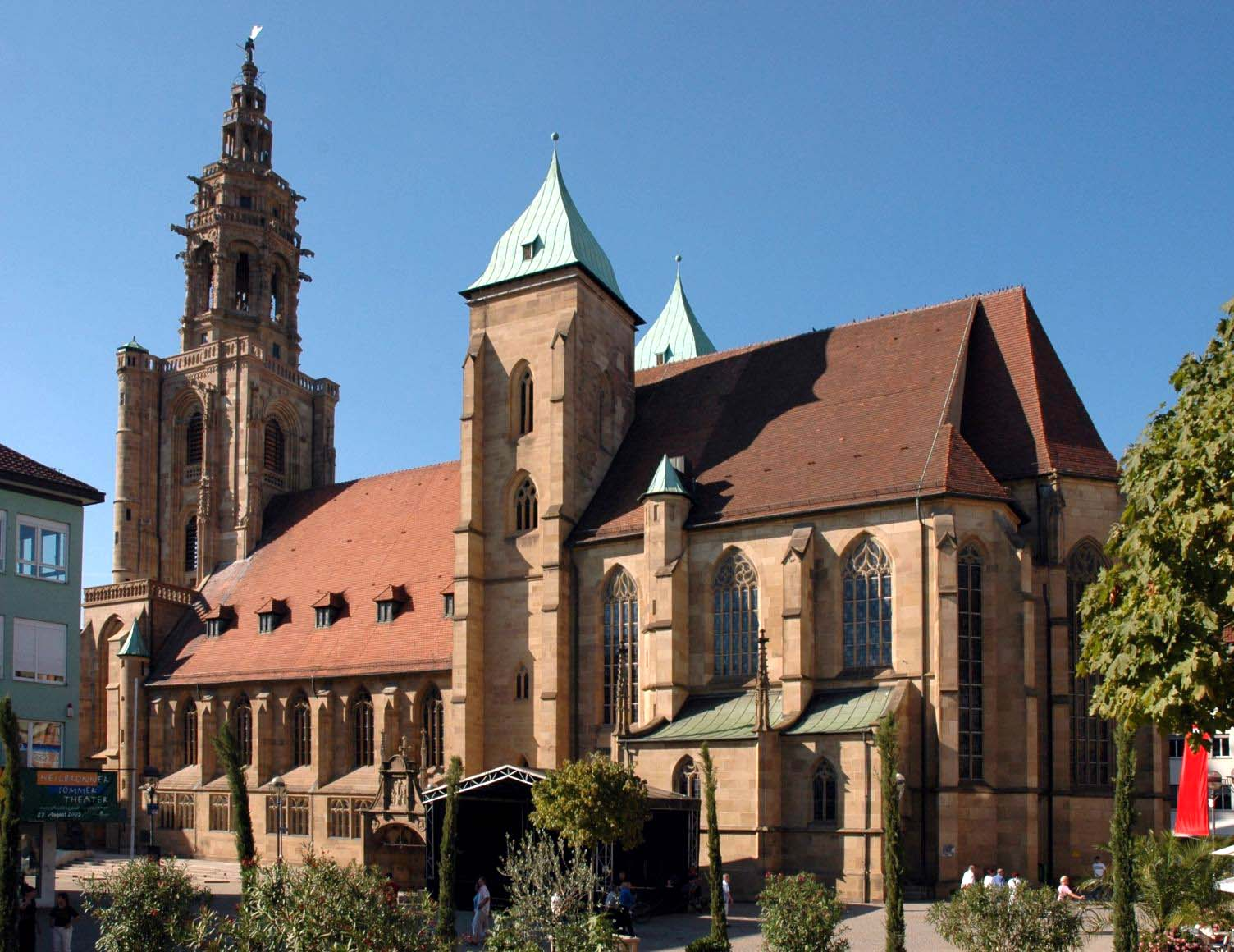
Die Kilianskirche ist die bedeutendste Heilbronner Kirche

### Kilianskirche
Die evangelische Kilianskirche geht auf eine im 8. Jahrhundert erwähnte Michaelsbasilika zurück und ist damit die älteste Kirche der Stadt. Im 12. Jahrhundert wurde die Kirche vergrößert und dem Heiligen Kilian geweiht. Um 1460 erfolgte ein abermaliger Umbau. In der Kirche steht ein Hochaltar von Hans Seyfer aus dem Jahr 1498. Der 1529 von Hans Schweiner vollendete Westturm mit seinem reichen Bauschmuck ist ein Meisterwerk renaissancezeitlicher Baukunst und das Wahrzeichen der Stadt. Die Kilianskirche wurde 1944 zerstört, jedoch originalgetreu wiederaufgebaut.

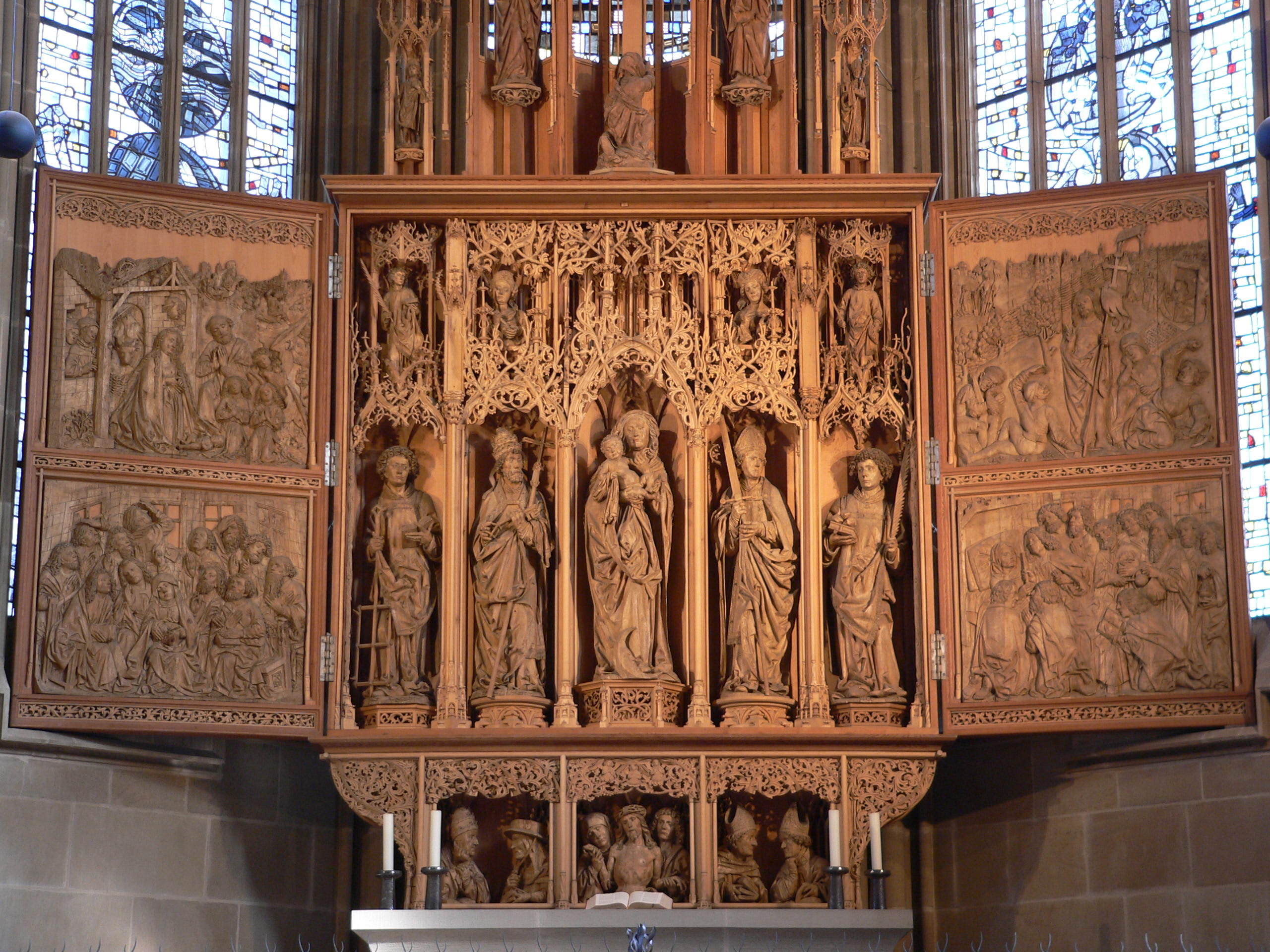
Hochaltar von Hans Seyfer in der Kilianskirche
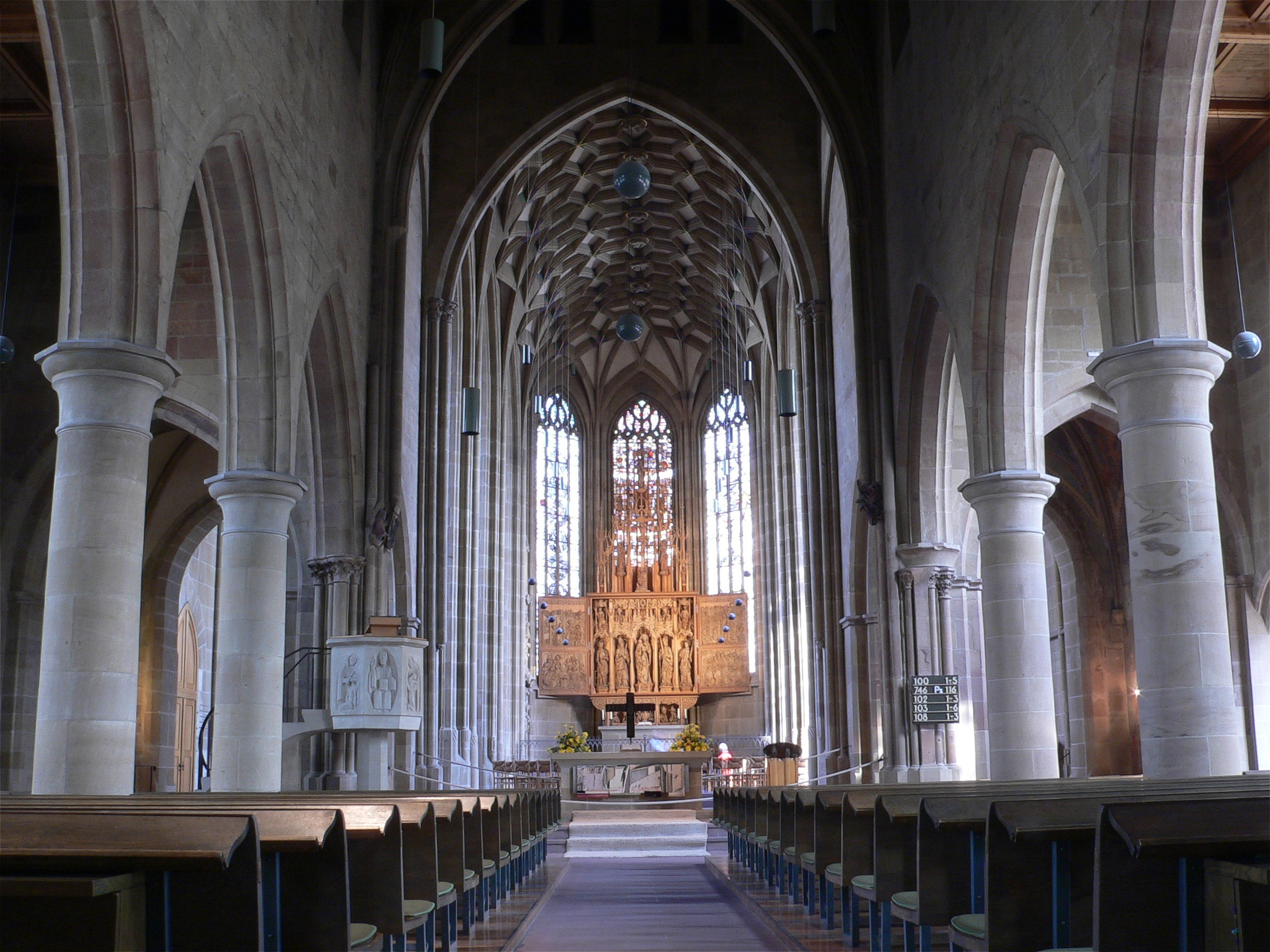
Blick durchs Mittelschiff zum Chor
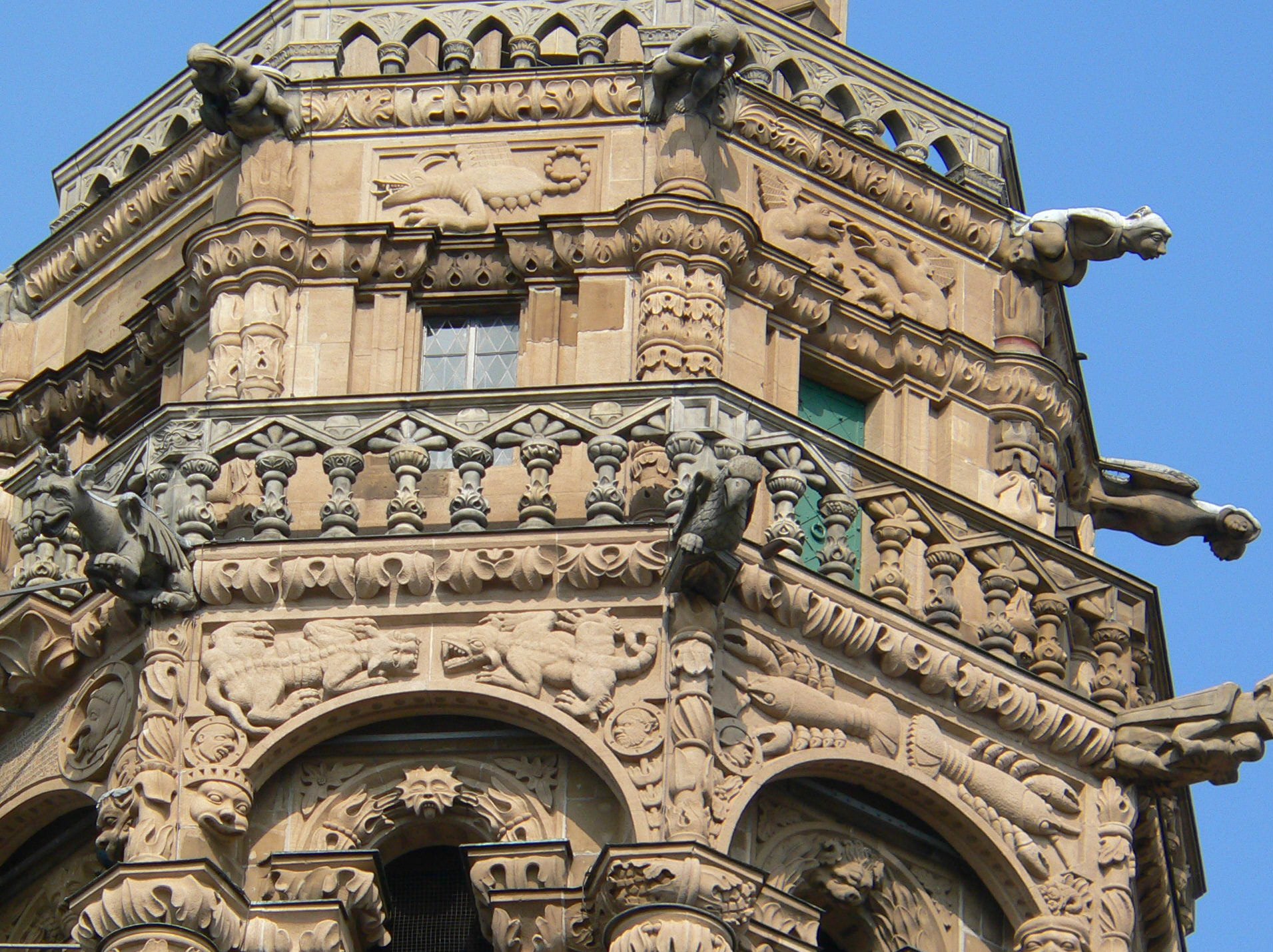
Kiliansturm mit reichem Bauschmuck

### Nikolaikirche
Die 1351 erstmals erwähnte, heute evangelische Nikolaikirche war ab 1525 die erste Reformationskirche der Stadt. Sie war eine Filialkirche der Kilianskirche, wurde mehrfach profaniert und u. a. als Zeughaus, Waffenlager und Turnhalle genutzt, ist aber seit 1851 wieder eine Kirche, seit 1900/01 mit eigener Pfarrei. Die Nikolaikirche wurde 1944 zerstört und 1949 im Heimatstil wiederaufgebaut.

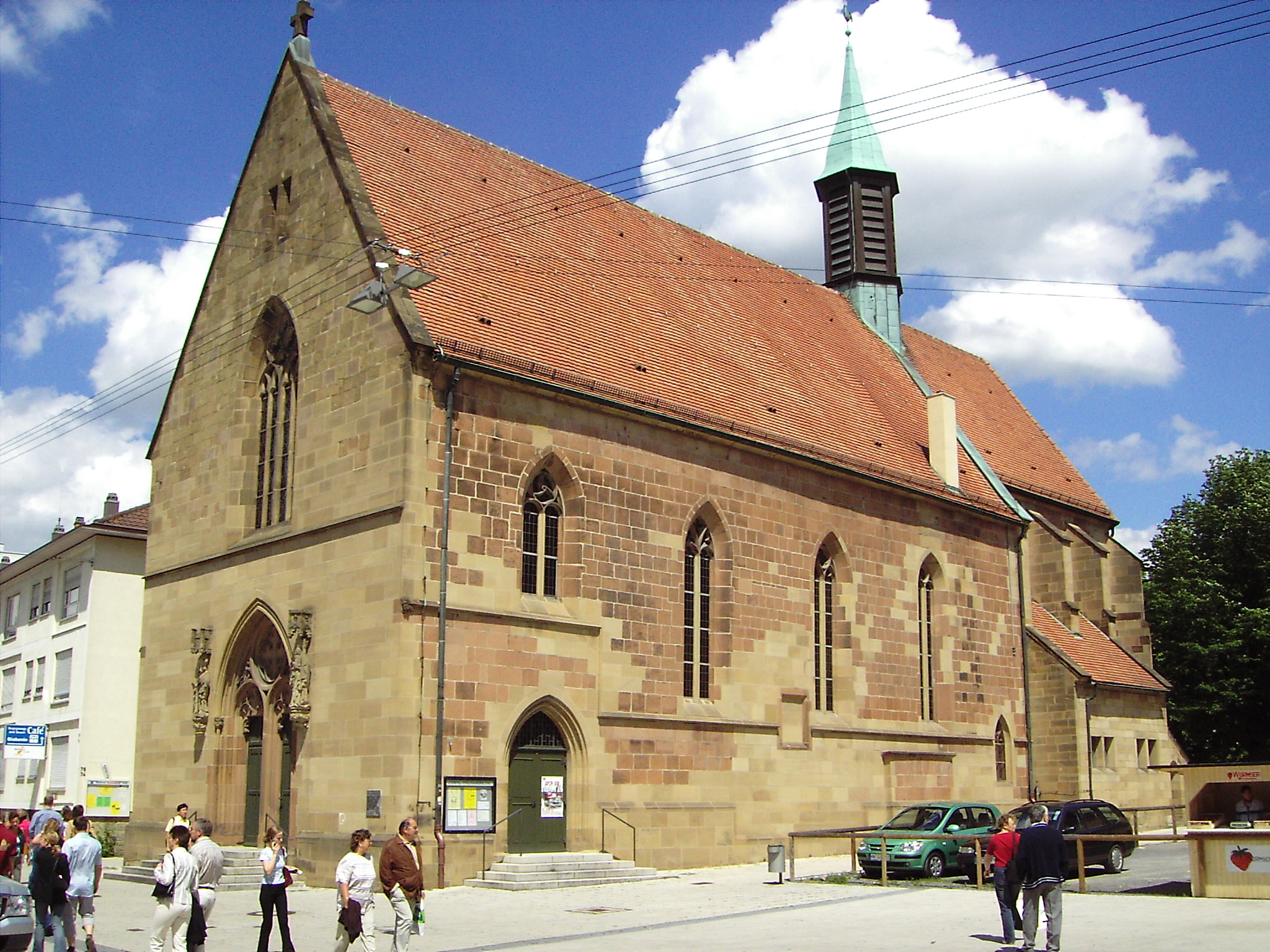
Nikolaikirche
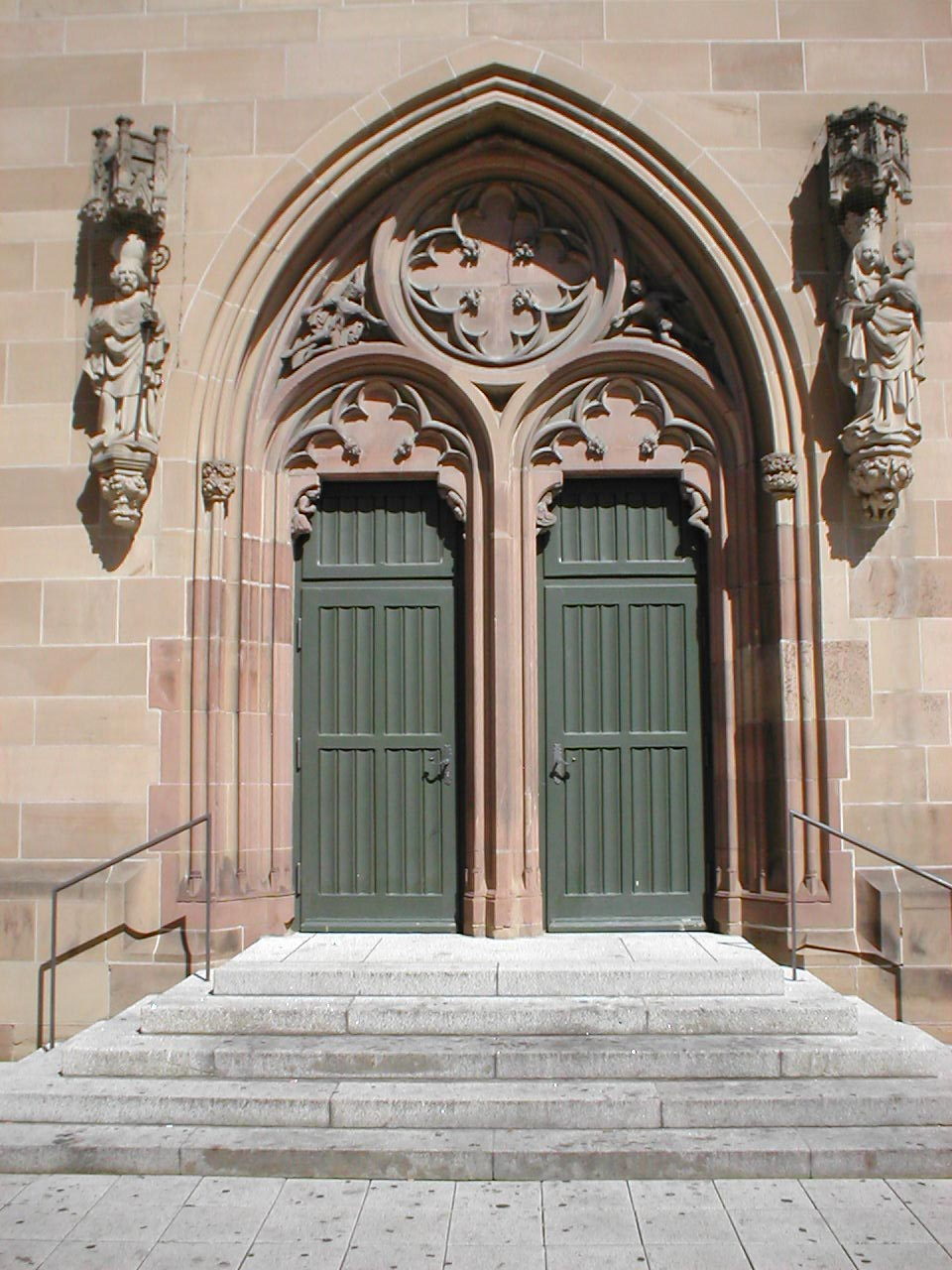
Westportal der Nikolaikirche
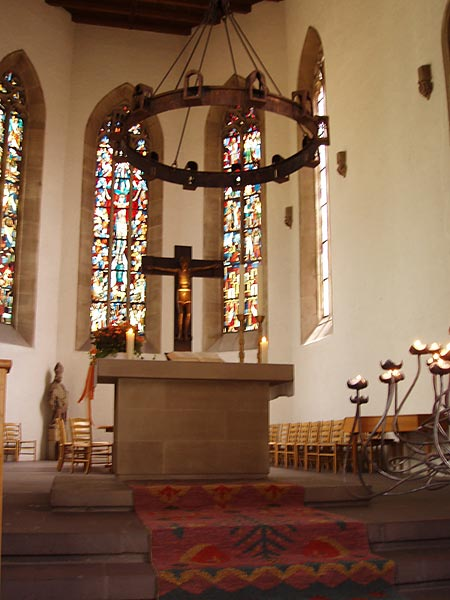
Altar

### Deutschordensmünster
Das katholische Deutschordensmünster St. Peter und Paul im Deutschhof ist seit dem 13. Jahrhundert als Ordenskirche des Deutschen Ordens belegt, war zeitweilig Wallfahrtskirche und wurde 1720 barockisiert und St. Peter und Paul geweiht. Die Kirche wurde 1944 zerstört und 1951 wiederaufgebaut. Heute ist das inzwischen mehrfach renovierte und 1977 zum Münster erhobene Bauwerk die Hauptkirche der Heilbronner Katholiken. Besondere Verehrung erfährt die in der Turmchorkapelle verwahrte Heilbronner Madonna.

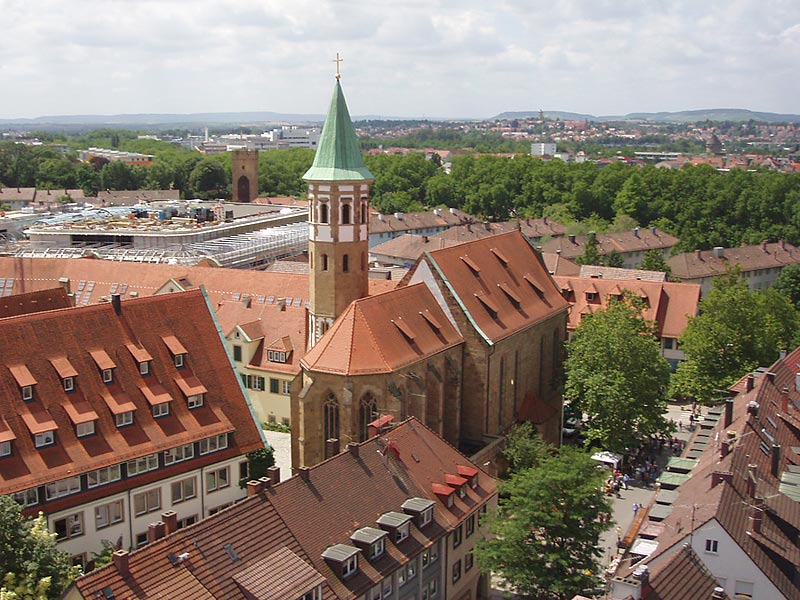
Deutschordensmünster
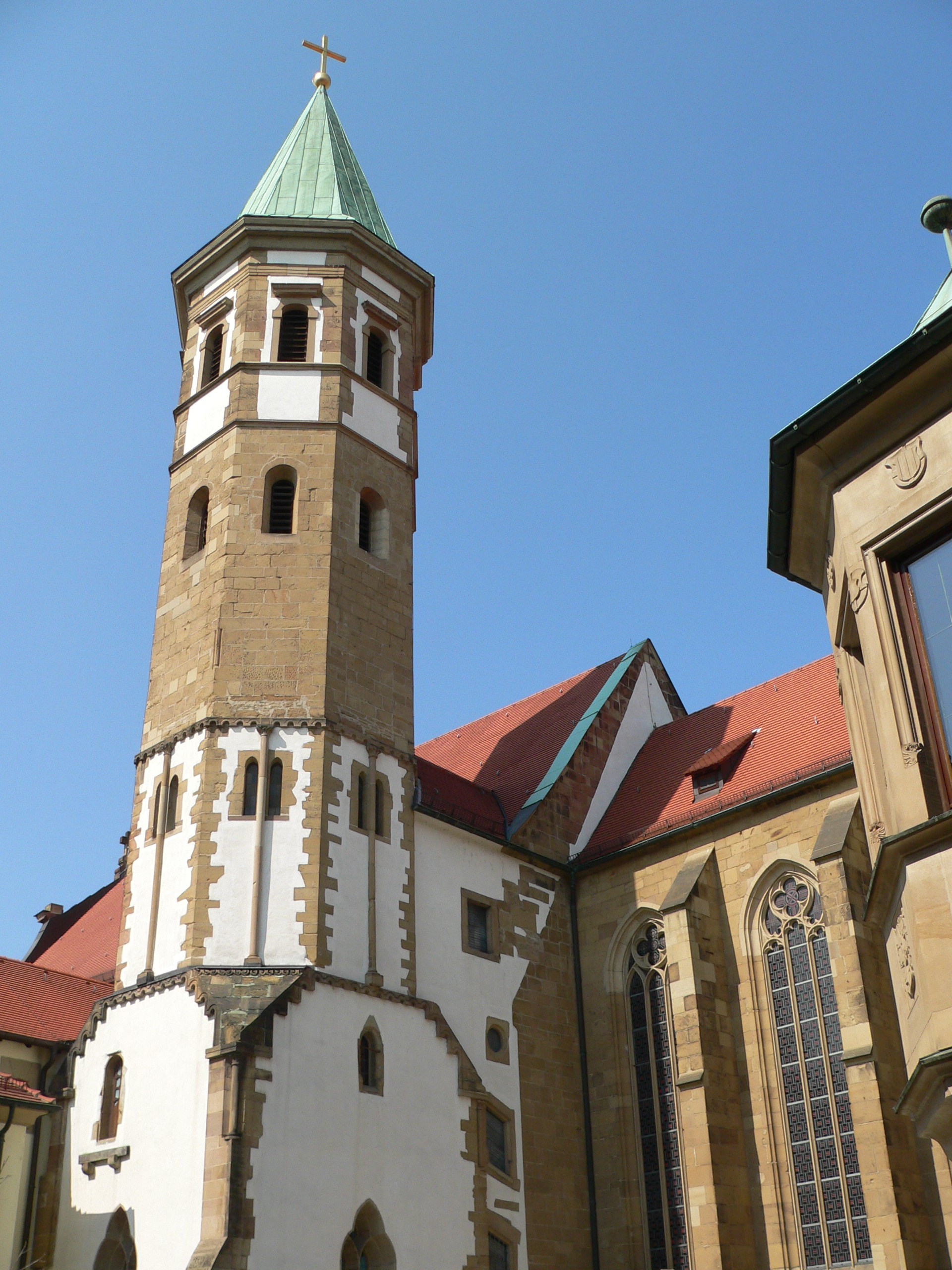
Turm des Deutschordensmünsters
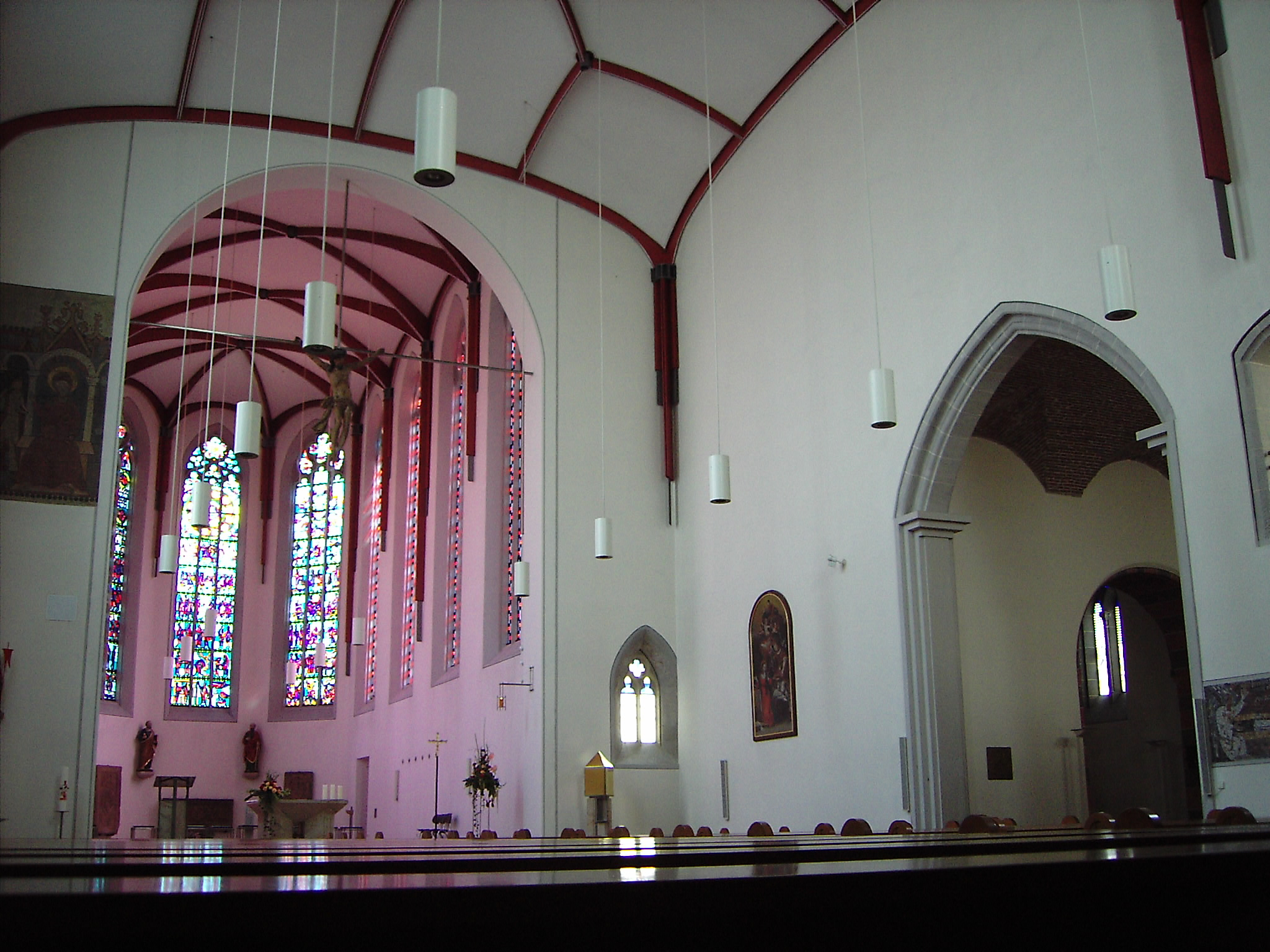
Blick zum Chor
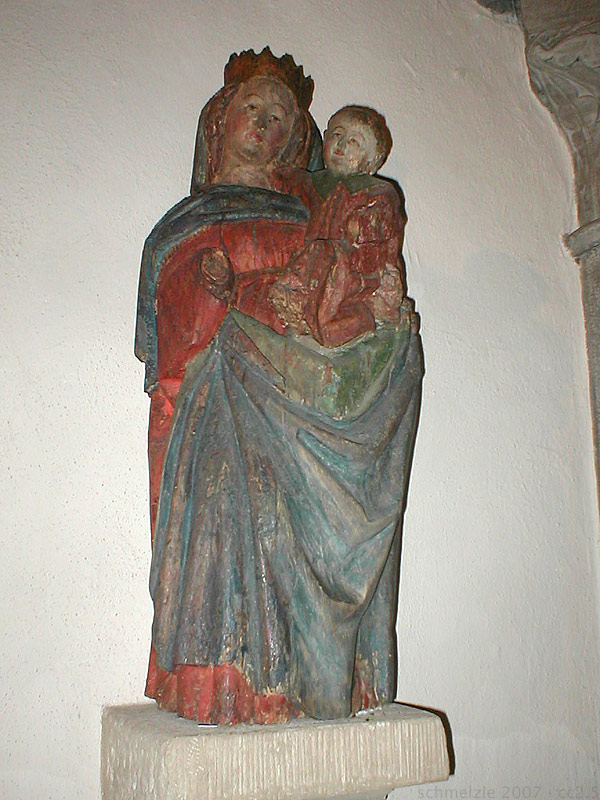
Heilbronner Madonna

### Weitere Kirchen

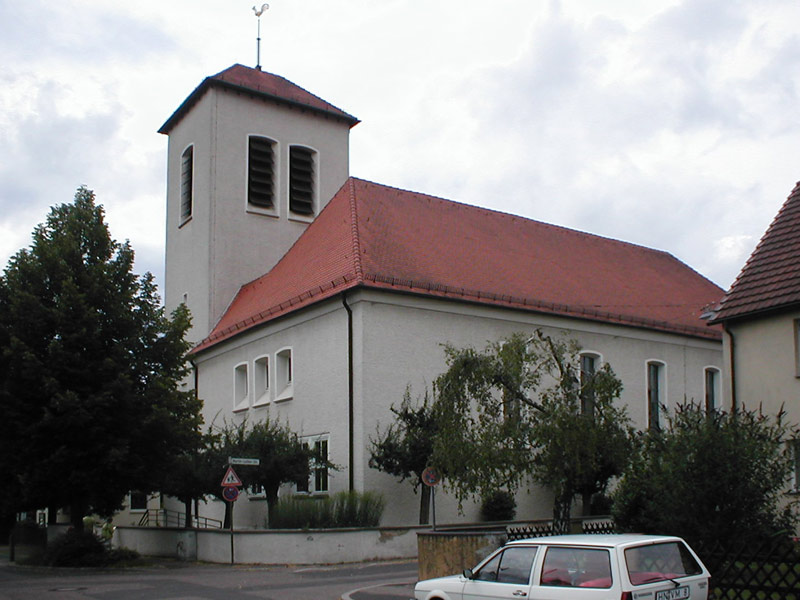
Martin-Luther-Kirche

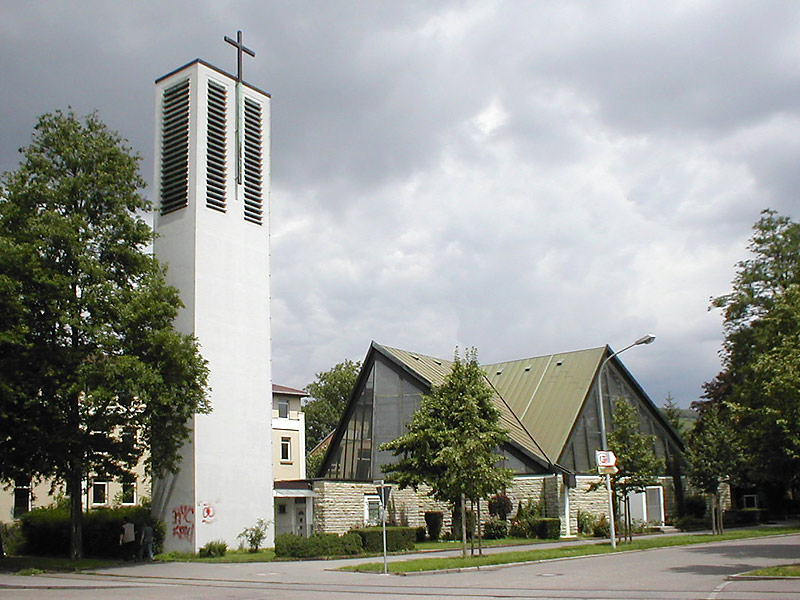
Die Aukirche war die erste einer Reihe moderner Kirchen in Heilbronn.

- Die kath. Kirche St. Augustinus liegt südöstlich an der B 39 (Paul-Göbel-Straße) und wurde 1926 als wuchtiges Schiff in Werksteinsicht von Hans Herkommer im expressionistischen Stil entworfen. Nach den Zerstörungen im Zweiten Weltkrieg bauten sie in vereinfachter Form Hans Herkommer und sein Sohn Jörg wieder auf.
- Die Martin-Luther-Kirche (ev.) wurde am 17. Juni 1934 geweiht. Am 28. November 1948 wurde die Kirche nach ihrer teilweisen Zerstörung wieder eingeweiht; es fanden jedoch auch schon im zerstörten Bau bereits wieder Gottesdienste statt.[2]
- Die Wichernkirche (ev.) wurde 1948 nach Typenentwurf von Otto Bartning im Rahmen des Notkirchen-Programms als Ersatz für die im Zweiten Weltkrieg zerstörte Friedenskirche errichtet.
- Die Kirche St. Maria Immaculata (kath.) wurde 1947 am Südbahnhof als Filiale der zerstörten und erst 1951 wiederaufgebauten Deutschordenskirche erbaut.
- Die Aukirche (griech.-orth.) im Industriegebiet wurde anstelle einer 1907 erbauten und 1944 zerstörten evangelischen Kirche 1957 von dem Architekten Gustav Ernst Kistenmacher und dem Ingenieur G. Störzbach in charakteristischer Zeltform erbaut. Bei ihrer Einweihung war die Kirche die nach ihrer Gestalt modernste Kirche der Stadt. Das Gebäude wird inzwischen von der griechisch-orthodoxen Gemeinde genutzt.
- Die Christuskirche (ev.), für die evangelische Südgemeinde Heilbronn 1962 gebaut, hat einen ähnlichen rechteckigen Kirchturm wie die vorige. Die Kreuzigungsgruppe im Altarraum gestaltete Karl Hemmeter.
- Die Kreuzkirche (ev.) wurde von R. Krauter und dem Architekten Fritz Holl 1964 am Hohrain erbaut und hat ebenfalls einen modernen, rechteckigen Kirchturm.
- Die Wartbergkirche (ev.), 1967 nach Plänen von Rudolf Gabel mit einem rechteckigen Turm wie die anderen drei zuvor errichteten neuen evangelischen Kirchen und zeltförmigem Dach wie die Aukirche errichtet, gehört heute zur selben Kirchengemeinde wie diese.
- Die Pauluskirche (ev.-meth.) in der Karlstraße war Teil eines multifunktionellen mehrstöckigen Geschäftsgebäudes. Es wurde 2017 verkauft und der Kirchenraum abgerissen.
- Die Mor-Ephräm-Kirche in der John-F.-Kennedy-Straße war die Kirche der einst hier stationierten amerikanischen Truppen und wurde 1995 von der syrisch-orthodoxen Gemeinde erworben.
- Die Neuapostolische Kirche auf der Pfühlstraße ist die größte der fünf neuapostolischen Kirchengebäude in Heilbronn und die Hauptgemeinde des Kirchenbezirks, der 23 Gemeinden in der Stadtumgebung angehören.
- Das Gebäude in der Schillerstraße 29 wurde nach dem Zweiten Weltkrieg als evangelisches Gemeindehaus mit zwei Kirchenräumen für 250 Personen errichtet. Nach dem Ende der Nutzung als Notkirche diente es u. a. als städtisches Jugendhaus, heute beherbergt es eine Kindertagesstätte.

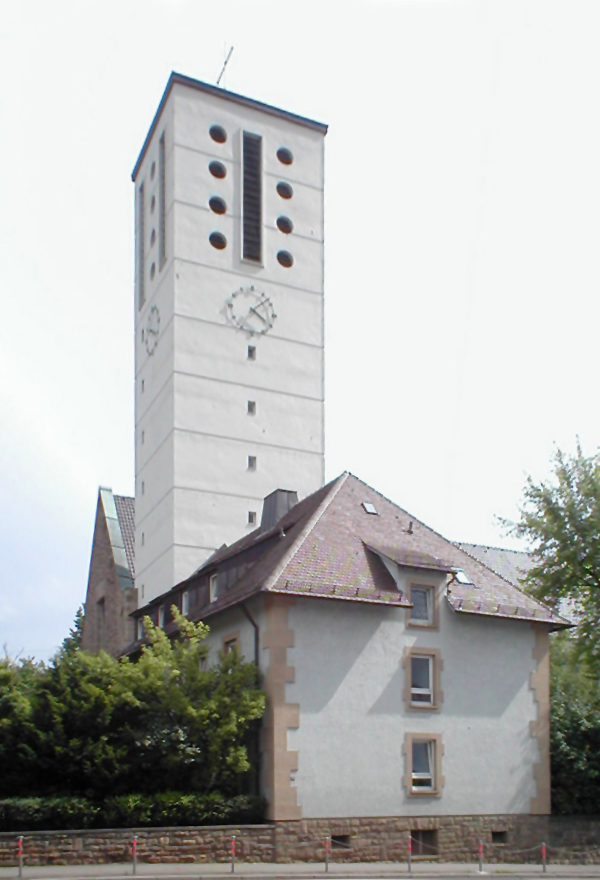
Augustinuskirche
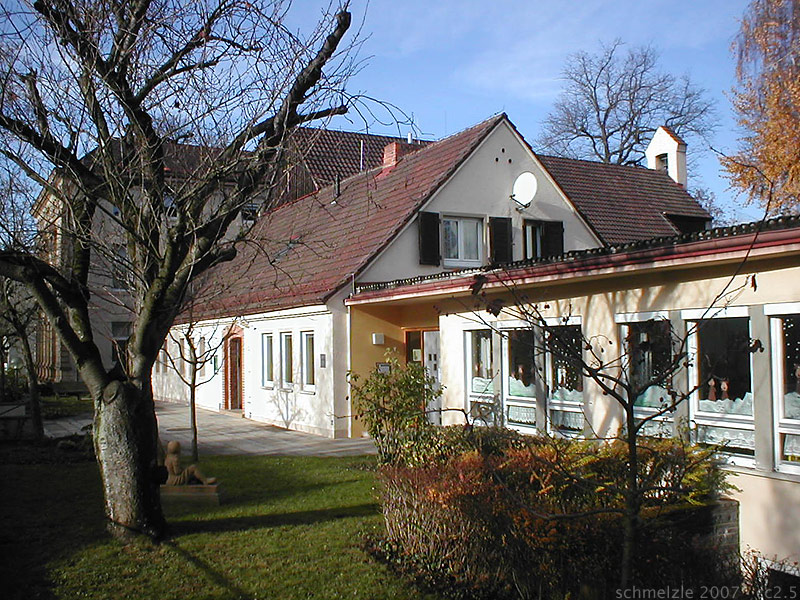
Wichernkirche
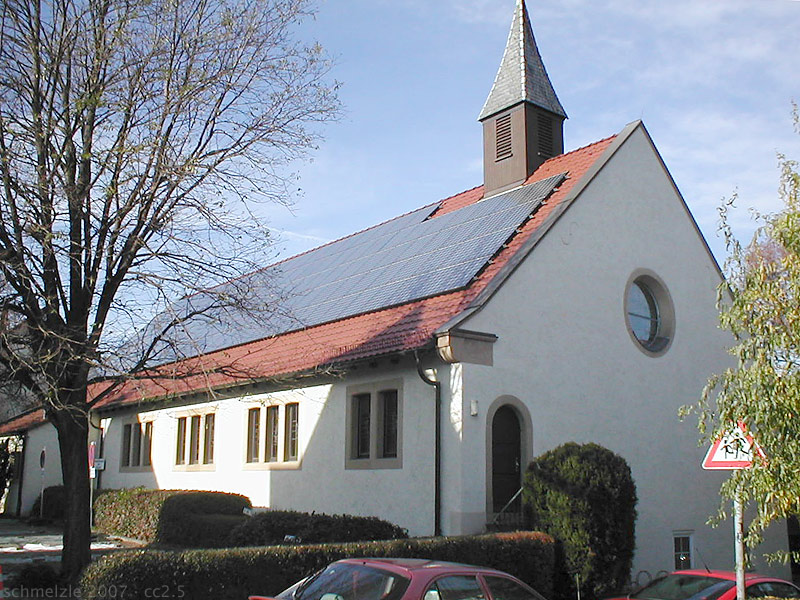
St. Maria Immaculata
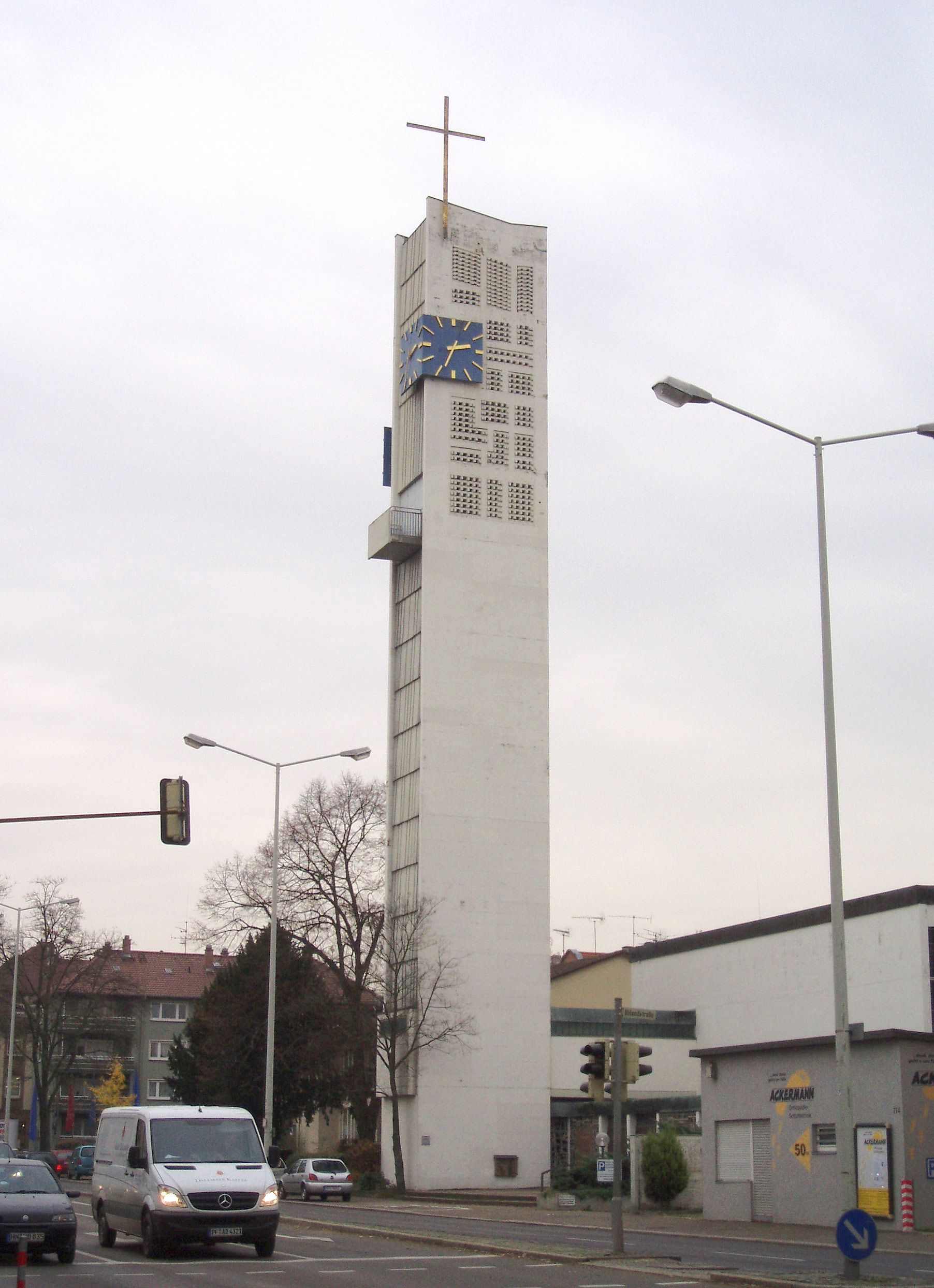
Christuskirche
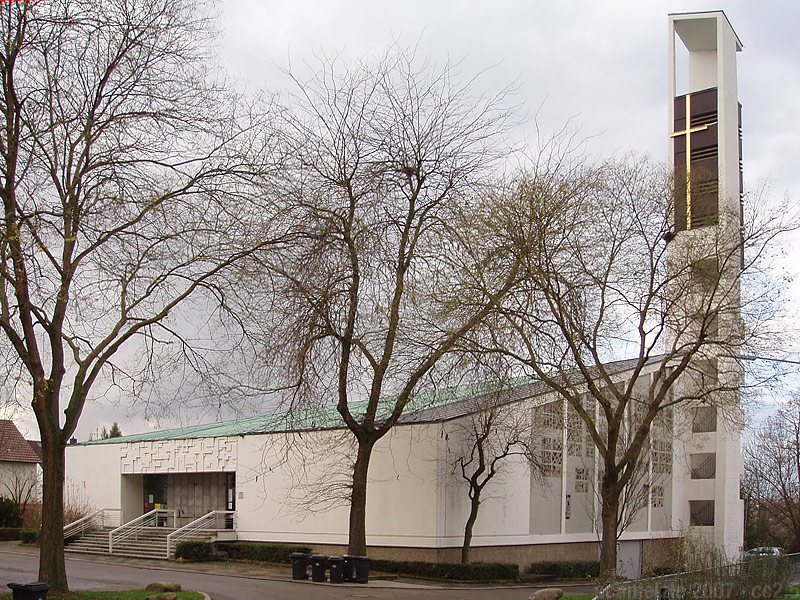
Kreuzkirche
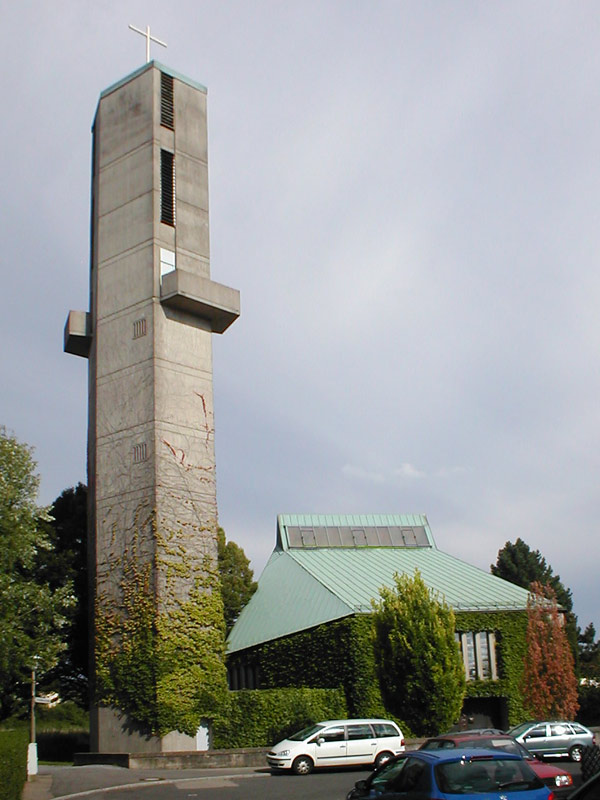
Wartbergkirche
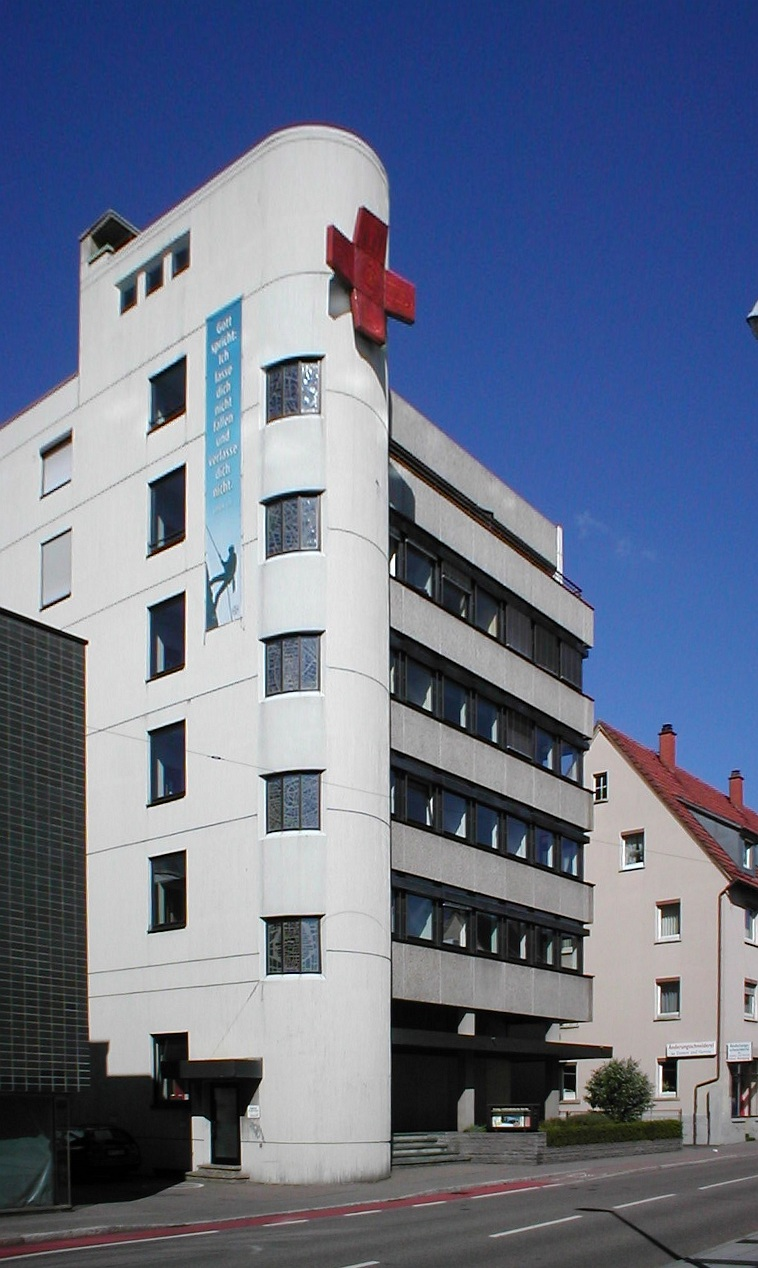
Pauluskirche
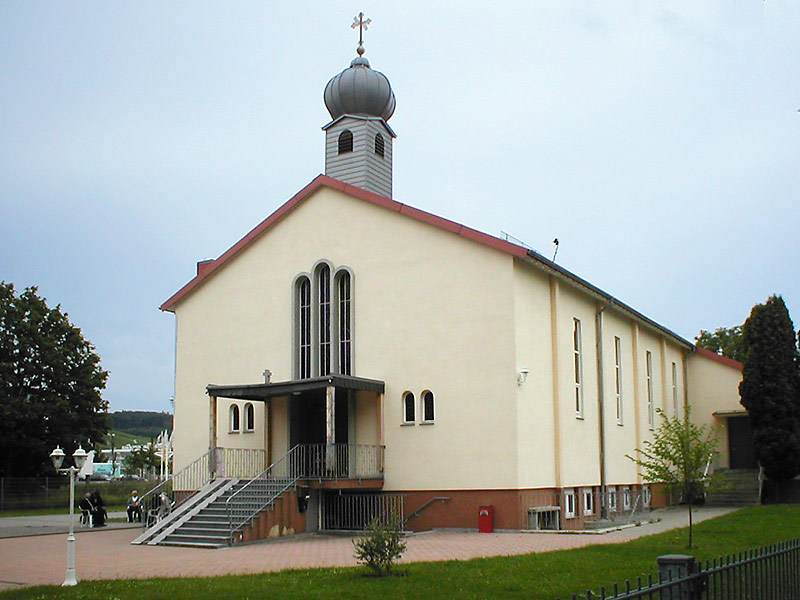
Mor-Ephräm-Kirche
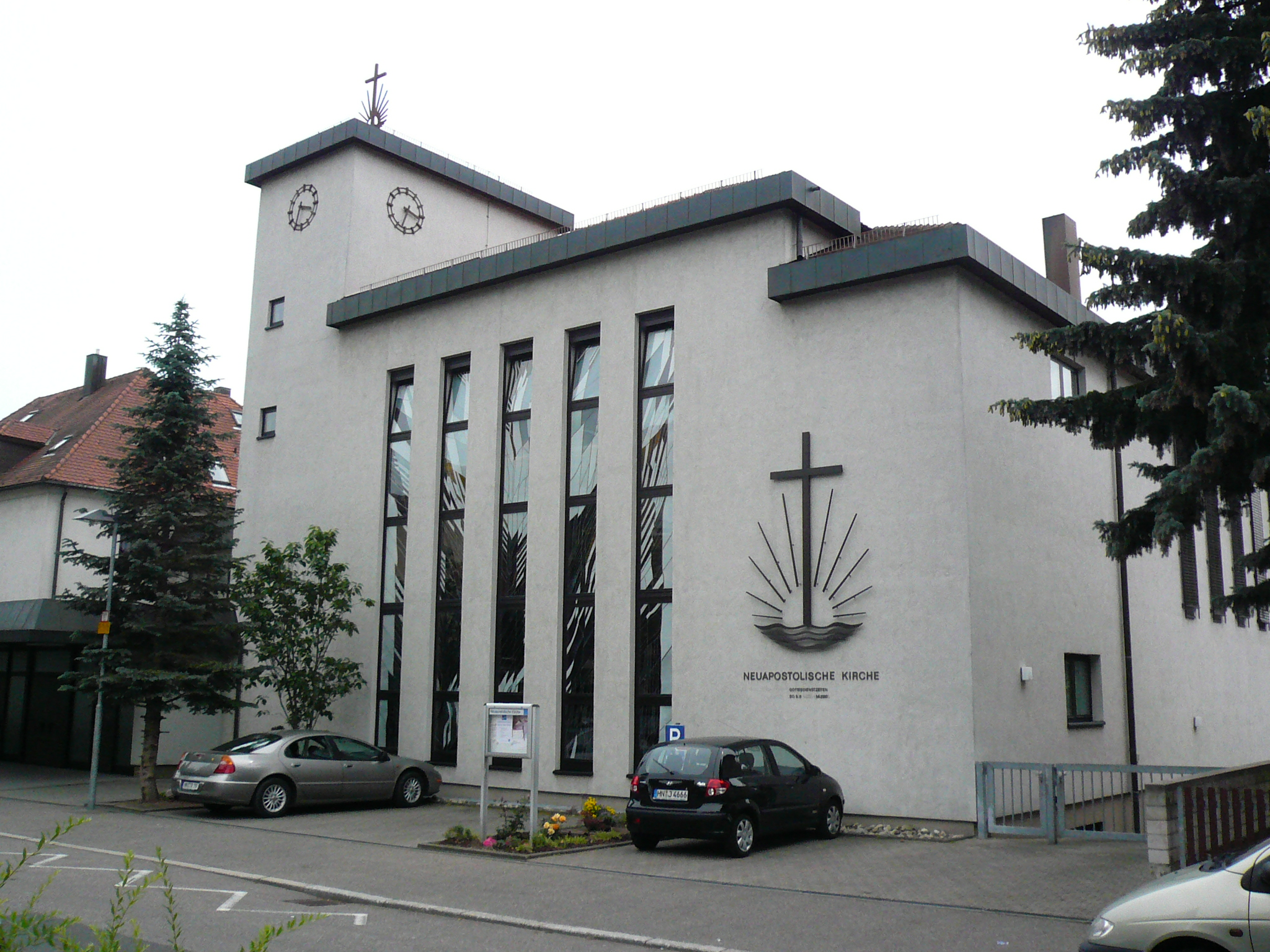
Neuapostolische Kirche

### Friedhöfe und Grabdenkmäler

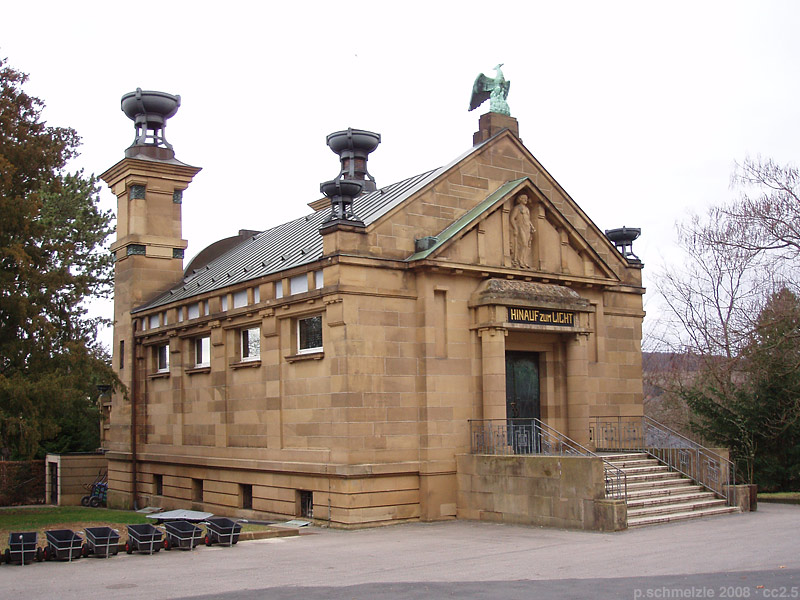
Krematorium von 1905 im Hauptfriedhof

Auf dem 1530 angelegten und bis 1882 belegten Alten Friedhof sind 225 historische Grabdenkmäler erhalten, darunter viele von bedeutenden Heilbronner Persönlichkeiten. Auf dem 1882 angelegten Heilbronner Hauptfriedhof stehen außer bedeutenden Grabdenkmälern die historistisch mit massiven Säulen-Vorbauten versehenen Hauptgebäude und das von Emil Beutinger 1905 erbaute Krematorium. Der Jüdische Friedhof besteht seit 1867 und wird bis in die Gegenwart belegt. Der Ehrenfriedhof ist Grabanlage für die rund 6500 Opfer des Luftangriffs auf Heilbronn.

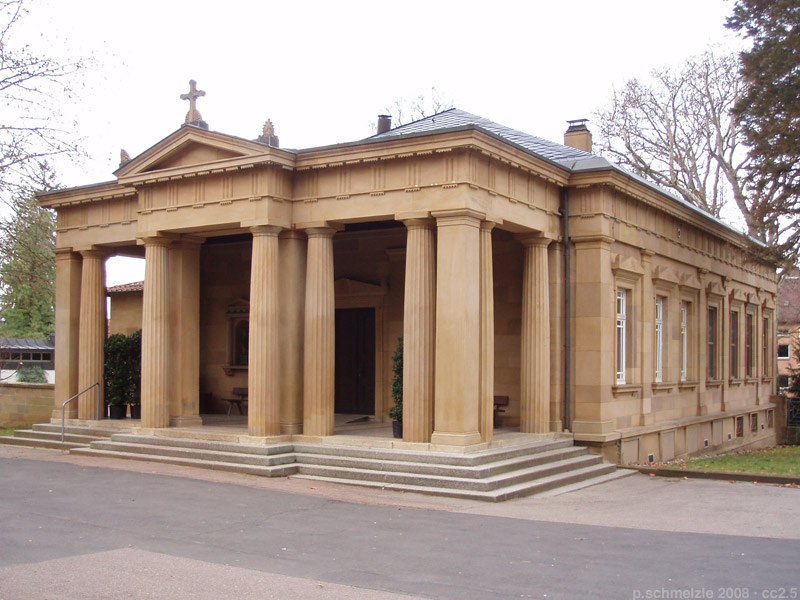
Eines der Hauptgebäude des Hauptfriedhofs
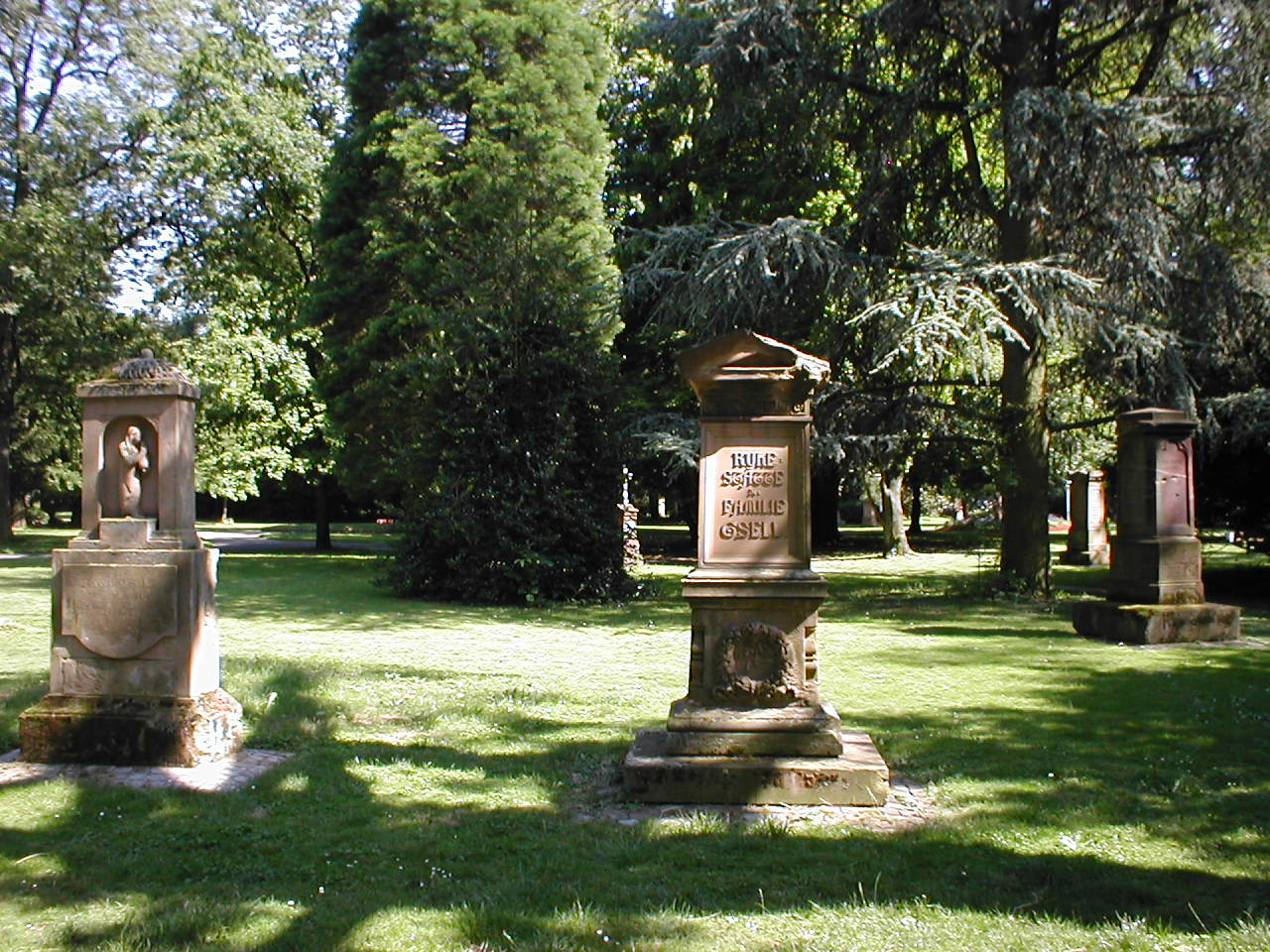
Historische Grabmale im Alten Friedhof
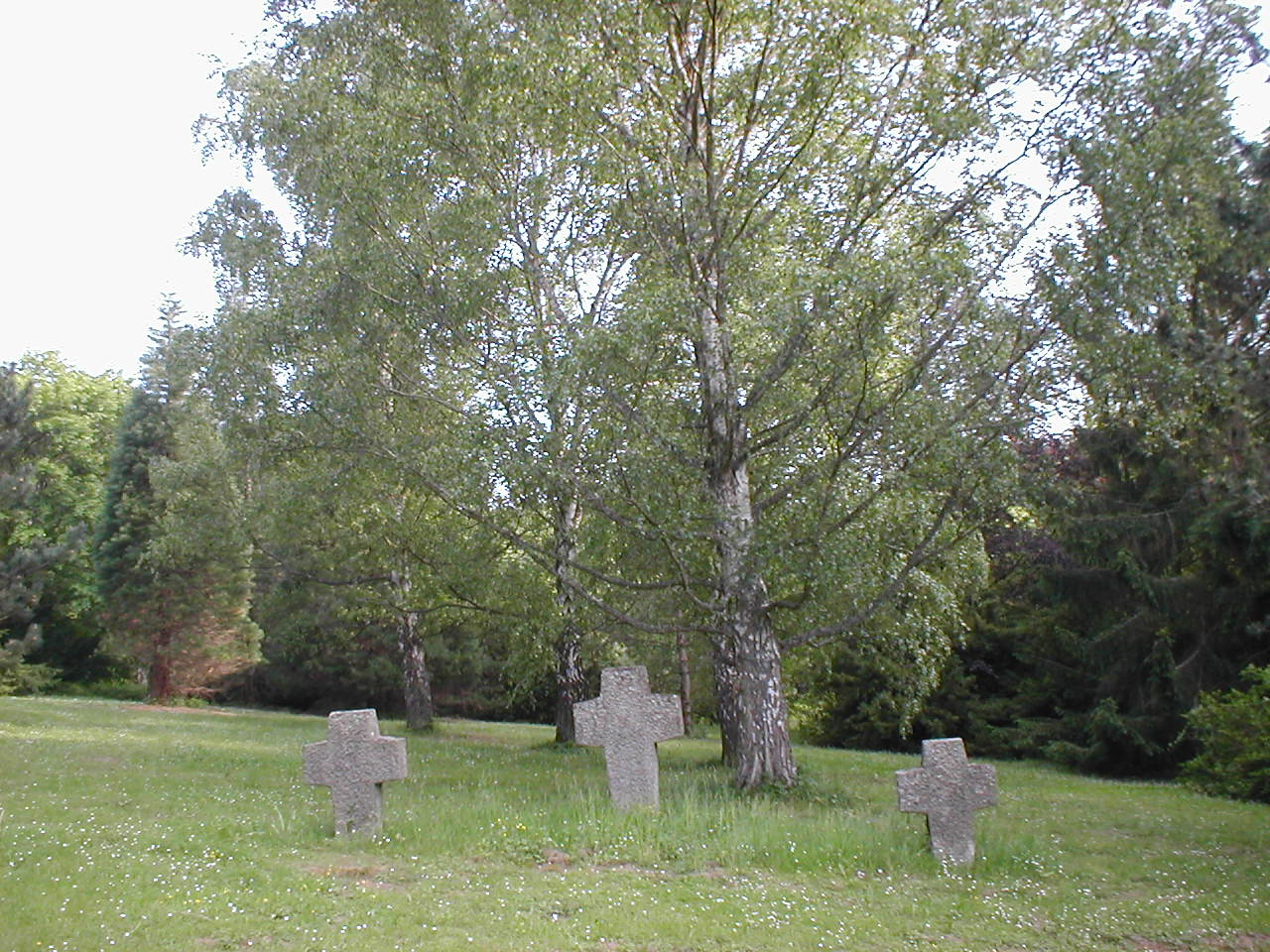
Steinkreuze im Ehrenfriedhof

## Türme
Als Goethe die Stadt im 18. Jahrhundert besuchte, soll die Heilbronner Stadtmauer noch von zehn Türmen bewehrt gewesen sein. Von ihnen sind heute nur noch der Bollwerks- und der Götzenturm erhalten, die die Neckarseite der mittelalterlichen Stadt flankierten. Weithin sichtbar ist auch der ehemalige Wachturm auf dem Wartberg über der Stadt. An einem der höchsten Punkte des Stadtgebiets liegt der Schweinsbergturm im Wald versteckt.

### Wartbergturm

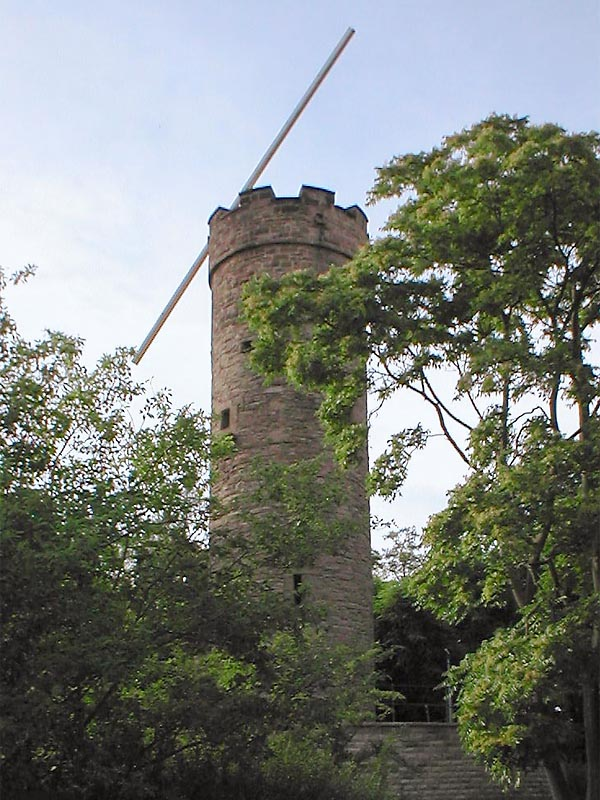
Wartbergturm mit Lichtskulptur

Der Wartbergturm wurde im 12. Jahrhundert als Wachturm auf dem nördlich der Stadt gelegenen Wartberg angelegt. Von dort lässt sich das gesamte Neckarbecken überblicken, umgekehrt ist der Turm fast im gesamten Stadtgebiet zu sehen. Der, ausgehend vom umliegenden Gelände gemessene, ca. 22,5 Meter hohe Turm war seit dem 15. Jahrhundert von einem kegelförmigen Dach bekrönt und trug einen beweglichen Signalknopf. Dieser konnte auf- und abgelassen werden und zeigte Alarmsignale an, später dann den Beginn und das Ende des Arbeitstages. Zuletzt diente bis um 1860 ein kugelförmiger Korb diesem Zweck. Der Turm erhielt seine Zinnen erst durch eine Restaurierung 1863–68. Seit 2002 ist die Lichtskulptur Sonnenstrahl für Heilbronn des Niederländers Jan van Munster auf ihm installiert.
Die Wartberggaststätte am Turm besteht seit 1792.

### Bollwerksturm

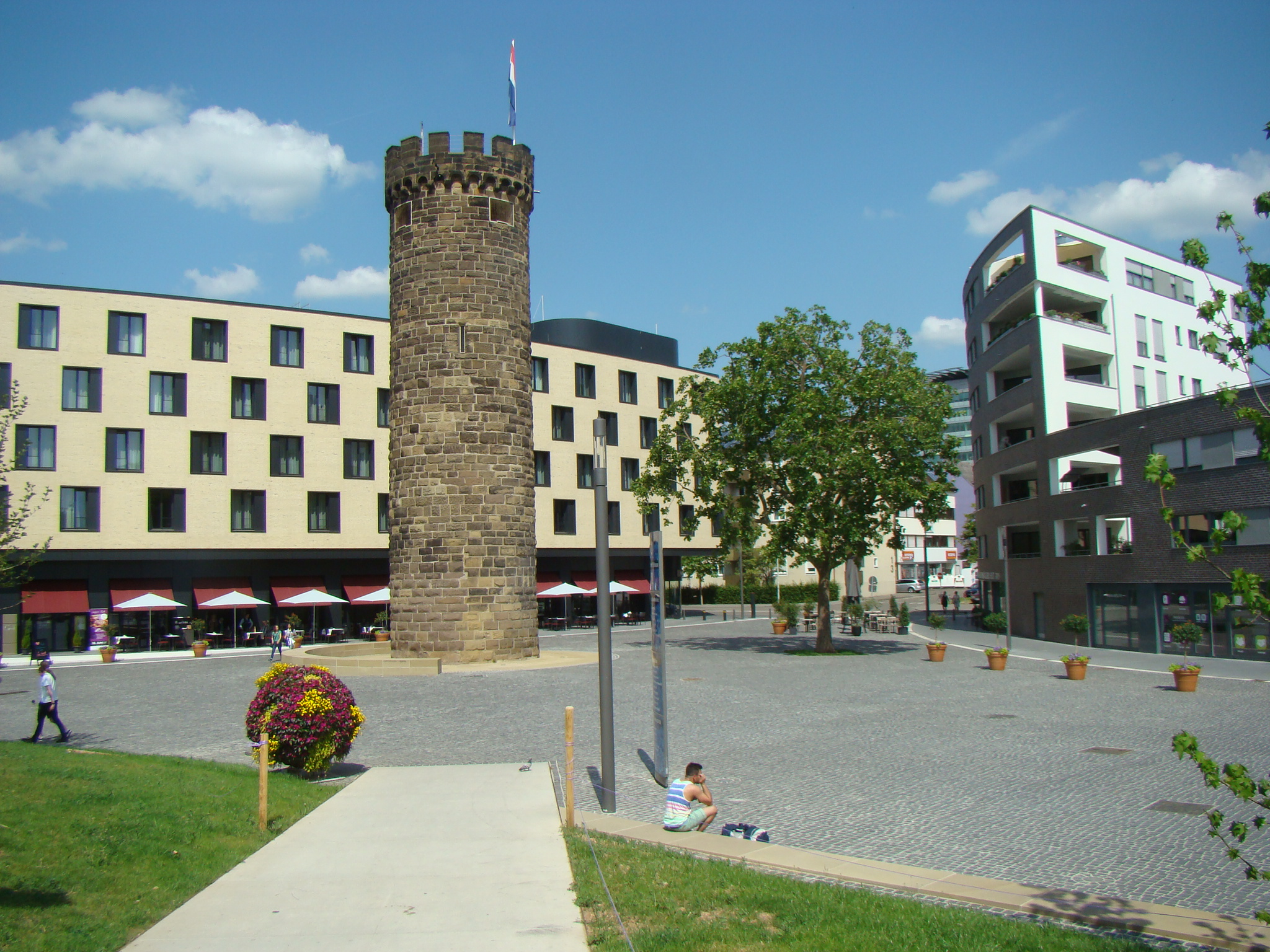
Bollwerksturm

Der Bollwerksturm geht auf die staufische Stadtbefestigung von Heilbronn zurück. Der an der nordwestlichen Ecke der Stadtmauern gelegene Turm wurde ehemals auch Hexenturm genannt; in ihm wurden mitunter Ehebrecherinnen oder Kindsmörderinnen inhaftiert, bevor sie hingerichtet wurden. Nachdem im Jahr 1519 der Krieg zwischen dem Schwäbischen Bund und Herzog Ulrich von Württemberg entbrannt war, wurde Götz von Berlichingen am 11. Mai 1519 vom Schwäbischen Bund gefangen genommen. Die Stadt Heilbronn setzte ihn über Nacht im Hexenturm fest, ehe er auf Einspruch des Franz von Sickingen und Georgs von Frundsberg den Aufenthalt im Turmgefängnis gegen „ritterliche Haft“ im „Gasthaus zur Krone“ tauschen durfte.
Der Name Bollwerksturm stammt aus der Zeit des Dreißigjährigen Krieges, währenddessen Schweden und Franzosen um das Jahr 1643 ein Bollwerk zur besseren Verteidigung der Stadt errichteten. Ein bekannter Stich von Matthaeus Merian überliefert sein Aussehen; der Bollwerksturm schließt auf ihm die Stadtmauer am Neckar links (im Norden) ab. Die heutige Gestalt des Turmes und auch seine Zinnen erhielt er der Heilbronner Stadtchronik zufolge 1851, spätestens jedoch in den 1860er Jahren.
Der Bollwerksturm befand sich einst so nah am Neckar wie noch heute der Götzenturm, der andere Eckturm der Stadtbefestigung am Neckar im Süden. Nach dem Luftangriff auf Heilbronn 1944 verfüllte man den Neckar-Altarm beim Bollwerksturm mit einer gewaltigen Menge an Trümmern und überbaute ihn später, so dass sich die ursprüngliche Topographie um den Turm heute nicht mehr erahnen lässt. In der Nachbarschaft des in den 1970er Jahren erbauten Heilbronner Stadtbads war der Bollwerksturm lange Zeit von einer Grünfläche umgeben, bevor auch die unmittelbare Umgebung des Turms ab 2012 mit einem Hotel überbaut wurde.

### Hafenmarktturm

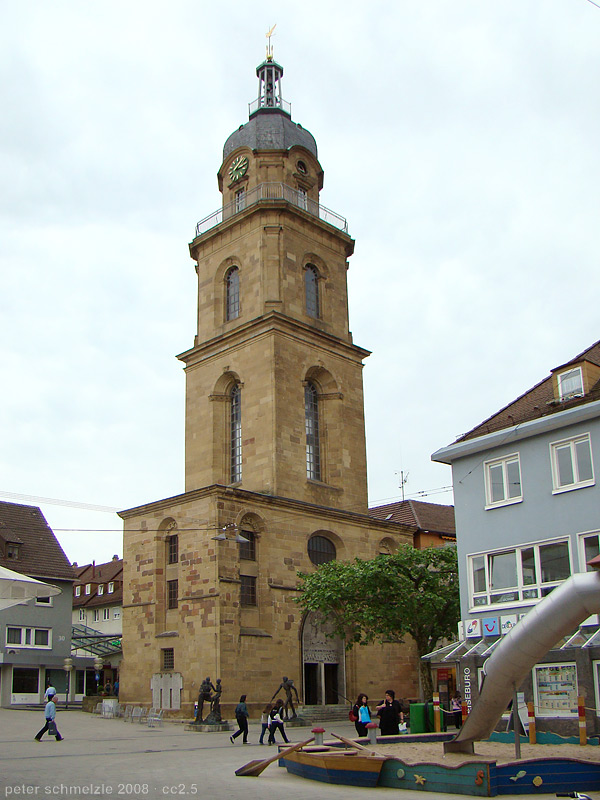
Hafenmarktturm

Der Hafenmarktturm in der Sülmerstraße (Fußgängerzone) geht zurück auf den Turm einer vermutlich 1290 erbauten Marienkirche des seit 1272 in Heilbronn nachgewiesenen Franziskanerklosters am Hafenmarkt. Der Konvent wurde 1544 aufgehoben, worauf man das Klostergebäude zur Schule (Lateinschule, dann Karlsgymnasium, heute Theodor-Heuss-Gymnasium) umwidmete und die Klosterkirche zur evangelischen Kirche. Diese zerstörten 1688 im Pfälzischen Erbfolgekrieg die Franzosen. Den Turm erbaute bis 1727 Baurat Johann Philipp Meyer von neuem, für den Wiederaufbau der gesamten Kirche konnten nicht die nötigen Mittel beschafft werden. Um 1800 diente der Hafenmarktturm dann als Schrotkugelfabrik. In seinem Sockelbereich richtete man 1926 bis 1936 das Ehrenmal für die Toten des Ersten Weltkriegs ein. Im Zuge des Wiederaufbaus nach dem Zweiten Weltkrieg wurde auf der Turmspitze ein Vogel Phönix (Entwurf von Heinrich Röhm 1951) angebracht, im Sockelbereich mit dem Ehrenmal für die Toten des Ersten Weltkriegs aus den 1920er Jahren schuf man 1963 einen Durchgang. Um den Turm herum stehen weitere Denkmäler und Skulpturen. Im Sommer 2011 werden der Turmhelm saniert und das Glockenspiel wieder instand gesetzt.

### Götzenturm

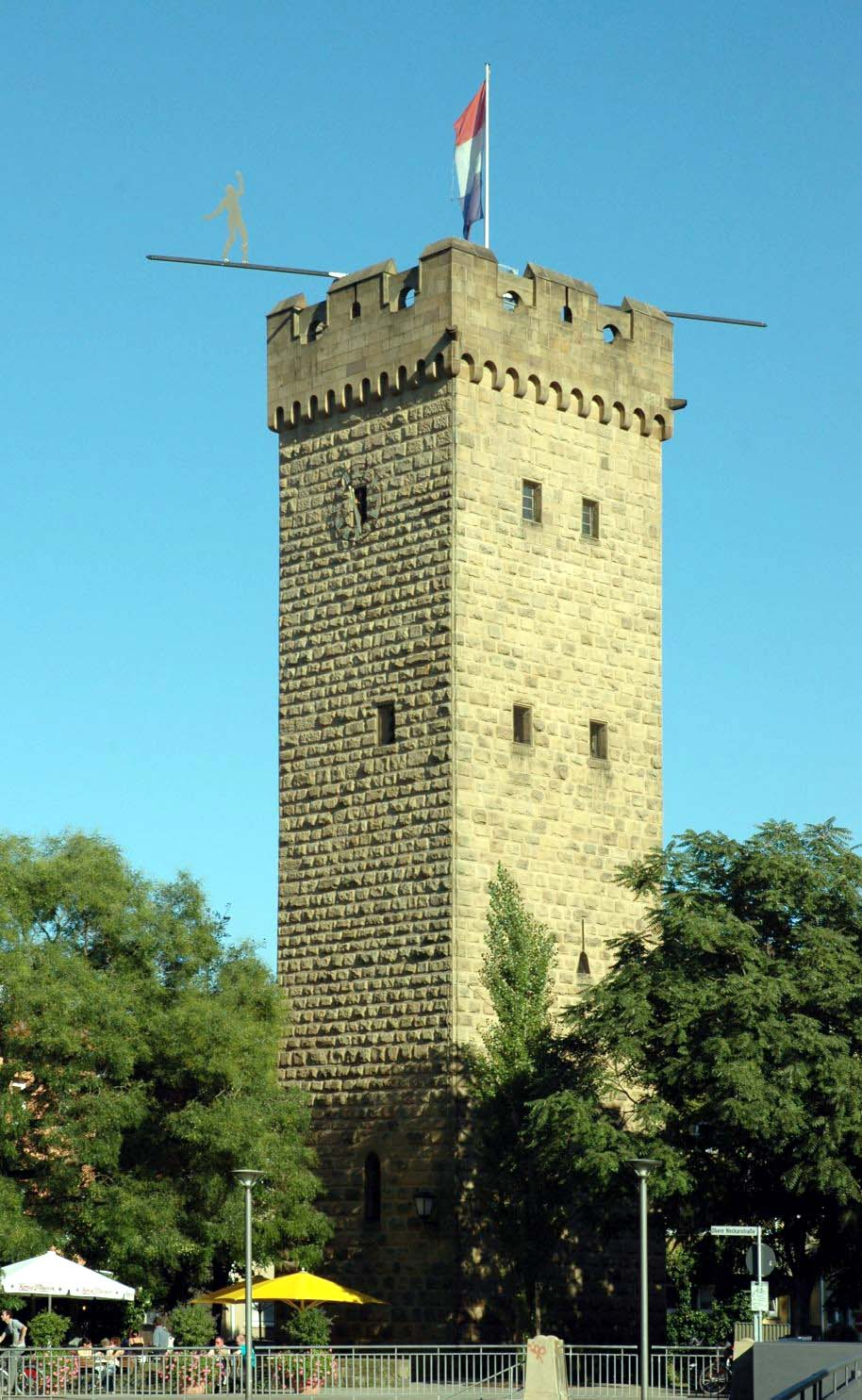
Götzenturm

Der 30 Meter hohe Turm aus Heilbronner Sandstein entstand 1392, vermutlich aus Steinen der 1361 geschleiften Klingenberger Raubritterburg, und schützte die südwestliche Ecke der spätmittelalterlichen Stadtmauer. Als relativ junger Turm der Stadtbefestigung hieß er ursprünglich nur Neuer Turm oder Viereckiger Turm. Als Goethes Drama Götz von Berlichingen, in dem Götz vor einem solchen Turm in Heilbronn stirbt, um 1800 populär wurde, erkundigten sich Reisende häufig nach dem Schauplatz des Dramas. Der historische Götz war zwar in Heilbronn inhaftiert, aber nicht im Neuen Turm, sondern im damals noch Hexenturm genannten Bollwerksturm. Da der Bollwerksturm aber im wenig repräsentativen Färber- und Mühlenviertel der Stadt lag, hat man den gefälliger gelegenen Neuen Turm zum Götzenturm erklärt.
Die heutige Gestalt mit Zinnen zeigt der Turm erst seit Renovierungsmaßnahmen am Ende des 19. Jahrhunderts. Seit der Veranstaltung „Skulpturenallee“ 1985 steht auf den Zinnen des Turms die Skulptur Über dem Abgrund von Hubertus von der Goltz.

### Schweinsbergturm

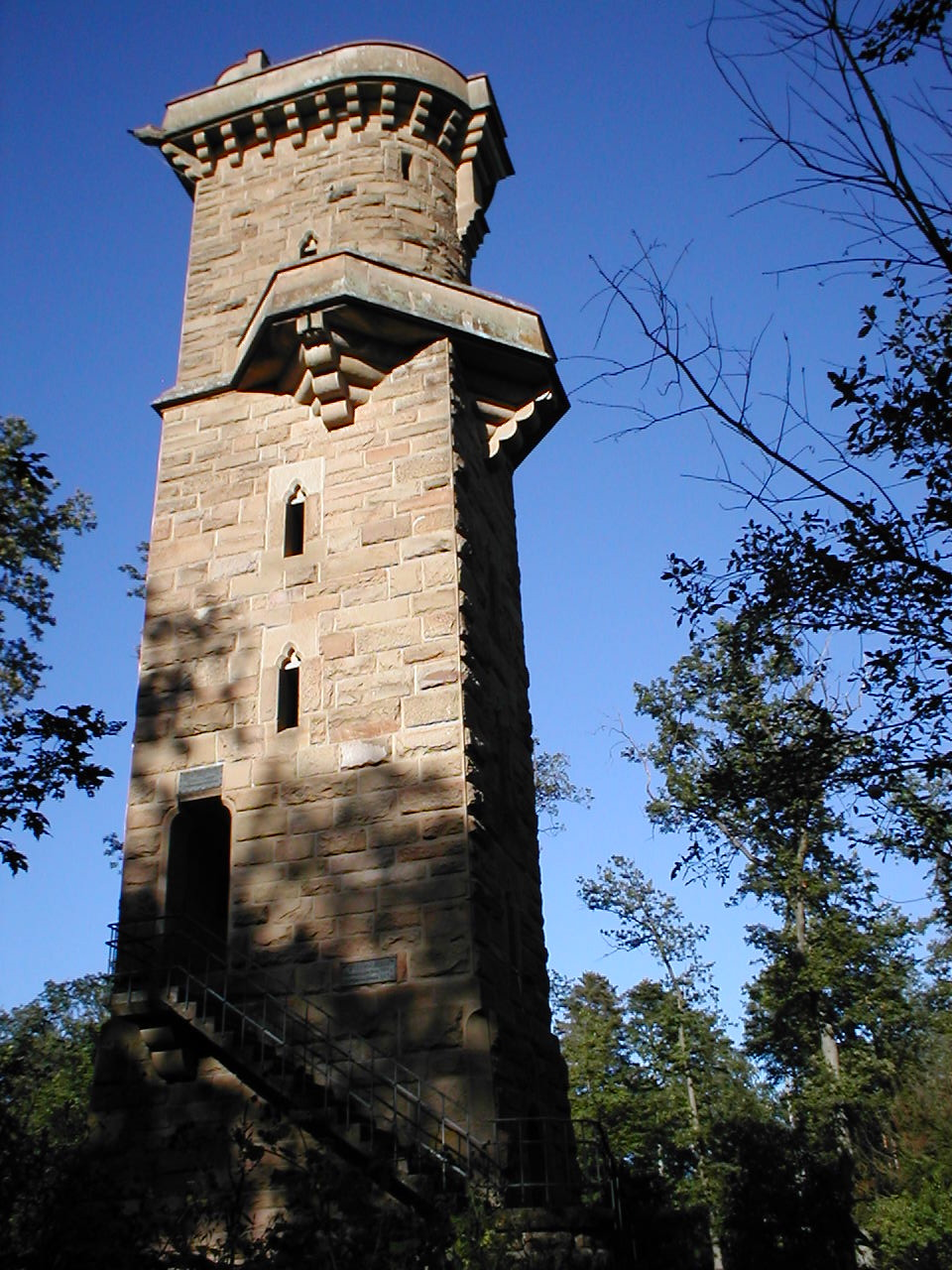
Schweinsbergturm

Der Aussichtsturm auf dem Schweinsberg wurde 1885/86 vom Verschönerungsverein Heilbronn erbaut. Die Pläne des denkmalgeschützten, im Stil des Historismus aus Sontheimer Schilfsandstein erbauten Turms stammten von Ludwig Eisenlohr und Carl Weigle, die Ausführung besorgten der Heilbronner Architekt Hamann und der Sontheimer Werkmeister Eckert. Der Turm ersetzte eine hölzerne Aussichtspyramide, die dort davor bereits rund zehn Jahre gestanden hatte. Aus Kostengründen wurde auf eine im Entwurf vorgesehene Überdachung verzichtet. Das Bauwerk wurde am 8. Mai 1886 in Anwesenheit von Oberbürgermeister Paul Hegelmaier eingeweiht. Der Turm steht auf dem 372,8 m ü. NHN hohen Schweinsberg, der zweithöchsten Erhebung des heutigen Stadtgebiets von Heilbronn, auf einer Höhe von 367 m ü. NHN  und ragt 21 Meter auf. Der Zugang zum Turm verläuft anfangs über eine Außentreppe mit 24 Stufen zum Hocheingang an der Westseite, dann im Innern über eine Steintreppe zu einer südseitig am Turm angebrachten Zwischenplattform und weiter in einem oben am Turm nordseitig eingebauten Treppenturm zur oberen Plattform. Von dieser führt eine schmale Metalltreppe auf eine weitere kleine Plattform auf dem Dach des Treppenturms. Insgesamt sind 114 Stufen zu erklimmen. Von der 20 Meter hoch liegenden oberen Plattform des Turmes auf 387 m ü. NHN waren zum Zeitpunkt seiner Einweihung 15 Städte, 109 Dörfer, 40 Burgen und Schlösser sowie vier Salinen zu sehen. Durch den höheren Baumbestand ist die Aussicht heute etwas eingeschränkt. Unweit des historischen Turmes befindet sich in 371,1 m ü. NHN der 1954 gebaute und 89,2 Meter hohe Fernmeldeturm Heilbronn.

### Theresienturm

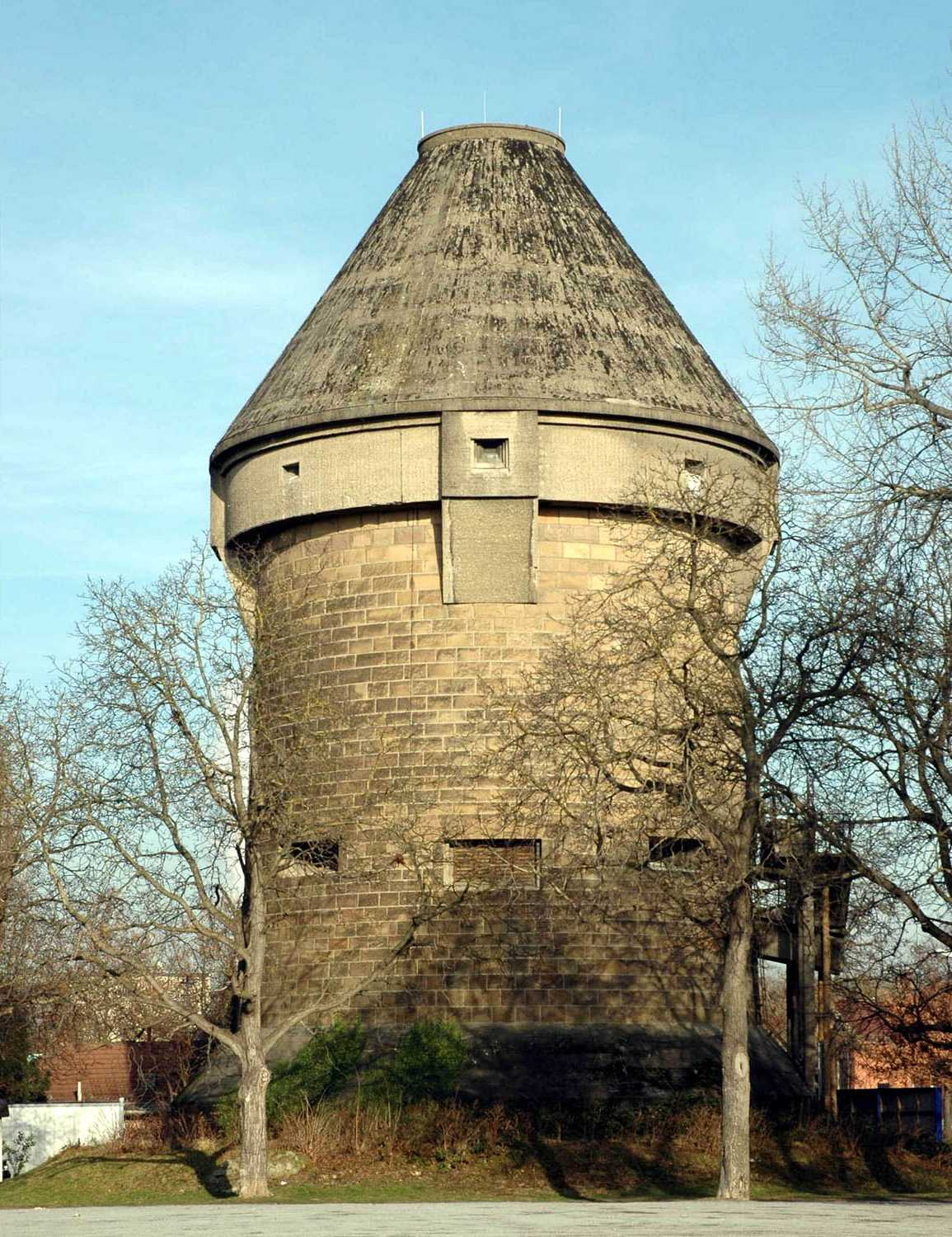
Theresienturm

Der Theresienturm (bis Februar 2016: General-Wever-Turm) wurde im Jahr 1940 auf der Theresienwiese erbaut und danach als Hochraumbunker für den damals noch benachbarten Schlachthof und die umliegenden Wohngegenden genutzt. Er wurde in der so genannten Bauart Dietel von der Firma Dyckerhoff & Widmann aus Düsseldorf errichtet. Namenspatron bis 2016 war der 1936 tödlich verunglückte Generalstabschef der Luftwaffe, General Walther Wever. Der Turm ist 28,50 Meter hoch und verjüngt sich von unten nach oben im Durchmesser von 12 auf 11 Metern. Die Außenwände sind ca. 1,40 Meter dick, das kegelstumpfförmige Dach hat eine Stärke von 2,00 Metern. Im Inneren befinden sich zehn Geschosse, von denen sechs als Mannschaftsräume für je 42 Personen dienten. Der Turm ist außen größtenteils mit Sandstein verkleidet, er überstand die zahlreichen Luftangriffe auf Heilbronn fast ohne Beschädigung.
Von Kriegsende bis 1948 diente der Turm als Notunterkunft für Vertriebene, seitdem steht er leer. Von 1963 bis zum Ende der 80er Jahre trug er eine großflächige Leuchtreklame für das Unternehmen MAN, weswegen der Turm auch als MAN-Turm bekannt ist. Bis 1999 war der Turm noch als Zivilschutzobjekt ausgewiesen. Inzwischen steht er unter Denkmalschutz. Der ursprüngliche Zugang war eine Rampe zum dritten Geschoss. Da man die Zugangsrampe 1951 gesprengt hat, war das Turminnere bis 2019 nicht zugänglich. Auf Initiative der Bürgerstiftung Heilbronn wurde ein neues Eingangsbauwerk erstellt, eine Besichtigung ist nach Voranmeldung möglich. Ein Turm des gleichen Bautyps, der Mozartturm, steht am Hauptbahnhof Darmstadt.

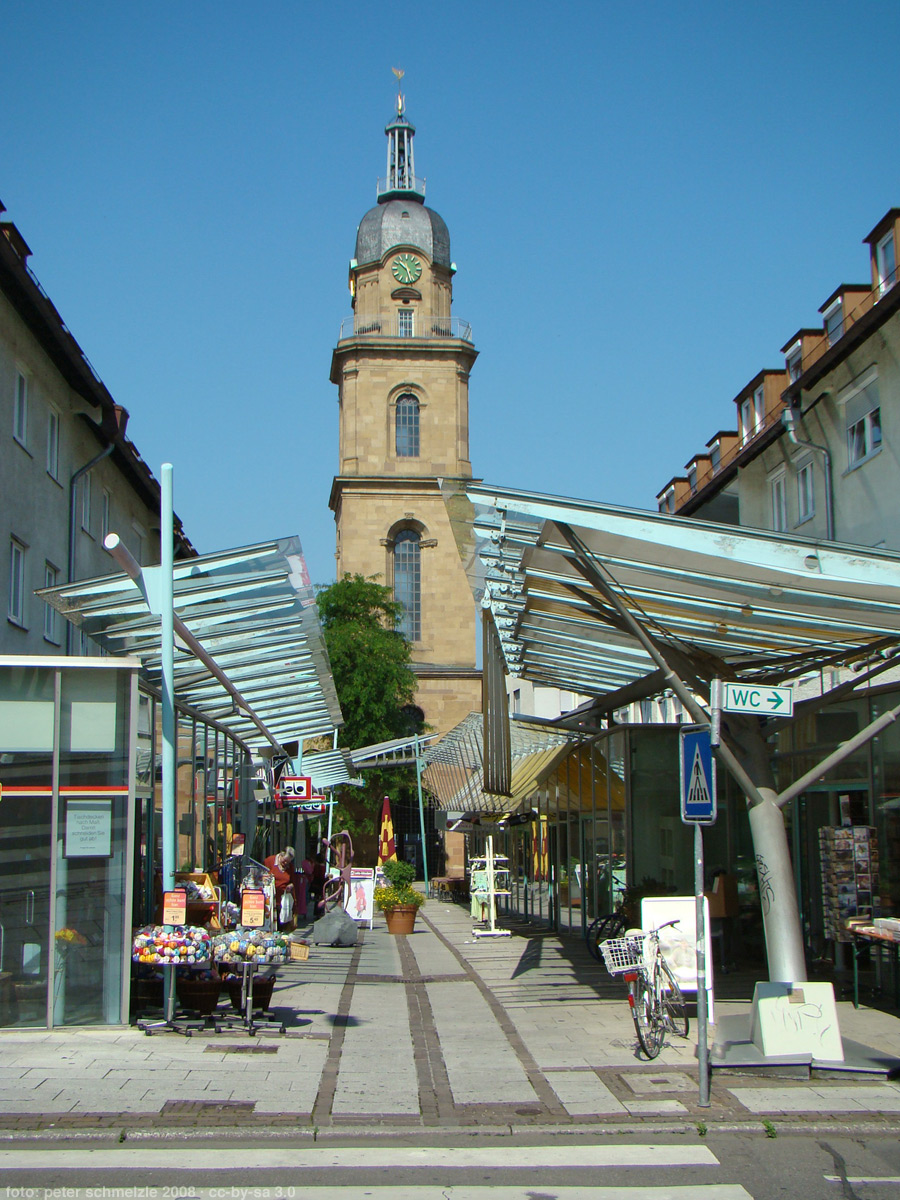
Hafenmarktturm von der Hafenmarktpassage aus gesehen
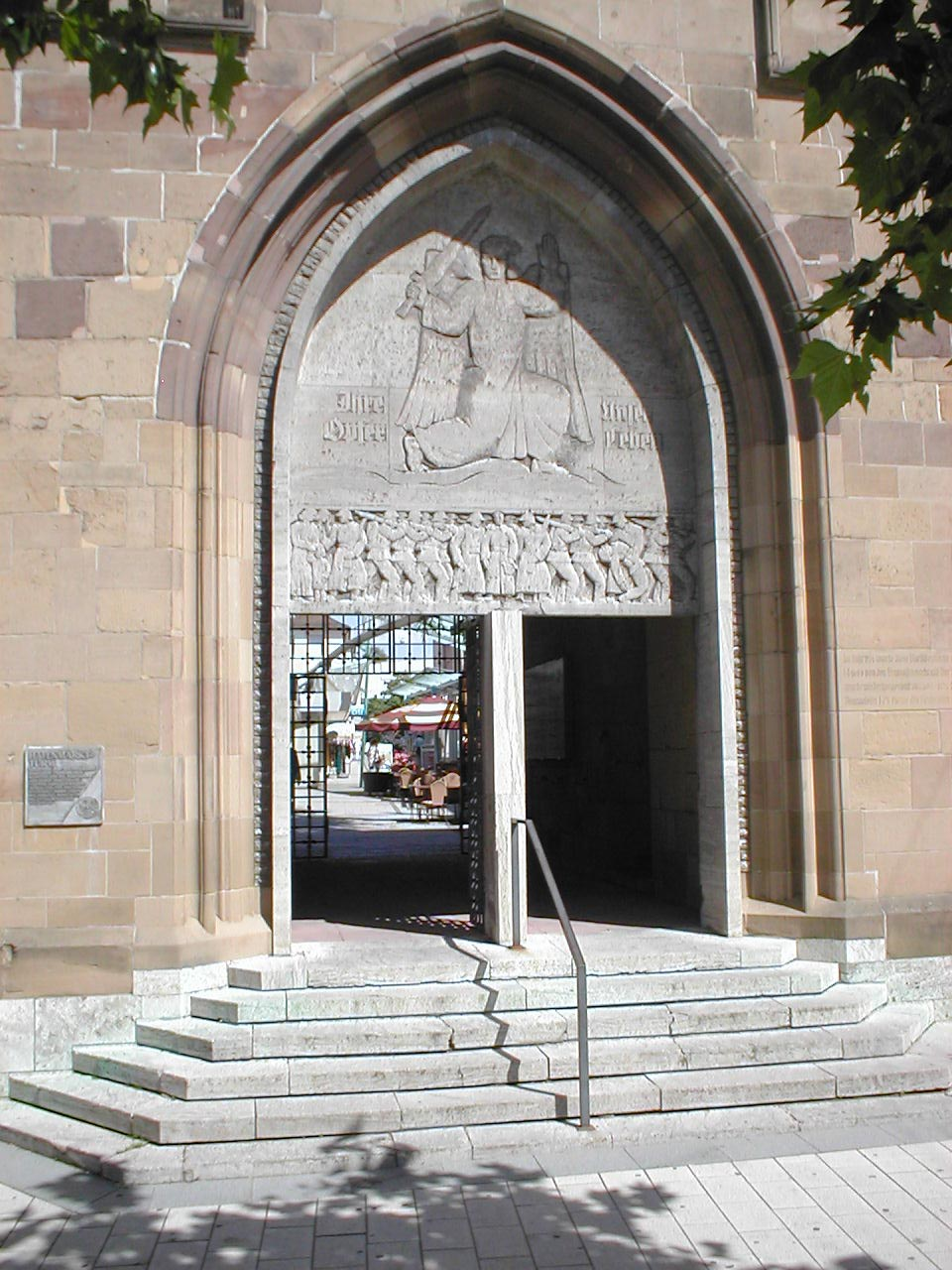
Portal des Hafenmarktturms
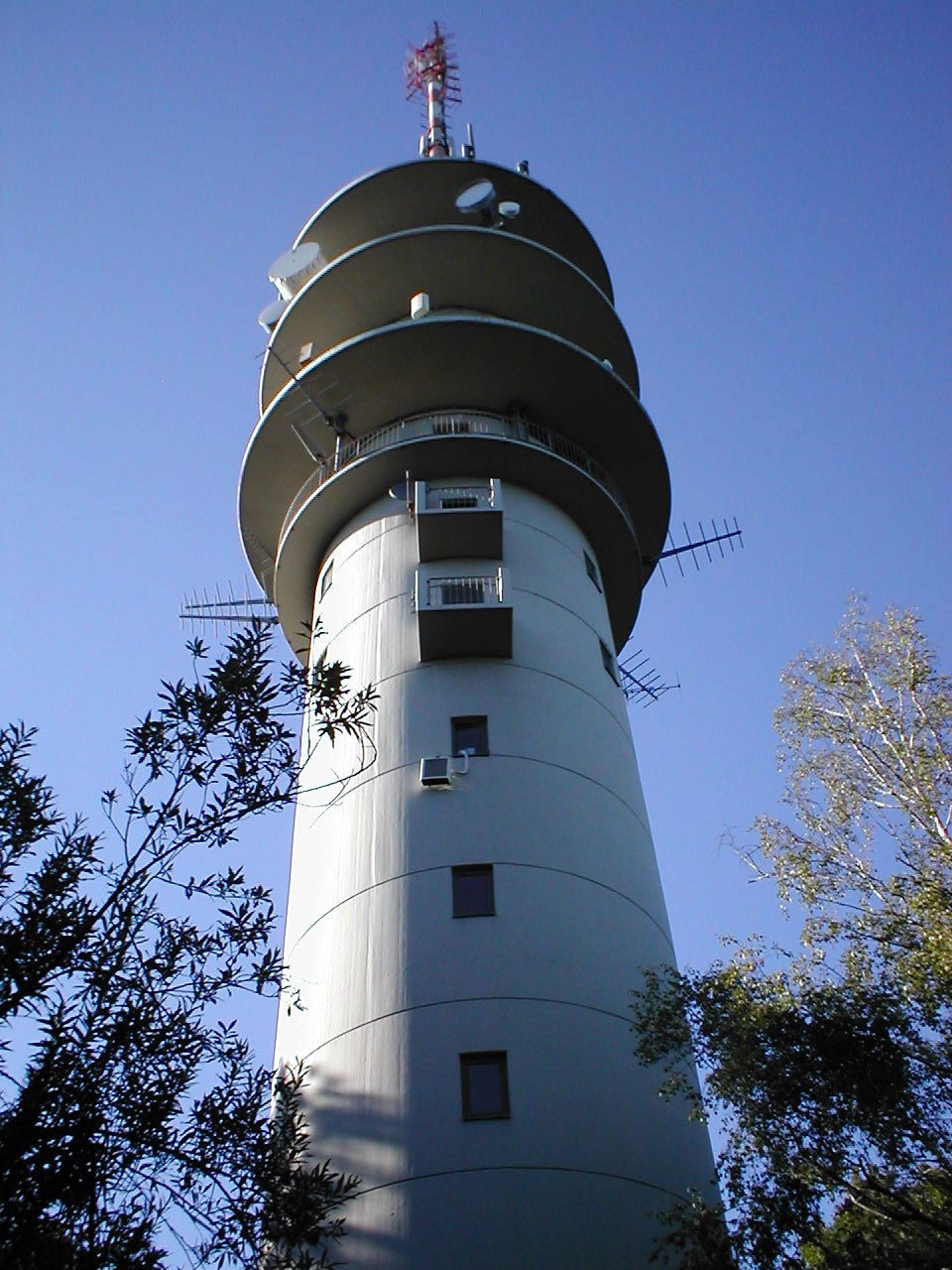
Richtfunkturm auf dem Schweinsberg

## Industriedenkmale

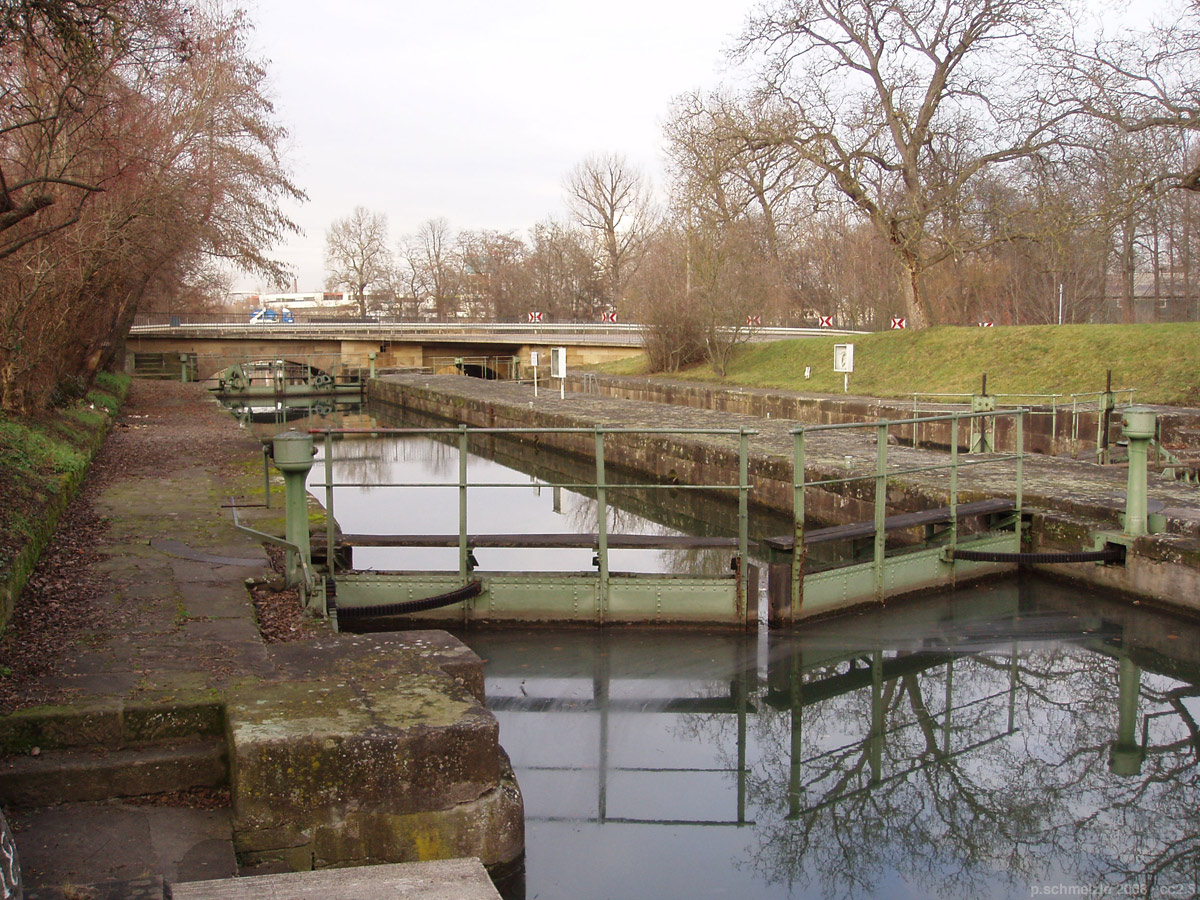
Brückenschleuse am Wilhelmskanal
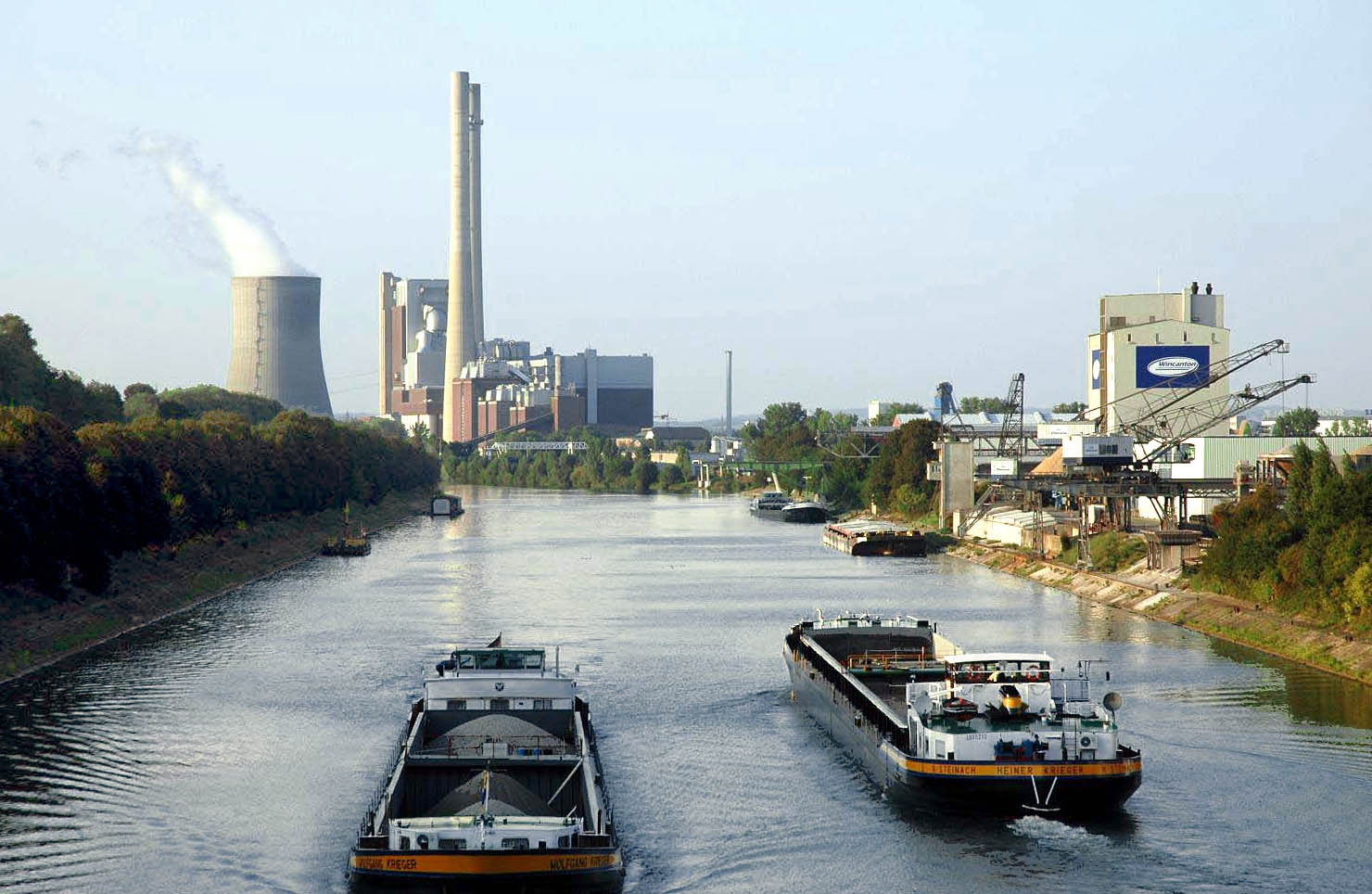
Der 3700 m lange Kanalhafen von 1935, im Hintergrund das Kraftwerk Heilbronn
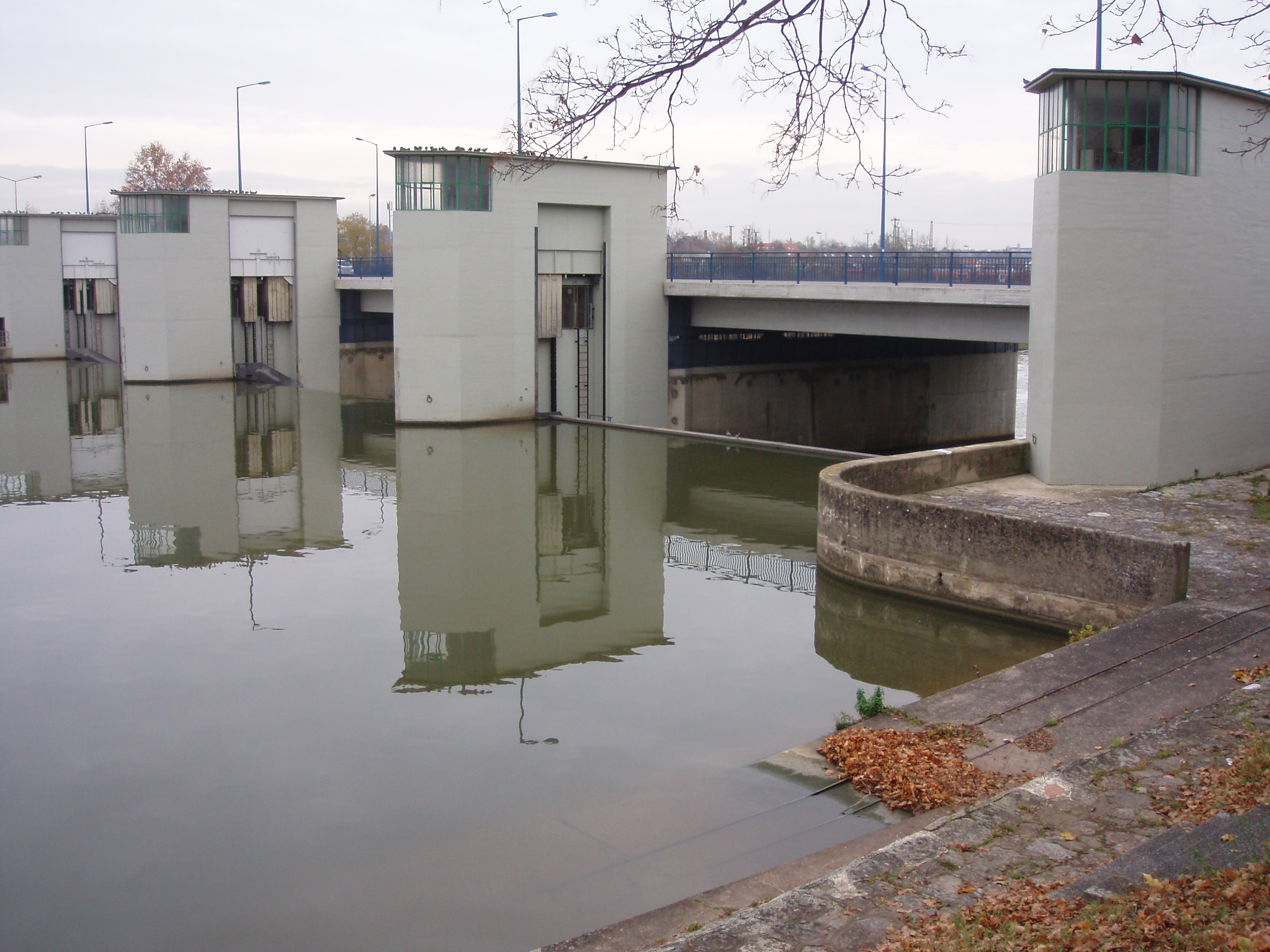
Otto-Konz-Brücke, Neckarstauwerk von Paul Bonatz
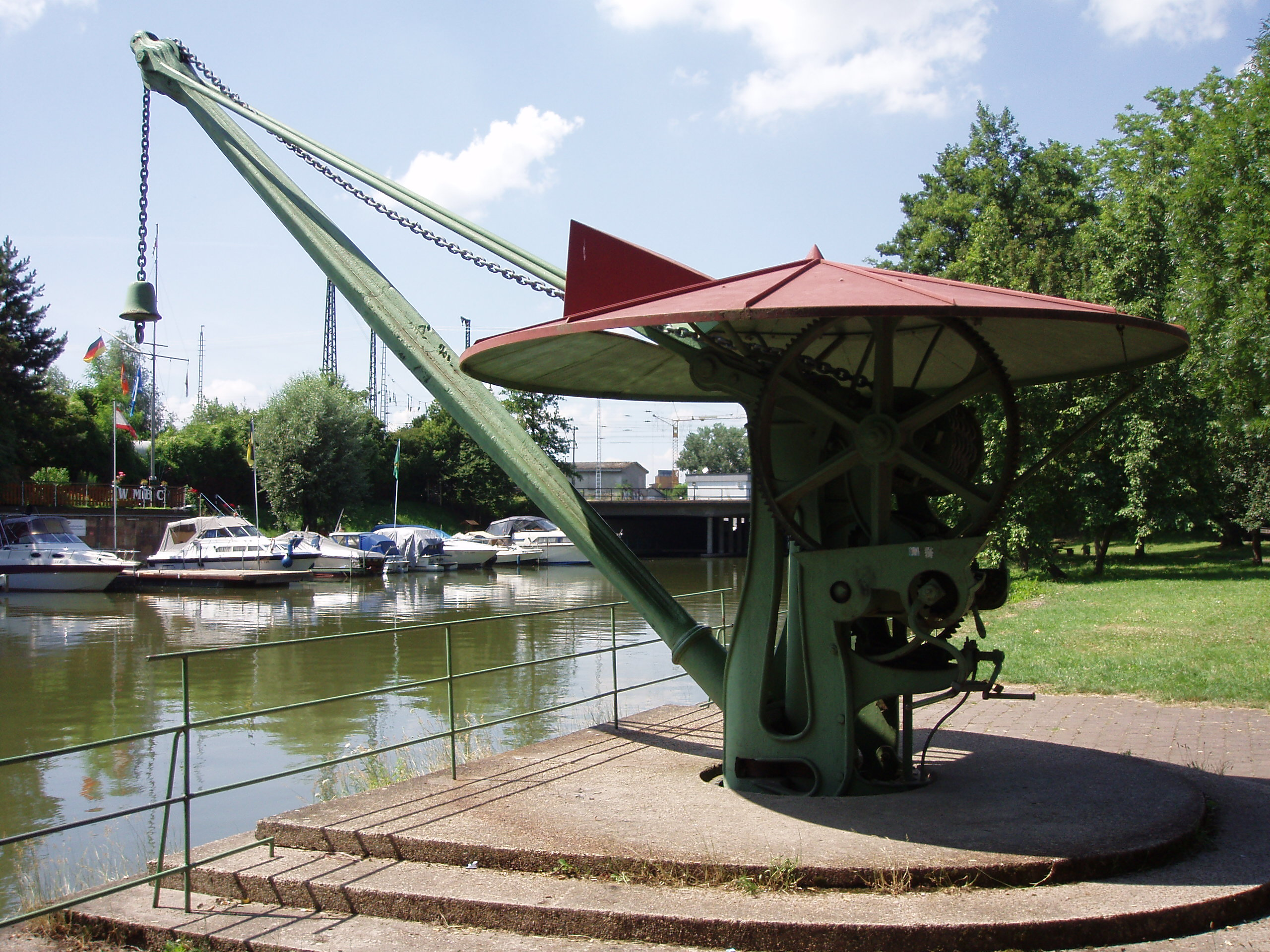
Handkran auf der Kraneninsel

### Am Neckar
Im Auftrag der 1920 gegründeten Neckarbaudirektion unter Otto Konz wurden 1929 bis 1933 die charakteristischen Stauwehre im Neckartal errichtet. Diese 26 Stauwehre zwischen Mannheim und Plochingen, darunter die als Wehrbrücke entworfene Heilbronner Otto-Konz-Brücke, wurden zumeist von Paul Bonatz gestaltet und passen sich mit ihrer trutzigen Architektur den Burgen des Neckartals an. Markant sind auch die erst nach dem Zweiten Weltkrieg entstandenen weiteren Neckarbrücken. Die große Neckartalbrücke Heilbronn liegt bereits auf der Gemarkung der Nachbarstadt Neckarsulm.
Der 1935 eingeweihte, 3700 m lange Kanalhafen ist der zehntgrößte deutsche Binnenhafen. Nahe beim Kanalhafen liegt das Kraftwerk Heilbronn, es ist die bedeutendste Landmarke des Heilbronner Stadtgebiets, vor allem seit seinen letzten Erweiterungen durch den Kühlturm und die beiden 250 m hohen Schornsteine.
Der 1821 eröffnete Wilhelmskanal besitzt noch eine originale Schleusenanlage aus dem späten 19. Jahrhundert. Der Handkran am Wilhelmskanal weist auf die einstige Bedeutung der Kraneninsel als Warenumschlagplatz der Neckarschifffahrt hin. Der historische Handkran auf der Kraneninsel geht auf das Jahr 1845 zurück, einige Eisengussteile wurden 1906 erneuert. Hier wurden einst Neckarkähne be- und entladen, heute finden dort nur Motoryachten eine Liegestelle. Die älteste Erwähnung eines Krans am Neckar in Heilbronn stammt aus dem Jahr 1516.
Im Bereich von Kranenstraße und Hefenweiler lag am Neckar ein bedeutendes Heilbronner Mühlenviertel. Die Insel Hefenweiler hat ihren Namen von der dort einst verarbeiteten Hefe. Heute steht auf ihr außer dem 1952 von Willy Mayer gegründeten Insel-Hotel lediglich noch ein Wohnhaus und eine Galerie. Die Verbindungsinsel zwischen Hefenweiler und Kraneninsel ist als Willy-Mayer-Brücke seit 2005 nach dem Hotelier benannt. Seit 2007 verbindet die Adolf-Cluss-Brücke, benannt nach dem in Heilbronn geborenen Architekten Adolf Cluss, den Hefenweiler und die Kraneninsel mit der Unteren Neckarstraße. Das nördliche Ende des Hefenweilers, das zuvor schwer zugänglich war, ist seit dem Bau dieser Fußgängerbrücke als schmucker öffentlicher Raum hergerichtet, von wo aus sich der gesamte dort angestaute Neckar-Altarm (neuerdings Hagenbuchersee genannt) überblicken lässt.
1936 erbaute Carl Hagenbucher auf der Kraneninsel als drittes Ölsaatlager für seine Mühle den Hagenbucher, ein sechsstöckiges Lagergebäude am Standort der seit dem 15. Jahrhundert bezeugten städtischen Brückenmühle. Nach der Sprengung anderer Fabrikgebäude 1959 blieb das nach dem 1882 gegründeten Unternehmen benannte Gebäude als einziges Gebäude auf der Kraneninsel stehen, es beherbergte seit 1988 die Neue Kunst im Hagenbucher, die Ausstellung des Kunstvereins Heilbronn sowie wechselnde Ausstellungen des Städtischen Museums. Nach dem Ausbau nach Plänen des Berliner Architekturbüros studioinges von Mai 2008 bis November 2009 befindet sich heute dort das Science Center Experimenta Heilbronn.
Am angestauten Altarm des Neckars wurde 1955/56 nach Plänen von Emil Burkhardt und Paul Barth das Heilbronner Wasserkraftwerk errichtet, es ergänzte ein älteres dortiges Wasserkraftwerk aus dem Jahr 1922.

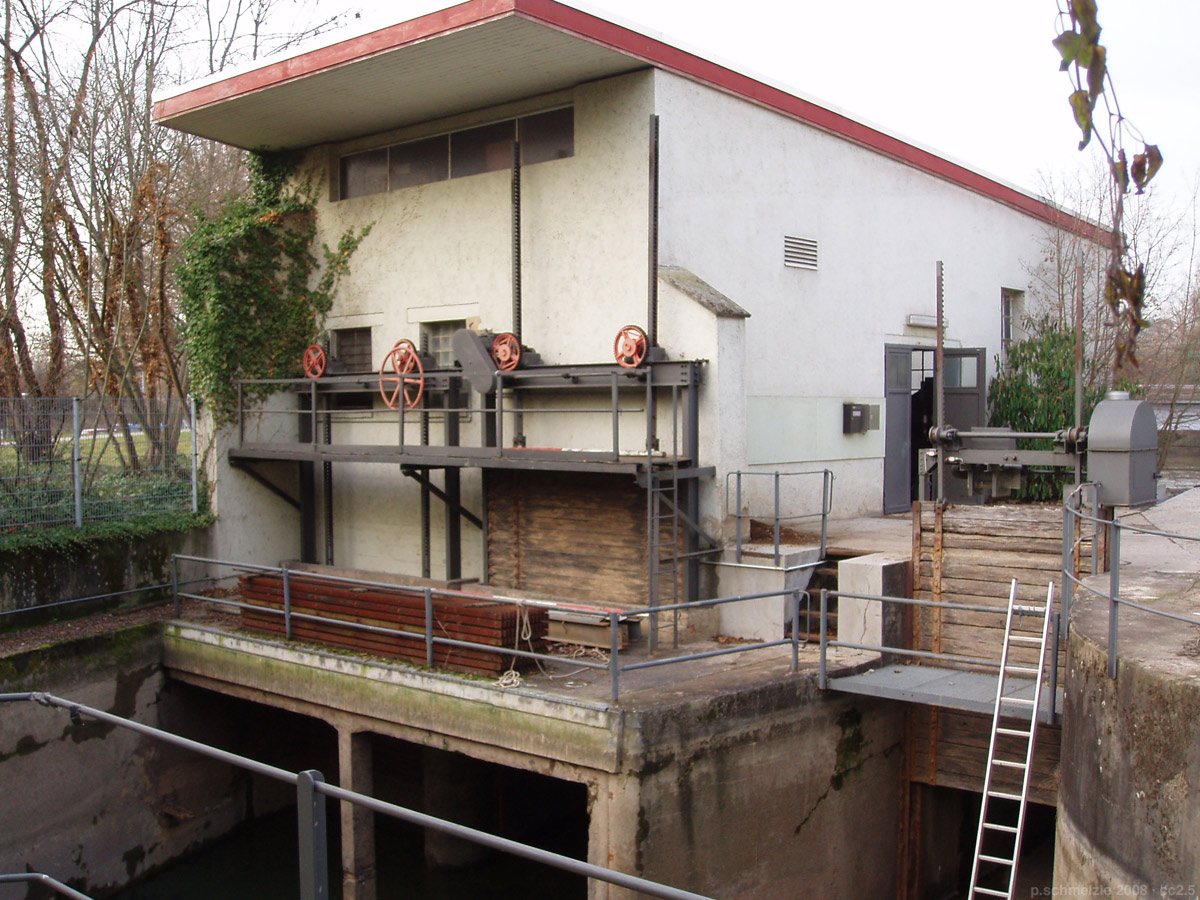
Wasserkraftwerk von 1922
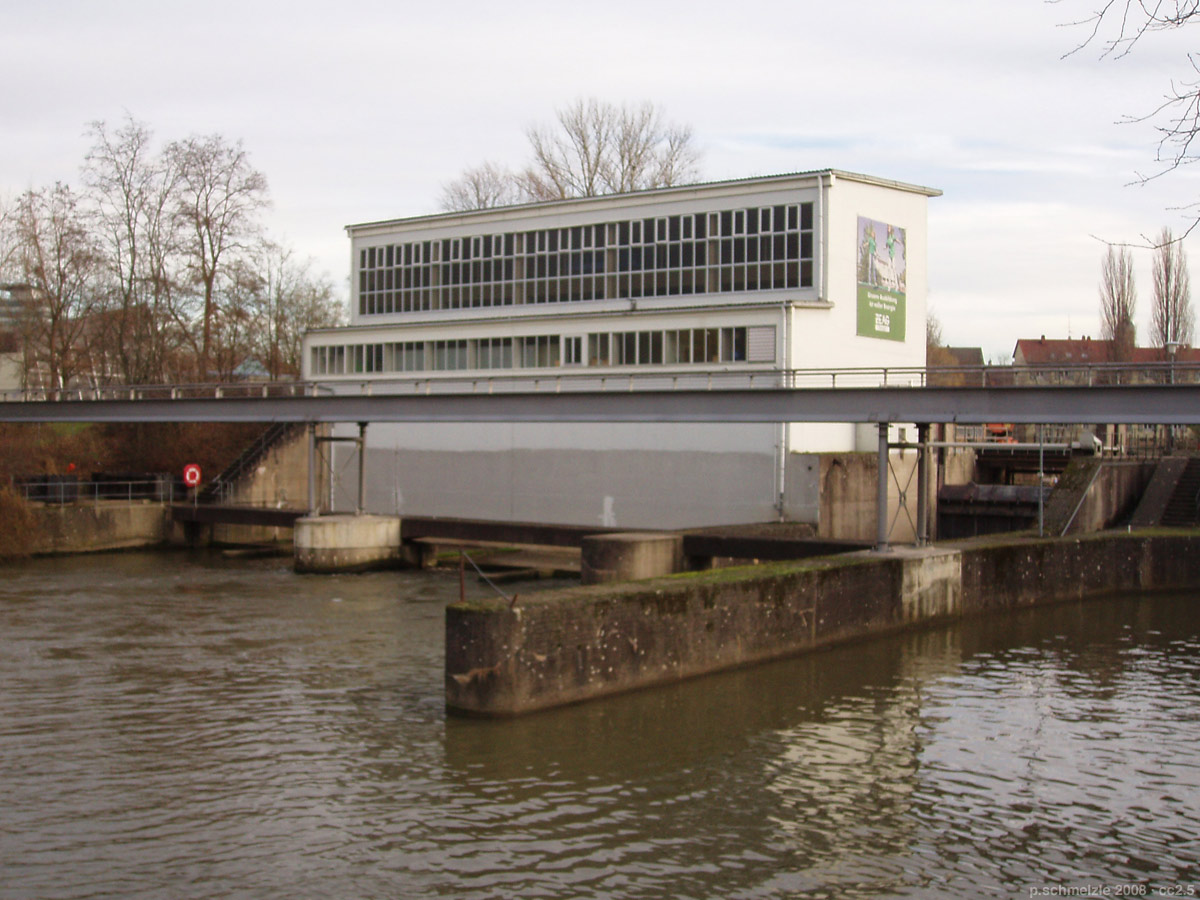
Wasserkraftwerk von 1955
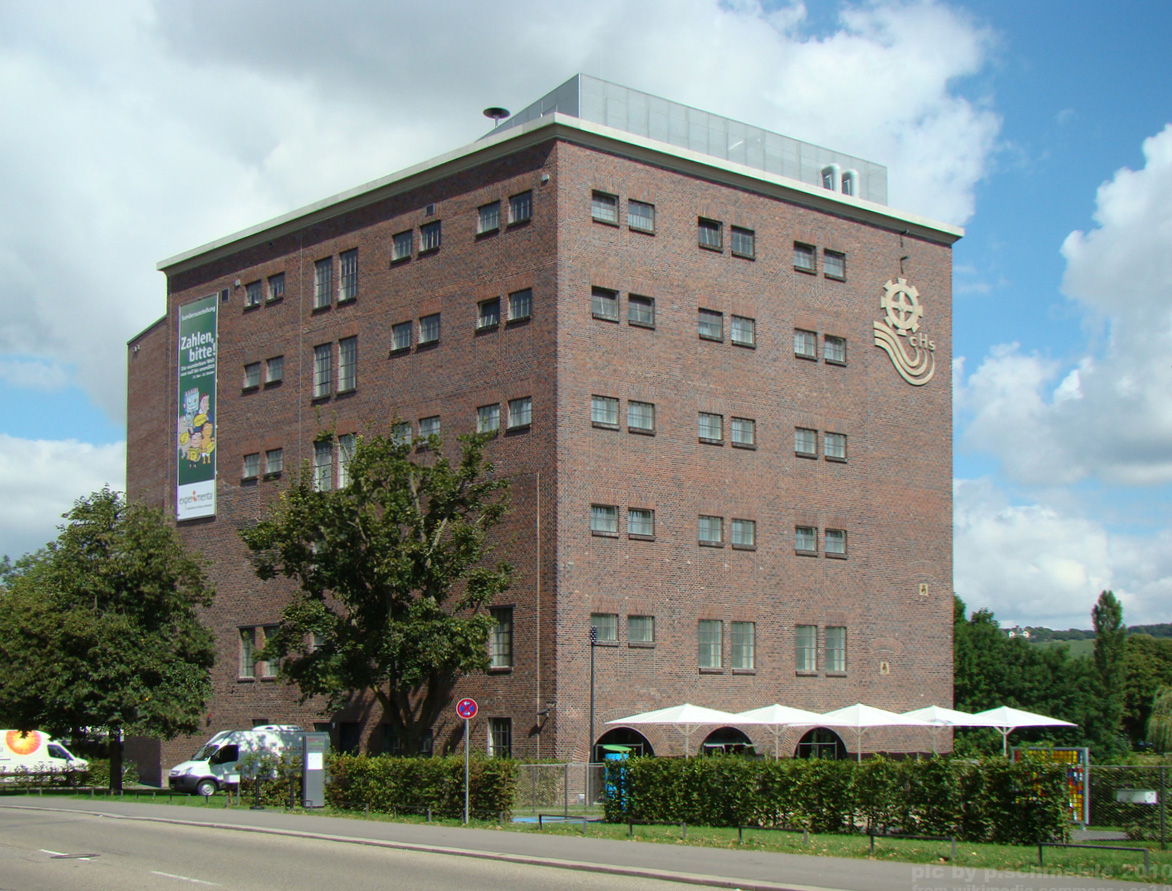
Hagenbucher

### Eisenbahn und Post
Der Alte Bahnhof wurde 1848 erbaut. Seine Gleise lagen auf der heutigen Bahnhofstraße, Vorplatz und Haupteingang des Gebäudes befanden sich auf der heute von der Straße abgewandten Rückseite. Bereits 1874 wurde weiter westlich ein neuer größerer Bahnhof an der Stelle des heutigen Heilbronner Hauptbahnhofs errichtet. Beide Bahnhöfe wurden 1944 zerstört. Der Alte Bahnhof wurde 1948 in alter Form wiederaufgebaut, der heutige Hauptbahnhof als modernes Gebäude auf den alten Fundamenten errichtet. Das Betonvordach des kubischen Neubaus erregte bei seinem Bau viel Aufmerksamkeit. In der Bahnhofstraße befindet sich außerdem noch das 1902 erbaute neogotische Eisenbahn-Dienstgebäude. Der bereits 1859 erbaute Eisenbahntunnel unter dem Schnarrenberg mit einer Länge von 900 Metern war damals längster Eisenbahntunnel in Württemberg.
Das Alte Hauptpostamt befand sich seit 1875 an der Unteren Neckarstraße, erhielt wohl 1901 einen Isolatorenturm für die hier zusammenlaufenden Telefon-Freileitungen und wurde 1944 zerstört. Mehrere Jahrzehnte jünger ist das Neue Hauptpostamt an der Allee. Das Postamt am Bahnhof wurde 1906 durch Hermann Ockert als Postamt 2 (Bahnpostamt) erbaut. Das repräsentative Gebäude mit Ziergiebeln, Erkern und Turm gehört zu den wenigen Gebäuden der Stadt, die den Zweiten Weltkrieg unbeschädigt überstanden. 1991 wurde unweit des ehemaligen Postamts 2 ein neues Postdienstgebäude gebaut, das seitdem als Hauptpost dient.

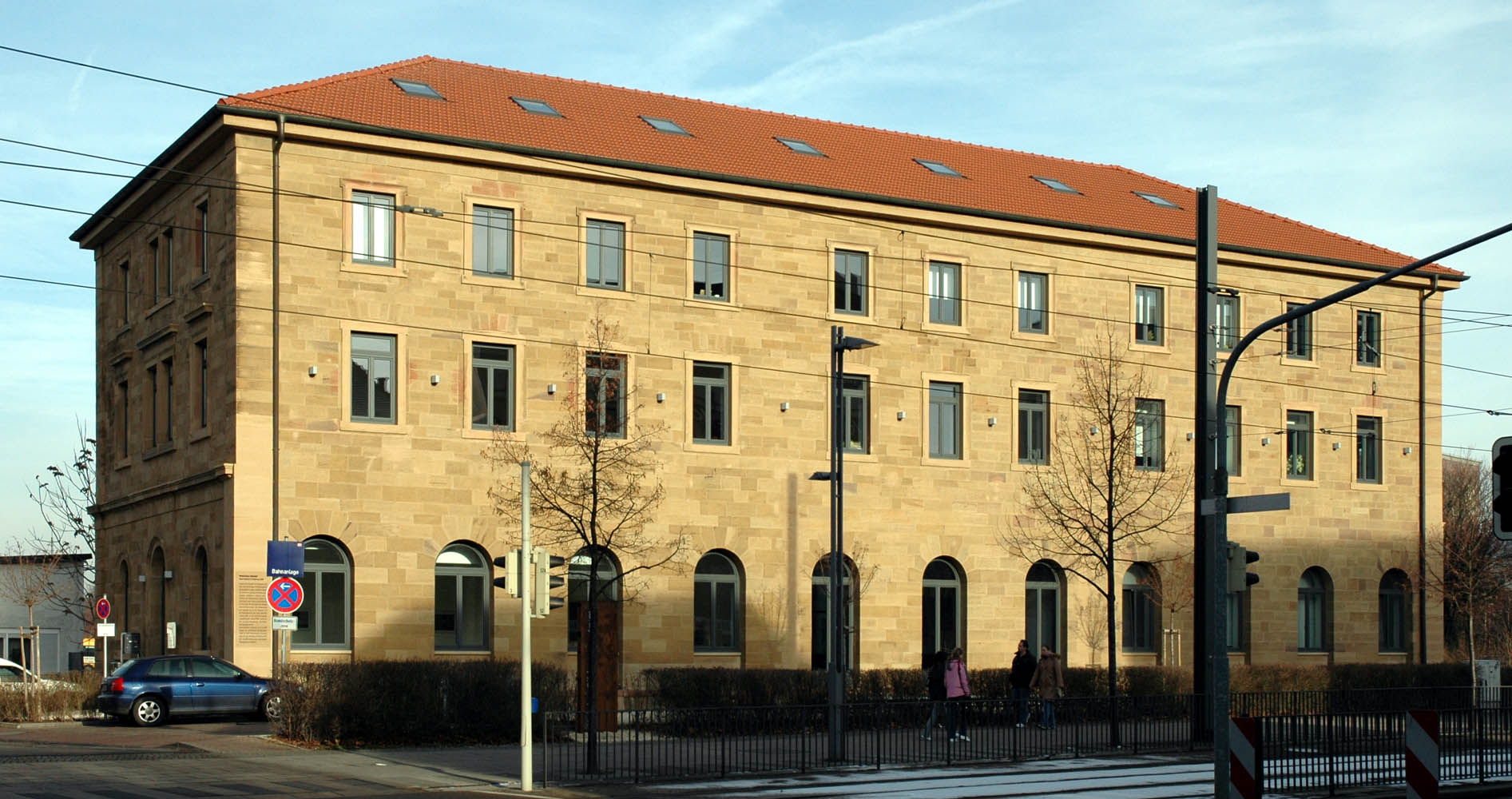
Alter Bahnhof
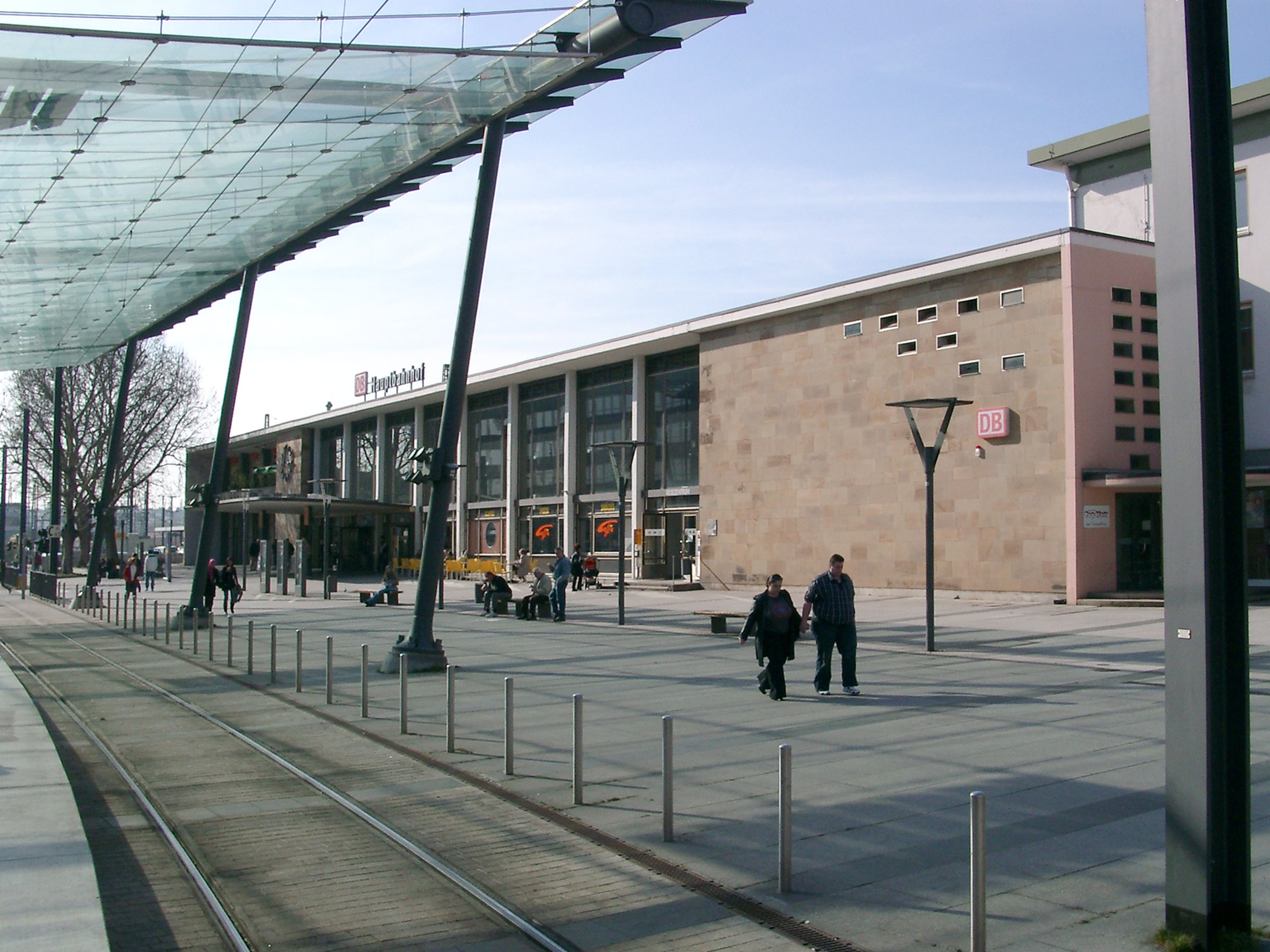
Hauptbahnhof
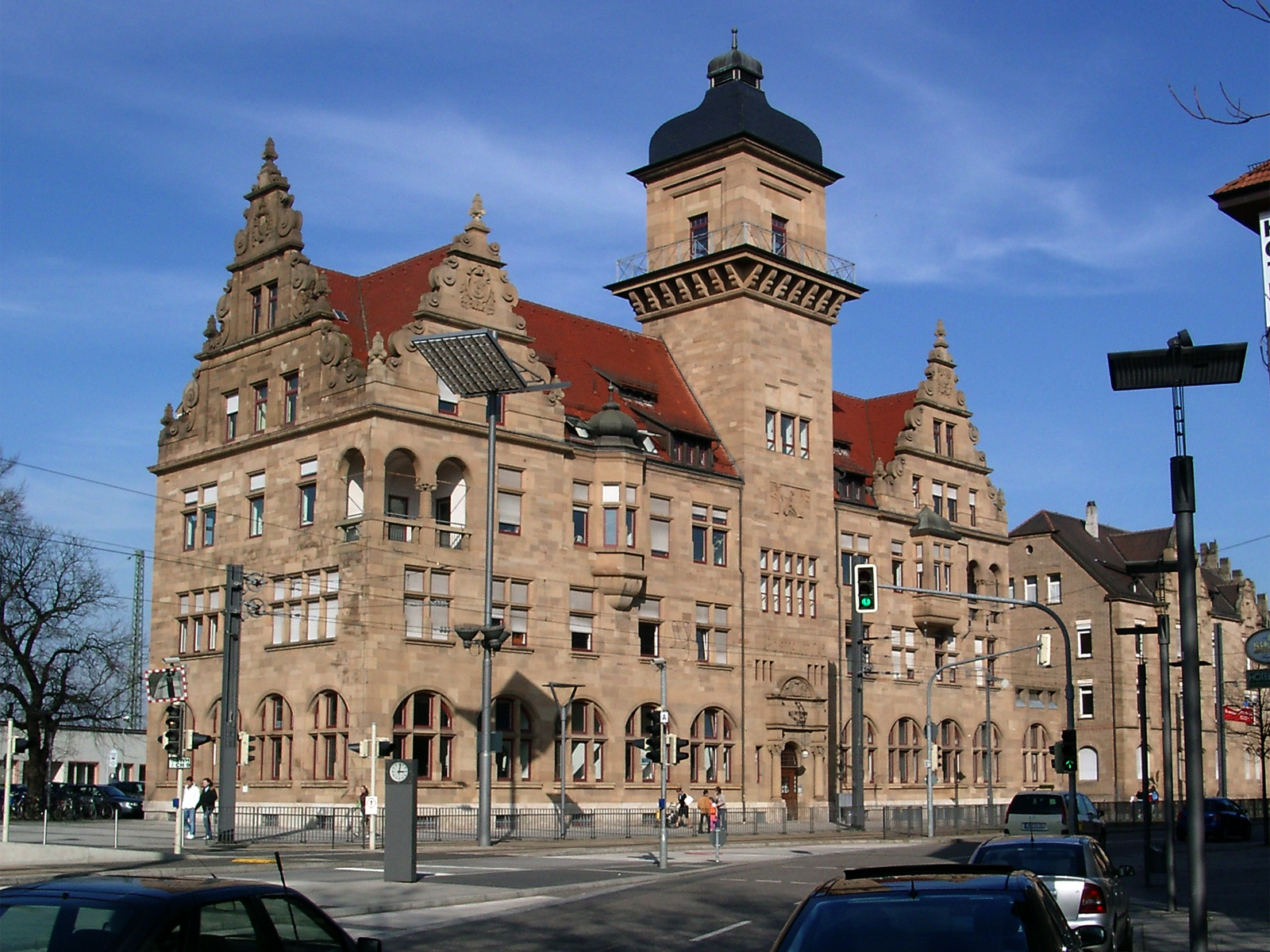
Postamt 2 am Bahnhof
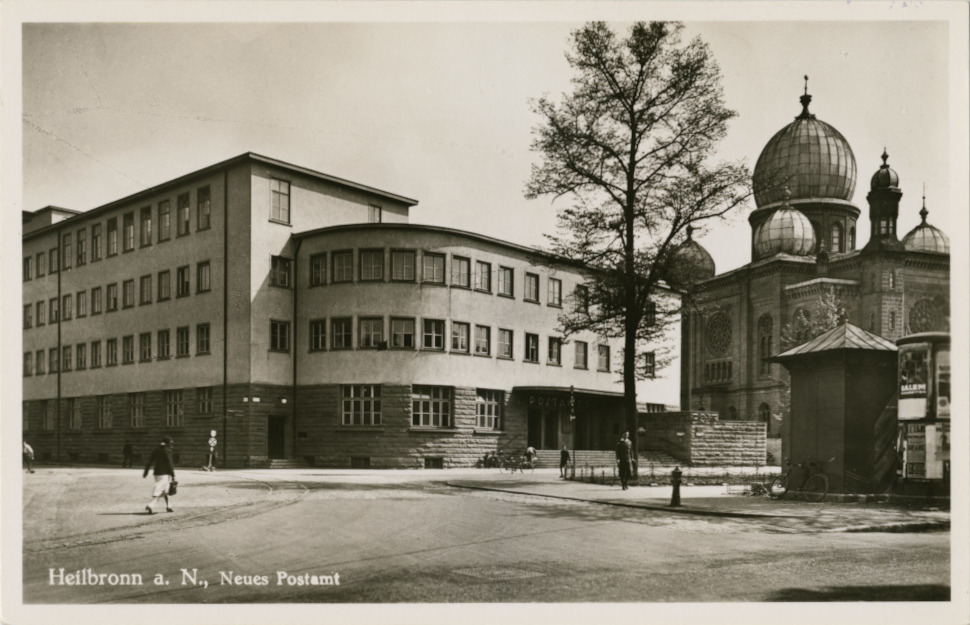
Neues Hauptpostamt an der Allee

### Industrie

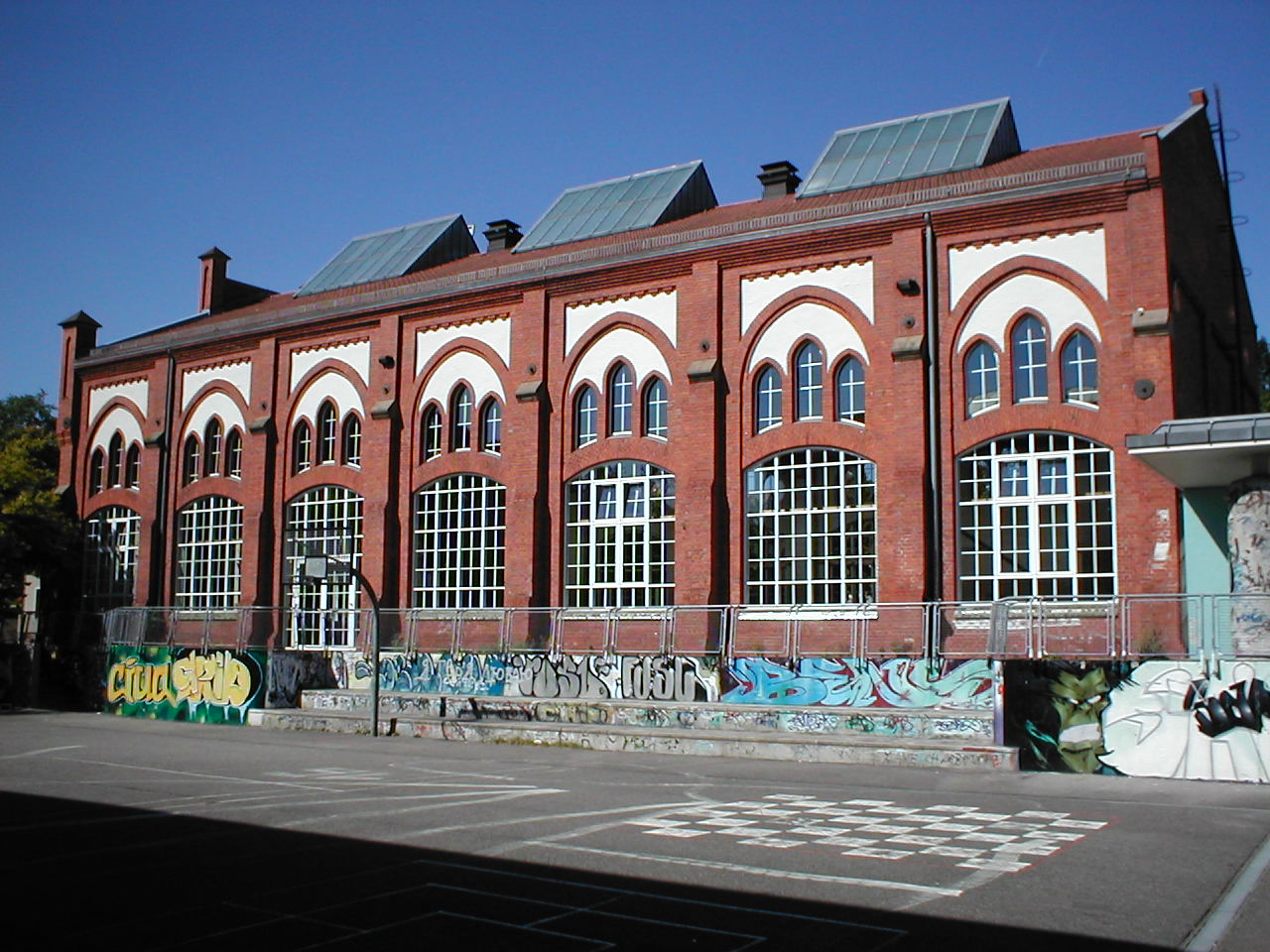
Maschinenfabrik MGH, heute Jugendzentrum

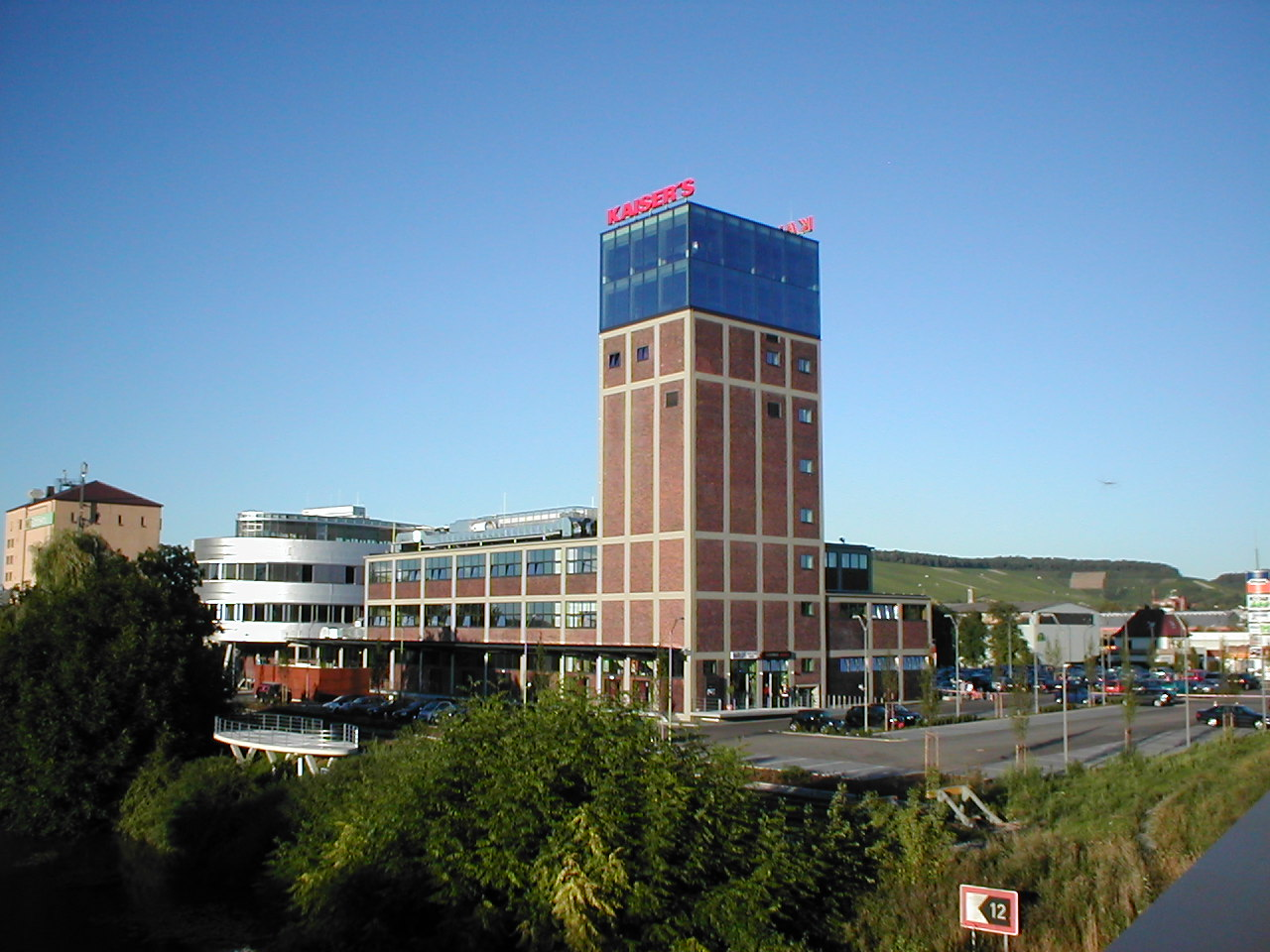
Kaiser’s-Turm

Die Maschinenfabrik in der Olgastraße 45, heute städtisches Jugendhaus, erbaute 1904 M. Keppeler für die Maschinenbau-Gesellschaft Heilbronn (MGH). Hier wurden Dampfwalzen und Ackergeräte gefertigt. Zwei parallel zueinanderstehende frühere Werkhallen wurden saniert und mit einem modernen Zwischenteil verbunden zur Nutzung als Jugendhaus seit 1987.
Die 1897 gegründete Maschinenfabrik Weipert errichtete einen Gebäudekomplex in Ziegelmauerwerk in der nach ihr benannten Weipertstraße und stellte überwiegend Drehbänke her. Nach Schließung des Betriebes nutzten mehrere Unternehmen die Gebäude als Büros und Werkstätten; in der alten Gießerei war zeitweise eine Diskothek. 1996 riss man einige der Häuser ab, die übrigen wurden saniert und beherbergen seit 1998 die Innovationsfabrik Heilbronn.
Der Kaiser’s-Turm war ein Warenspeicher der früheren Kaffeerösterei Kaiser’s, der heute im Besitz des Lebensmittelkonzerns Tengelmann ist. Er wurde im Jahre 1939 im sachlichen Stil der Industriearchitektur dieser Zeit am Kanalhafen errichtet. Der etwa 40 m hohe Turm, der heute unter Denkmalschutz steht, erhielt in den letzten Jahren nach Entwürfen des Architekten Matthias Müller einen neun Meter hohen, verglasten Aufbau, in dem ein zweistöckiges Restaurant mit aufklappbarem Dach untergebracht ist, das Ausblick über Heilbronn bietet. In den Abendstunden illuminiert eine Lichtanlage das Gebäude, die 260 Farbschattierungen erzeugen kann.
Seit dem Bau der neuen, unmittelbar an ihm vorbeiführenden Neckarbrücke im Jahr 2006 steht der weithin sichtbare Kaiser’s-Turm nun an einem Verkehrsknotenpunkt. Bei der Auszeichnung guter Bauten des Bundes Deutscher Architekten, Landesverband Baden-Württemberg, einer regionalen Vorausscheidung des Hugo-Häring-Preises, erhielt der Kaiser's-Turm im Jahre 2008 den Publikumspreis.
Der Kaiser’s-Turm ist das zentrale Bauwerk im Gewerbeareal „Am Kaiser’s-Turm“, abgekürzt „AKT“, in dem von 2004 bis 2005 zwei neue viergeschossige und metallverkleidete Rundgebäude errichtet wurden, deren äußere Form an Neckarkiesel erinnern soll. In den Neubauten haben sich Einzelhändler, eine Diskothek, einige Restaurants sowie andere Dienstleistungsbetriebe angesiedelt.

### Wasserwirtschaft

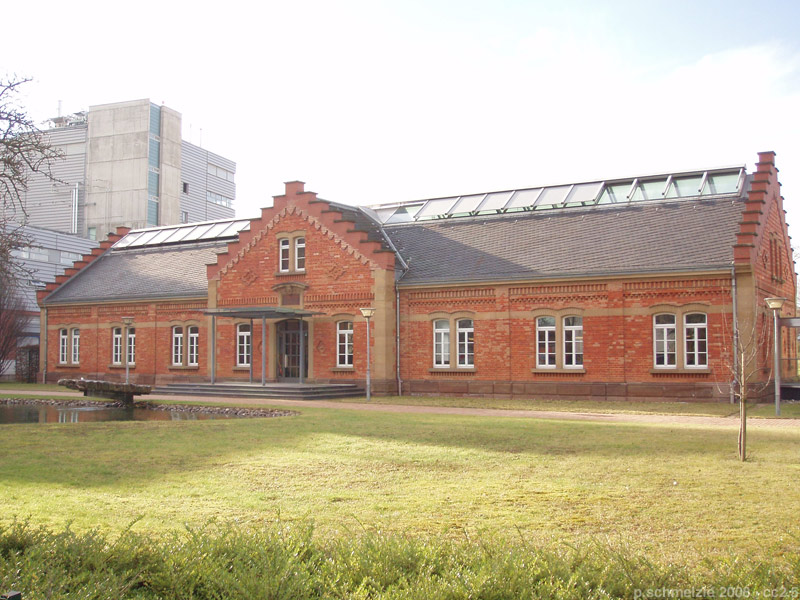
Wasserwerk von 1875 in der Salzstraße

Das Städtische Wasserwerk in der Salzstr. 131 wurde 1875 eröffnet. Es bezog sein Wasser vom Hartlesbrunnen in Biberach und von der Brunnenanlage beim Ochsenbrunnen bei Neckargartach. Von der Pumpstation in der Salzstraße gelangte es dann in einen Hochbehälter auf dem Wartberg.

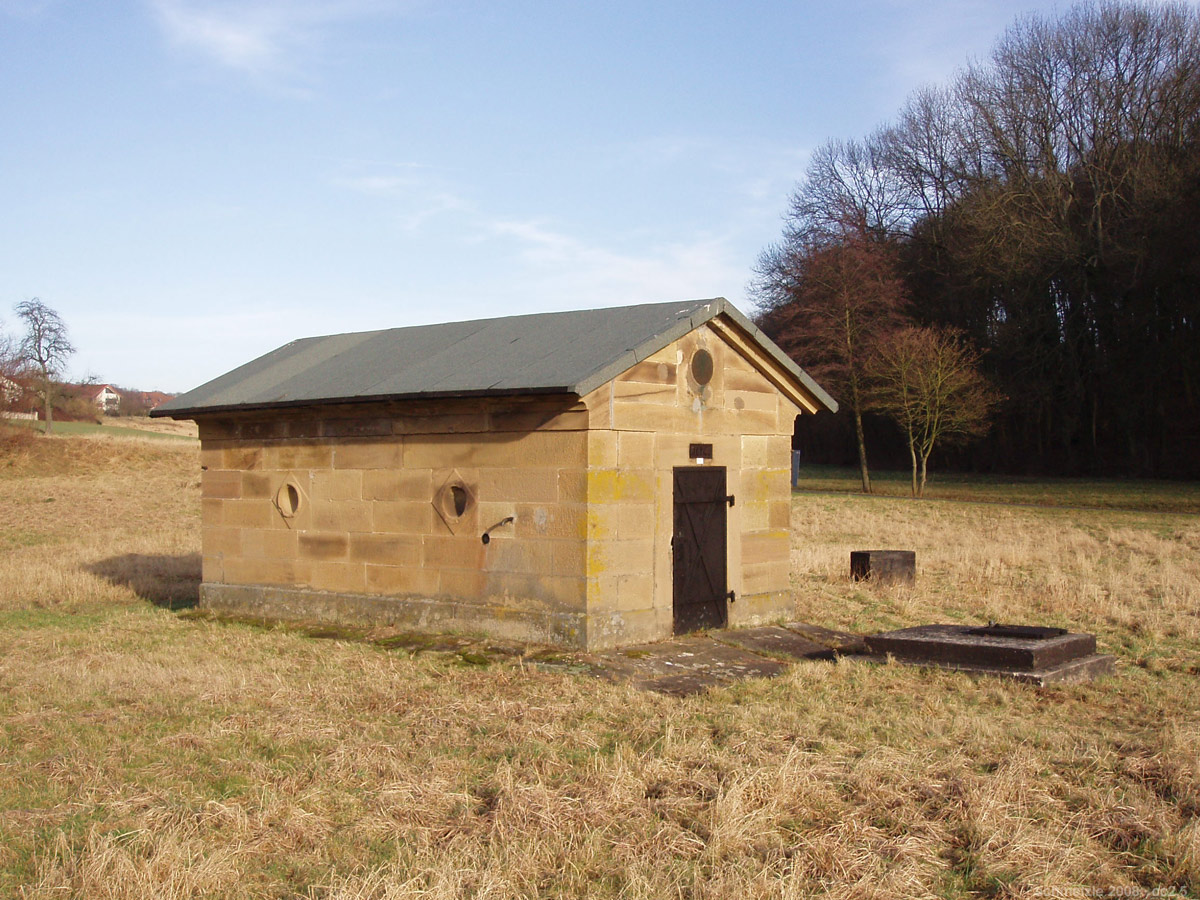
Hartlesbrunnen, Biberach
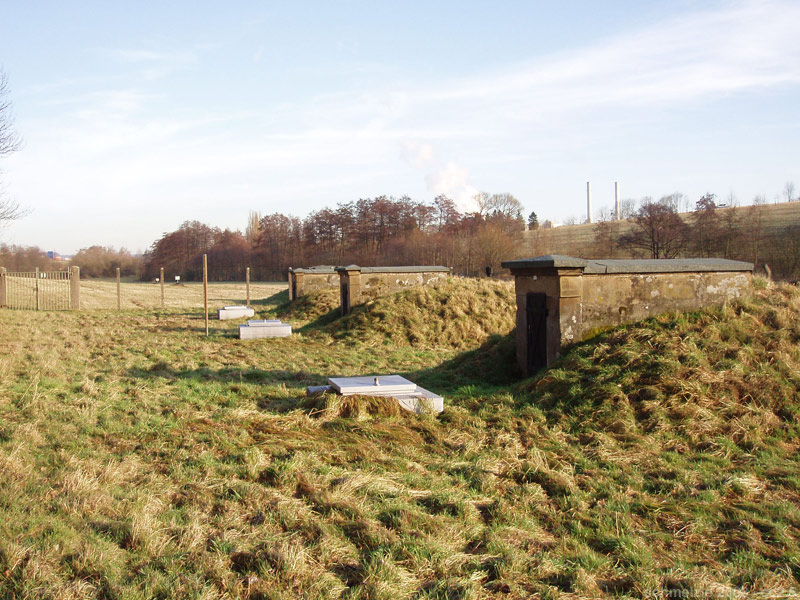
Ochsenbrunnen, Neckargartach

## Schulen

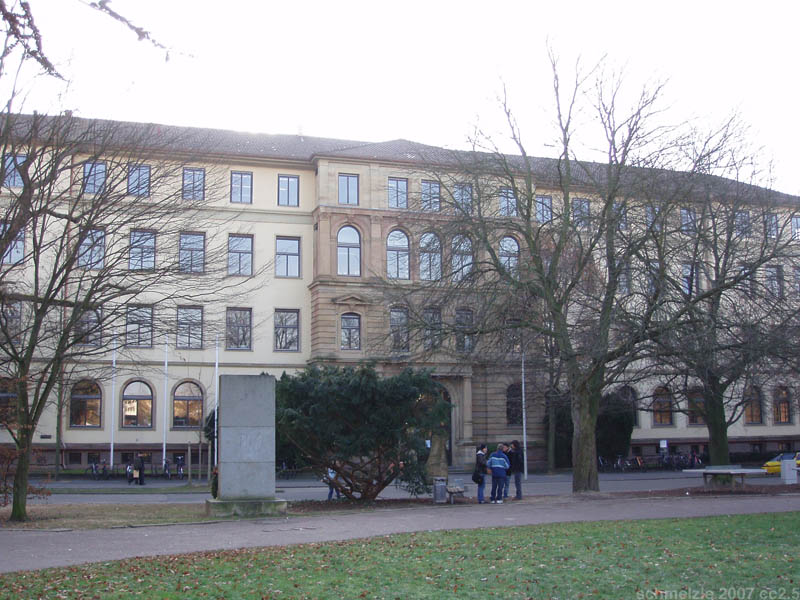
Robert-Mayer-Gymnasium

Seit 1544 bestand eine Lateinschule in der Stadt, deren Tradition seit 1620 ein Gymnasium fortsetzte, lange Zeit unter dem Namen Karlsgymnasium. 1950 erhielt die Schule ihren heutigen Namen Theodor-Heuss-Gymnasium. Das heute genutzte Gebäude in der Karlstraße wurde 1956 bis 1958 nach Entwürfen von Peter Salzbrenner errichtet.
Das Robert-Mayer-Gymnasium wurde ab 1887 nach Plänen des Stadtbauamts im Stil des Historismus errichtet und bis 1914 mehrfach erweitert. Bereits 1914 wurde die Robert-Mayer-Sternwarte im Obergeschoss des Gymnasiums eingerichtet.
Weitere historische Schulhäuser in der Innenstadt sind die 1900 eingeweihte Rosenauschule und die 1908 eingeweihte Dammschule.

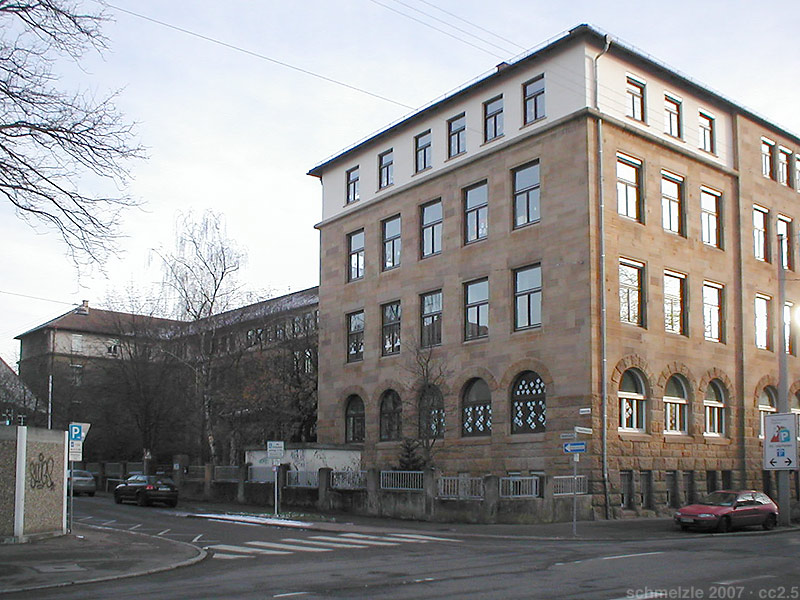
Dammschule
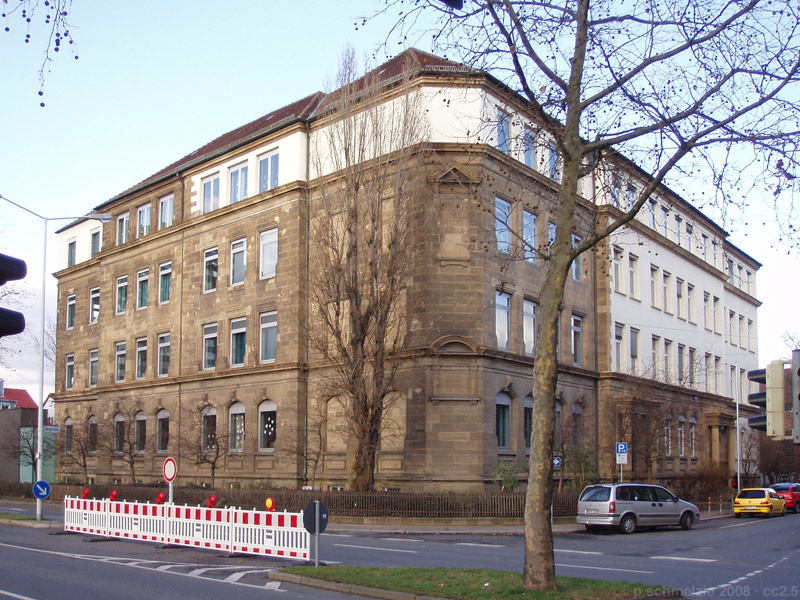
Rosenauschule
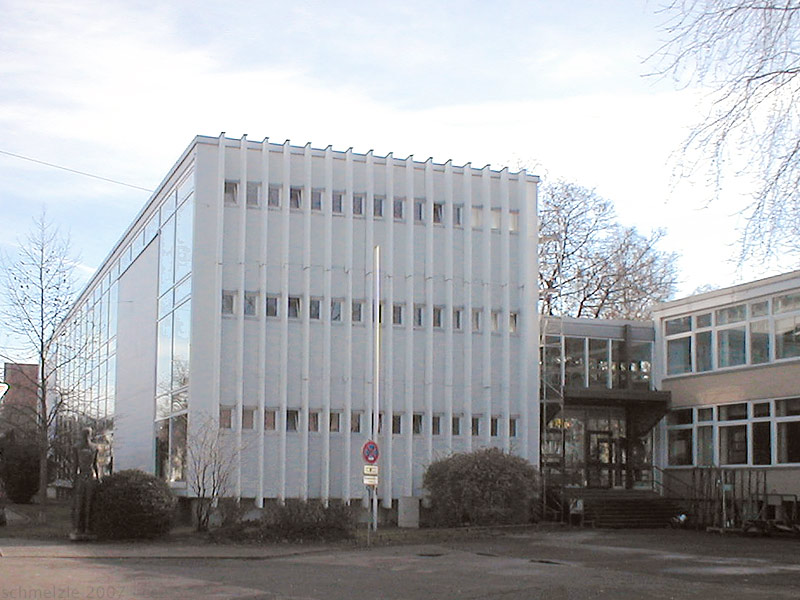
Theodor-Heuss-Gymnasium

## Geschäftsgebäude

### Geschäftshäuser

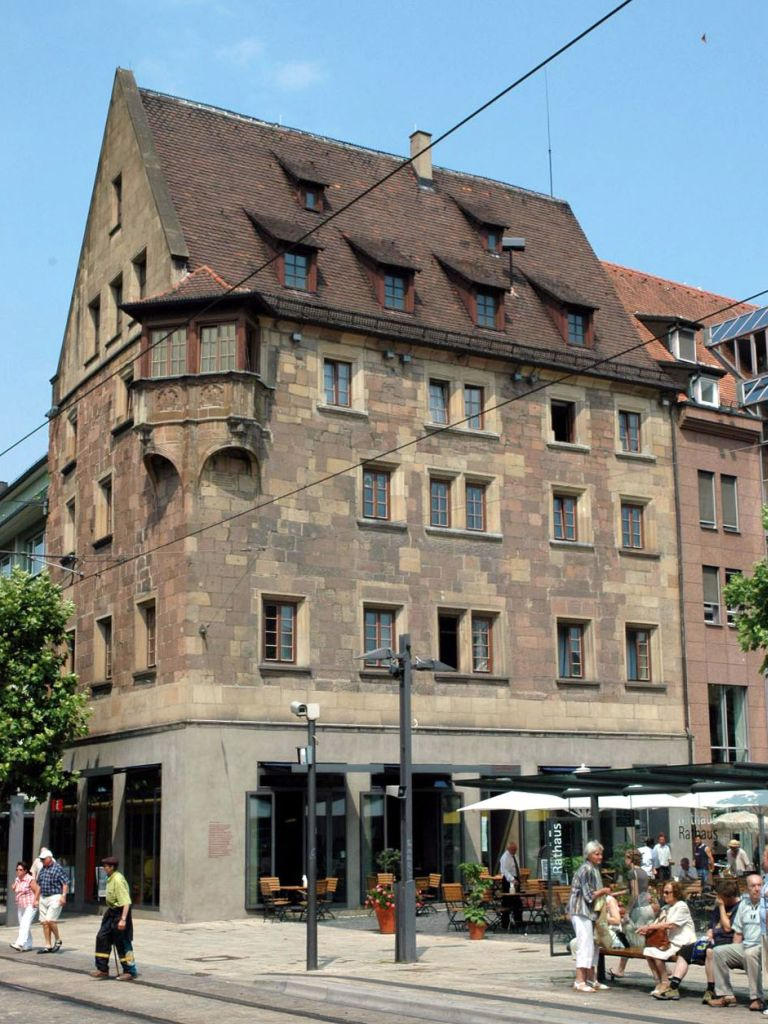
Käthchenhaus

- Das Käthchenhaus ist ein steinerner Profanbau mit markantem Schmuckerker am Marktplatz, stammt vermutlich aus dem 14. Jahrhundert und ist eines der Wahrzeichen der Stadt. Es wurde 1944 schwer beschädigt und danach mit vereinfachter Dach- und Giebelkonstruktion wiederaufgebaut.
- Das Haus Zehender am Marktplatz 12, erbaut 1726 durch die Witwe des Kaufmanns Georg Friedrich Pfeil, beherbergte die 1848 von Louis Zehender gegründete Kurzwarenhandlung. Am 10. September 1944 wurde es durch Bomben schwer beschädigt und am 4. Dezember 1944 dann völlig zerstört. Bis zum September 1948 wurde das Gebäude mit originalgetreuer Fassade wiederaufgebaut. Es ist damit neben Rathaus, Käthchenhaus, Deutschhof und den Kirchen eines der wenigen Gebäude, die dem historischen Original getreu wiederaufgebaut wurden.
- Die Sicherer’sche Apotheke am Marktplatz lässt sich bis 1359 zurückverfolgen. Das nach der Kriegszerstörung wiederaufgebaute Haus steht einschließlich der Inneneinrichtung inzwischen unter Denkmalschutz.
- Das Haus Stahl in der Christophstr. 3 aus dem Jahr 1878 ist das einzige erhaltene Weingärtnerhaus in Heilbronn. Im Erdgeschoss des Hauses, das seinerzeit am Ortsrand erbaut wurde, lagen früher Kelter, Stall und Futterkammer. Heute wird hier ein Blumenladen betrieben.
- Das Haus Friedrich Gerock an der Roßkampffstraße 22–24 wurde 1890 für den Bäckermeister Friedrich Gerock von den Heilbronner Architekten Hermann Maute und Theodor Moosbrugger entworfen.

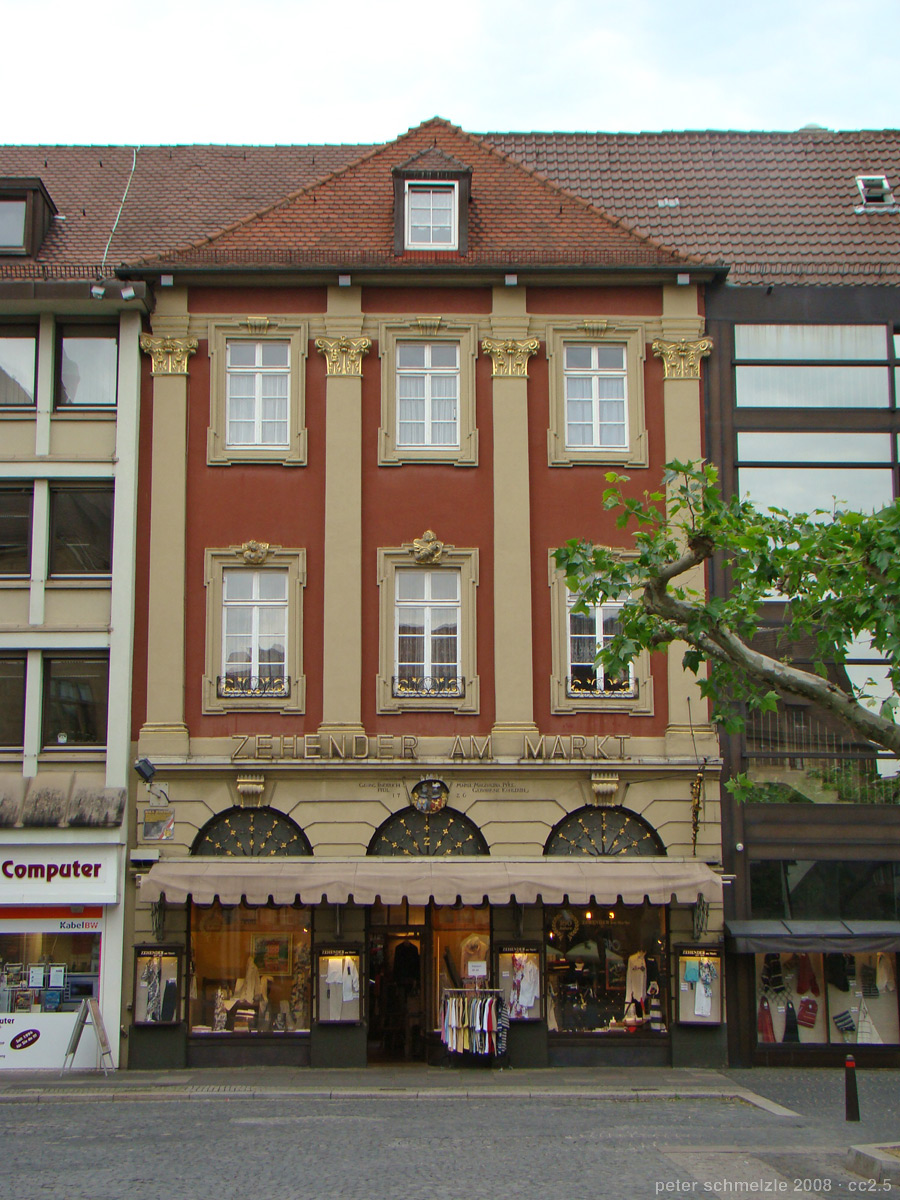
Haus Zehender
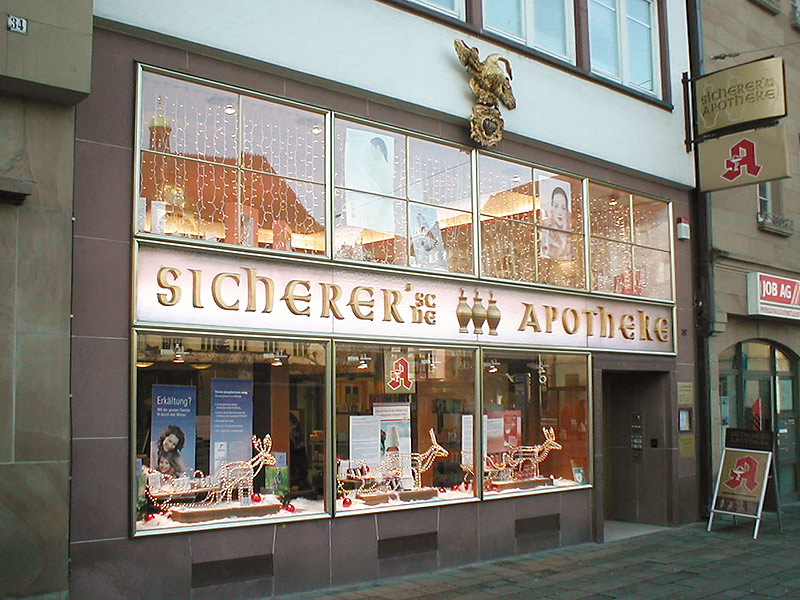
Sicherer’sche Apotheke
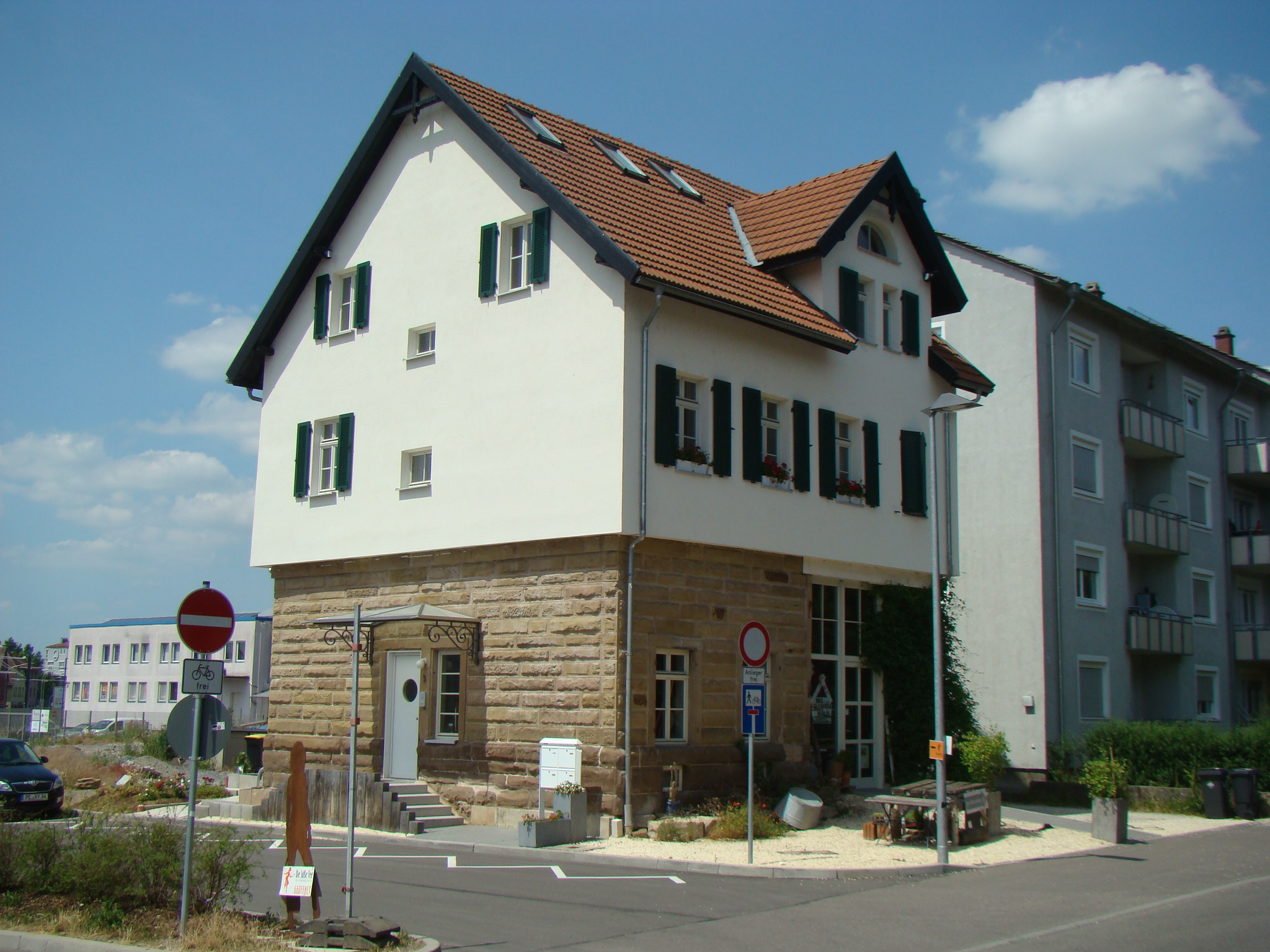
Weingärtnerhaus Christophstr. 3
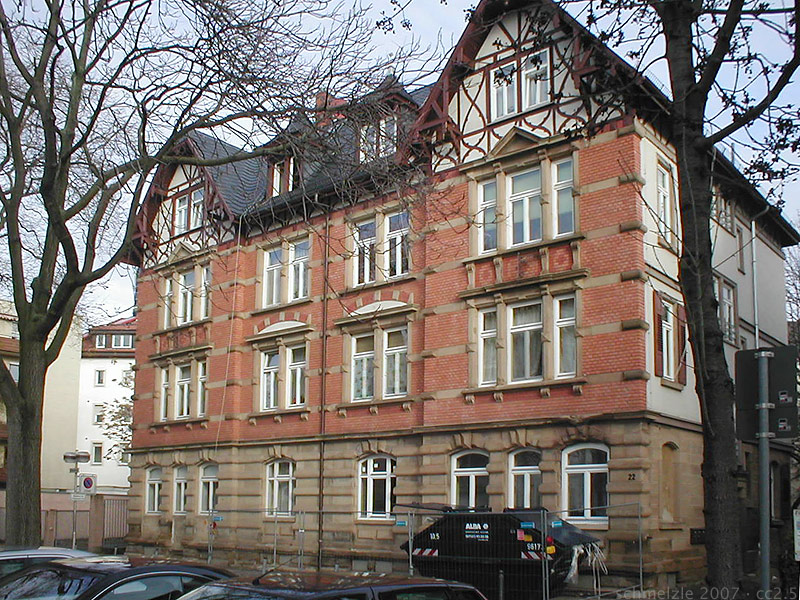
Haus Gerock

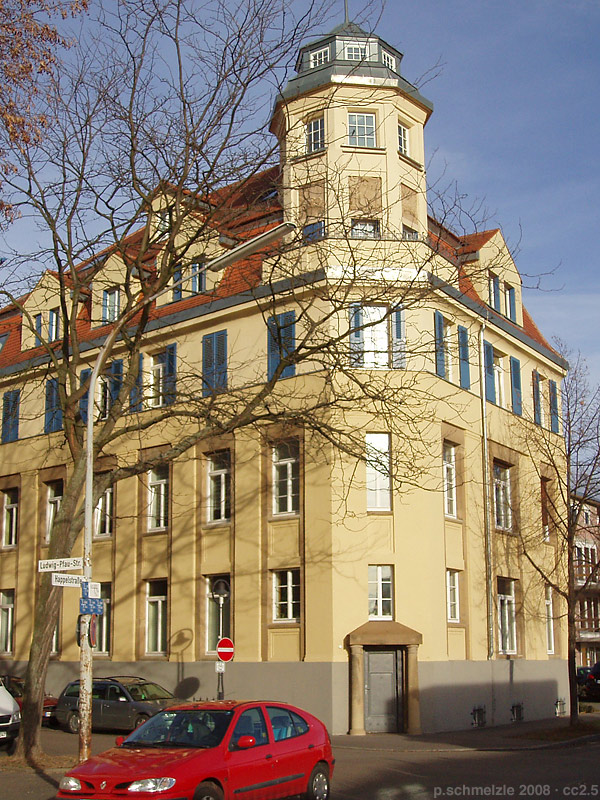
Otto & Kaiser-Hauptbau

- In der Happelstraße beim Südbahnhof befindet sich weitere denkmalgeschützte Gewerbebebauung. Das ehemalige Gebäude des Spar- und Konsumvereins in der Happelstr. 29 wurde 1913 nach Plänen von Jakob Saame erbaut und diente zunächst als genossenschaftliche Selbstversorger-Einrichtung mit Bäckerei, Brennerei und anderem. Das Gebäude wird bis heute für Gewerbezwecke genutzt. In derselben Straße lag früher die Lebensmittelfabrik Otto & Kaiser, deren Hauptbau in der Happelstraße 59 mit fünfgeschossigem Eckturm 1915 nach Plänen von Alfred Volz errichtet wurde.
- Auch einige der seit dem Wiederaufbau entstandenen Gebäude sind inzwischen als Denkmäler eingestuft. Etwa das Einrichtungshaus Kost an der Allee, das 1950 von Hans Paul Schmahl und Karl Mogler in den leichten, diaphanen Formen der 1950er Jahre erbaut wurde. In dem Ladengebäude mit offener Galerie, 70 Meter langer Schaufensterfront und schräggestellter Westfassade sitzt heute eine Filiale der Sparda-Bank.
- Das Autohaus Assenheimer wurde 1959 nach Plänen von Julius Hoffmann am Silcherplatz vollendet.
- Weitere Geschäftshäuser wurden neu im traditionellen Heimatstil der Vorkriegszeit erbaut, etwa das Gebäude des Möbelhaus Bierstorfer in der Lohtorstraße 37 / Ecke Lammgasse aus dem Jahr 1950.

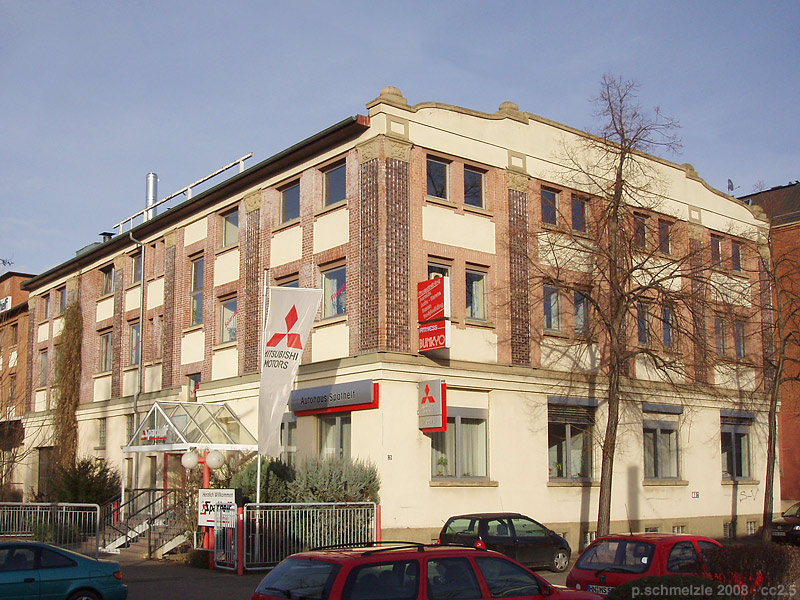
Spar- und Konsumverein
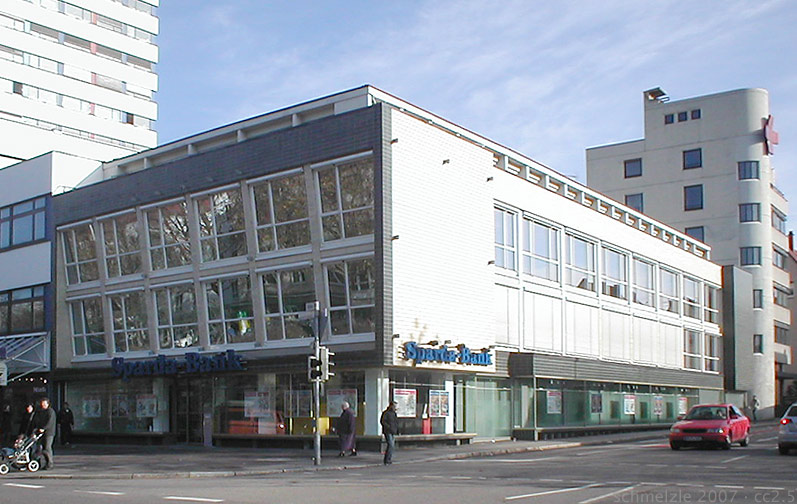
Haus Kost
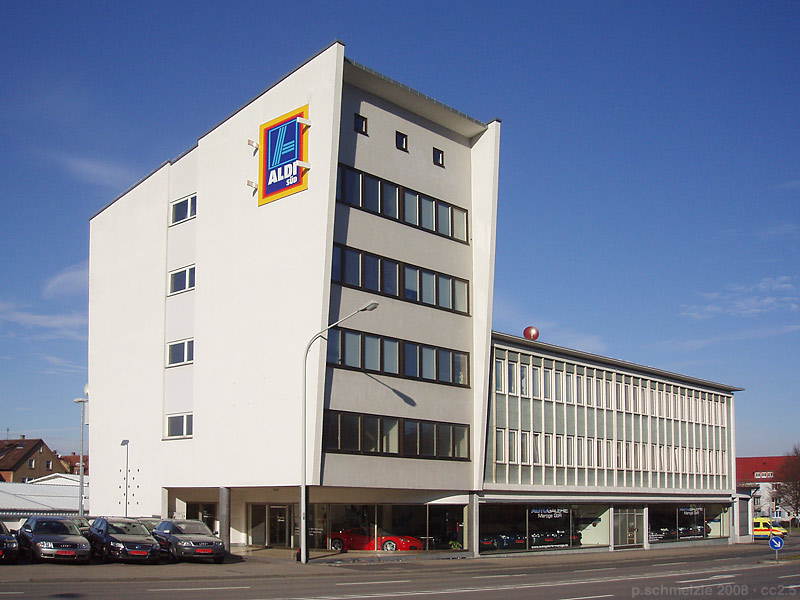
Assenheimer-Gebäude

### Bankgebäude
Banken blicken in Heilbronn auf eine lange Tradition zurück. Schon im 11. Jahrhundert sollen es in Heilbronn sogenannte Kawersche aus Südfrankreich gegeben haben. Seit der zweiten Hälfte des 19. Jahrhunderts ist Heilbronn ein bedeutender Bankenstandort. Die drei Bankhäuser an der Kreuzung der Allee mit der Achse Kaiserstraße – Moltkestraße und andere Banken in historischen Gebäuden prägen stark das Stadtbild.

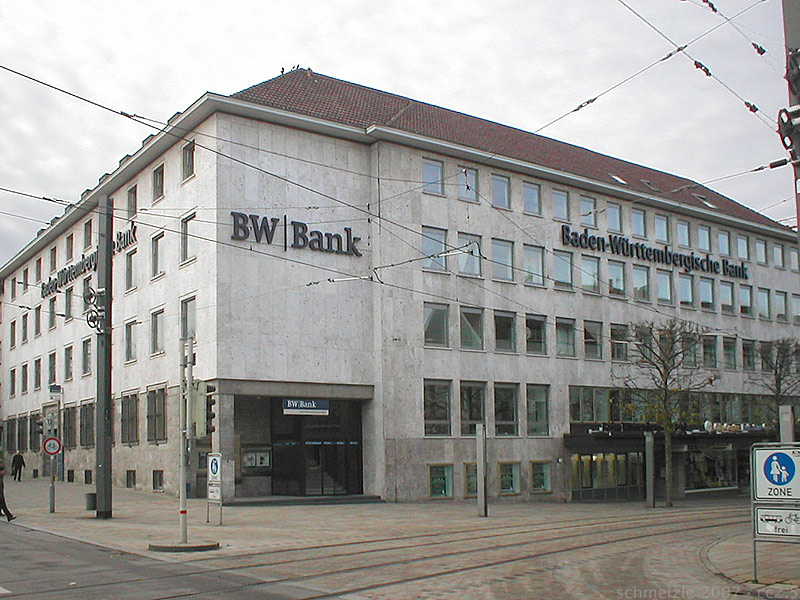
BW-Bank Ecke Allee/Kaiserstraße

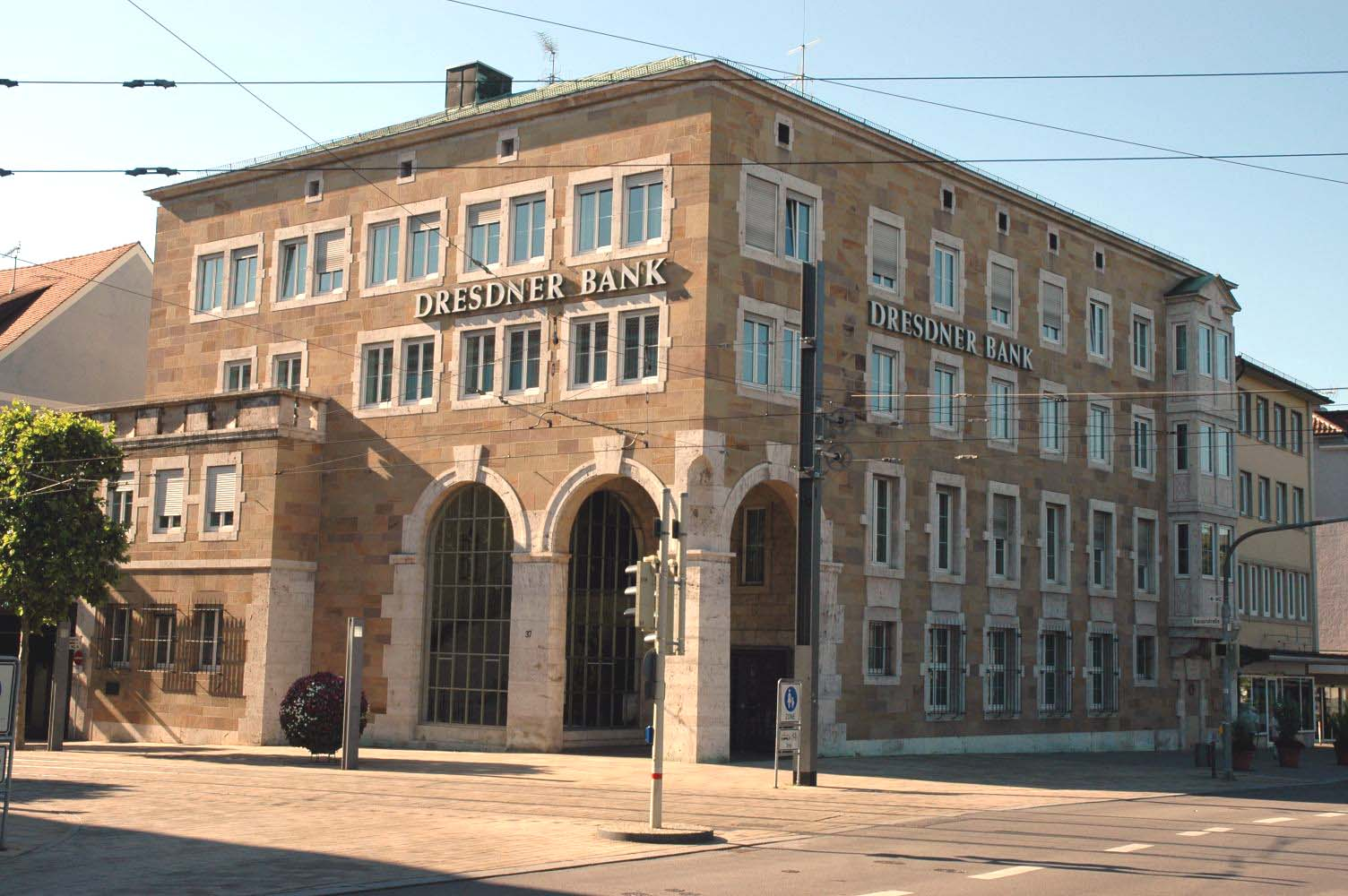
Dresdner Bank Ecke Allee/Kaiserstraße

- Die Baden-Württembergische Bank residiert im Gebäude der ehemaligen Handels- und Gewerbebank an der Ecke Kaiserstraße/Allee 11. Das Gebäude wurde 1952 von Julius Hoffman aus fränkischem Muschelkalk erbaut. Ursprünglich ein siebenachsiges Gebäude mit einem Mittenportal, wurde es später zur Kaiserstraße hin erweitert; dadurch entstand das asymmetrisch angelegte Portal auf der Alleeseite.
- Den Sitz der Dresdner Bank (Heilbronn) erbaute Paul Schmitthenner 1952 bis 1954 an der Ecke Kaiserstraße 32/Allee. Das elegante und markante Bauwerk im Heimatstil orientiert sich stilistisch an dem gleichaltrigen Gebäude der gegenüberliegenden BW-Bank.
- Die Volksbank Heilbronn liegt an der Ecke Moltkestraße/Allee 20. Die Fassade des 1993 von Roland Meister und Roland Wittich erbauten, viergeschossigen Hauses ist mit geschliffenen Platten aus grünem Stein belegt. Das leicht flache Dach, das über die Gebäudekante ragt, passt sich dem umgebenden älteren Baubestand aus der Zeit des Wiederaufbaus nach dem Zweiten Weltkrieg an. Eine Ecke grenzt an die Kreuzung, an der gegenüber auf der westlichen Seite der Allee die Häuser der Dresdner Bank und der Baden-Württembergischen Bank stehen. Die Volksbank Heilbronn, 1909 von Abraham Gumbel als Heilbronner Bankverein gegründet, ist heute mit einem Geschäftsvolumen von 1,3 Milliarden Euro die größte Kreditgenossenschaft in der Region.
- Die Kreissparkasse Heilbronn hat ihren Sitz in einem Gebäudekomplex an der Ecke Wollhausstraße/Uhlandstraße, der von den Architekten K. Häge, G. Kistenmacher, H. Alber entworfen und am 6. Juni 1958 eingeweiht wurde. In dem Gebäudekomplex ist inzwischen auch das von 1968 bis 1971 erbaute Hochhaus des Landratsamts aufgegangen (Bild siehe im Abschnitt Gegenwartsarchitektur). 1978 wurde der Mittelbau eröffnet, 1990 aufgestockt und mit einer Glaspyramide versehen. 2004 wurde das Gebäude um einen weiteren Bau ergänzt, 2006 erhielt es eine neue Kundenhalle. Die Kreissparkasse, Nachfolgerin der 1856 gegründeten Oberamtssparkasse, ist mit einem Geschäftsvolumen von rund 7 Milliarden Euro, etwa 100 Filialen und knapp 1600 Mitarbeitern das größte Kreditinstitut des Unterlandes.
- Das ehemalige Gebäude der Commerzbank. Ecke Klarastraße/Wollhaus, wurde 1966 von Gustav Ernst Kistenmacher in Travertin als zweiteiliger Komplex erbaut, dessen beide Teile eine gläserne Brücke über der Siebeneichgasse verbindet. Am Eingang zur Tiefgarage an der Rückseite des Gebäudes hat sich ein Mauerstück des ehemaligen Heilbronner Klaraklosters erhalten.
- Das Gebäude der ehemaligen Handels- und Gewerbebank in der Karlstr. 70–71 wurde bereits 1923 von Hermann Steuss im Stil des Neoklassizismus erbaut. Heute ist das Gebäude Sitz der Württembergischen und Badischen Versicherungs-Aktiengesellschaft (WÜBA).

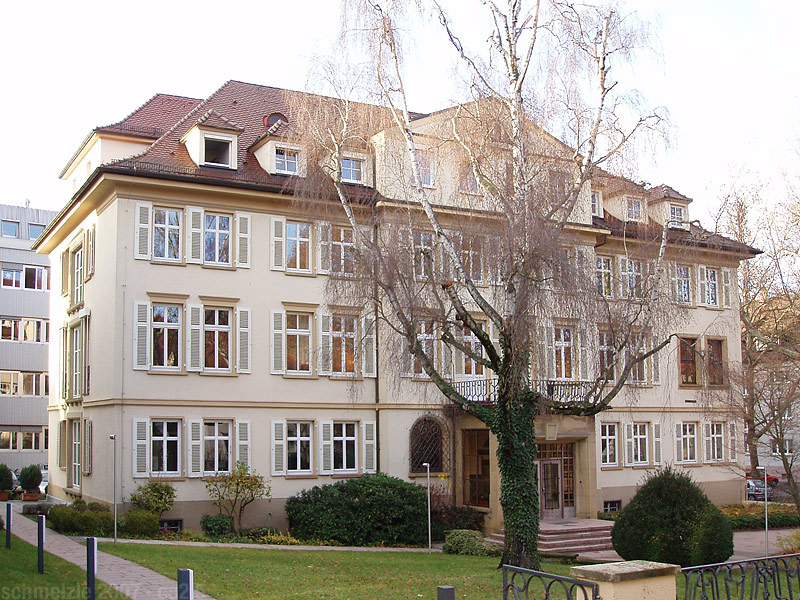
Ehemalige Handels- und Gewerbebank in der Karlstraße
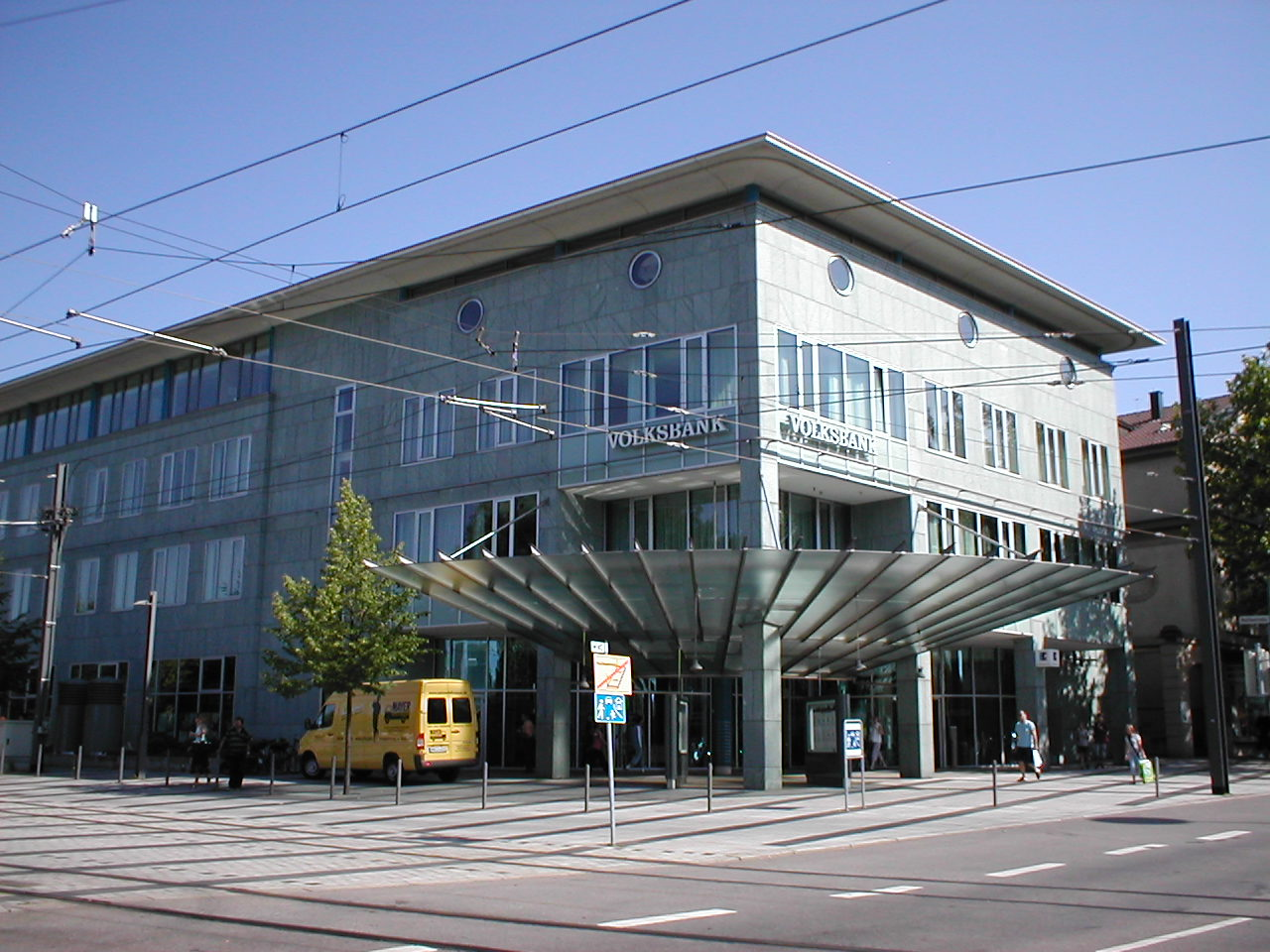
Volksbank Ecke Allee/Moltkestraße
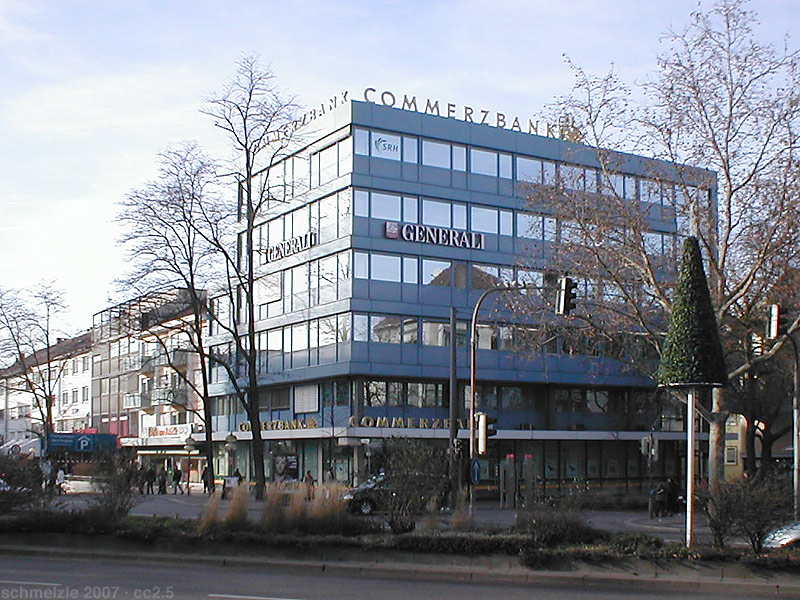
Commerzbank Klarastraße

### Gaststätten
Gaststätten und Hotels:

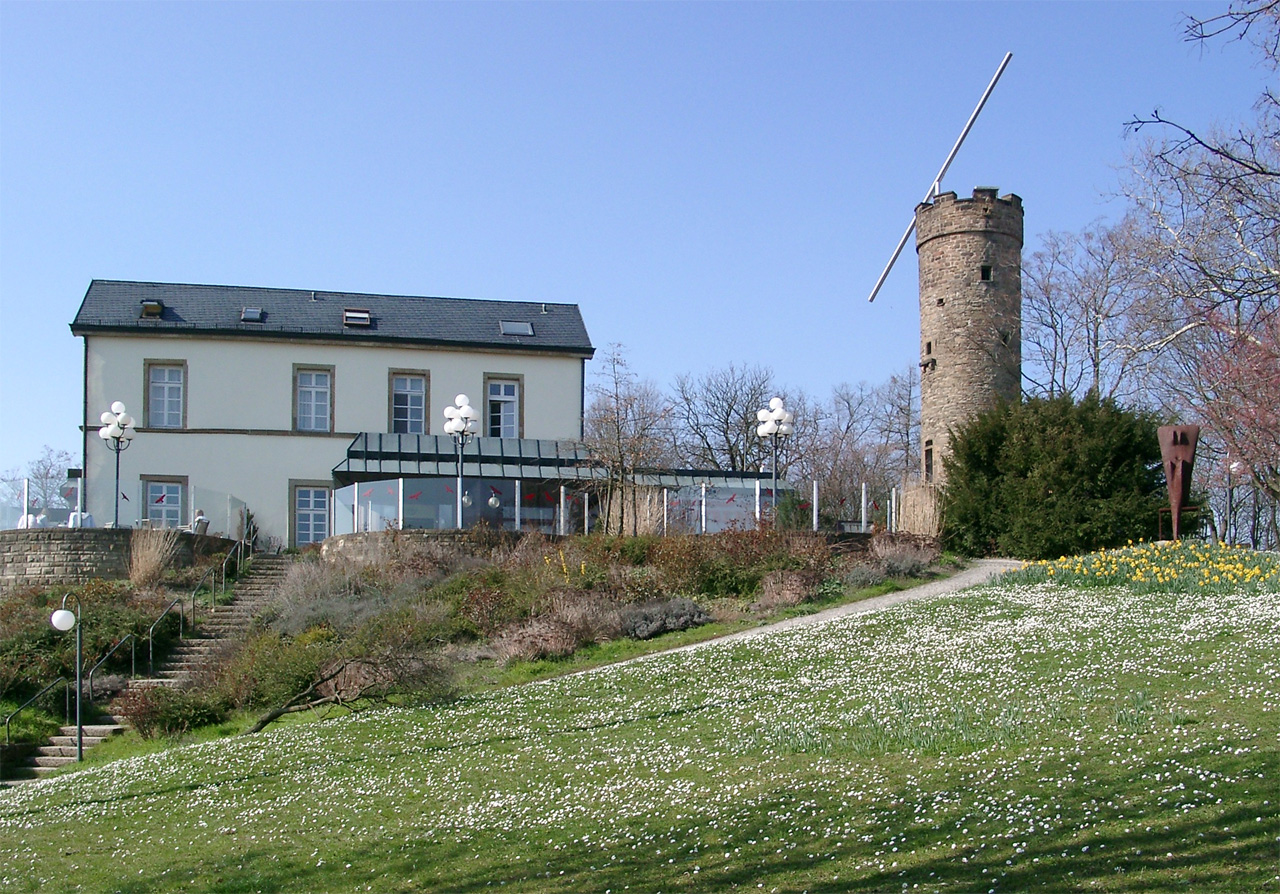
Wartberggaststätte beim Wartbergturm

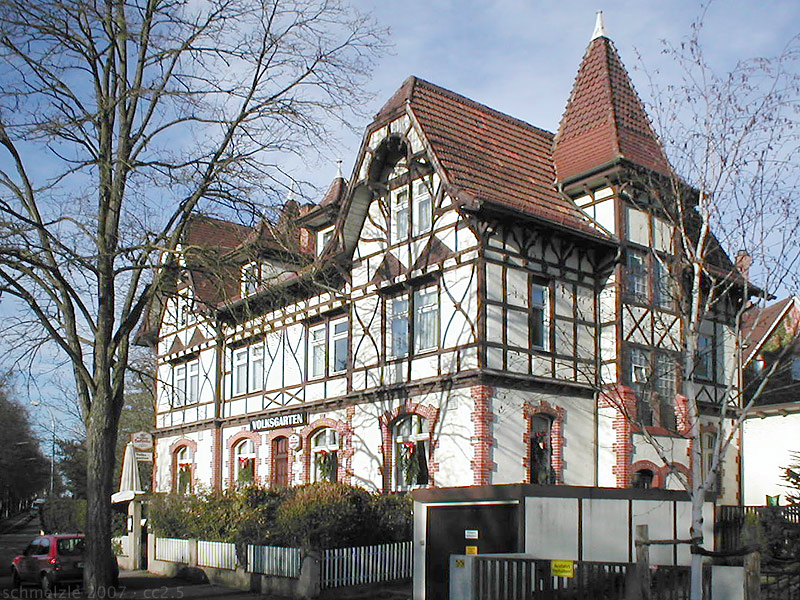
Volksgarten

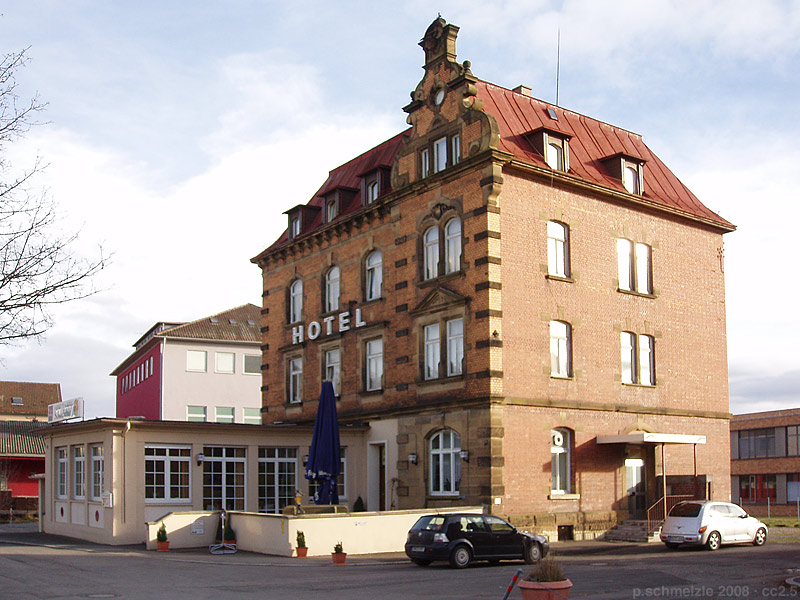
Schlachthof-Gaststätte

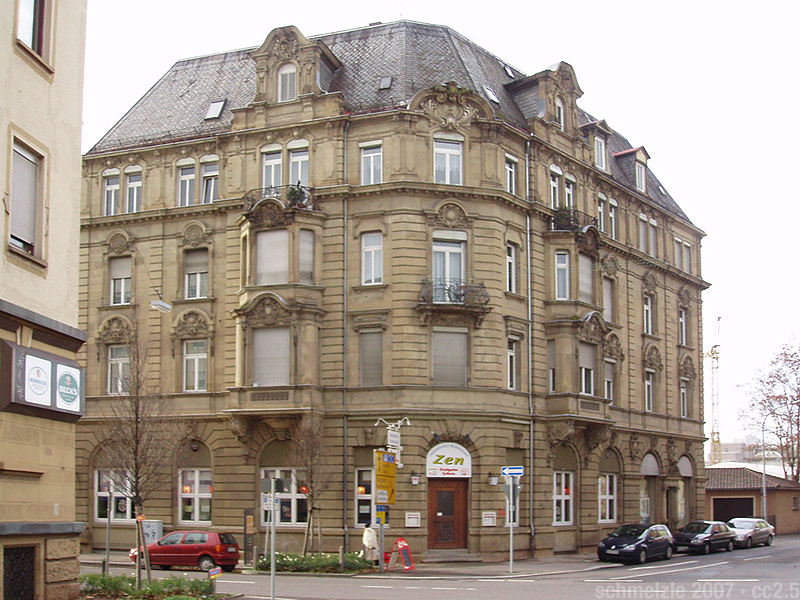
Hotel Hubmann

- Die Wartberggaststätte ist eine seit 1764 bestehende Traditionsgaststätte auf dem Wartberg oberhalb Heilbronns.
- Das Jägerhaus ist eine ebenfalls oberhalb Heilbronn im Stadtwald gelegene Einsiedlerklause aus dem 15. Jahrhundert, die nach verschiedener Nutzung seit 1788 ebenfalls Gaststätte ist.
- Die Trappensee-Gaststätte. geht auf die Heilbronner Brauerei Cluss zurück, die das Anwesen beim Trappensee 1879 erwarb und längs der Jägerhausstraße eine Schankhalle errichtete, die später mehrfach erweitert und umgebaut wurde. 1977 wurde das Gebäude von der Stadt Heilbronn erworben und umfassend saniert.
- Die Gastwirtschaft Volksgarten an der Pfühlstraße 57 wurde 1898 unterhalb des Wartbergs am damaligen Stadtrand nach Plänen von Hermann Maute und Theodor Moosbrugger erbaut. Mit Zierfachwerk und Schweizer Schwebegiebeln hat das Gebäude Landhauscharakter.
- Das Hotel Friedrich Hubmann ist ein ehemaliges Hotel in der Wilhelmstraße 58, das 1898 nach Plänen von August Dederer im Stil der Neorenaissance erbaut wurde. Das 1956 umgebaute Haus weist reichen Bauschmuck auf. Für denselben Besitzer wurde außerdem das private Wohnhaus in der Uhlandstraße 57 und erbaut. Weiterhin ließ Hubmann auch das Mietshaus in der Uhlandstraße 61 erbauen.
- Am Rathenauplatz befindet sich das einst als Europäischer Hof bekannte Gebäude Wilhelmstr. 68, außerdem die einstige Metro-Bar im Gebäude Charlottenstr. 2, das 1898/99 von Hermann Maute und Theodor Moosbrugger im Stil der Neorenaissance erbaut wurde, sowie die früheren Freudenhäuser in der Sontheimer Str. 3 und Sontheimer Str. 7.
- Der Heilbronner Schlachthof wurde 1880–98 im Stil der Neorenaissance errichtet. Die Anlage bestand neben dem eigentlichen Schlachthaus aus einem dreigeschossigen Verwaltungsbau und einer Gaststätte. Der schmuckvolle Ziergiebel der Gaststätte zeigt ganz oben die Vollplastik eines Stierschädels. Die Anlage wurde später mehrfach erweitert, jedoch wurden die Erweiterungsbauten inzwischen bereits wieder abgerissen. Die erhaltenen denkmalgeschützten Bauten wurden 2007 von der Akademie für Kommunikation. erworben, die dort bis 2012 einen Schulstandort errichtete. In der Nachbarschaft des Schlachthofs befindet sich außerdem der Alte Milchhof, eine 1925 errichtete Milchsammelstelle, in der sich heute das Lapidarium der Stadt Heilbronn befindet.
- Das Wilhelm-Waiblinger-Haus in der Schützenstraße 16 wurde 1927 als Jugendherberge erbaut.

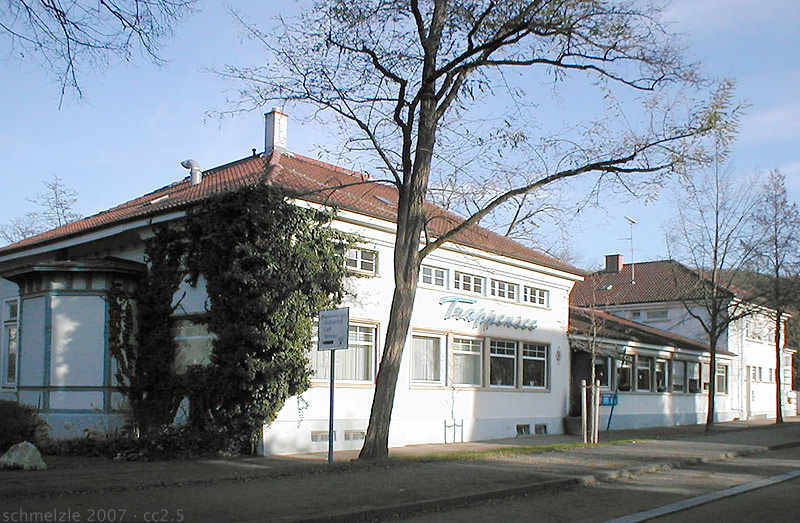
Trappensee-Gaststätte
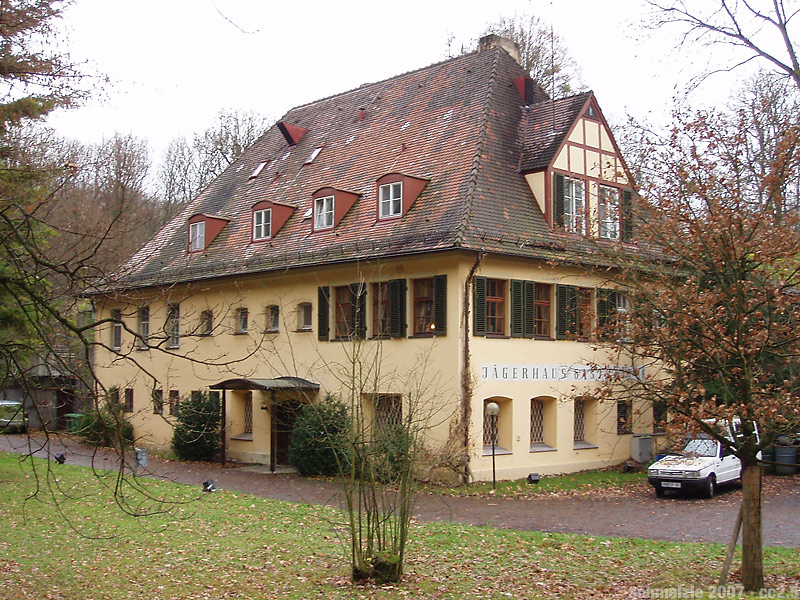
Jägerhaus-Gaststätte
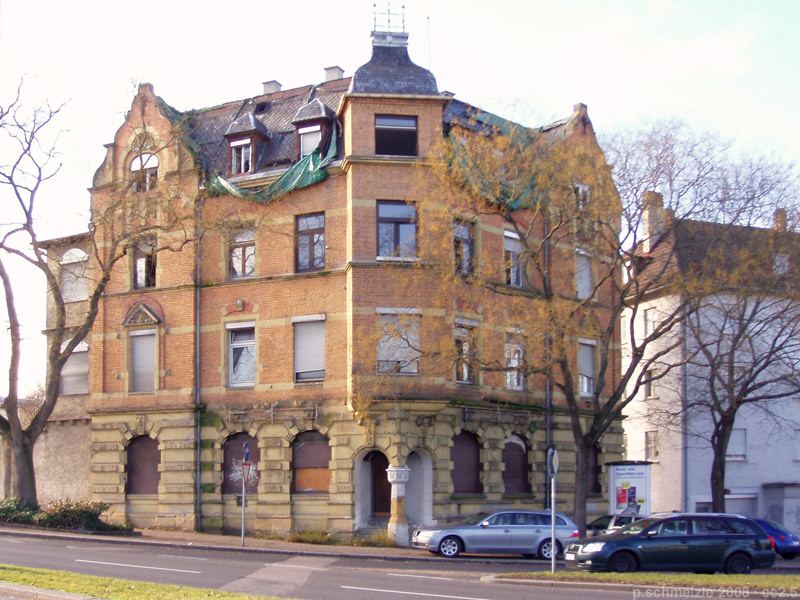
Charlottenstr. 2

Cafégebäude:

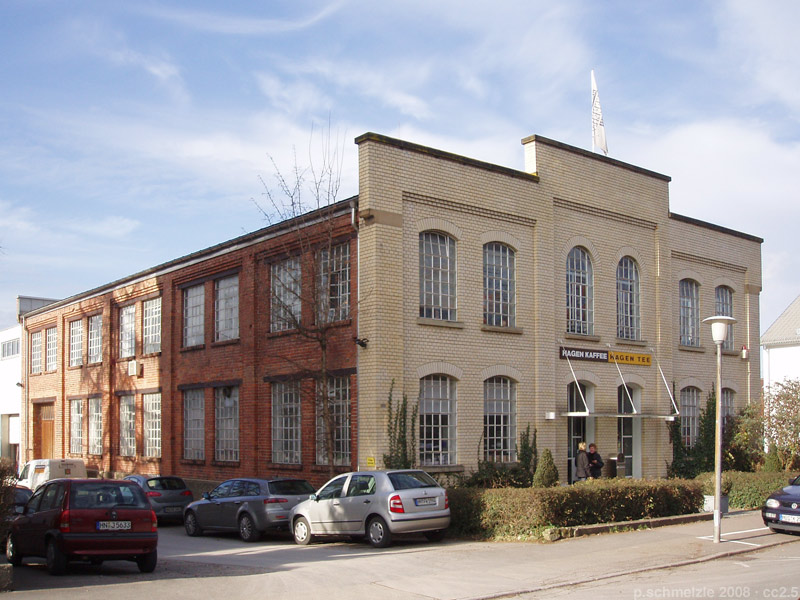
Café Hagen, Christophstr. 13

- Das Café Noller ist bereits seit dem Jahr 1931 in Heilbronn zu finden. Nach dem Zweiten Weltkrieg konnte Gottlob Noller (Konditormeister) am 23. November 1957 sein Café an der Kirchbrunnenstraße 32–36 eröffnen, das nach den Plänen von Kurt Marohn erbaut worden war. Damals war es noch zweigeschossig und hatte im 1. Obergeschoss eine Balkonterrasse mit einer von Maria Fitzen-Wohnsiedler (Keramikerin, 1908–1989) verzierten Balkonbrüstung. Im April 1986 wurde das Café Noller nochmals aufgestockt und mit einer Leichtmetallfassade und Erkern versehen. Die Balkonbrüstung wurde zerlegt und schmückt nun das Innere des Cafés.
- Café Kilian: 1986 wurde das Haus Bergdoll Ecke Kaiserstraße/Kiliansplatz neu gebaut und darin das Café Kilian neu eröffnet. Das achtachsige dreigeschössige Eckgebäude mit einer rötlichen Fassade auf Arkadenbögen zeigt in der Gliederung seiner Pfeiler und Fensterlaibungen Merkmale des Historismus.
- Café Hagen wurde 1934 als Kaffeegeschäft mit Kaffeerösterei in Heilbronn gegründet und befindet sich seit 1994 in einem Gebäude der Gründerzeit in der Christophstraße 13. Das Gebäude wurde im Jahr 2002 baulich erweitert.
- Café Janssen: Die Innenarchitektur des Café Janssen an der Sülmerstraße 6 spricht komplett die Formsprache der 50er Jahre.
- Café Romann: Die Familie Romann ist mit einer Bäckerei am Fleiner Tor seit 1696 in der Stadt Heilbronn belegt. 1867 richtete August Romann ein Conditorei-Café an der Lammgasse ein, Eugen Romann eröffnete in der Sülmer Straße eine neue Conditorei im Jahr 1900. Nach dem Zweiten Weltkrieg und der Zerstörung der Innenstadt konnte am 15. Februar 1951 von Hans-Eugen Romann in der Sülmerstraße 27 am alten Platz das traditionsreiche Café wiedereröffnet werden. Das Gebäude ist zweigeschossig und trägt an der Ecke eine schmiedeeiserne Arbeit, die einen Bäcker mit Torte zeigt.

## Bürgerbauten

### Villen

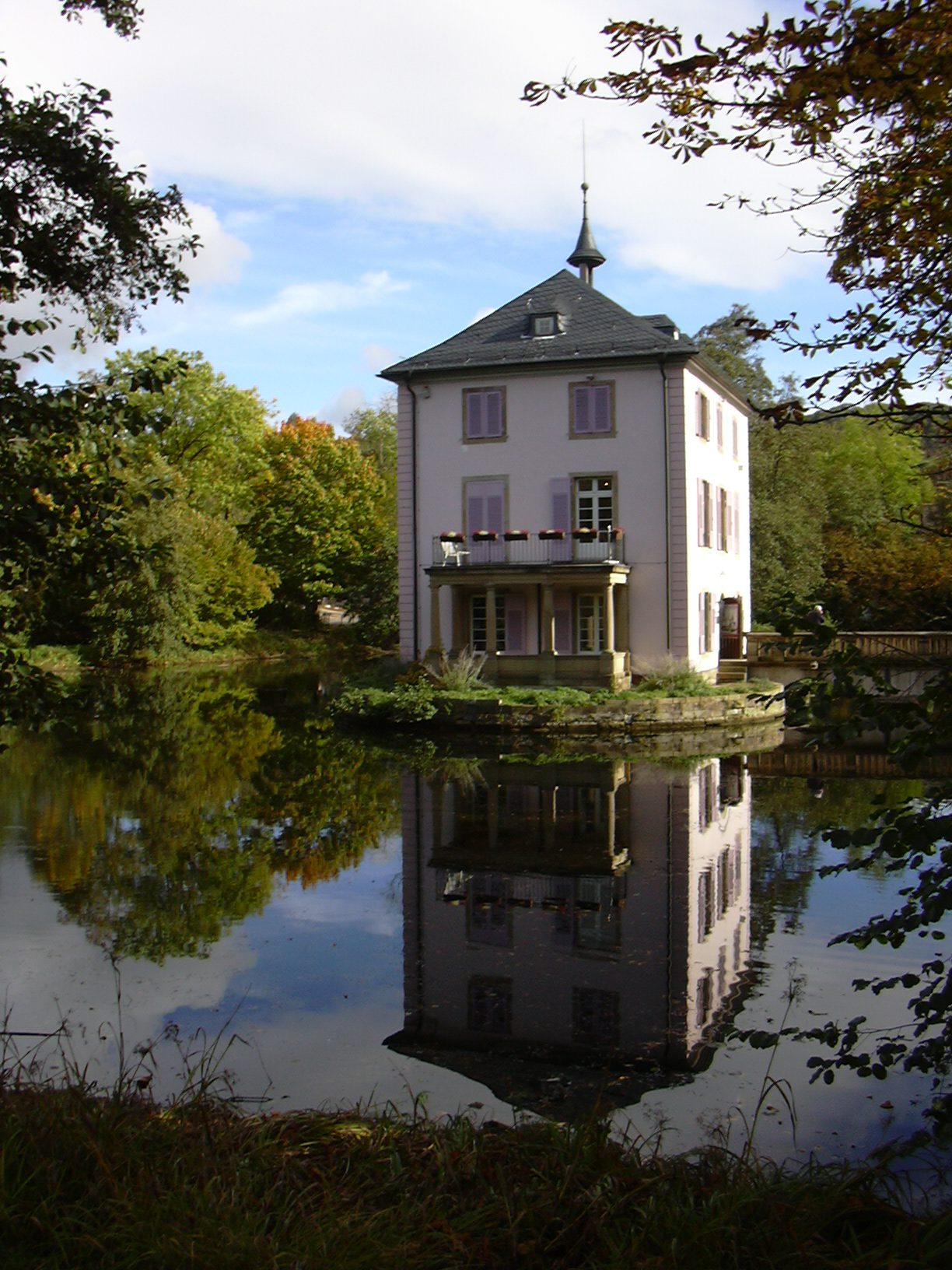
Trappenseeschlösschen

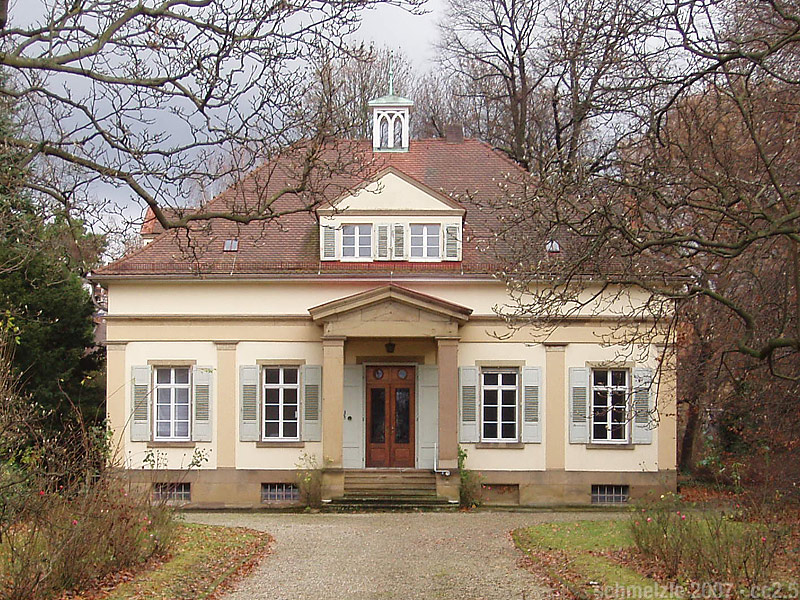
Villa Rauch, Steinstraße 1

Neben dem ehemaligen Trappenseegut und dem markanten Trappenseeschlösschen, einem barocken Wasserschlösschen, das einst inmitten eines Obstguts stand, gibt es in Heilbronn zahlreiche Villen, die die Zerstörung des alten Baubestands der Stadt beim Luftangriff auf Heilbronn 1944 meist unbeschadet überstanden haben. Die Wilhelmstraße und die sie kreuzende Cäcilienstraße südlich der Altstadt bebauten nach 1840 Heilbronner Honoratioren und Unternehmer mit ihren Wohnhäusern. Östlich der Innenstadt erstreckt sich im Bereich von Bismarckstraße, Dittmarstraße, Alexanderstraße, Gutenbergstraße und einigen anderen ein weiteres Villenviertel mit seit dem späten 19. Jahrhundert entstandenen repräsentativen Sommer- und Wohnhäusern wohlhabender Bürger.
Wilhelmstraße:
- Die Villa Goppelt, Wilhelmstraße 7, liegt am südlichen Ende der Wilhelmstraße und wurde als eines der ersten Gebäude dieser Straße 1842 im Stil des Klassizismus vom Heilbronner Stadtbaumeister Louis de Millas erbaut.
- Der Wilhelmsbau, Wilhelmstraße 9, wurde 1841–1845 von Heinrich Cluss, dem Vater von Adolf Cluss, erbaut. Das Gebäude mit den markanten byzantinischen Rundbögen gelangte 1901 in den Besitz der Stadt Heilbronn, die dort seitdem einen Teil der Stadtverwaltung untergebracht hat.
- Die Villa Kübel, Wilhelmstraße 11, von 1862 ist ein weiteres klassizistisches Bauwerk von Louis de Millas.
- Die Villa Zapf, Wilhelmstraße 13, wurde 1863 nach Plänen von Franz Weisert errichtet.
- Das Haus Friedrich Mössner, Wilhelmstraße 17, wurde 1907 von Emil Beutinger und Adolf Steiner mit Elementen des Jugendstils erbaut.
- Die Villa Seelig, Wilhelmstraße 25, wurde 1877 von Robert von Reinhardt für den Zichorienfabrikanten Emil Seelig im Stil der Neorenaissance erbaut. Den zweieinhalbgeschossigen Bau bekrönt ein wuchtiger Giebel mit Tympanon. Zwei leicht vorspringende Seitenrisalite flankieren den mittleren Teil der Straßenfassade, der durch filigrane Pilaster, Balustraden und ein Tympanon mit Figurenfries über dem Haupteingang gegliedert wird. Das Mezzaningeschoss unter dem Dach zeichnet sich durch weiß gehaltene Figurenfriese zwischen Pilastern aus. 1911 wurde das Haus von Josef Hüls um Loggia und Veranda erweitert, der Anbau eines Treppenhauses erfolgte 1928. Das Erdgeschoss wie auch das Innere der gesamten Villa wurde in den 1940er- und 1990er-Jahren stark verändert, eine vollständige Sanierung erfolgte 2003.
- An der Wilhelmstraße stehen weitere repräsentative historische Bauten, darunter das Doppelwohnhaus Wilhelmstraße 16 und das evangelische Dekanat, Wilhelmstraße 18. Im weiteren Verlauf südlich der Südstraße befinden sich die 1899 erbaute, etwas von der Straße zurückgesetzte Villa des Oberamtsbaumeisters Josef Eckert (Wilhelmstraße 42) sowie mehrere zwischen 1898 und 1903 im Stil des Historismus entstandene repräsentative Wohn- und Geschäftshäuser, darunter die Häuser Wilhelmstraße 52, Wilhelmstraße 54, Wilhelmstraße 56, Wilhelmstraße 64 und Wilhelmstraße 66.

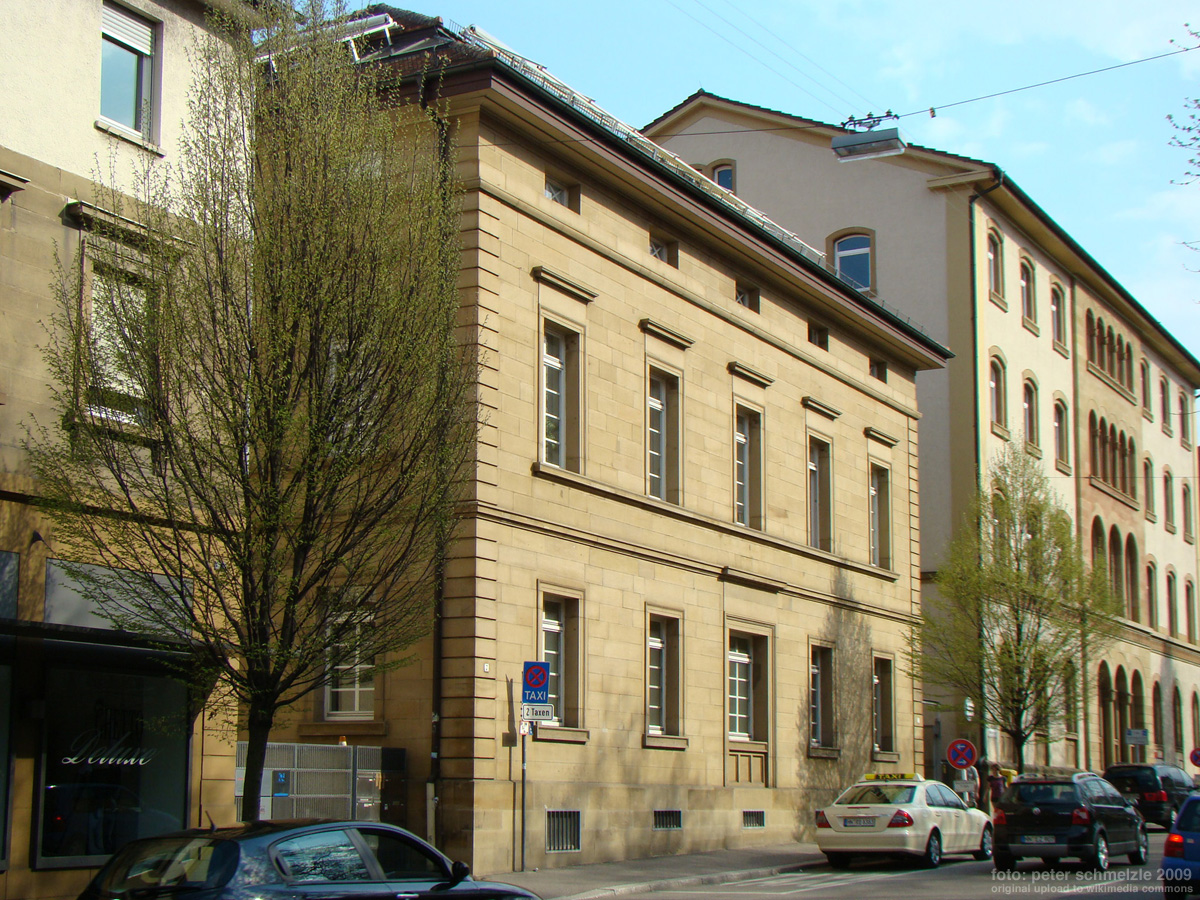
Villa Goppelt, Wilhelmstraße 7
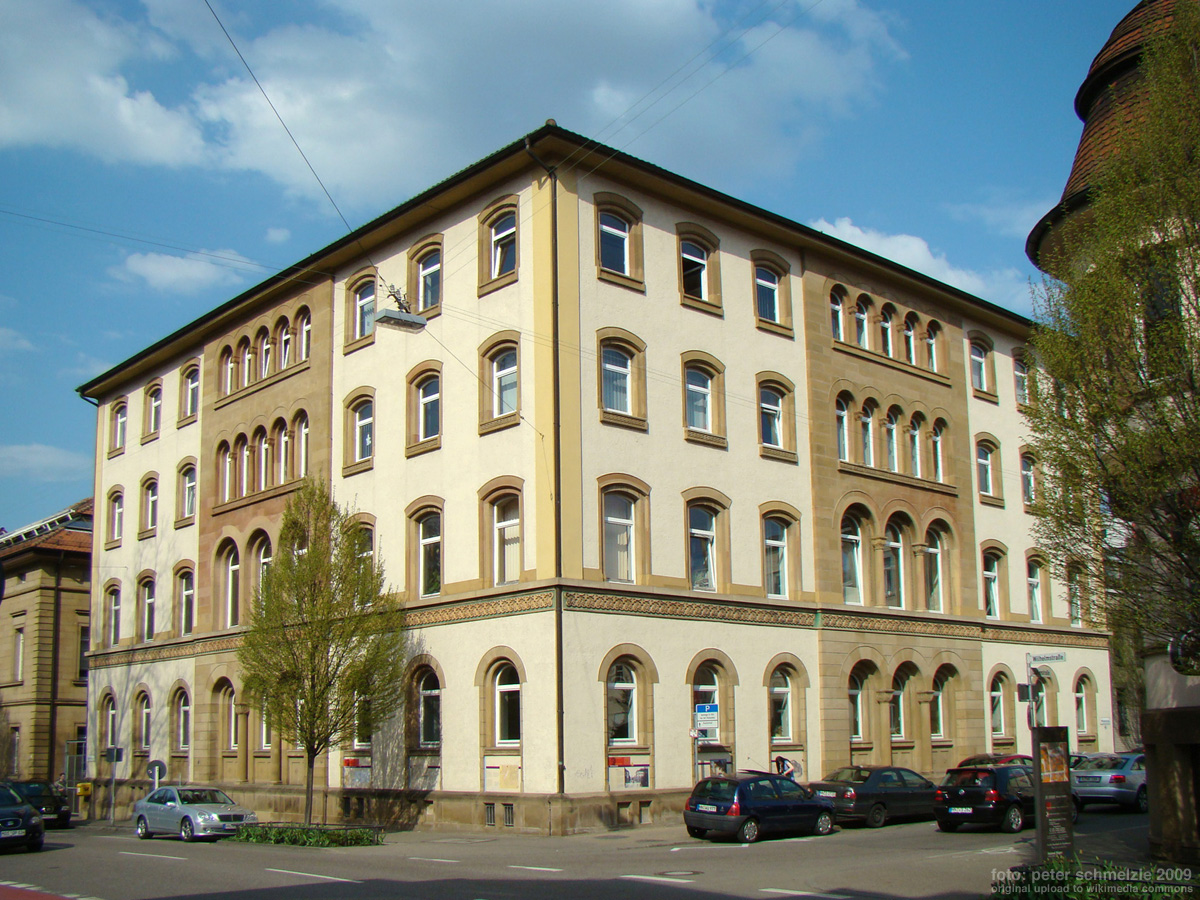
Wilhelmsbau, Wilhelmstraße 9
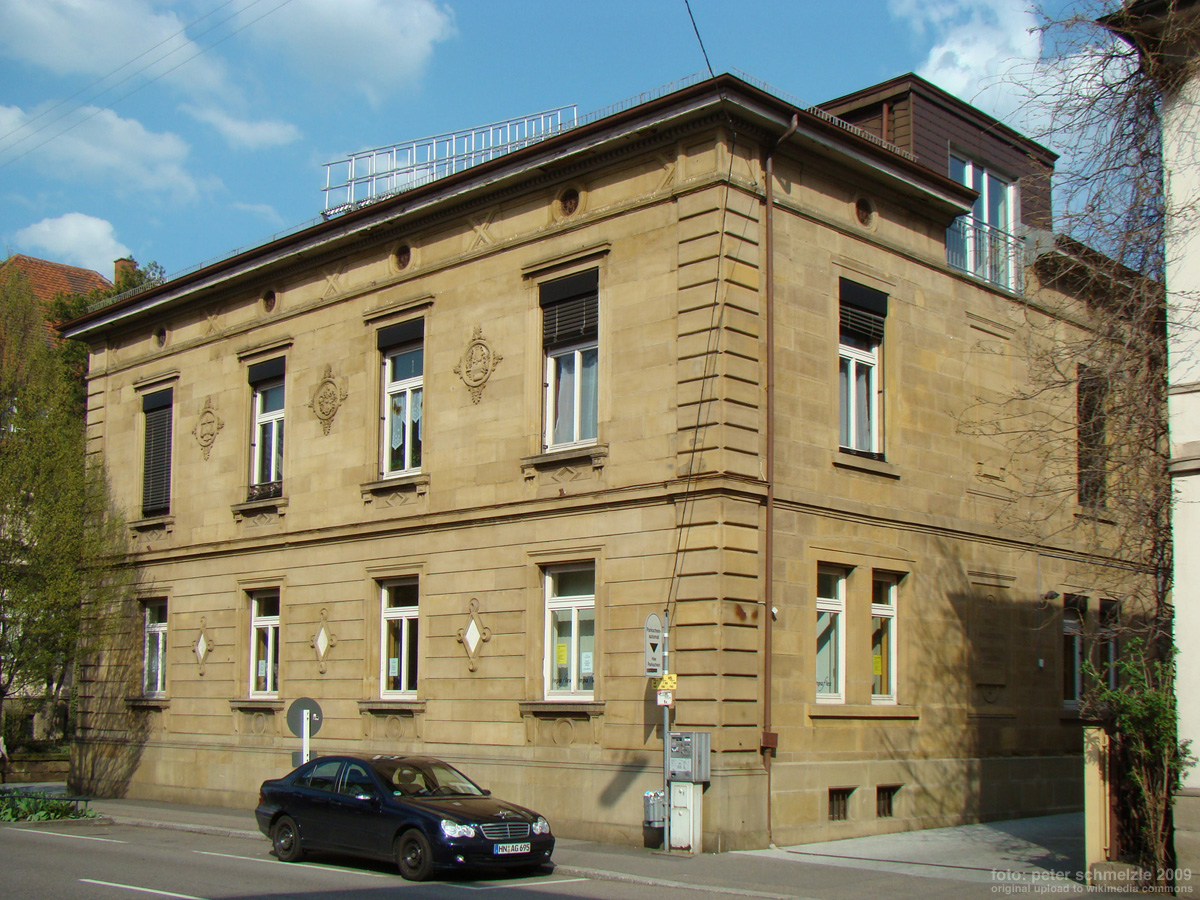
Villa Kübel, Wilhelmstraße 11
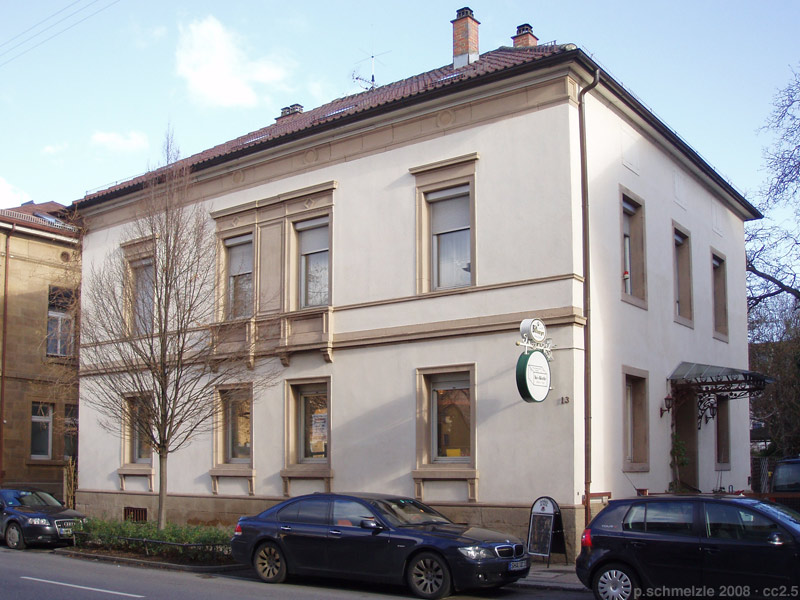
Villa Zapf, Wilhelmstraße 13
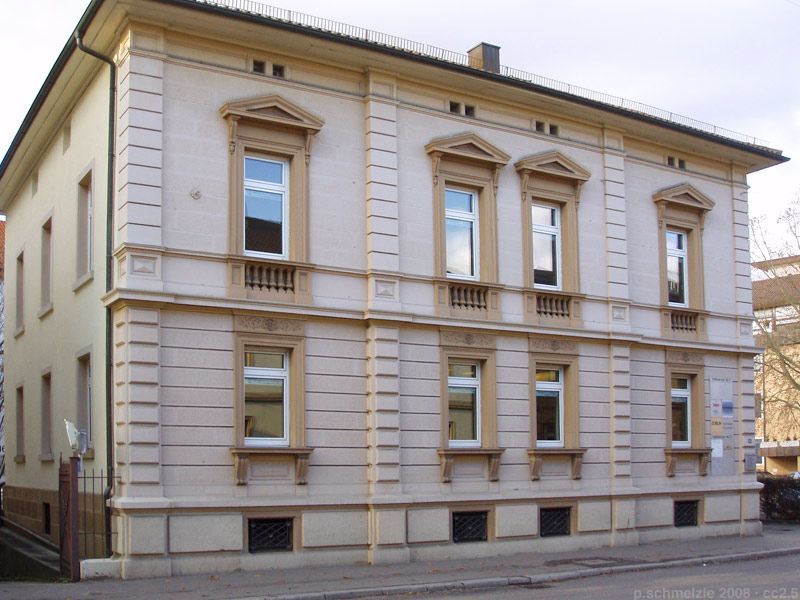
Wilhelmstraße 16
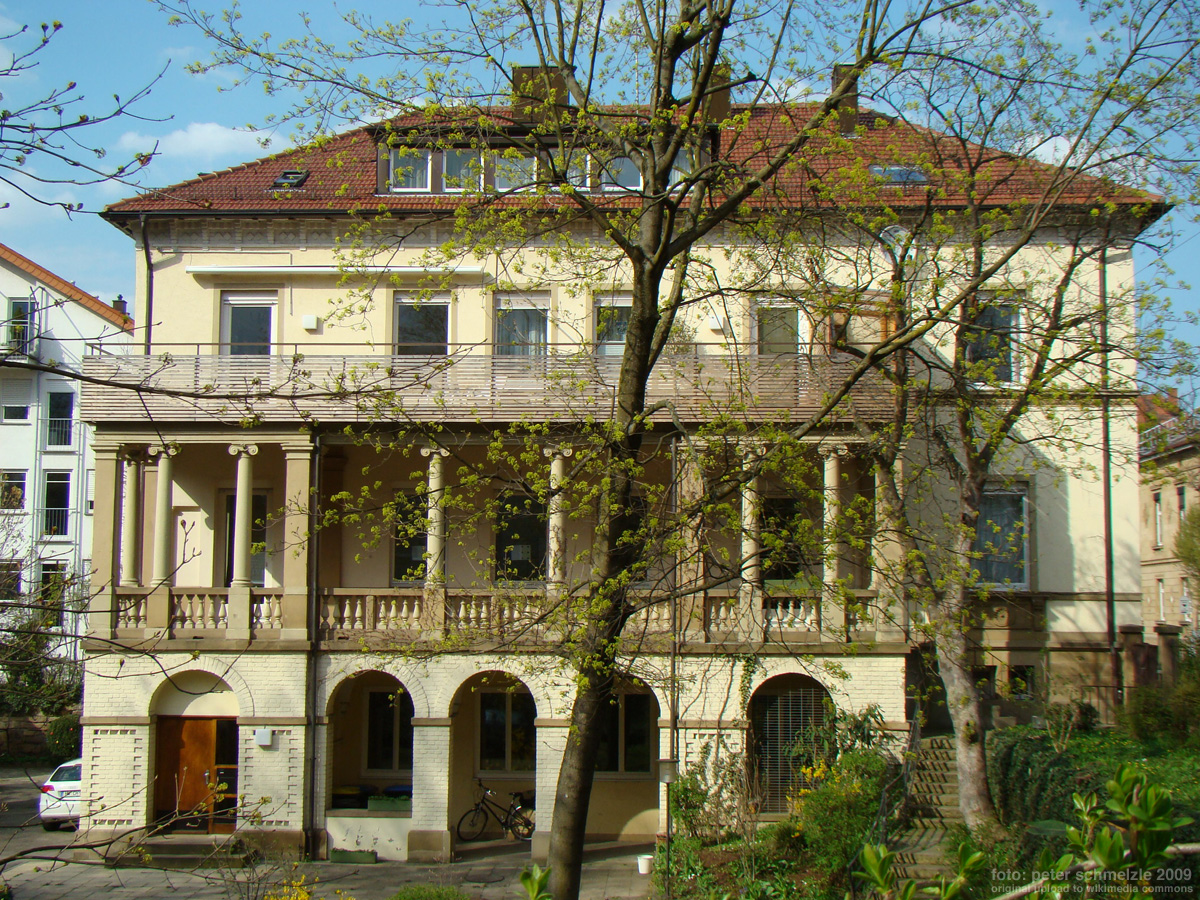
Dekanat, Wilhelmstraße 18
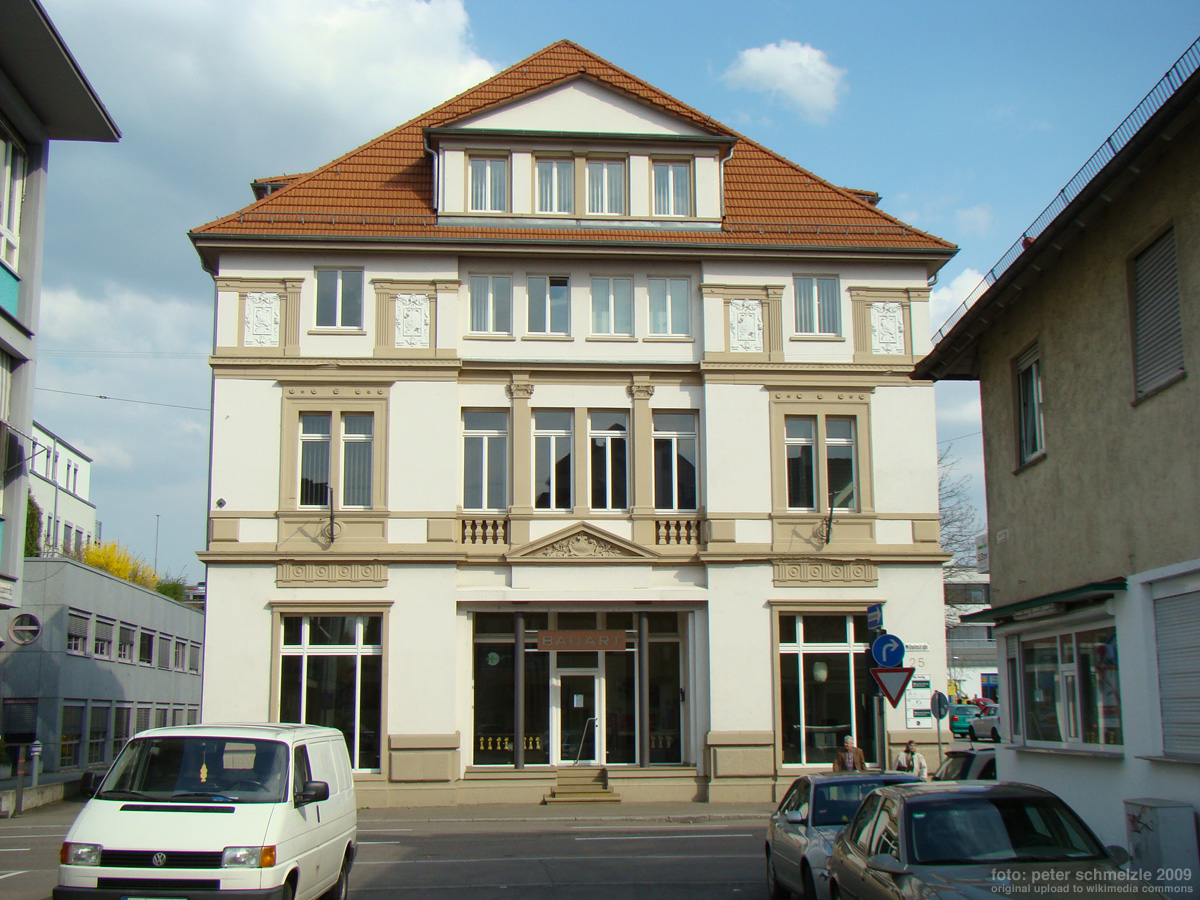
Villa Seelig, Wilhelmstraße 25
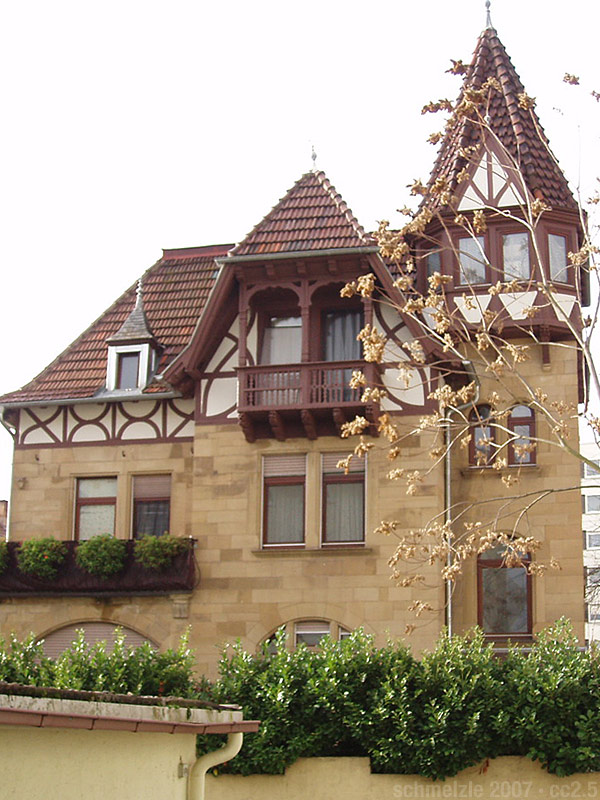
Villa Eckert, Wilhelmstraße 42
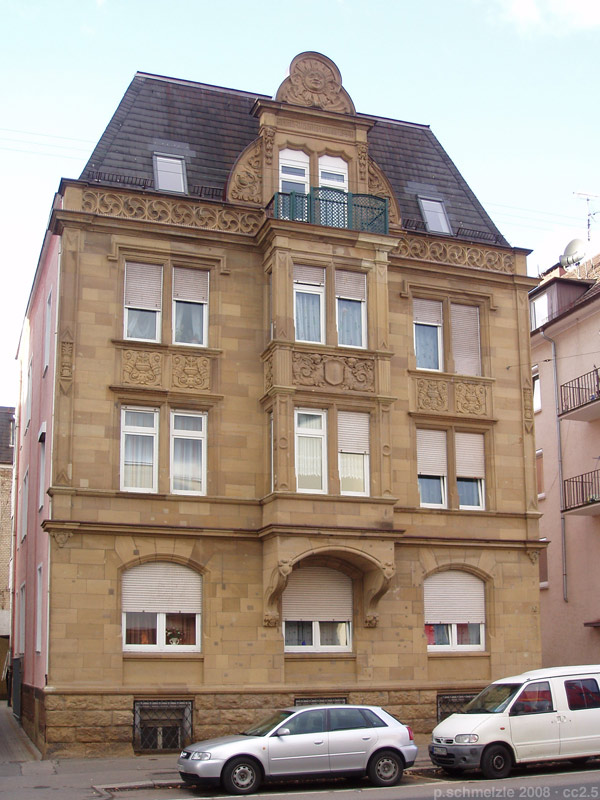
Wilhelmstraße 52
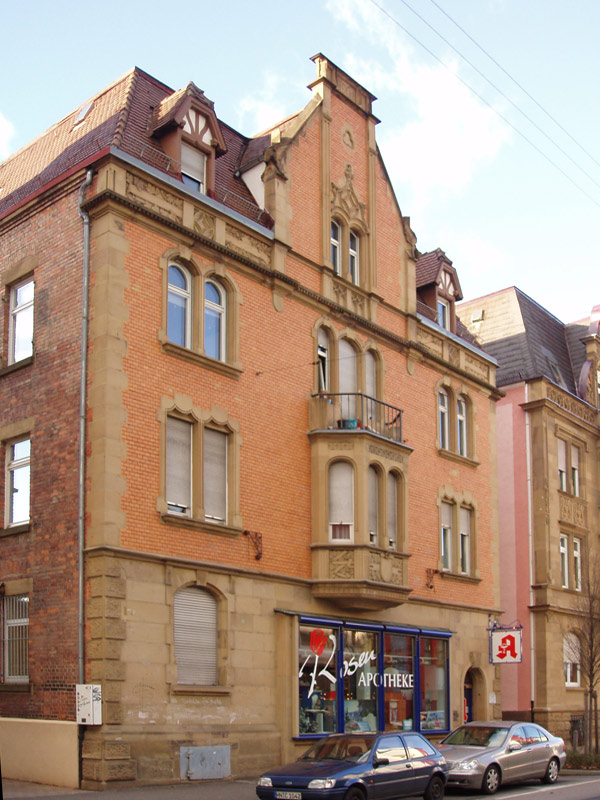
Wilhelmstraße 54
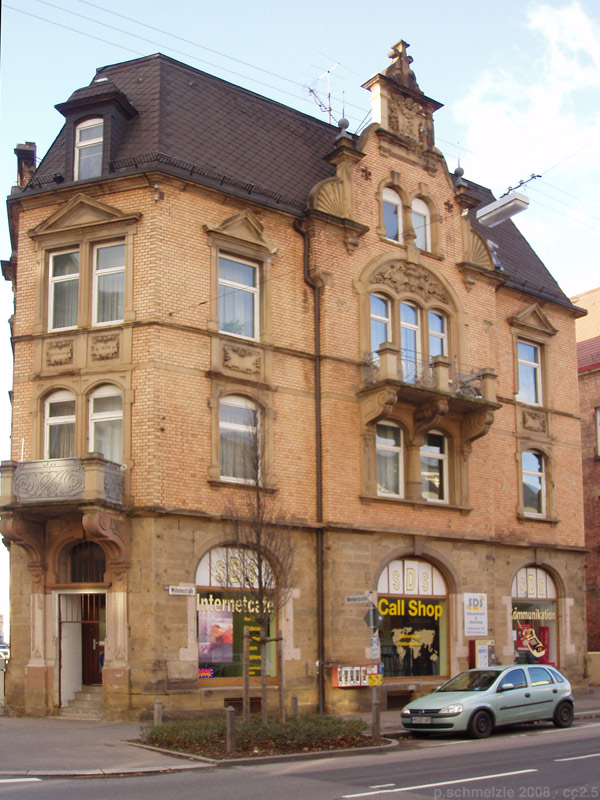
Wilhelmstraße 56
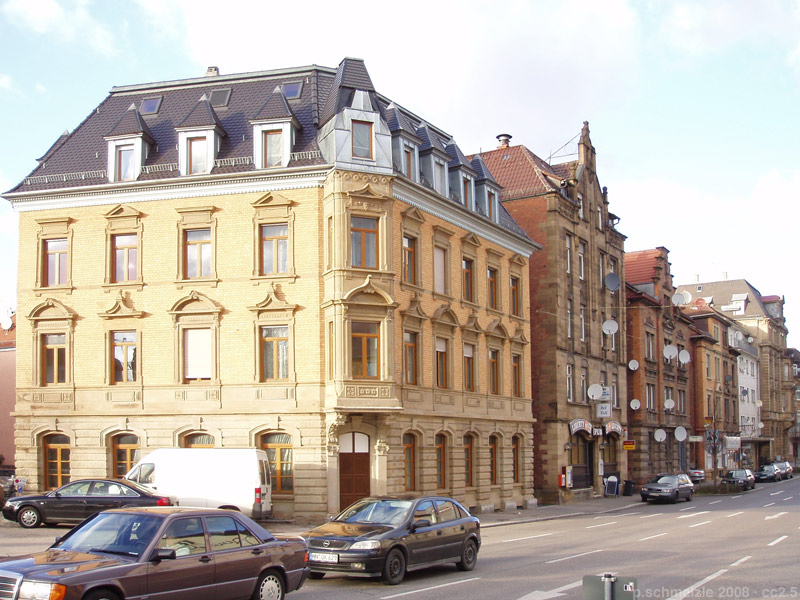
Wilhelmstraße 68

Cäcilienstraße:

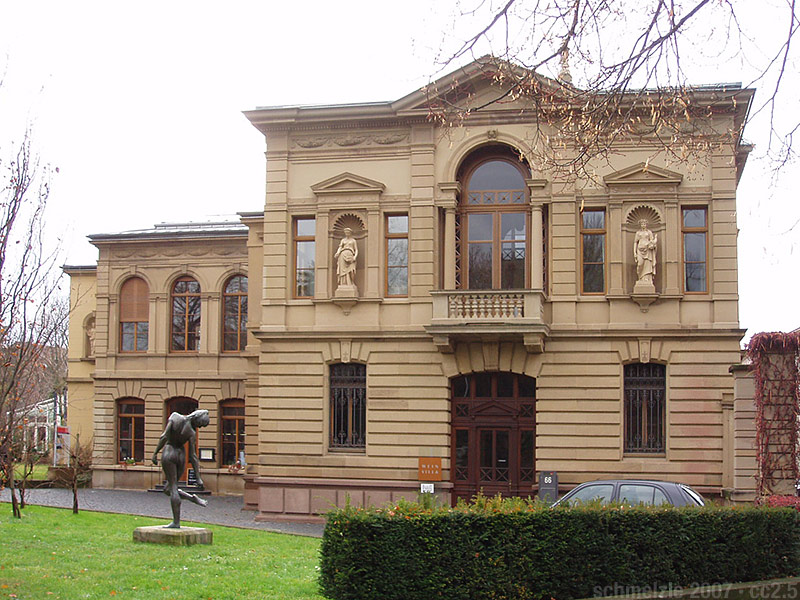
Villa Faißt, Cäcilienstraße 66

- Die Villa Cäcilienstraße 3 war der Wohnsitz des Direktors der einst hier am Rosenberg stehenden Brauerei Cluss. Das Gebäude wird heute von einer Pflegeeinrichtung genutzt.
- Die Villa Meißner, Cäcilienstraße 47, wurde 1871 erbaut und 1907 etwas umgestaltet.
- Die Villa Link, Cäcilienstraße 51, entstand 1881 durch den Umbau eines 1871 erbauten Hauses durch die renommierten Stuttgarter Architekten Ludwig Eisenlohr und Carl Weigle für den Unternehmer Louis Link im Stil der Neorenaissance. Die zweieinhalbgeschossige, herrschaftliche Villa mit rustiziertem Sockel, Portalvorbau im Osten und risalitartig ausgeprägten Balkonen ist ganz der italienischen Renaissance verpflichtet. Heute befindet sich in dem Gebäude das städtische Grünflächenamt.
- Die Villa Neumayer, Cäcilienstraße 58 / Wilhelmstraße, wurde 1909 von Jakob Saame für den Dentisten Willi Neumayer erbaut. Der östlich des Hauses liegende Garten wurde später als Parkfläche gepflastert.
- Das Mehrfamilienhaus Cäcilienstraße 60 wurde 1870 von Christian Zillhardt errichtet. Besonders schmuckvoll sind der Balkon und die Umrahmungen der Fenster im ersten Obergeschoss.
- Das Gebäude Cäcilienstraße 62/64 wurde 1875 ebenfalls von Christian Zillhardt erbaut und hat – wie seine kurz zuvor erbauten Nachbargebäude – eine Werksteinfassade mit schmuckvollen Fensterrahmungen und Balustern.
- Die Villa Faißt, Cäcilienstraße 66, begonnen 1873 von Christian Zillhardt, wurde 1876 für den Zuckerfabrik-Direktor Andreas Faißt und seine Frau Henriette Faißt geb. Cluss durch Robert von Reinhardt vollendet. 1895 wurde die Villa nach Plänen von Ernst Walter und Carl Luckscheiter umgebaut. Der Komponist Hugo Wolf war gelegentlich in der Villa zu Gast und hat hier musiziert. Die Villa Faißt ist ein Beispiel für die frühe Phase des süddeutschen Historismus. Das Gebäude war von 1922 bis 1995 Sitz verschiedener staatlicher und städtischer Verwaltungen. Seit 2000 wird das repräsentative Gebäude als „Wein Villa“ von einem Weinbau-Gemeinschaftsunternehmen unterhalten.

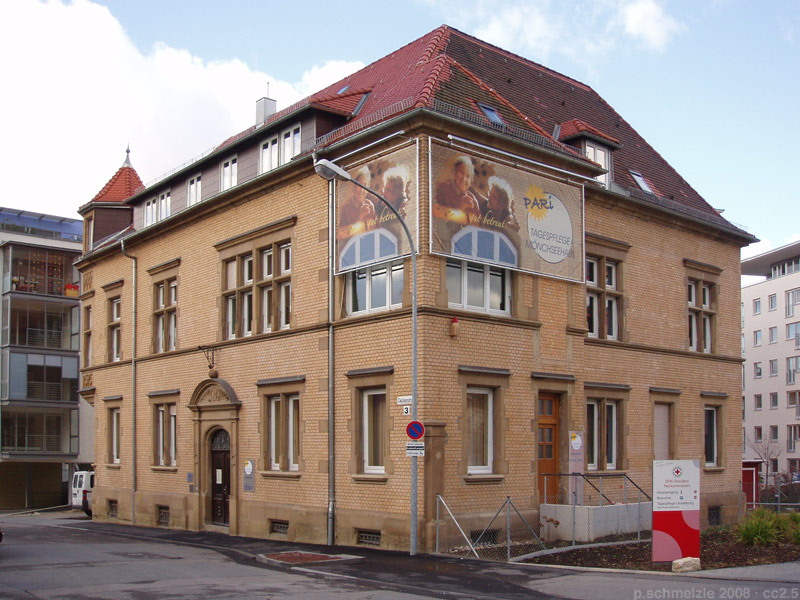
Cluss-Villa, Cäcilienstr. 3
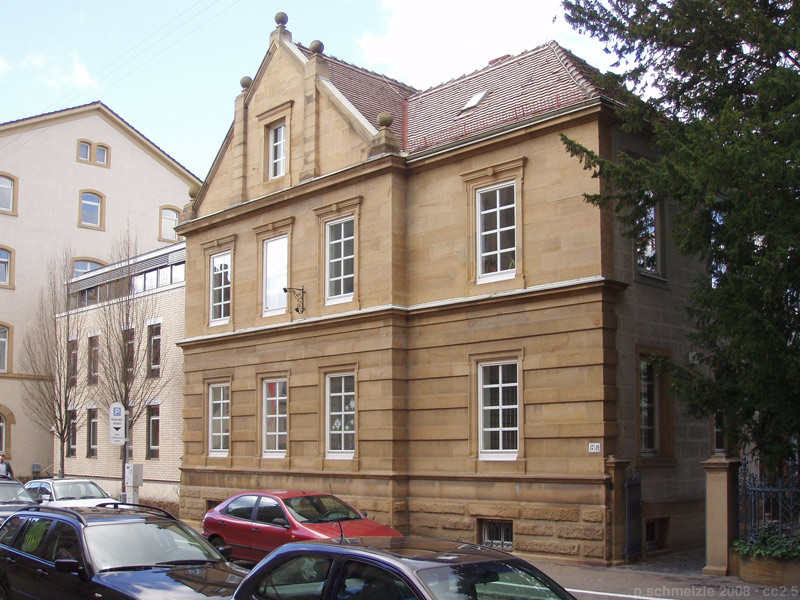
Villa Meißner, Cäcilienstr. 47
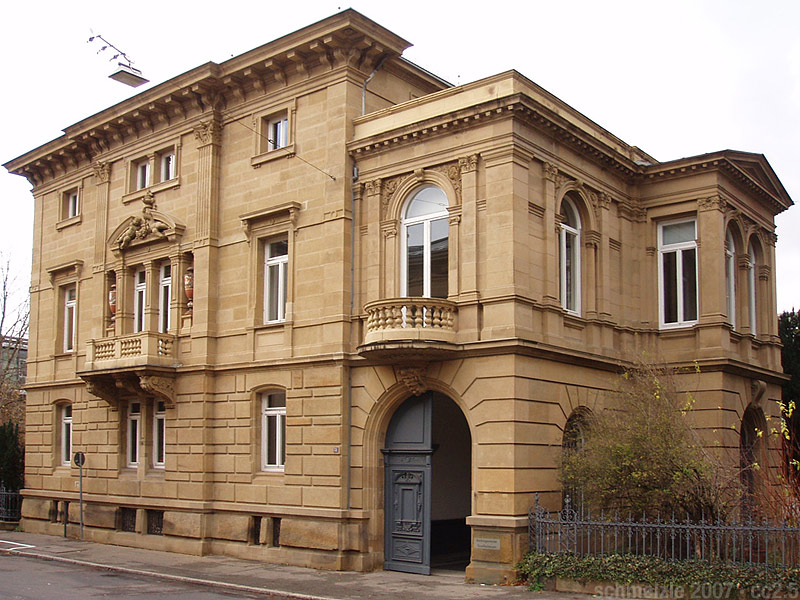
Villa Link, Cäcilienstr. 51
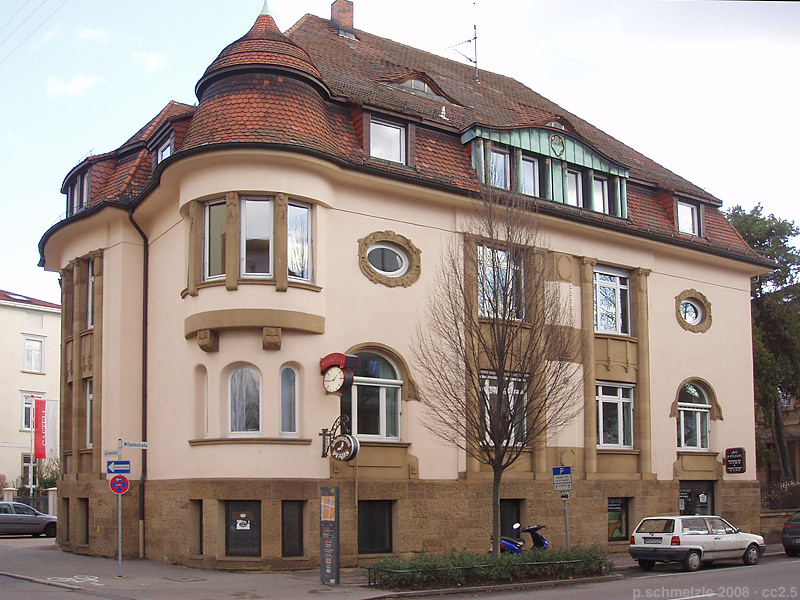
Villa Neumayer, Cäcilienstr. 58

Bismarckstraße:

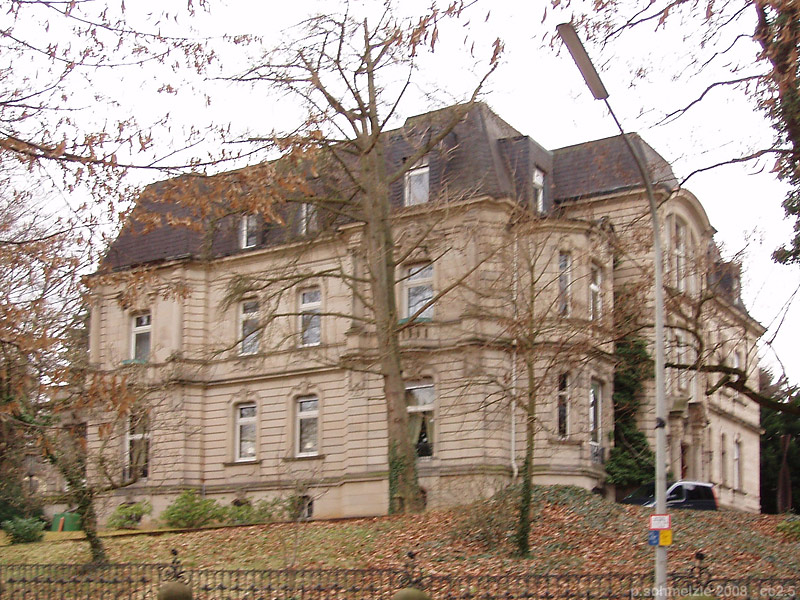
Villa Teuffel, Bismarckstraße 48

- Die Villa Emil Teuffel, Bismarckstraße 48, wurde 1901–1902 von Ernst Walter und Carl Luckscheiter erbaut. Die Villa steht unter Denkmalschutz und ist ein anschauliches Beispiel für den Neobarock. Der zweieinhalbgeschossige Bau trägt ein Walmdach mit Gauben. Die Gebäudeecken mit ihren Fenster- und Türbrüstungen sind leicht abgeschrägt und abgerundet. Im Eingangsportal stehen Säulen mit einem aufgesprengten Segmentbogen, das darüberliegende Treppenhaus ist weiträumig verglast.
- Die Villa Frau Alfred Knorr, Bismarckstraße 50, wurde 1896 von Ernst Walter und Carl Luckscheiter für Therese Knorr errichtet, die Witwe des Unternehmers Alfred Knorr. Das Gebäude ist eine typische herrschaftliche Villa des Späthistorismus mit Ornamenten der Neogotik und der Neorenaissance. Ein großer Park mit altem Baumbestand umgibt die Villa. Im Jahr 1904 wurde hinter dem Gebäude ein ebenfalls im Stil des Historismus ausgeführtes Wirtschaftsgebäude mit markantem Spitzturm erbaut. Die Villa Carl Knorr steht auf dem Grundstück Gutenbergstraße 51.
- An der Bismarckstraße stehen weitere repräsentative historische Gebäude, darunter die heute als evangelisches Pfarramt genutzte Villa Bismarckstraße 54 des Kaufmanns Chr. Hermann von 1896, das 1899 vollendete Haus Hitzker (Bismarckstraße 61) sowie das 1897–1898 als Offizierskasino der Heilbronner Garnison errichtete Gebäude Bismarckstraße 67.

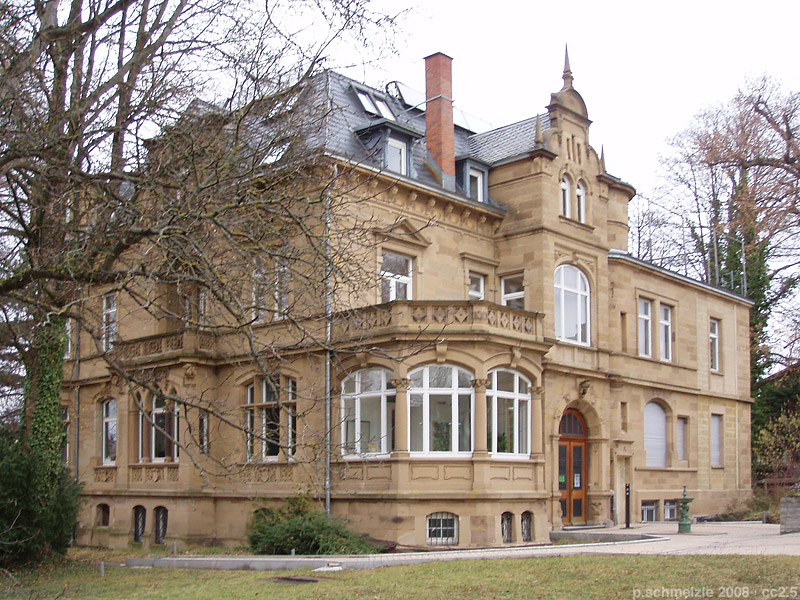
Villa Frau Alfred Knorr, Bismarckstraße 50
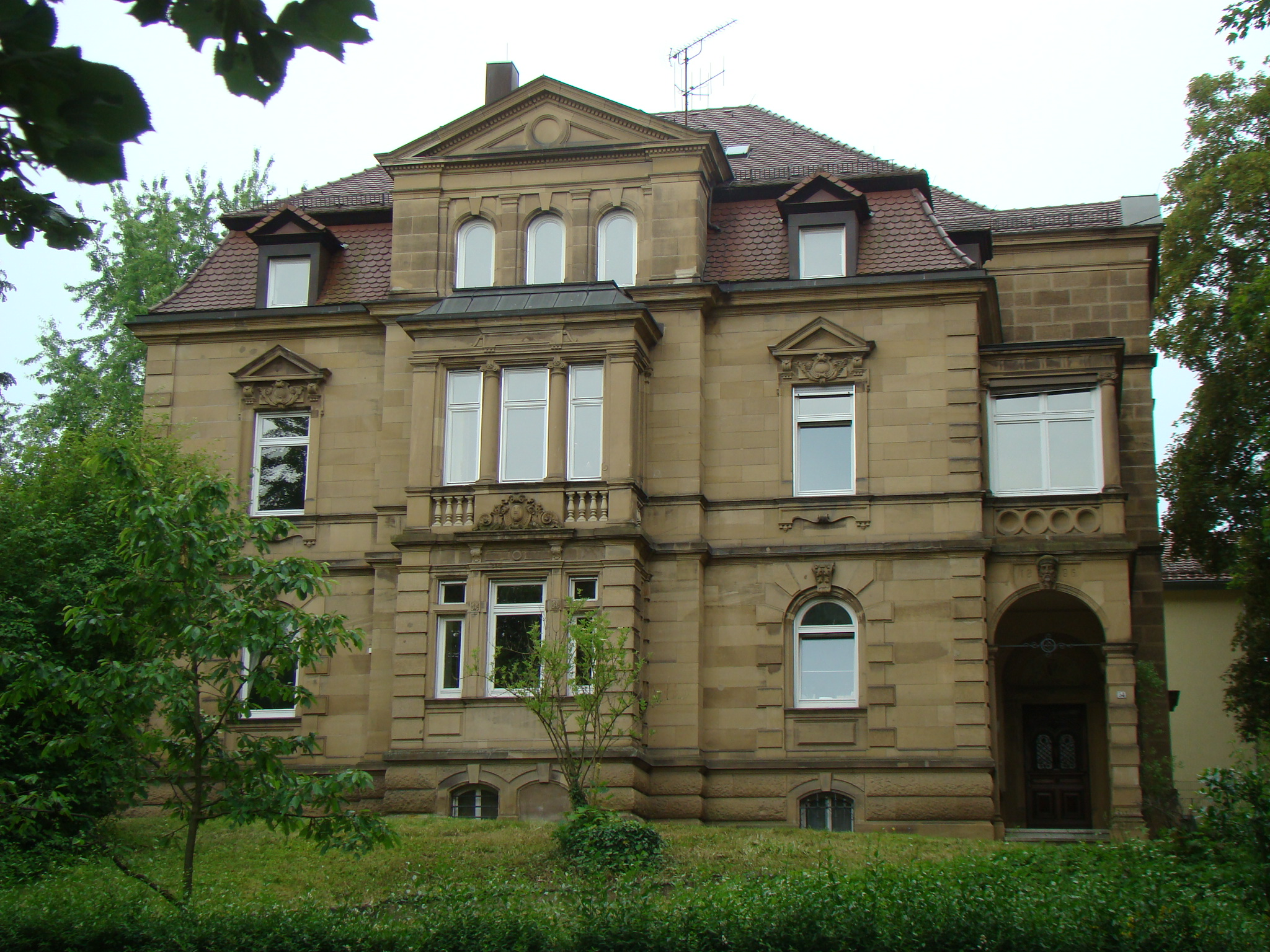
Evangelisches Pfarramt, Bismarckstraße 54
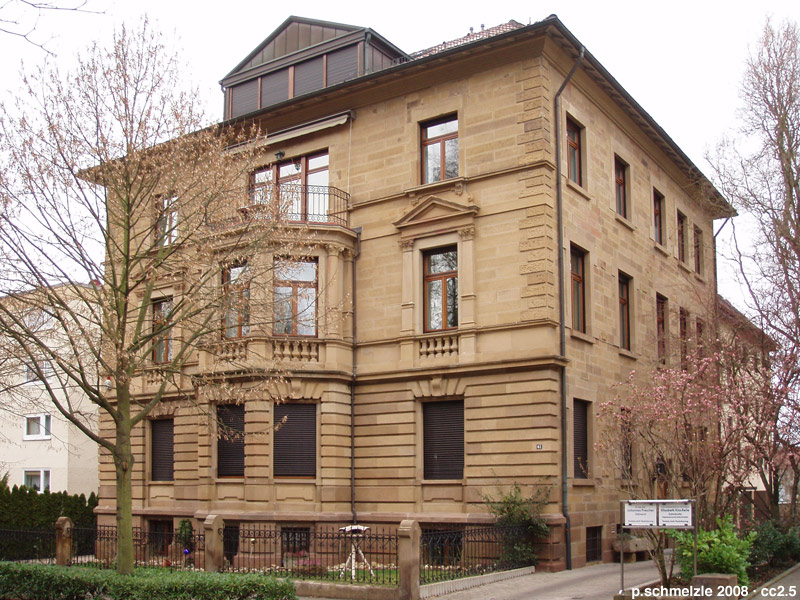
Haus Hitzker, Bismarckstraße 61
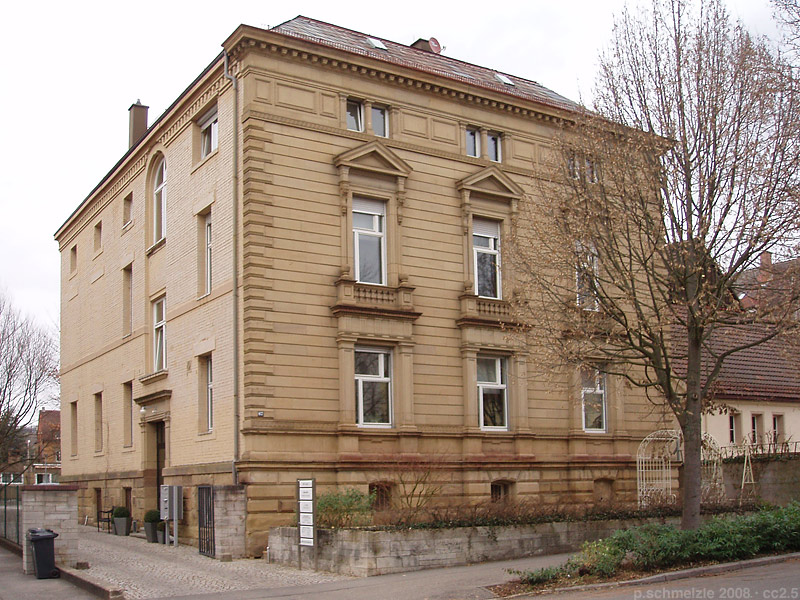
Offizierskasino, Bismarckstraße 67

Bahnhofstraße:

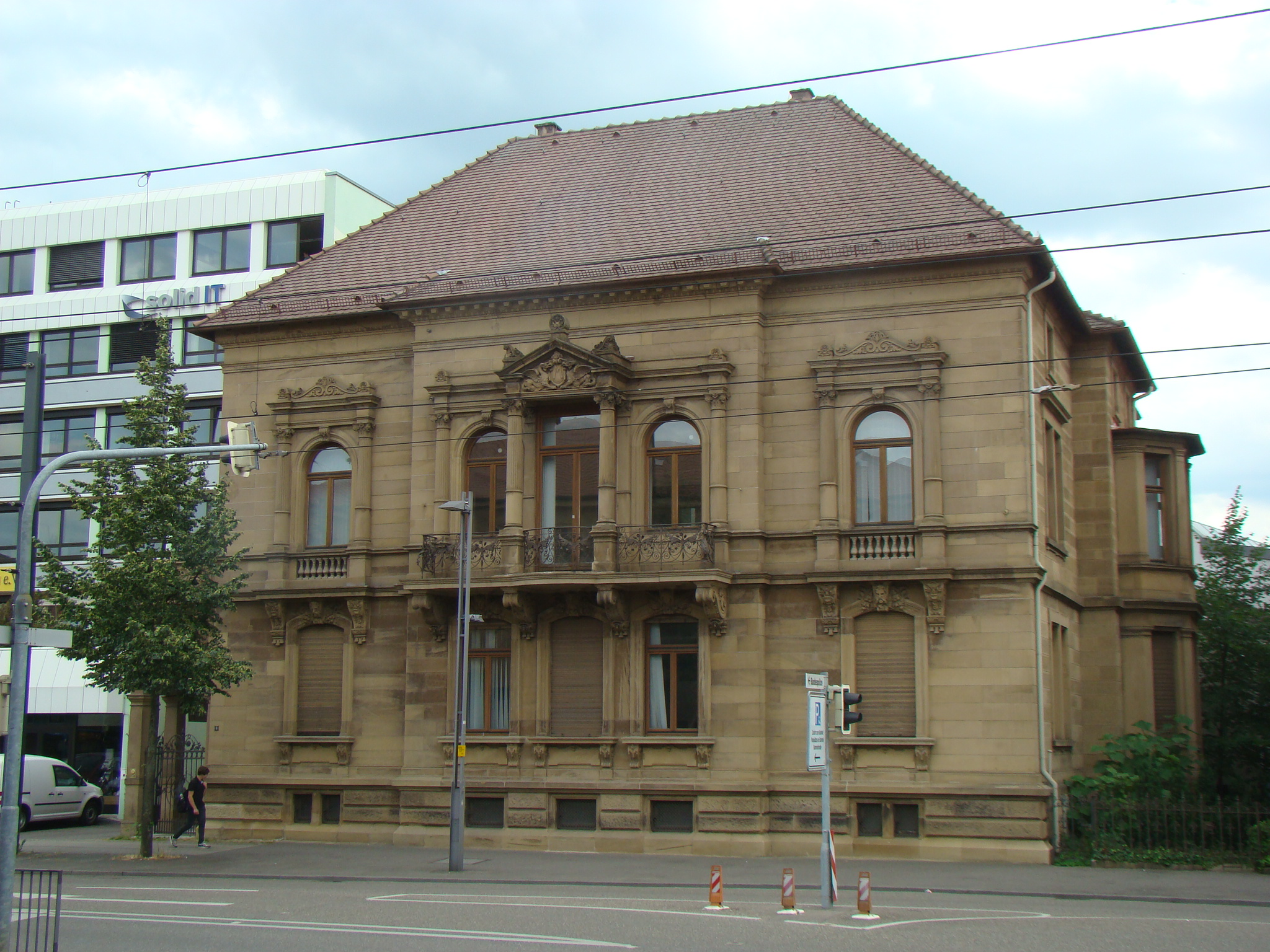
Villa Münzing, Bahnhofstraße 9

- Villa Münzing, Bahnhofstraße 9, 1896 von Ernst Walter und Carl Luckscheiter für den Unternehmer Albert Münzing erbaut.
- Villa Adelmann, Bahnhofstraße 11, wurde 1870 von Robert von Reinhardt im Stil der Neorenaissance erbaut. Das Gebäude wurde im Zweiten Weltkrieg teilweise zerstört, die Fassade konnte jedoch beim Wiederaufbau erhalten werden.
- An der Bahnhofstraße stehen weitere repräsentative historische Gebäude mit Wohnhaus-Charakter, darunter das Dienstgebäude der Eisenbahn (Bahnhofstraße 20) von 1902 und das Wohnhaus Bahnhofstraße 27, von dem seit dem Zweiten Weltkrieg nur noch die Fassade erhalten ist.

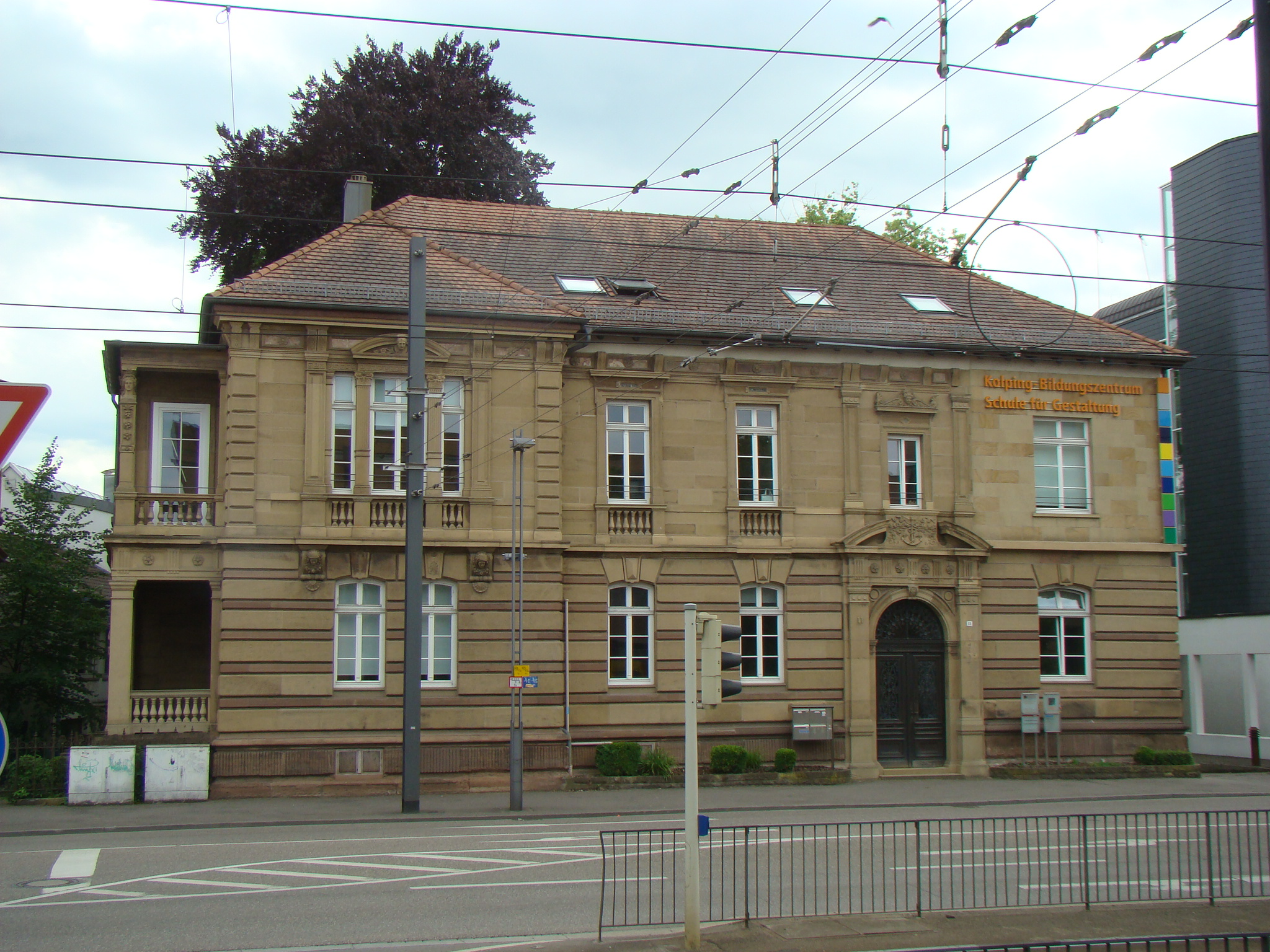
Villa Adelmann, Bahnhofstraße 11
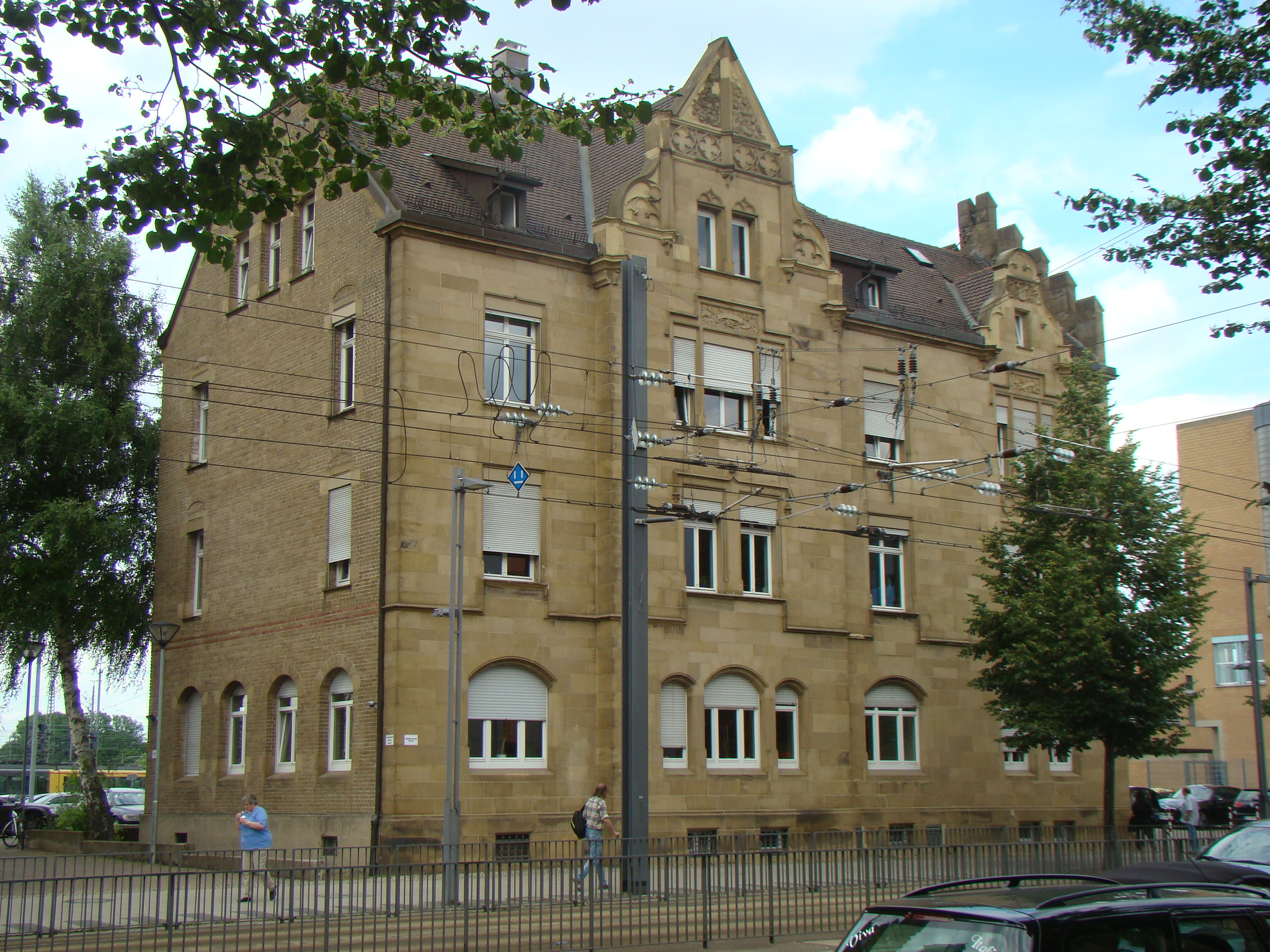
Dienstgebäude, Bahnhofstraße 20
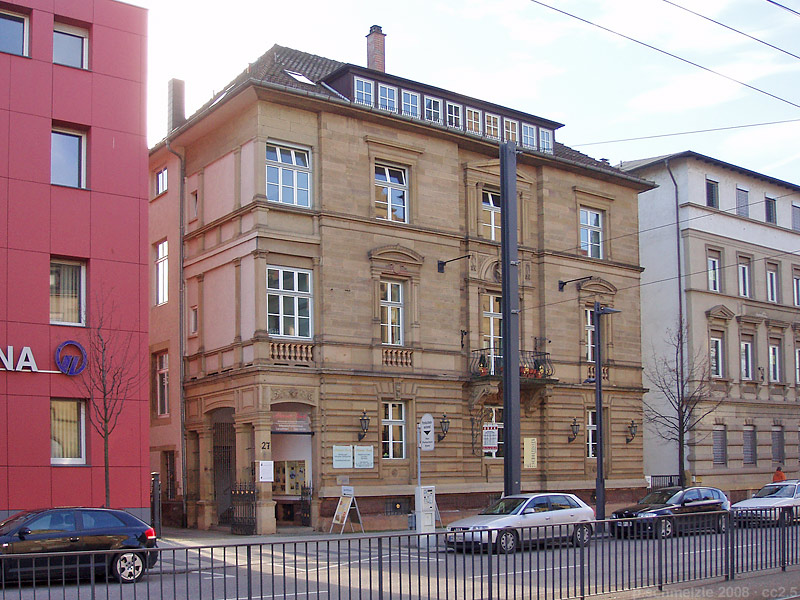
Wohnhaus Bahnhofstraße 27

Dittmarstraße:

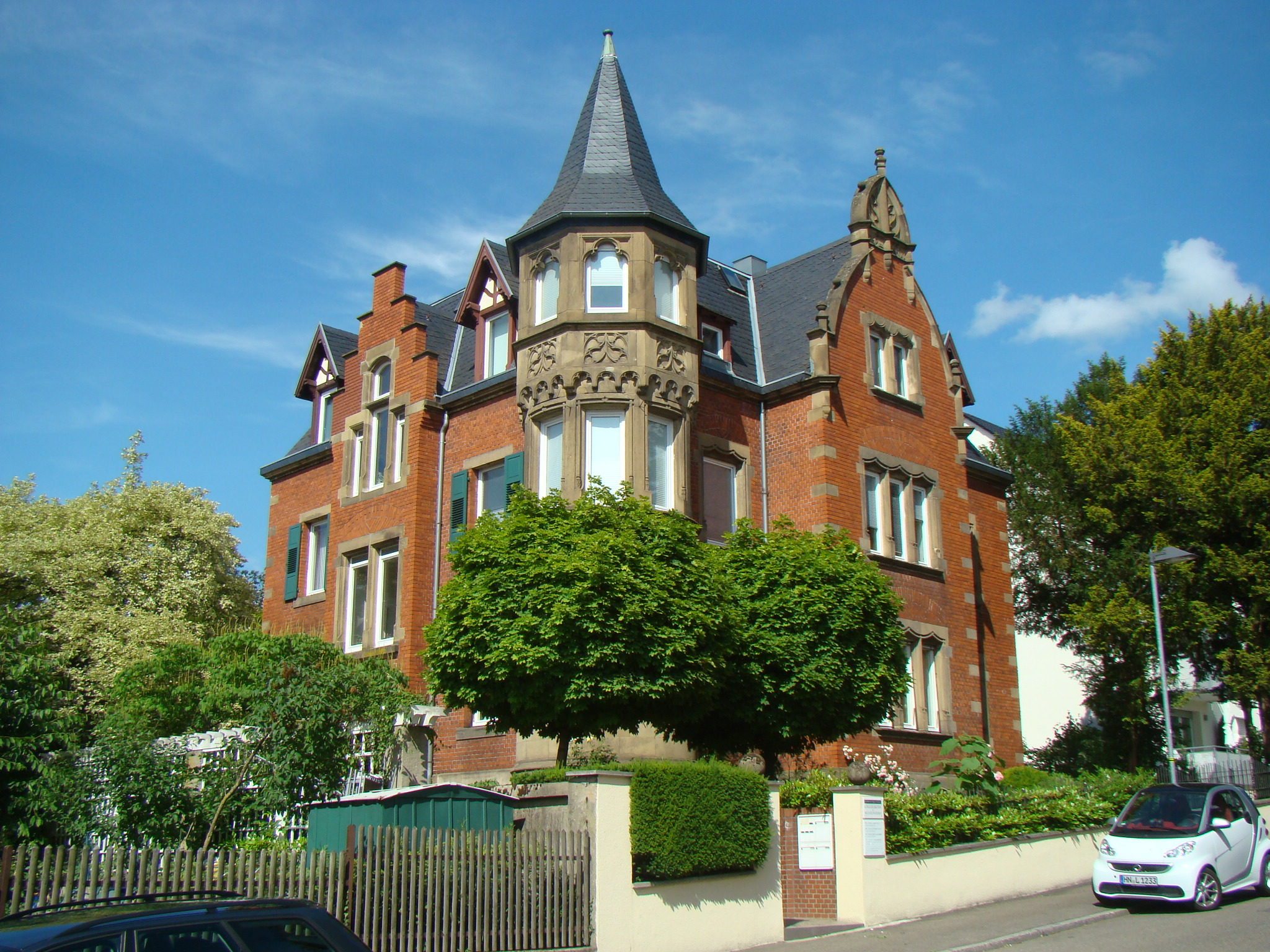
Villa Hagenmayer, Dittmarstraße 5

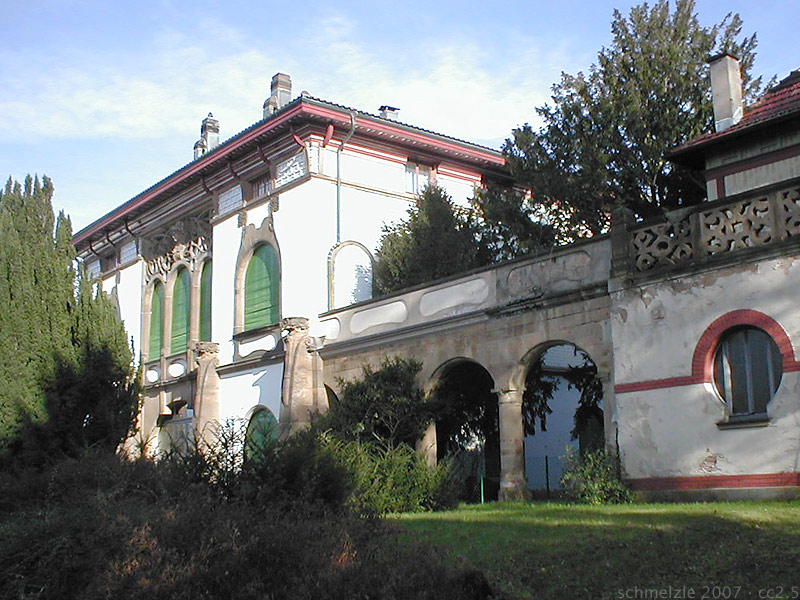
Villa Schliz, Alexanderstraße 53

- Die Villa Hagenmayer, Dittmarstraße 5, wurde im Jahr 1899 von Hermann Maute und Theodor Moosbrugger im Stil der Neogotik mit schmuckvollem Eckturm und Ziergiebeln für den Architekten Albert Hagenmayer erbaut.
- Die Villa Dittmar, Dittmarstraße 16, wurde 1881 von Hermann Maute für den einzigen Sohn des Messerfabrikanten Dittmar errichtet. Die Villa zeigt klassische Formen des Historismus wie Gesimse und Fenstergiebel sowie einen dorischen Architrav und Fries, aber auch südländischen Reminiszenzen, etwa in Gestalt des im Stil italienischer Wohntürme der Renaissance die Villa bekrönenden Turms mit Zwillingsfenstern und Pilaster-bewehrtem Aufbau. Im Gebäude war bis 2005 die städtische Beratungsstelle für Familie und Erziehung untergebracht, im November 2006 erwarb eine Steuerberatungsgesellschaft die Immobilie.[17]

Gutenbergstraße:
- Die Villa Moosbrugger, Gutenbergstraße 29, wurde 1908 von Theodor Moosbrugger als eigenes Wohnhaus erbaut.
- Die Villa Mayer, Gutenbergstraße 30, wurde 1912 von Hermann Maute und Theodor Moosbrugger für den Unternehmer Ernst Mayer im Stil des Neobarock erbaut.
- Die Villa Dopfer, Gutenbergstraße 37, wurde 1909 ebenfalls von Maute und Moosbrugger für den Chemiker Otto Dopfer ausgeführt.
- Die Villa Carl Knorr, früher auch Villa 'Lerchenburg' genannt, Gutenbergstraße 51, wurde 1897 nach Entwurf der Berliner Architekten Johannes Vollmer und Heinrich Jassoy für den Unternehmer Carl Heinrich Eduard Knorr errichtet. Das erhöht stehende, schlossartige Gebäude ist eine beispielhafte Villa des Späthistorismus. Das benachbarte Gebäude Gutenbergstraße 39/1 war die ursprünglich zur Villa gehörige Remise bzw. Autogarage.
- Die Villa Kleinbach auf dem Eckgrundstück Gutenbergstraße 63 / Dittmarstraße, wurde 1908 für den Rentier Heinrich Kleinbach nach Entwürfen von Jakob Saame im Heimatstil mit holzverschindelten Giebeln erbaut.

Alexanderstraße:
- Die Villa Schliz, Alexanderstraße 53, wurde 1901 nach Plänen der Stuttgarter Architekten Paul Schmohl und Georg Stähelin im Jugendstil für den Arzt und Historiker Alfred Schliz errichtet. Die Architekten setzten auf dem leicht ansteigenden Gelände des Lerchenbergs das Haus wie eine Theaterkulisse in Szene. Ovalfenster, Bogengänge, skulpturale Gesimse und Pylone gliedern das spannungsreich aufgebaute Landhaus in der Art des floralen Jugendstils französischer Art.

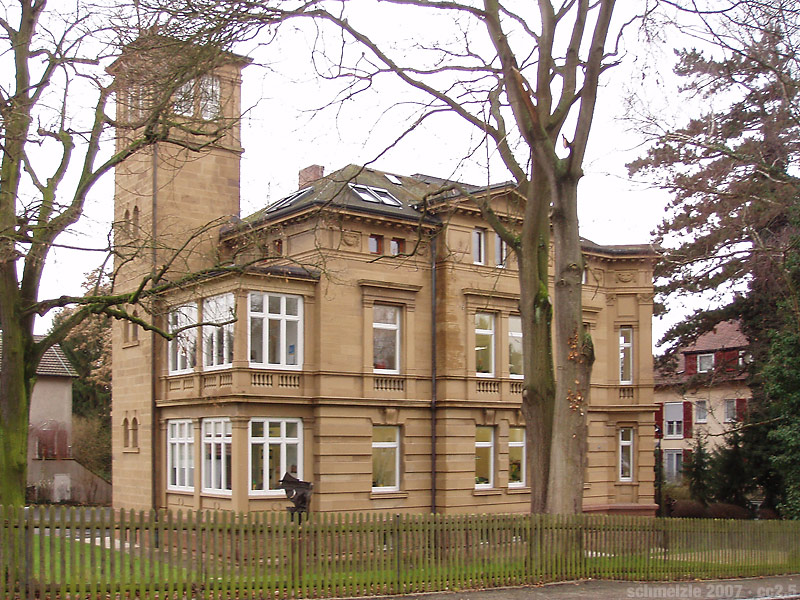
Villa Dittmar, Dittmarstraße 16
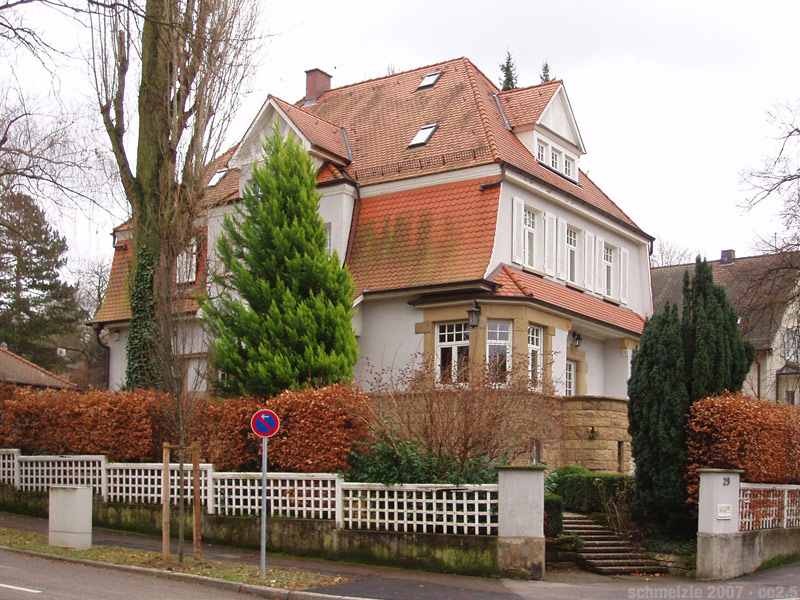
Villa Moosbrugger, Gutenbergstraße 29
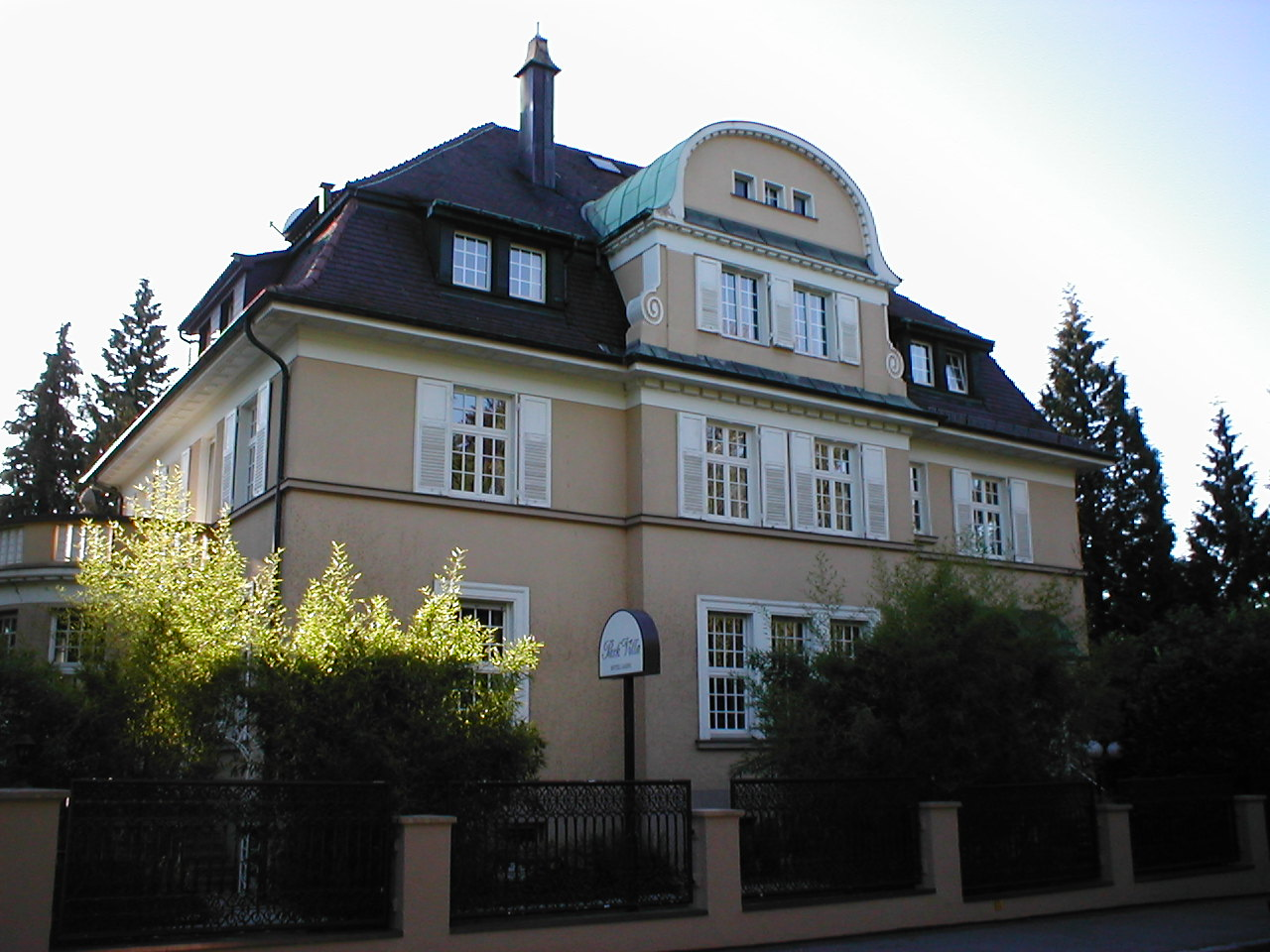
Villa Mayer, Gutenbergstraße 30

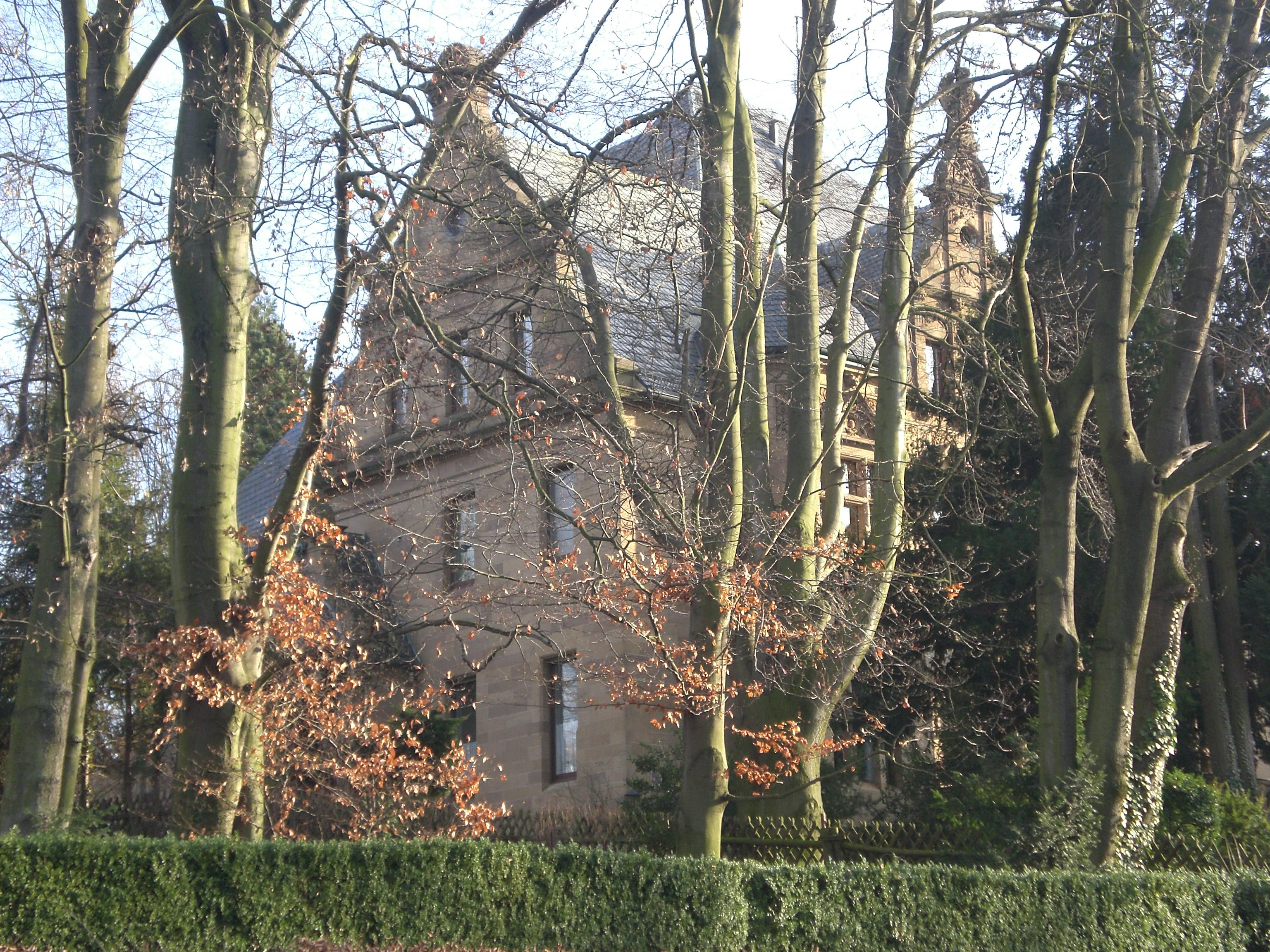
Villa Carl Knorr, Gutenbergstraße 51
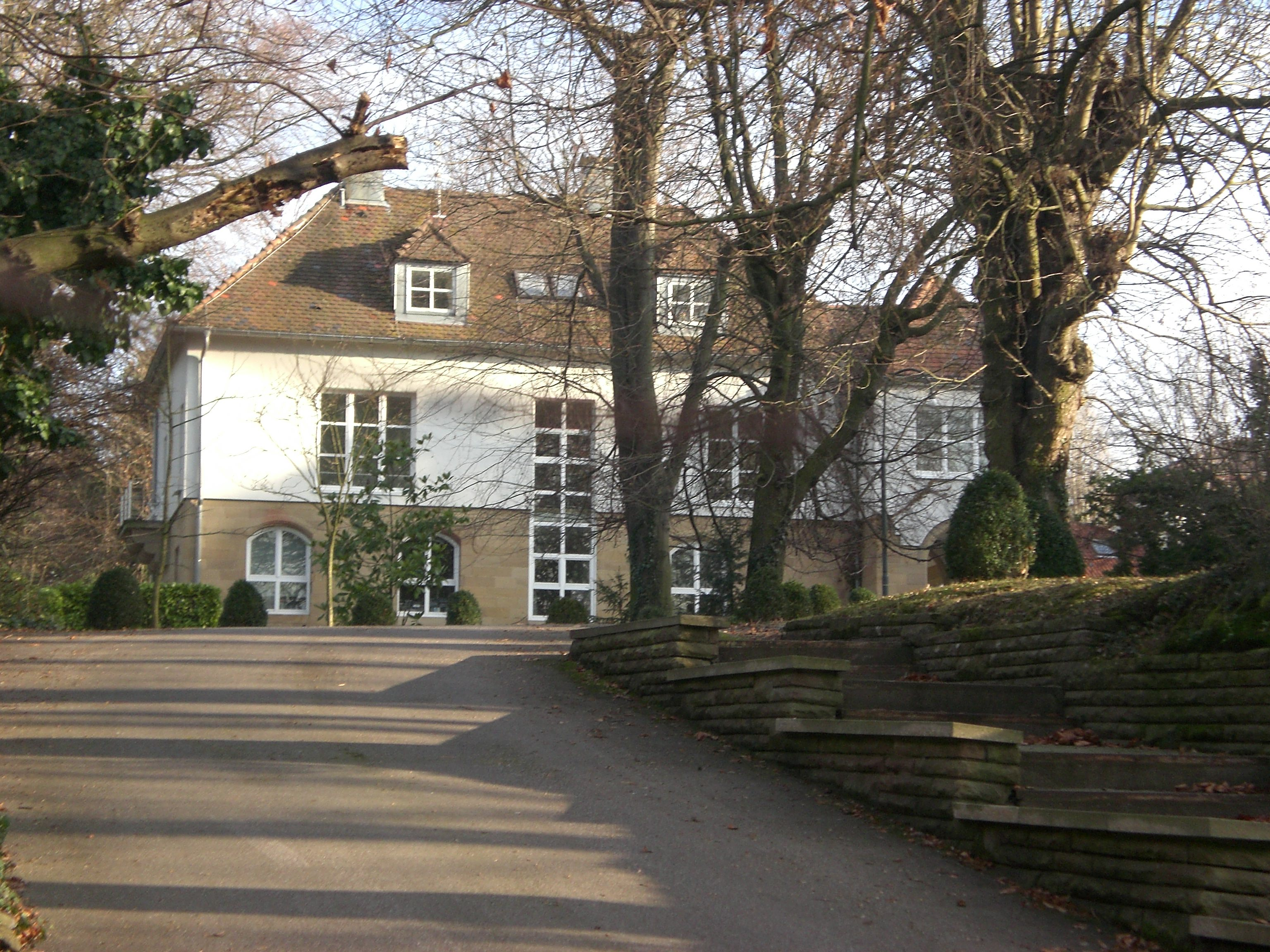
Ehemaliges Nebengebäude der Villa Carl Knorr, Gutenbergstraße 39/1
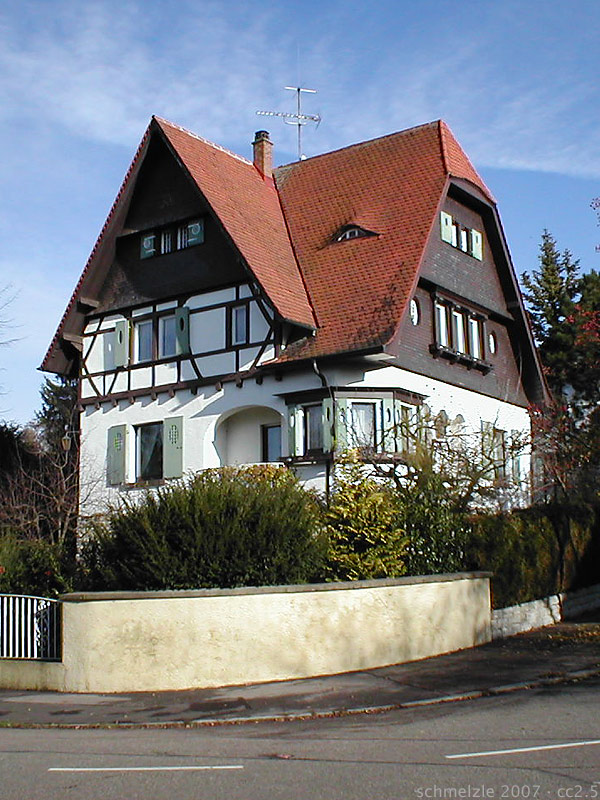
Villa Kleinbach, Gutenbergstraße 63

Sonstige Straßen:

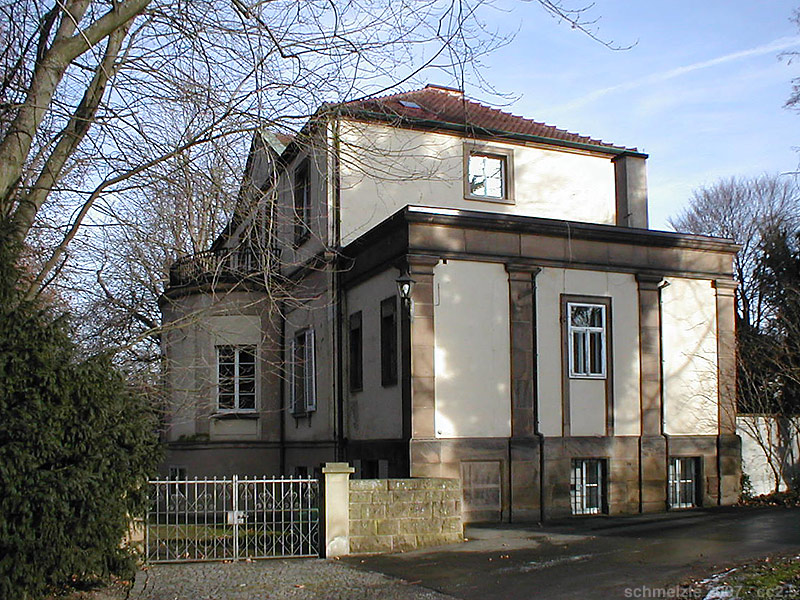
Villa Mertz, Rosenbergstraße 1

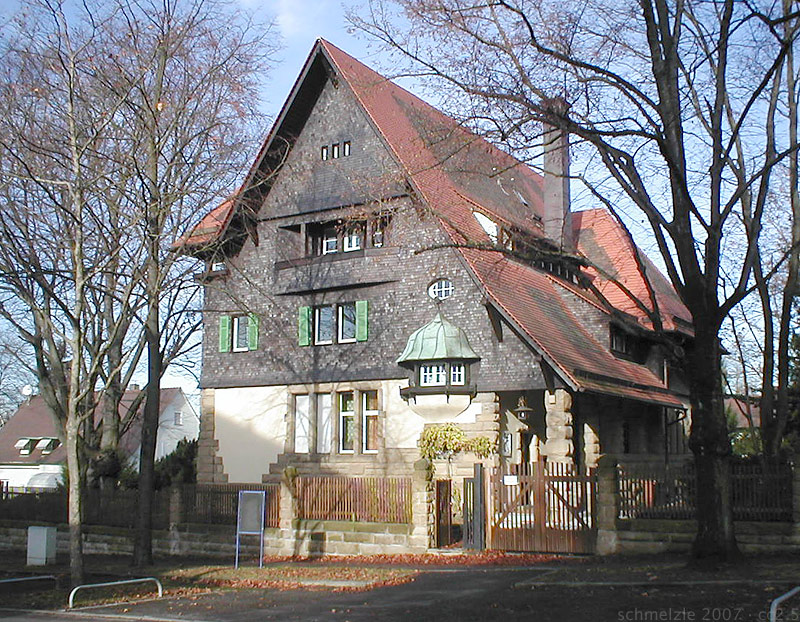
Villa Pielenz, Wollhausstraße 93

- Die Villa Rauch, Steinstraße 1, wurde 1811 als Sommerhaus von Gottlieb von Etzel für den Fabrikanten von Rauch erbaut. Die historische Villa im Stil des Klassizismus wurde nach dem Luftangriff auf Heilbronn nach Plänen von Adolf Braunwald im Jahr 1949 in vereinfachter Form wiederaufgebaut.[18]
- Die Villa Mertz, Rosenbergstraße 1, wurde 1811 von Gottlieb von Etzel für die Familie Mertz als Landhaus am Rosenberg (Neckarufer am Götzenturmpark) erbaut. Das Landhaus erfreute sich großer Beliebtheit, Radierer und Stecher wie Georg Ebner stellten es in ihren Neckaransichten in romantischer Manier dar.
- Die Villa Treu, Urbanstraße 19, wurde 1874 erbaut. Das Gebäude ist mit Loggia, Risaliten und Sichtmauerwerk italienischen Landhäusern der Renaissance nachempfunden.
- Die Villa Stotz, Charlottenstraße 31, wurde 1905 im historisierenden Jugendstil errichtet.
- Die Villa Pielenz, Wollhausstraße 93, wurde 1905 nach Entwurf des Frankfurter Architekten Hugo Eberhardt für den Knorr-Generaldirektor Gustav Pielenz erbaut. Mit ihrem schieferverkleideten Obergeschoss entspricht sie der Adaption der englischen Landhausarchitektur durch den Heimatstil.
- Die Villa Fuchs, Jägerhausstraße 104, wurde 1913 durch Rudolf Fuchs nach Plänen von Adolf Braunwald im Stil des Neoklassizismus erbaut. Die Villa ist von einem großzügigen parkähnlichen Garten umgeben.
- Die Villa Gabel, Oststraße 12, wurde 1923 von Adolf Mössinger für Anton Gabel im Stil des Neoklassizismus erbaut.
- Das Villa Racher, Villmatstraße 17, wurde 1925 erbaut und ist eines der wenigen erhaltenen Heilbronner Bauwerke im Stil des Expressionismus.
- Villa Winker, Gemmingstal 49, wurde 1924 nach Plänen des Architekten Artur List als dessen eigenes Wohnhaus erbaut und beim Verkauf 1930 abermals von List baulich erweitert. Der das neobarocke Gebäude umgebende parkartige Garten wurde 1928 angelegt und ist originalgetreu erhalten.

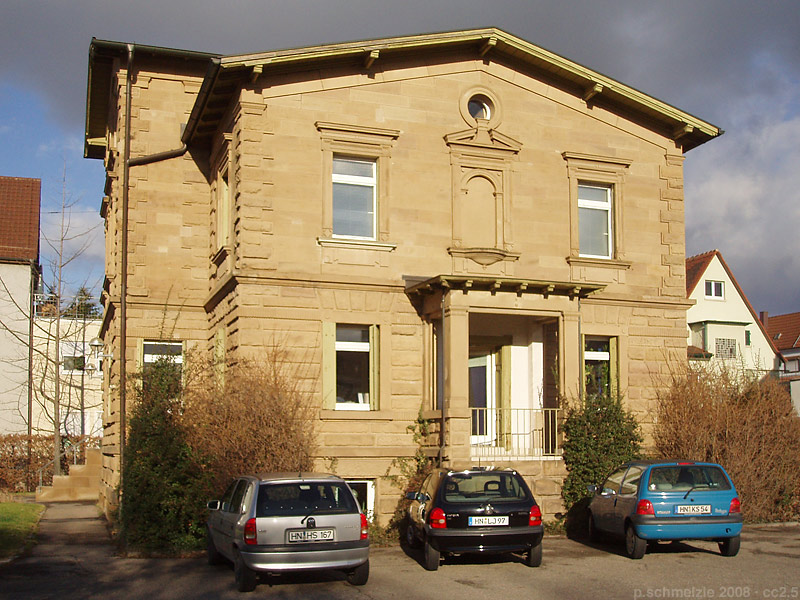
Villa Treu, Urbanstraße 19
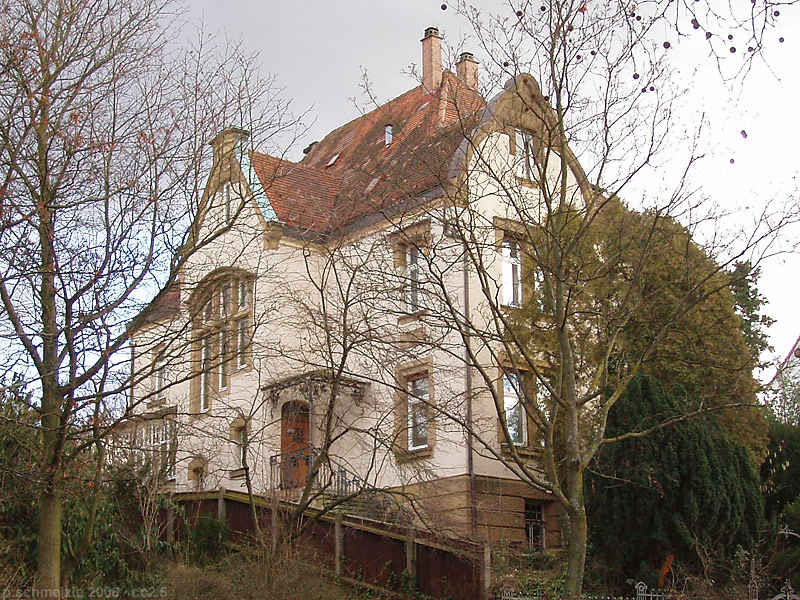
Villa Stotz, Charlottenstraße 31
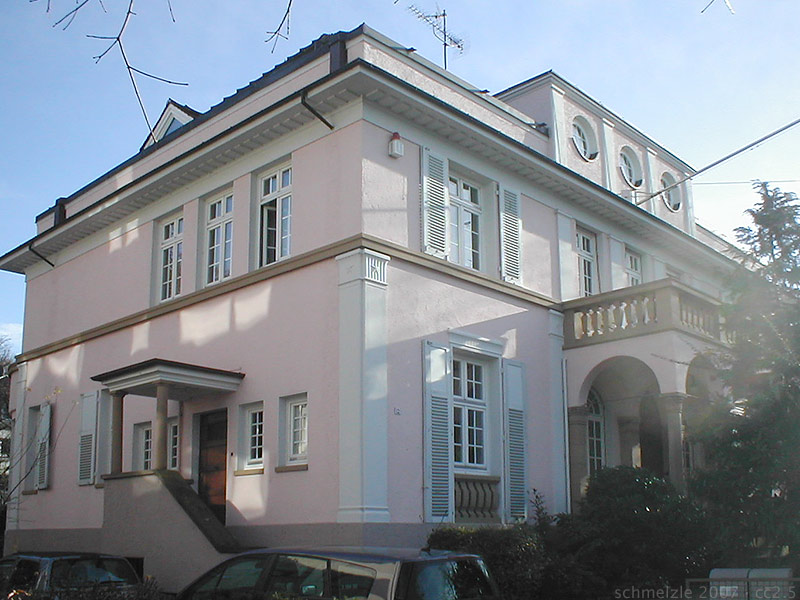
Villa Gabel, Oststraße 12
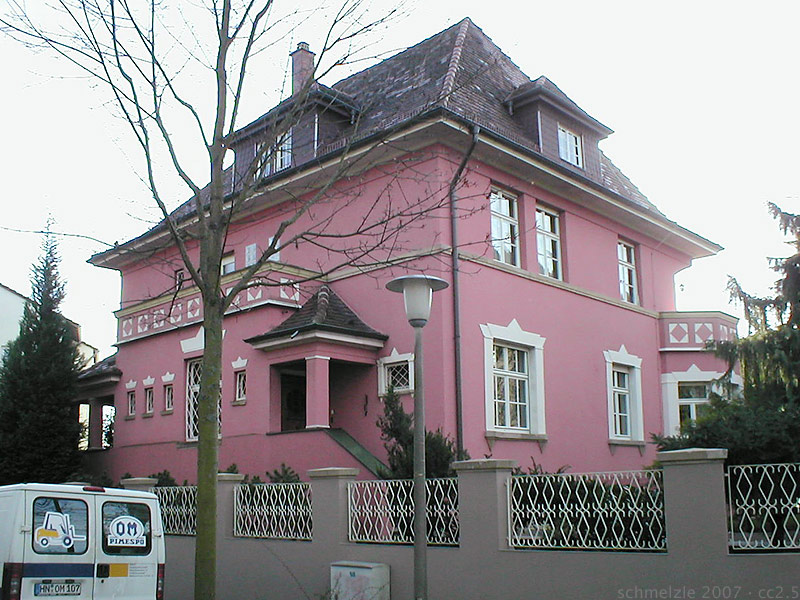
Villa Racher, Vilmatstraße 17

### Wohnhäuser

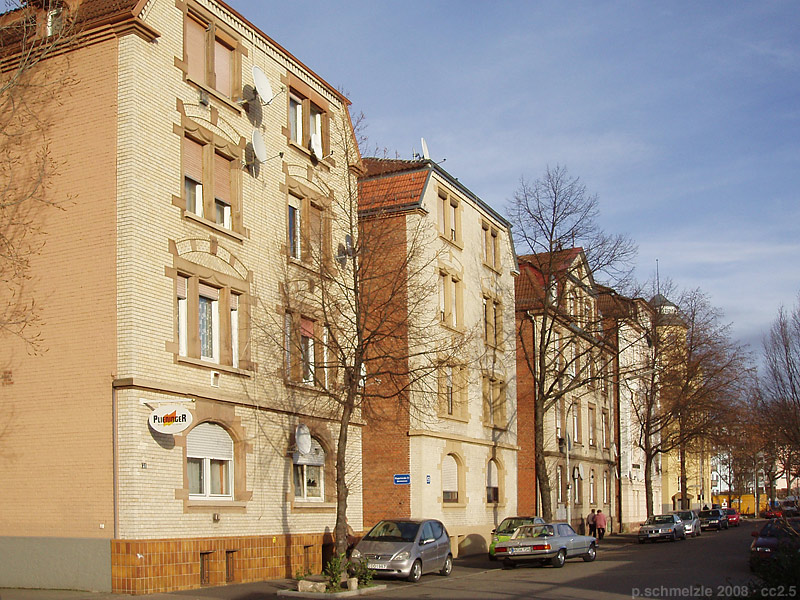
Happelstraße

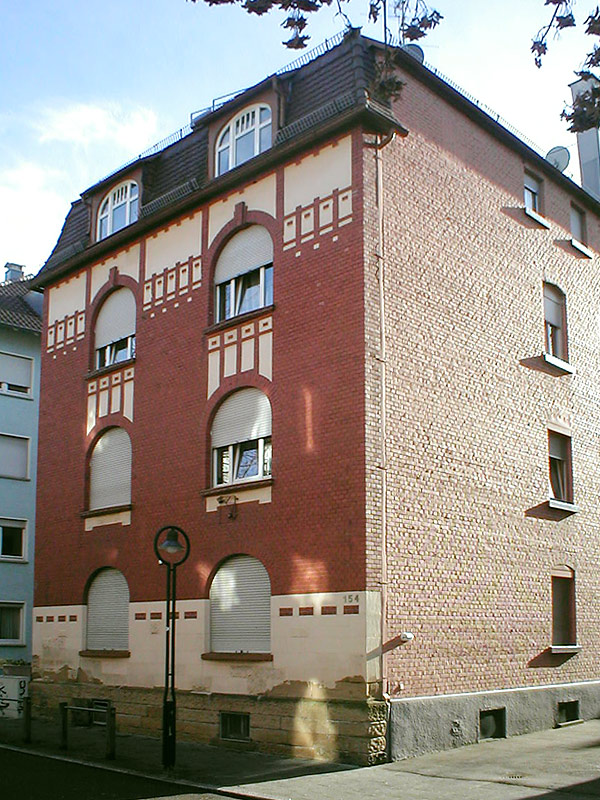
Haus Schöneck, Werderstr. 154

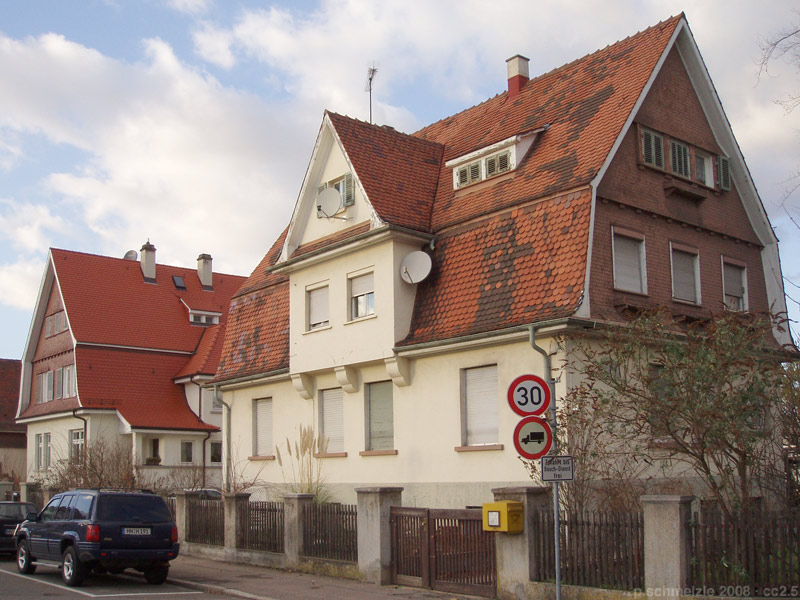
Liebigstraße 8

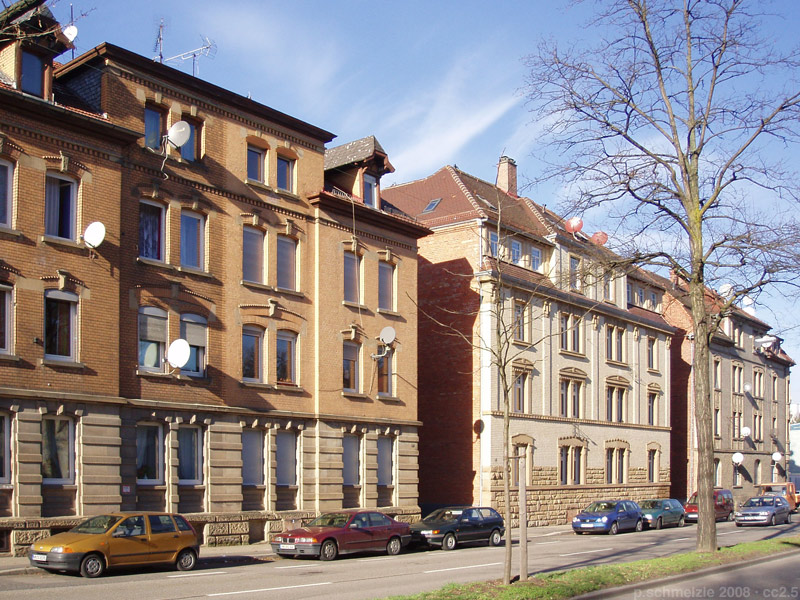
Oststraße

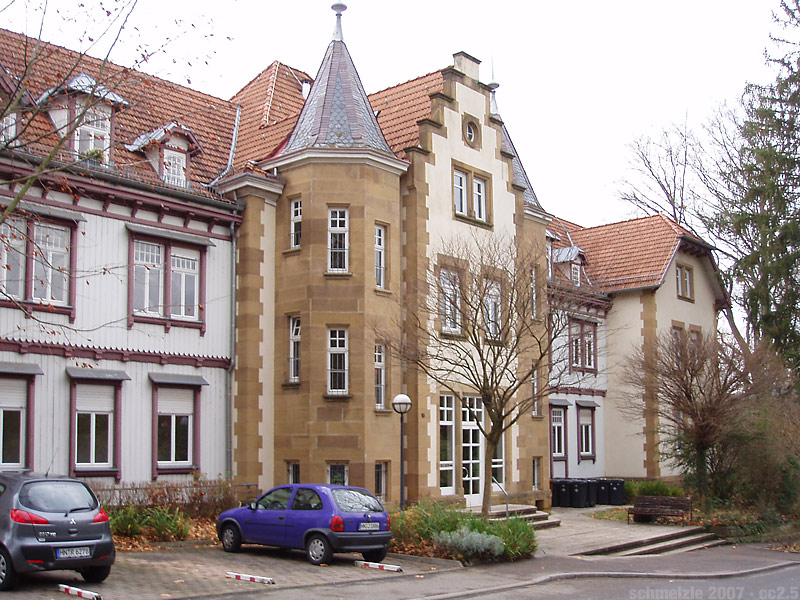
Katharinenstift

Wegen der Zerstörung der Heilbronner Altstadt 1944 ist hier im Stadtgebiet kein einziges historisches Wohnhaus erhalten. Lediglich in den nach 1840 entstandenen Wohnquartieren insbesondere im Süden der Innenstadt, im Bereich von südlicher Wilhelmstraße, Südstraße, Ludwig-Pfau-Straße, Happel-, Uhland- und Werderstraße, finden sich noch Straßenzüge mit Bebauung aus dem späten 19. und frühen 20. Jahrhunderts.
Südstraße, Ludwig-Pfau-Straße, Happel-, Uhland- und Werderstraße bildeten das historische Arbeiterwohngebiet am Heilbronner Südbahnhof. Schon der Stadtbauplan von 1873 wies dieses Wohngebiet für die „soziale mittlere Schicht“ aus, seine Realisierung erfolgte erst mit dem Bau der Bottwartalbahn um die Jahrhundertwende. Die Wohnhäuser bestanden damals vor allem aus Zwei- bis Dreizimmerwohnungen ohne Bad, das Erdgeschoss wurde oft geschäftlich genutzt, etwa als Laden. Das historische Heilbronner Arbeiterwohngebiet ist architektonisch vor allem vom „reduzierten Historismus“ oder vom Jugendstil bestimmt. Man errichtete die Gebäude meist in Ziegelbauweise ohne jeglichen Putz, die Fassaden wurden mit einer „ornamentalen Bauplastik in Sandstein“ dekoriert.

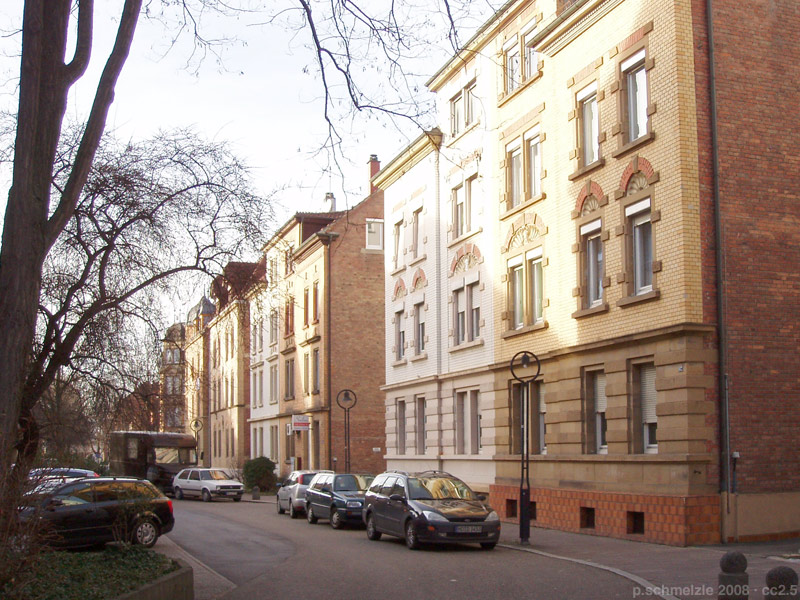
Werderstraße
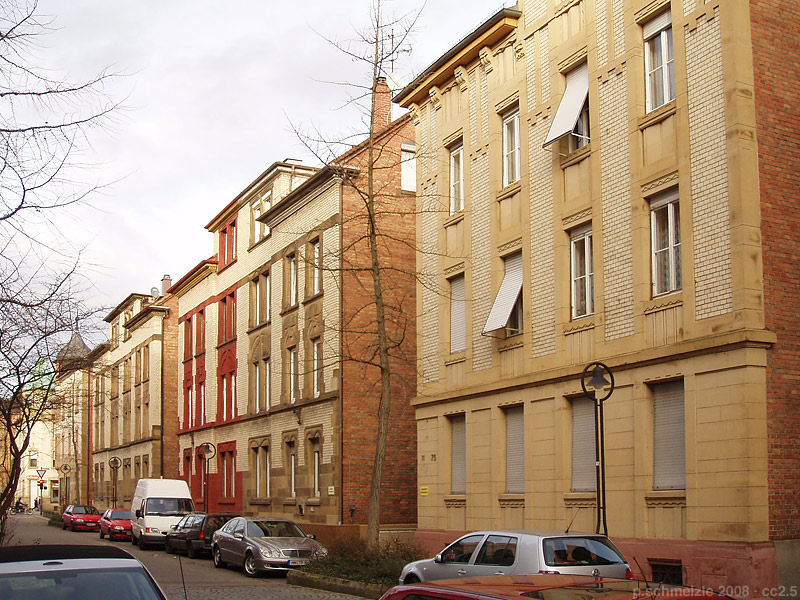
Uhlandstraße
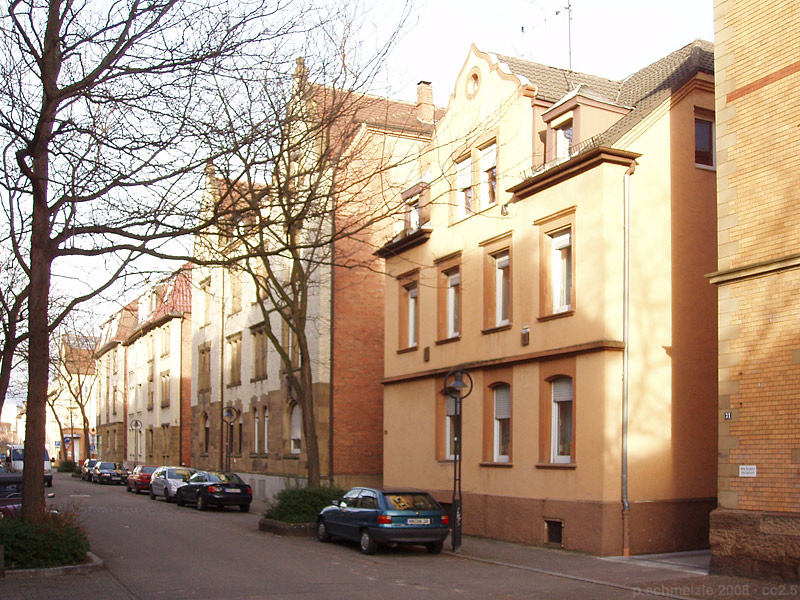
Ludwig-Pfau-Straße

HappelstraßeHier hat sich ein Industrie- und Arbeiterwohngebiet nördlich des Südbahnhofs weitgehend erhalten. Die Gebäude Nr. 51, 53, 53/1, 55 und 55/1 wurden 1904/05 als dreieinhalbgeschossige Arbeiterwohnhäuser im Auftrag von Ernst Nahm in einheitlichem Stil mit Backsteinfassaden errichtet. Das Eckhaus Nr. 57 mit Gewerbeflächen im Erdgeschoss wurde 1906/07 ebenfalls von Nahm erbaut.
WerderstraßeSie bildet die Mittelachse des Industrie- und Arbeiterwohngebiets am Heilbronner Südbahnhof. Diese nördlich parallel zur Happelstraße verlaufende Straße weist noch heute einen dichten Bestand an Arbeiterwohnhäusern auf. Das Gebäude Nr. 138 wurde 1906 nach Plänen von Beutinger & Steiner für Arbeiter der Silberwarenfabrik Peter Bruckmann & Söhne errichtet, Nr. 142 im Jahr 1900 für den Bäckermeister W. Springer, die Gebäude 152, 154, und 155 im Jahr 1906 nach Plänen der Architekten Christian Dietz und Jakob Saame für den Klavierbauer Wilhelm Schöneck. Auch die Gebäude Nr. 148, 150 und 157 entstanden zwischen 1900 und 1906. Wie in der Happelstraße dominieren auch hier unverputzte Fassaden mit Sichtmauerwerk oder Backsteinornamentik. Das Eckhaus Werderstr. 183 / Gabelsberger Str. 14 entstand 1906 als Mietshaus mit Gewerbeflächen im Erdgeschoss. Das dreigeschossige Sichtmauerwerk ist in der obersten Etage farblich kontrastierend gestaltet, das Haus hat außerdem einen polygonalen Turmerker mit welscher Haube.
Ludwig-Pfau-StraßeSie ist eine Nord-Süd-Achse des Industrie- und Arbeiterwohngebiets am Heilbronner Südbahnhof. Die Gebäude Nr. 19 sowie Nr. 21/23 wurden 1910 Rudolf Seitz mit reichem Bauschmuck als Mietshäuser errichtet. Auch das Doppelwohnhaus Nr. 25/27, erbaut 1903 nach Plänen von Jakob Saame, weist Fassadendekoration und Ziergiebel auf. Das Eckhaus Nr. 36 zur Werderstraße wurde 1907/08 für den Bäcker Heinrich Bezner erbaut, im Erdgeschoss lagen einst Wohnung und Bäckerei des Besitzers.

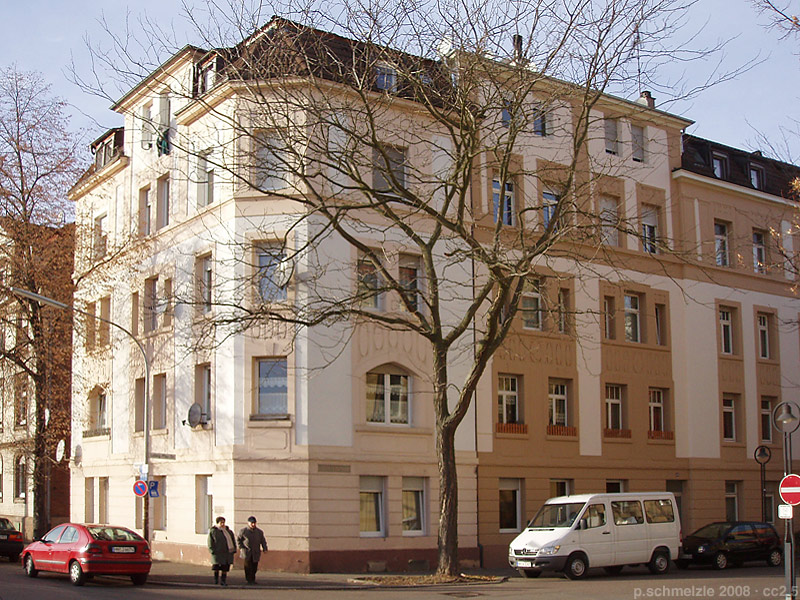
Happelstr. 57
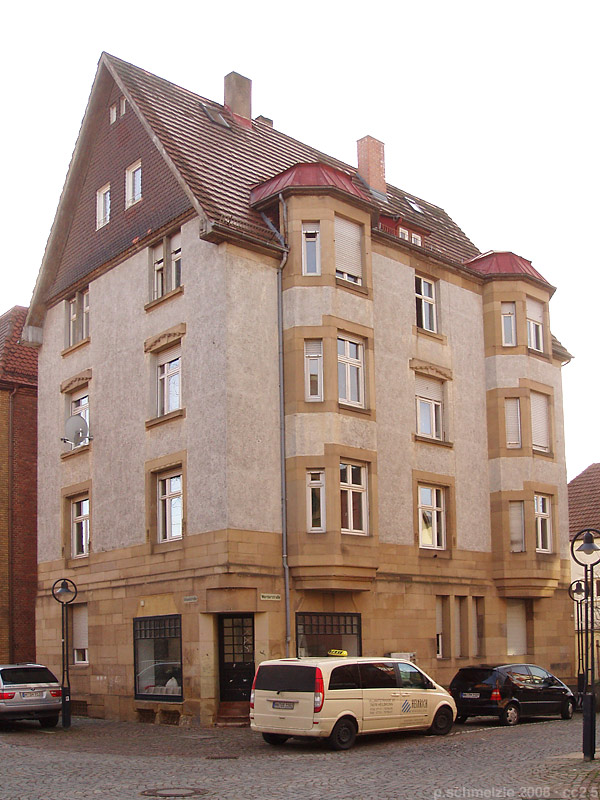
Werderstr. 138
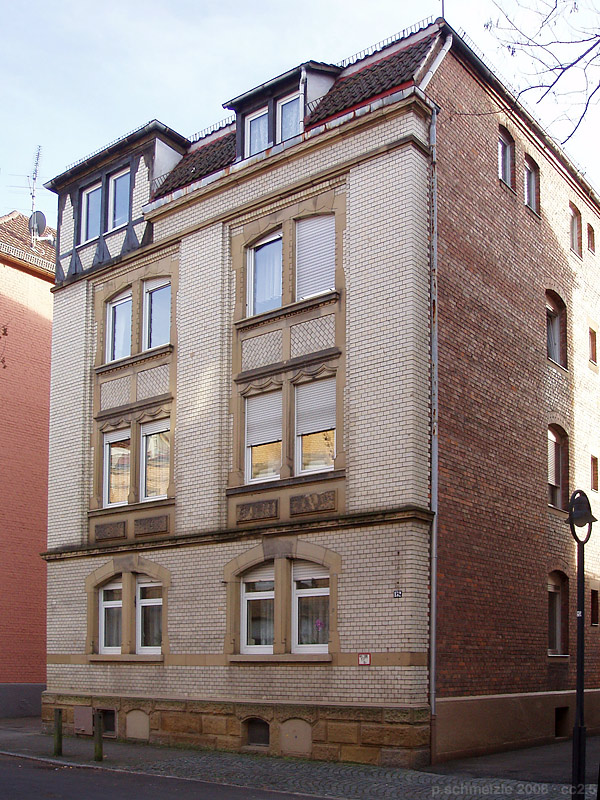
Werderstr. 152
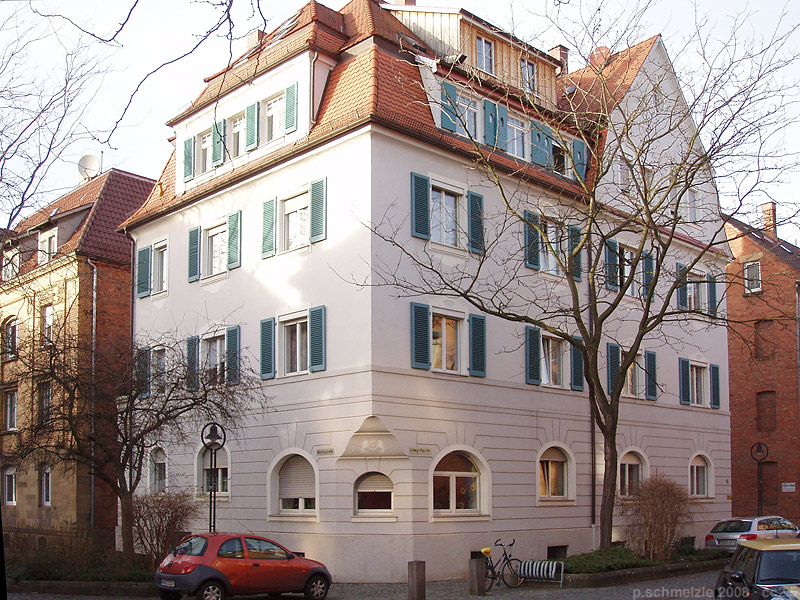
Ludwig-Pfau-Str. 36 / Werderstr. 157

Uhlandstraße

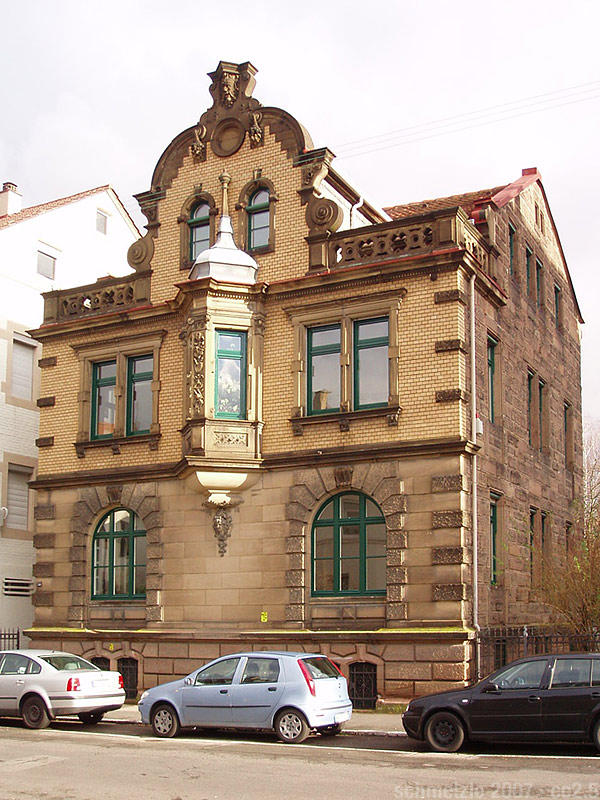
Haus Hubmann, Uhlandstr. 57

- Das Haus Hubmann in der Uhlandstraße 57 wurde 1894 nach eigenen Plänen des Erbauers als Wohnhaus im Stil der Neorenaissance erbaut. Die Fassade hat in der Mitte einen polygonalen Erker, den oben eine Kupferkuppel und darüber ein geschweifter Giebel mit Voluten abschließen. Rückseitig steht ein Anbau mit Sichtfachwerk.
- Das benachbarte Gebäude Uhlandstr. 61 wurde 1898 ebenfalls für Hubmann als Mietshaus errichtet. Zu dem historistischen Gebäude gehören ein breiter Balkon auf Konsolen sowie Fensterbekrönungen und Reliefplastiken.
- Die drei Mietshäuser in der Uhlandstraße 67/69, 71/73 und 75 wurden von K. Klenk für Arbeiter- und Handwerkerfamilien nach Plänen von Carl Mödinger erbaut. Am Haus Nr. 67 befindet sich die Reliefplastik eines Schornsteinfegers. Auch das Wohn- und Geschäftshaus Nr. 70 wurde 1898 nach Plänen von August Dederer von Fr. Klenk erbaut. Der Architekt Dederer zeichnete auch die Pläne des 1902 erbauten Doppelwohnhauses in der Uhlandstraße 74/76 mit ihren zinnenbekrönten Erkern und Wandmalereien.

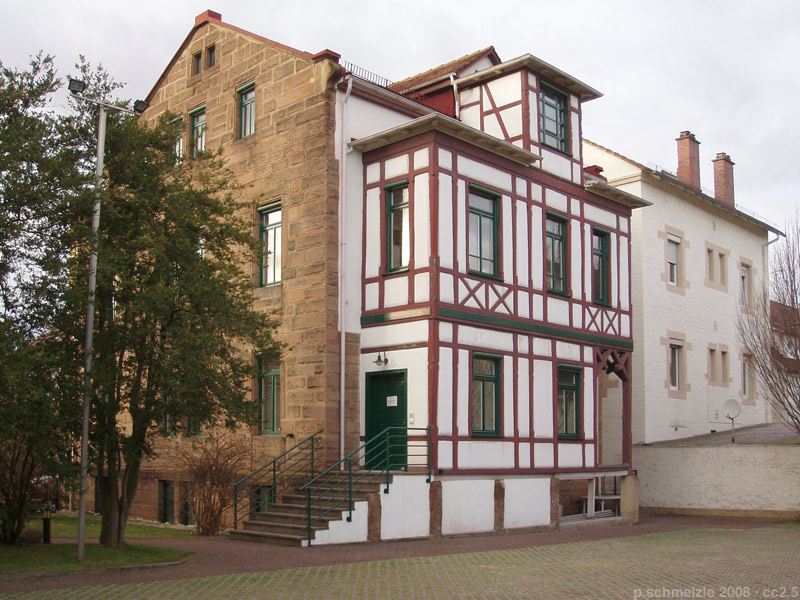
Haus Hubmann, Uhlandstr. 57
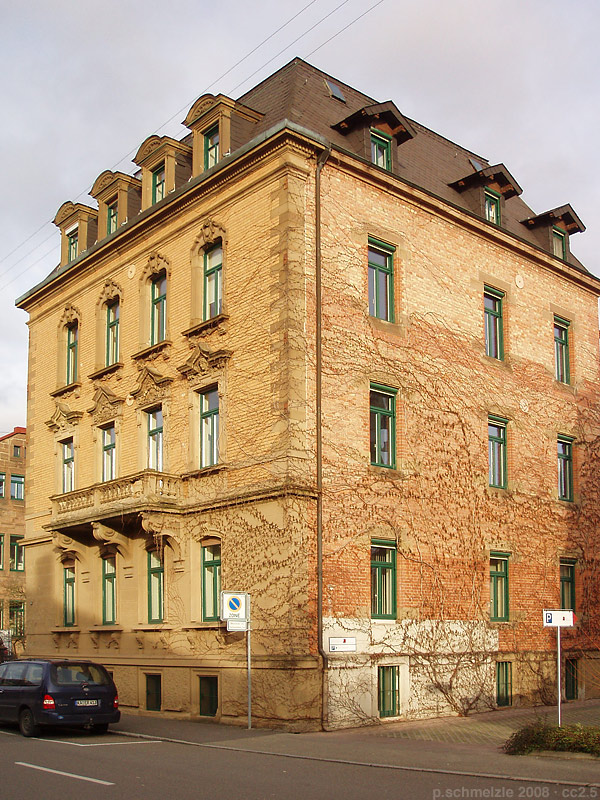
Mietshaus Hubmann, Uhlandstr. 61
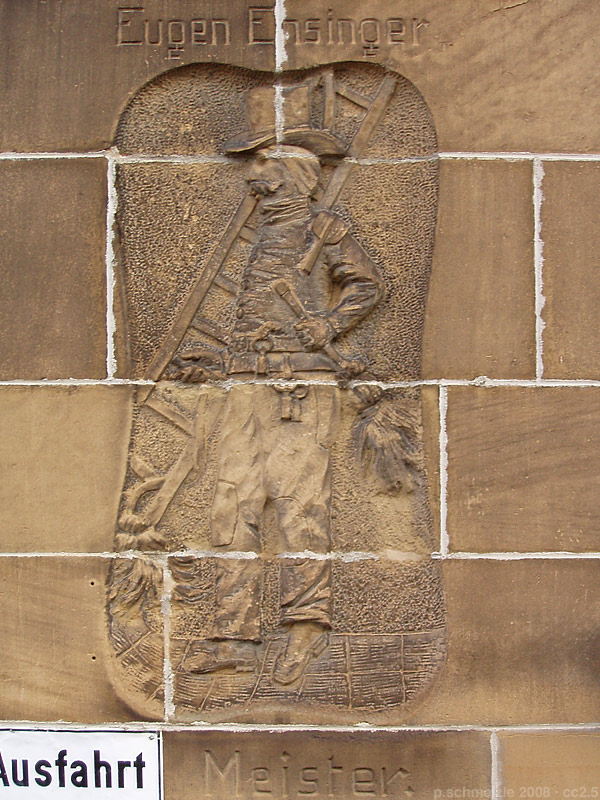
Reliefplastik, Uhlandstr. 67
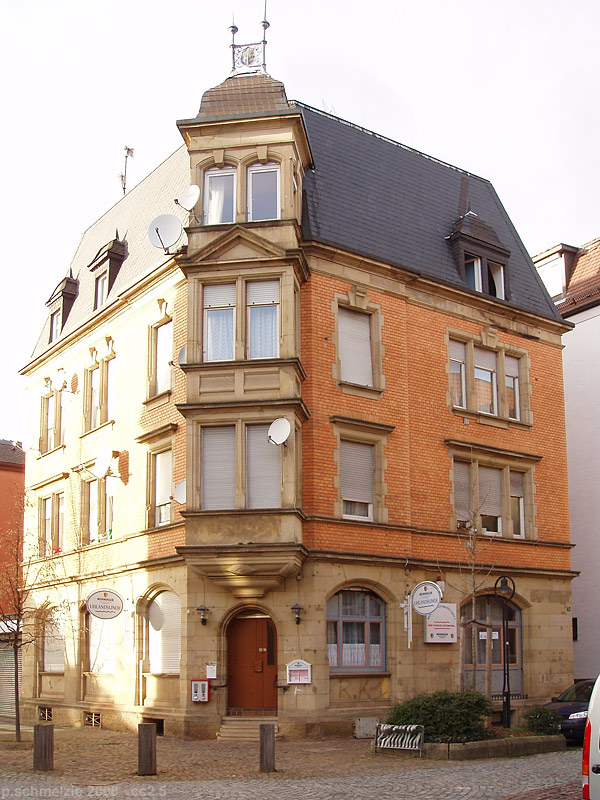
Uhlandstr. 70

Südstraße

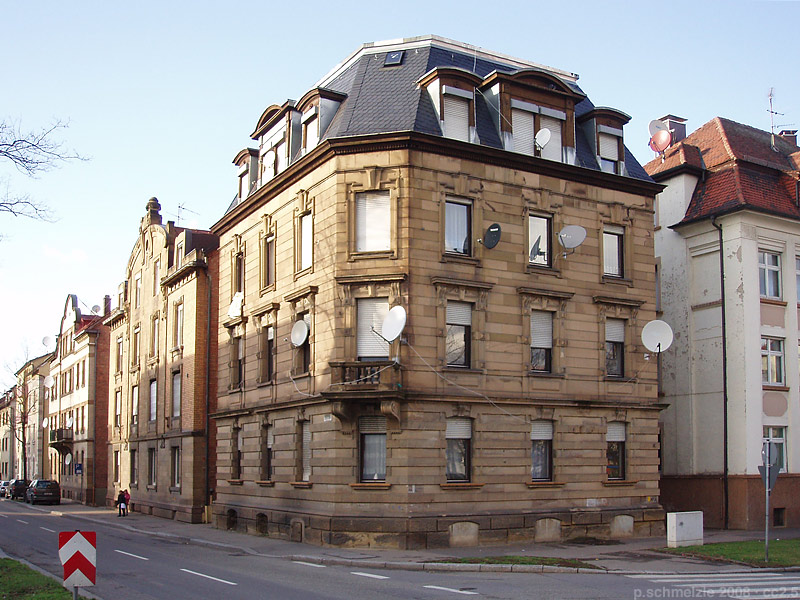
Südstraße mit Eckhaus Silcherplatz 6

- Die Südstraße ist die wichtigste Verkehrsachse des Industrie- und Wohngebiets am Südbahnhof, in der sich mehrere historische Wohn- und Geschäftshäuser erhalten haben. Im Erdgeschoss des 1897 erbauten Gebäudes Südstr. 43 befand sich einst eine Metzgerei. Das Gebäude Südstr. 80/82 von 1910/11 weist zwei figurengeschmückte Portale auf. Das Mietshaus Nr. 125/127 hat kontrastreiches Sichtmauerwerk und einen geschweiften Zwerchgiebel, im Erdgeschoss des 1908 erbauten Gebäudes war einst eine Bäckerei. Das Mietshaus Nr. 129/131 von 1902 hat auffälligen Fassadenschmuck in Form von jugendstilhaften Maskenköpfen. Am Gebäude Südstr. 144/146 von 1910 sind die Brüstungsfelder der Fenster mit Bauplastik geschmückt.
- Das Haus Bürk an der Ecke Südstraße/Silcherplatz 6 ist ein 1891 nach Plänen von August Dederer im Stil des Historismus mit Anklängen an Neorenaissance und Neobarock errichtetes Wohnhaus.

SchmollerstraßeDie Nr. 22/24 in der südlich des Südbahnhofs verlaufenden Schmollerstraße ist ein 1900 erbautes Eisenbahnerwohnhaus, dessen vorkragendes Satteldach dem von Landbahnhöfen ähnelt. Die Gebäudegruppe Schmollerstr. 56/58 und 60/62 um das Eckhaus Nr. 64 wurde 1913 als Arbeiterwohnsiedlung nach Plänen von Fr. Schneider errichtet und zeigt Ziegelfassaden.

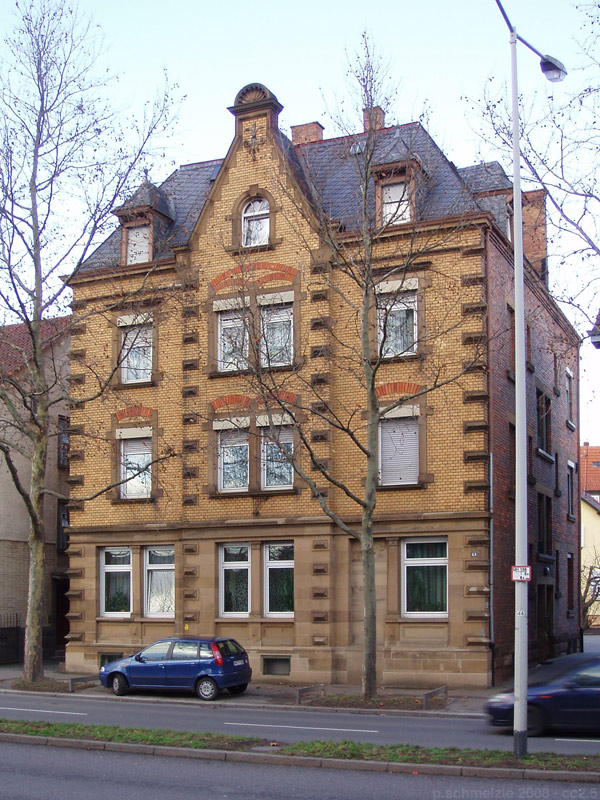
Südstraße 43
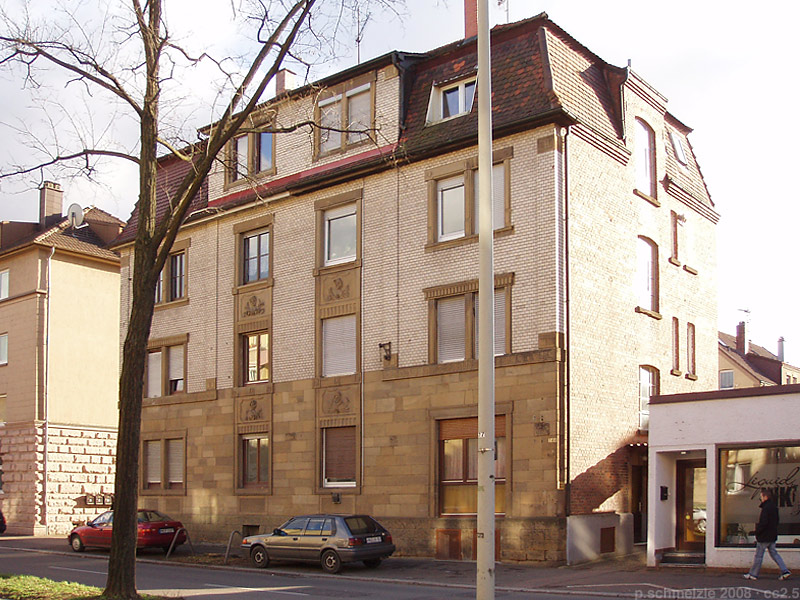
Südstraße 144–146
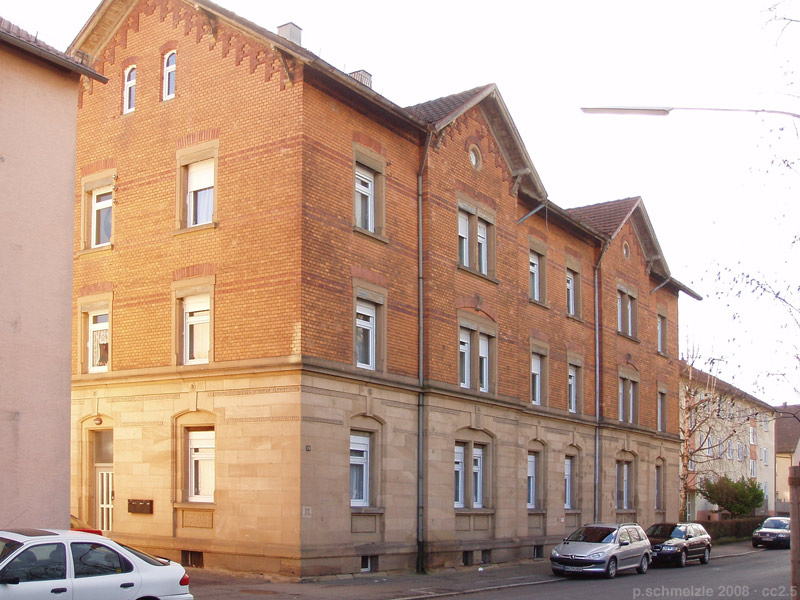
Schmollerstraße 22–24
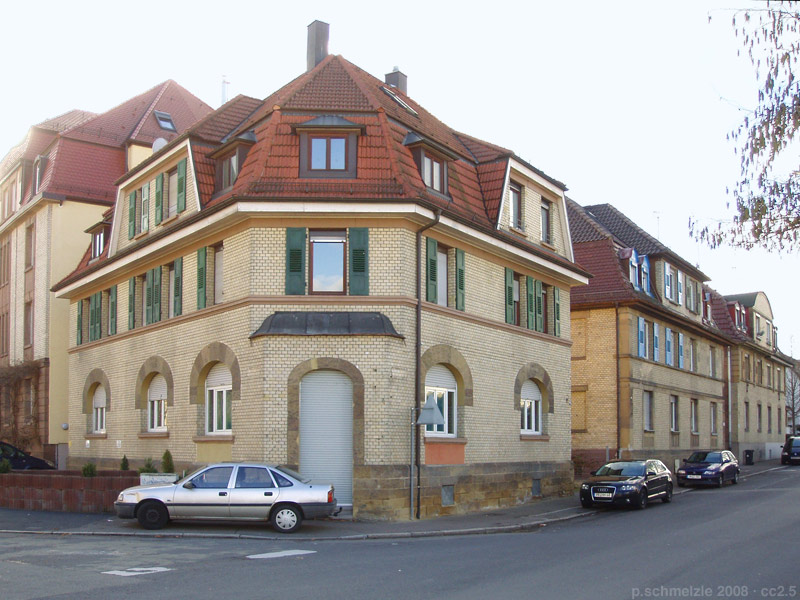
Schmollerstraße 56–64

LiebigstraßeIn der Liebigstraße hat sich ein Ensemble aus Ein- und Zweifamilienhäusern erhalten, die 1911 als Wohngebäude für deren Angestellte nach Plänen von Hermann Maute und Theodor Moosbrugger für die Firma Knorr errichtet wurden. Die Gebäude Nr. 8, Nr. 10, Nr. 12/14, Nr. 16/18, Nr. 22/24 und Nr. 26 sind einheitlich mit verschindeltem Fachwerk und steilen Dachgiebeln ausgeführt.
OststraßeDas Gebäude in der Oststr. 2 wurde 1908 nach Plänen von Jakob Saame als Mehrfamilienhaus erbaut, seine Sichtmauerfassade ist stark durch vertikale Elemente gegliedert. Weitere denkmalgeschützte Wohnhäuser in der Oststraße sind das Doppelwohnhaus Nr. 21/23, erbaut 1908 nach Plänen von Stuber & Beckmann, und das Wohn- und Geschäftshaus Oststr. 25 an der Ecke zur Bruckmannstraße, erbaut 1913/14 nach Plänen von Friedrich Hubmann.
Sonstige Straßen
- Das Haus Belz, Lerchenstr. 6, wurde 1881 von Karl Belz erbaut und ist mit seinem Bauschmuck, dem Erker und den Zwerchgiebeln ein Beispiel der villenartigen Wohnhausarchitektur des Historismus.
- Das Haus Albrecht, Karlstr. 82, wurde 1884 vom Weingärtner G. A. Albrecht nach Plänen von Philipp Sulzberg erbaut und zeichnet sich durch eine schmuckvolle Werksteinfassade aus.
- Das Haus Weipert, Herbststr. 8, wurde nach Plänen von August Dederer 1896 für den Fabrikanten Johann Michael Weipert erbaut und nach der Zerstörung im Krieg schon 1946 nach Plänen von Adolf Braunwald rekonstruiert.
- Das Katharinenstift, Arndtstraße 1, wurde dank einer Stiftung der Erben des Louis Link 1899 von Gustav Stroh im Stil der Neogotik als „Erholungshaus“ erbaut; später ging aus der privaten Stiftung das städtische Alten- und Pflegeheim hervor.
- Das Haus C. F. Hauth, Moltkestraße 35, mit markantem Zwerchgiebel und polygonalem Erker wurde 1902 im Stil der Neorenaissance erbaut, beim veränderten Wiederaufbau 1947 konnte die Fassade erhalten werden.
- Die Wohn- und Geschäftshäuser Nr. 50 und 54 in der Olgastraße wurden 1902/03 nach Plänen von Heinrich Stroh erbaut und zählen zu den wenigen originalgetreu erhaltenen mittelständischen Bauten der Bahnhofsvorstadt. Bemerkenswert sind insbesondere die teils reich geschmückten Giebel der ansonsten in reduzierter Formensprache ausgeführten Gebäude.
- Das Haus Sauber, Friedhofstr. 45, wurde 1903 für den Gärtner Robert Sauber von Jakob Saame im Jugendstil errichtet. Auffällig sind der geschweifte Giebel und der Erkerturm.
- Das Wohnhaus in der Kernerstr. 60 wurde von H. Huber erbaut, es zeigt Elemente des Jugendstils an der von einem asymmetrisch angebrachten Zwerchgiebel bekrönten Fassade.
- Das Haus Müller, Pfühlstraße 51, mit Turmerker und Volutengiebel wurde 1910 nach Plänen von Karl Vogler als Wohnhaus für Louise Müller erbaut.
- Das Haus Kunz, Roßkampffstraße 4, wurde im Jugendstil als Mietshaus für Johann Kunz im Jahr 1913 von Adolf Braunwald erbaut.
- Das Haus Louis-Hentges-Straße 5 wurde 1927 von Stuber und Beckmann im Stil des Neoklassizismus erbaut. Das Haus ist neben der Villa Fuchs und der Villa Gabel eines der wenigen Beispiele der modernen Interpretation klassischer Architektur und zugleich Vorläufer der konservativen Moderne in der Architektur der 1950er Jahre.
- Das Laubenganghaus, Kornacherstraße 1, wurde in den Jahren 1930 und 1931 nach Plänen des Heilbronner Architekten Ludwig Knortz als Prototyp eines modernen mehrstöckigen Mietshauses erbaut. Das Haus ist nach den wie Laubengänge im Freien verlaufenden Etagenfluren benannt.

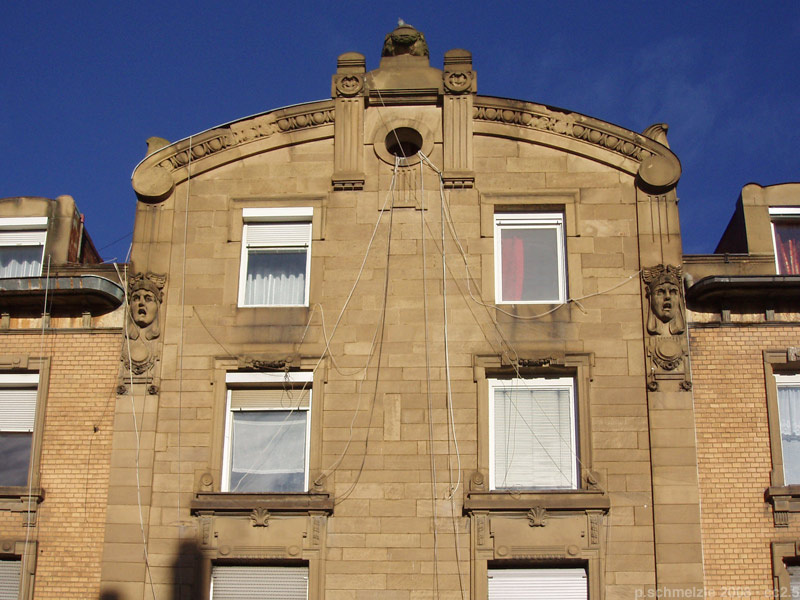
Südstr. 129/131
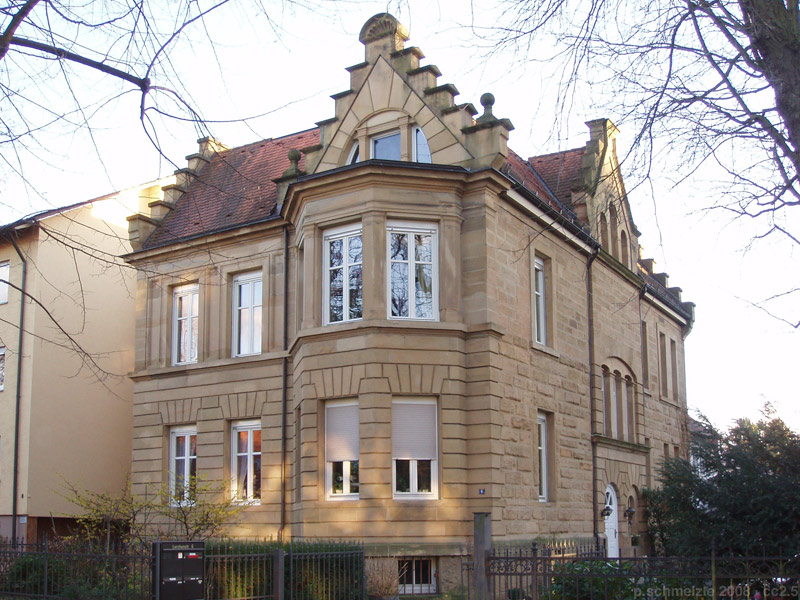
Haus Belz, Lerchenstr. 6
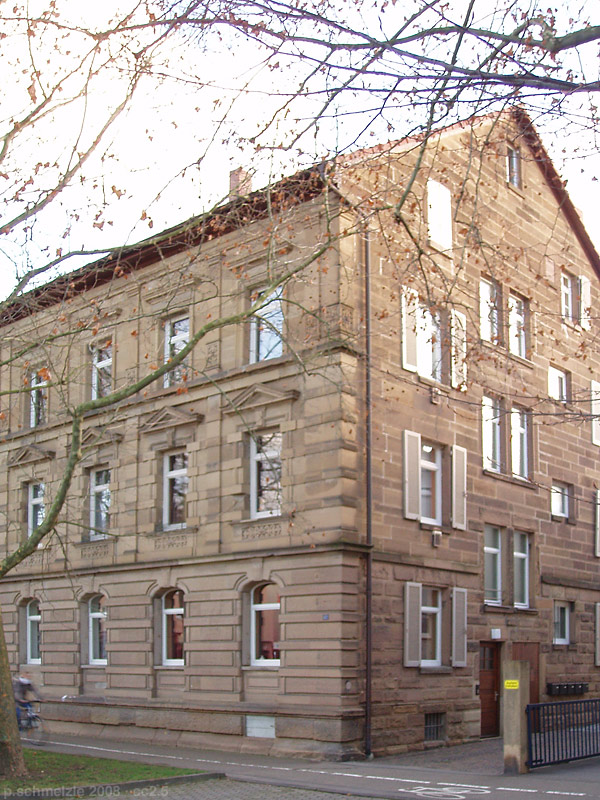
Haus Albrecht, Karlstr. 82
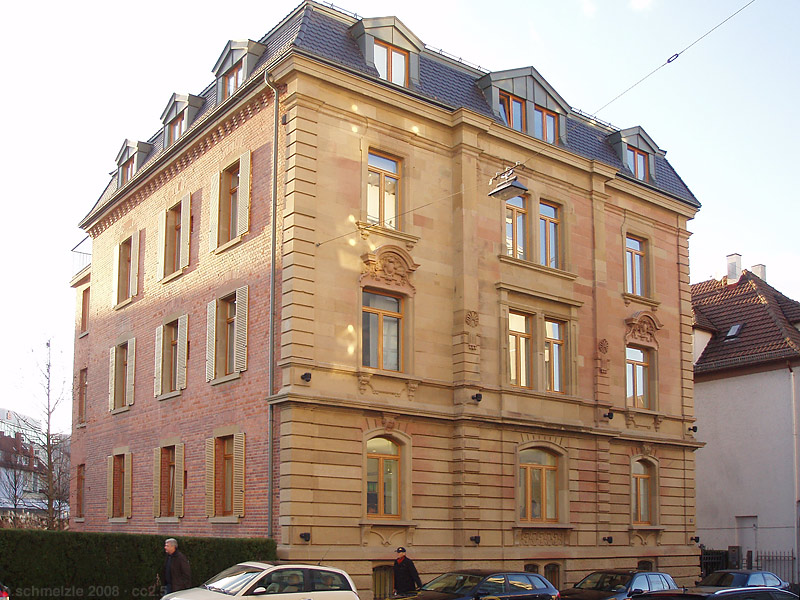
Haus Weipert, Herbststr. 8

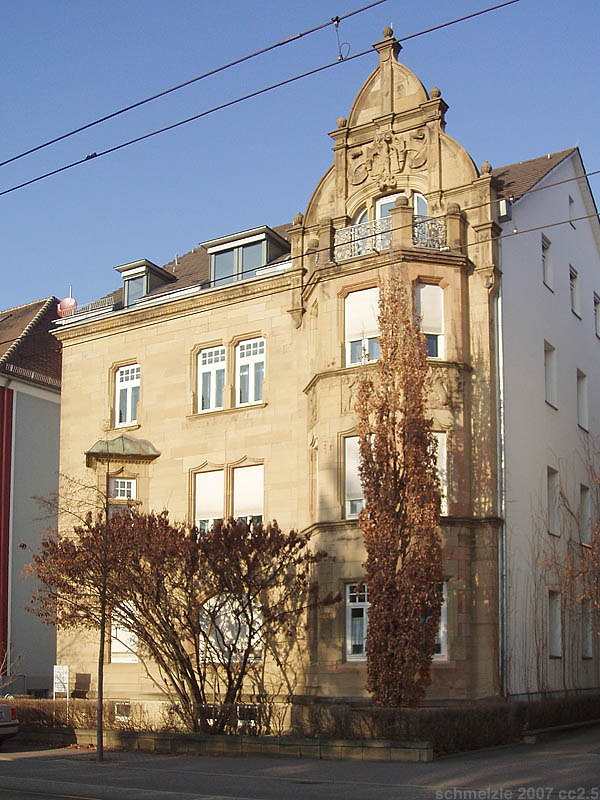
Haus Hauth, Moltkestr. 35
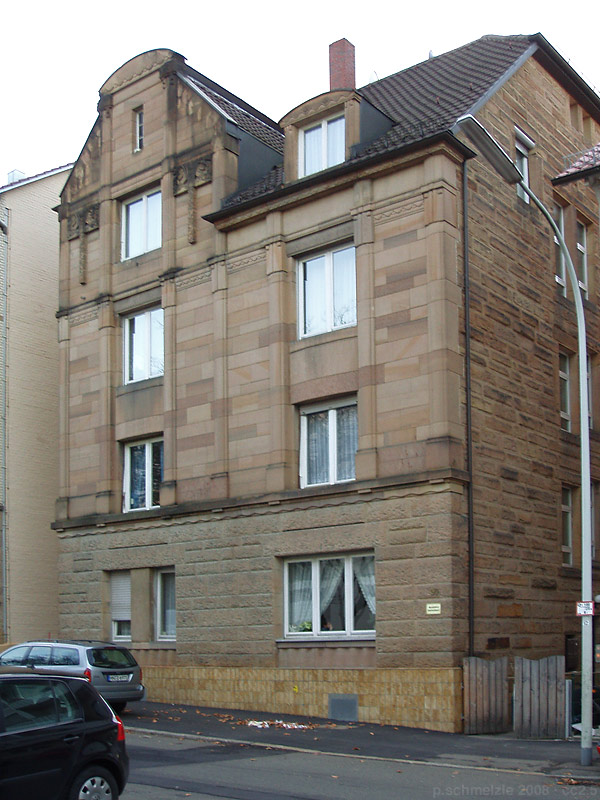
Kernerstr. 60
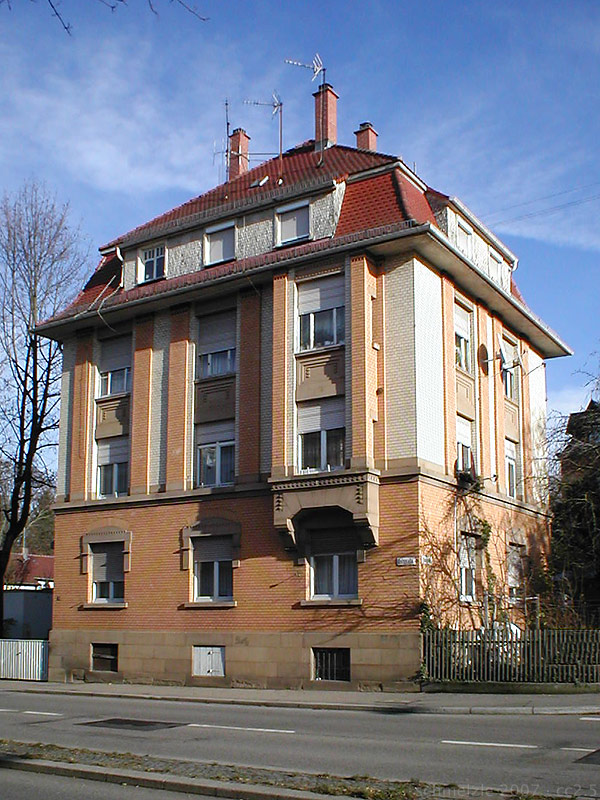
Oststr. 2
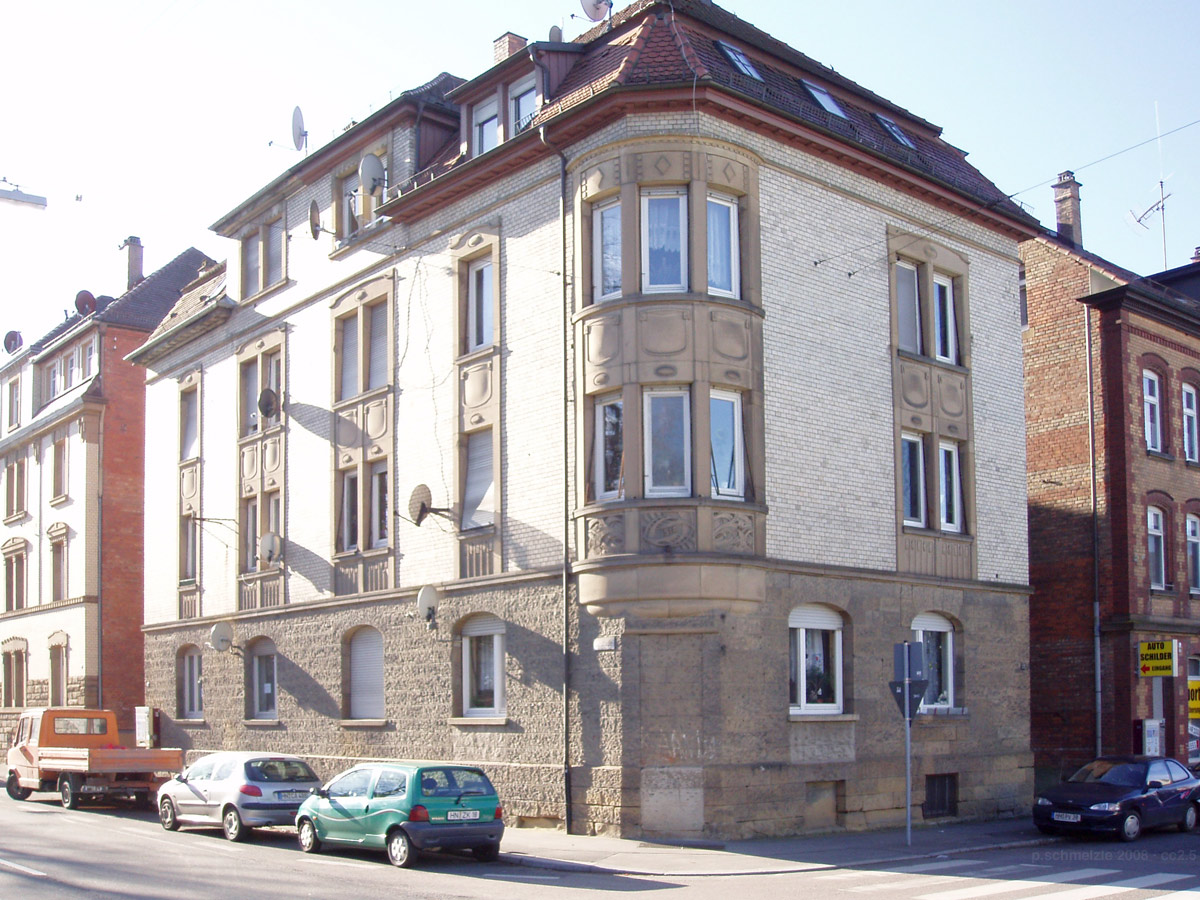
Oststr. 25

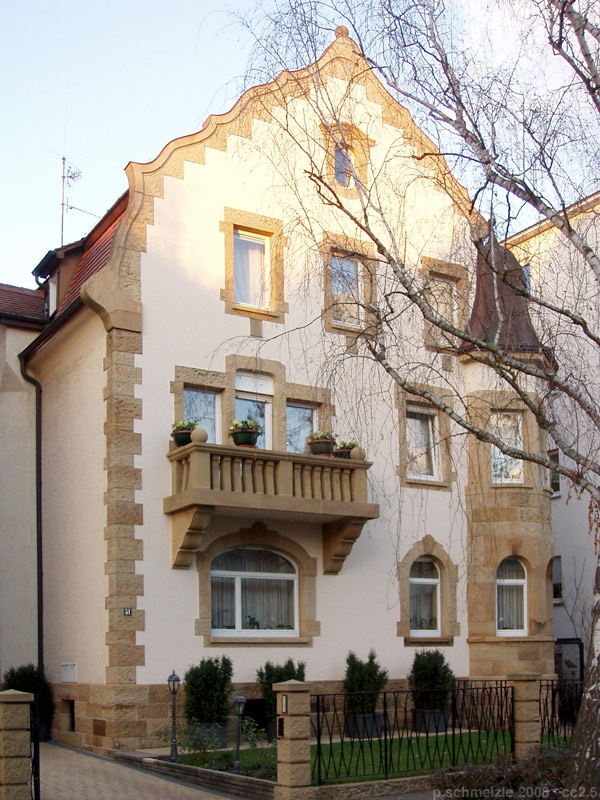
Pfühlstr. 51
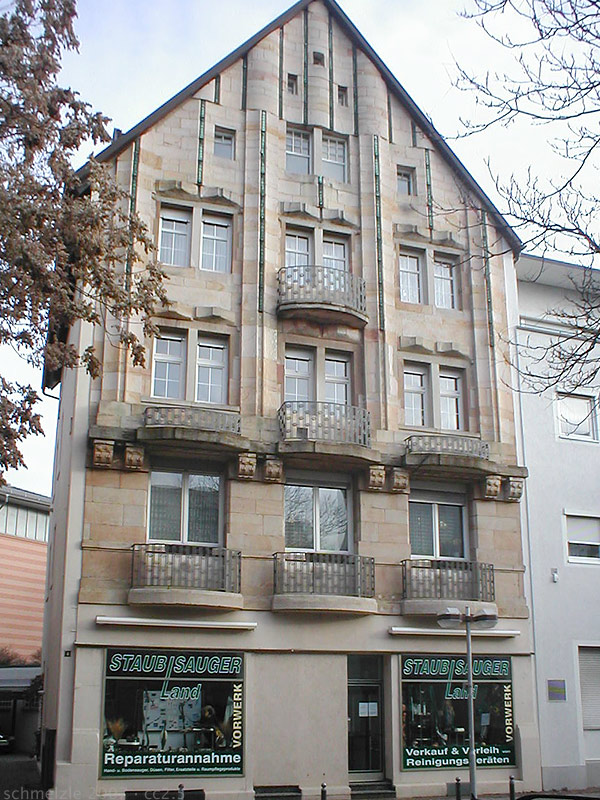
Haus Kunz, Roßkampffstr. 4
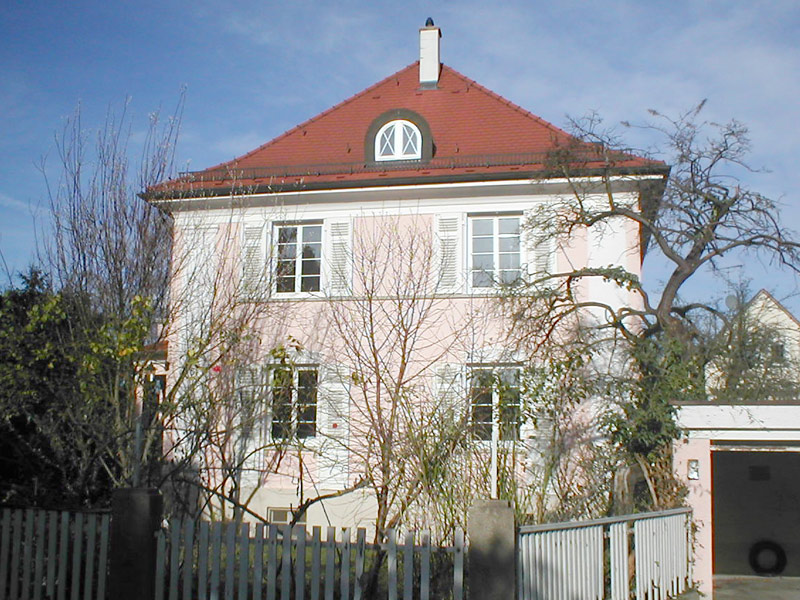
Louis-Hentges-Str. 5
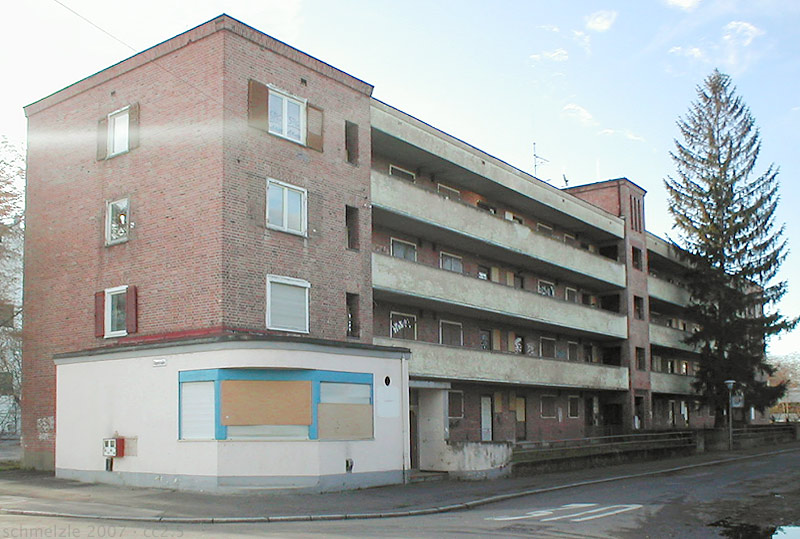
Laubenganghaus

## Garten- und Weinberghäuser
In den Weinbergen um Heilbronn haben sich mehrere historische Weinberghäuschen erhalten. Hierzu zählen das 1513 errichtete und 1775 ausgebaute Weinberghäuschen am Aubergweg, die ebenfalls aus dem 18. Jahrhundert stammenden Weinberghäuschen am Riedenberg und am Vorderen Hundsberg sowie das um 1800 erbaute Brunnen- und Weinbergschutzhaus im Breitenloch.
Denkmalgeschützte Gartenhäuser sind das 1892 in der Rosengartstraße im Stil des Späthistorismus erbaute Gartenhaus mit Aussichtsturm und das 1911/12 errichtete Gartenbelvedere des Kaufmanns Rudolf Sperling am Nordberg 5.

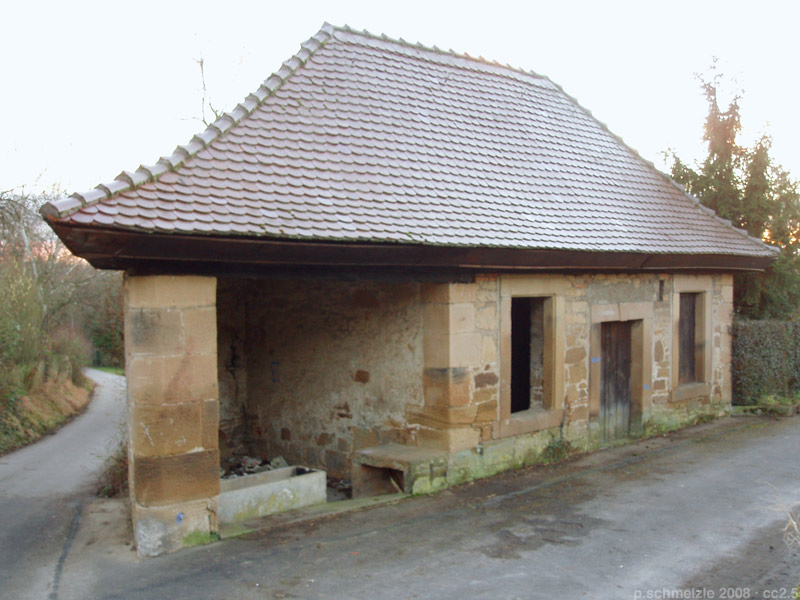
Brunnen- und Schutzhaus im Breitenloch
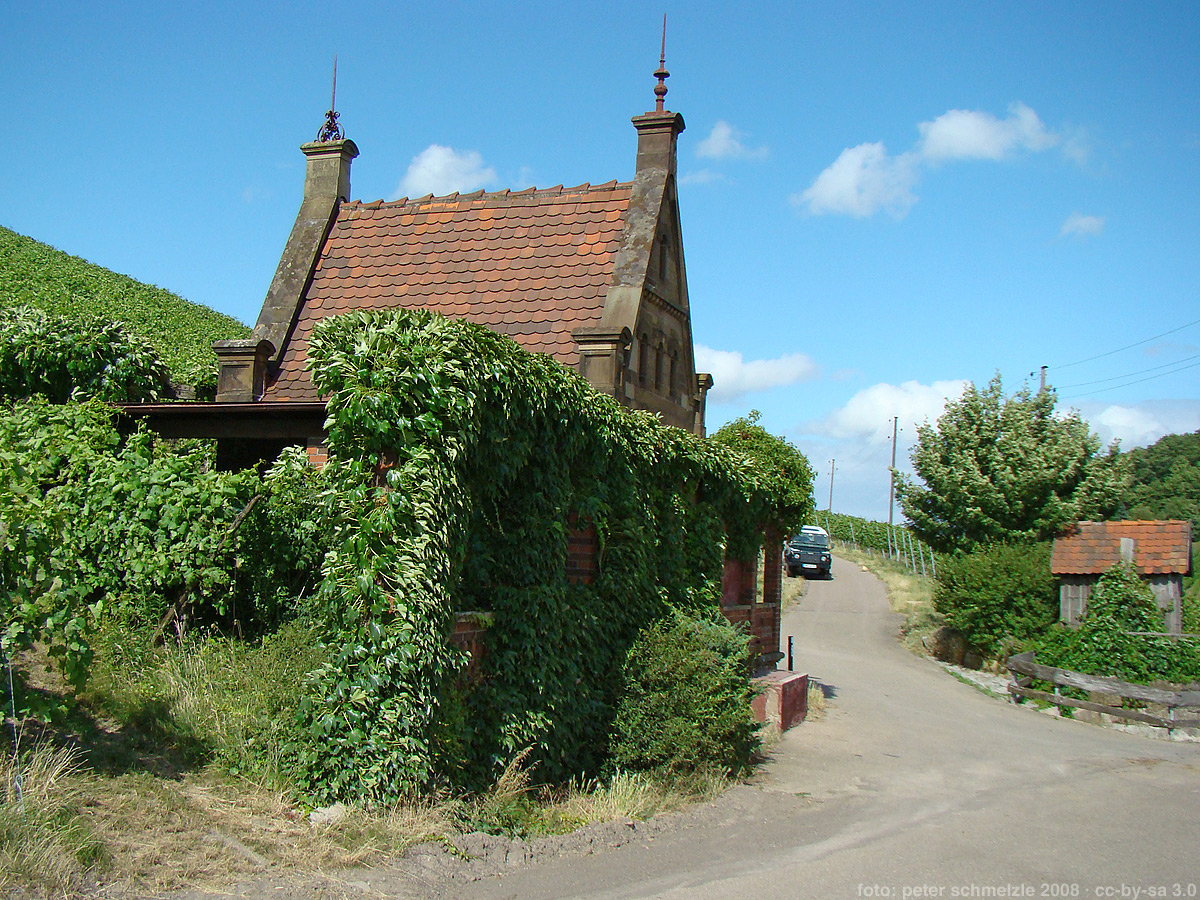
Historisches Weinberghaus am Wartberg

## Bunkeranlagen
Neben dem Theresienturm (Hochbunker) gibt es noch weitere alte Bunkeranlagen in Heilbronn. Der Bunkerkubus aus Stahlbeton unter dem Kaiser-Friedrich-Platz ist heute mit einem Spielplatz überbaut; Eingang und Belüftungsschächte sind noch sichtbar. Entlang des östlichen Neckar-Ufers finden sich auf Heilbronner Gemarkung auch Reste von Bunkeranlagen der in den 1930er Jahren errichteten und nach dem Zweiten Weltkrieg geschleiften Neckar-Enz-Stellung.

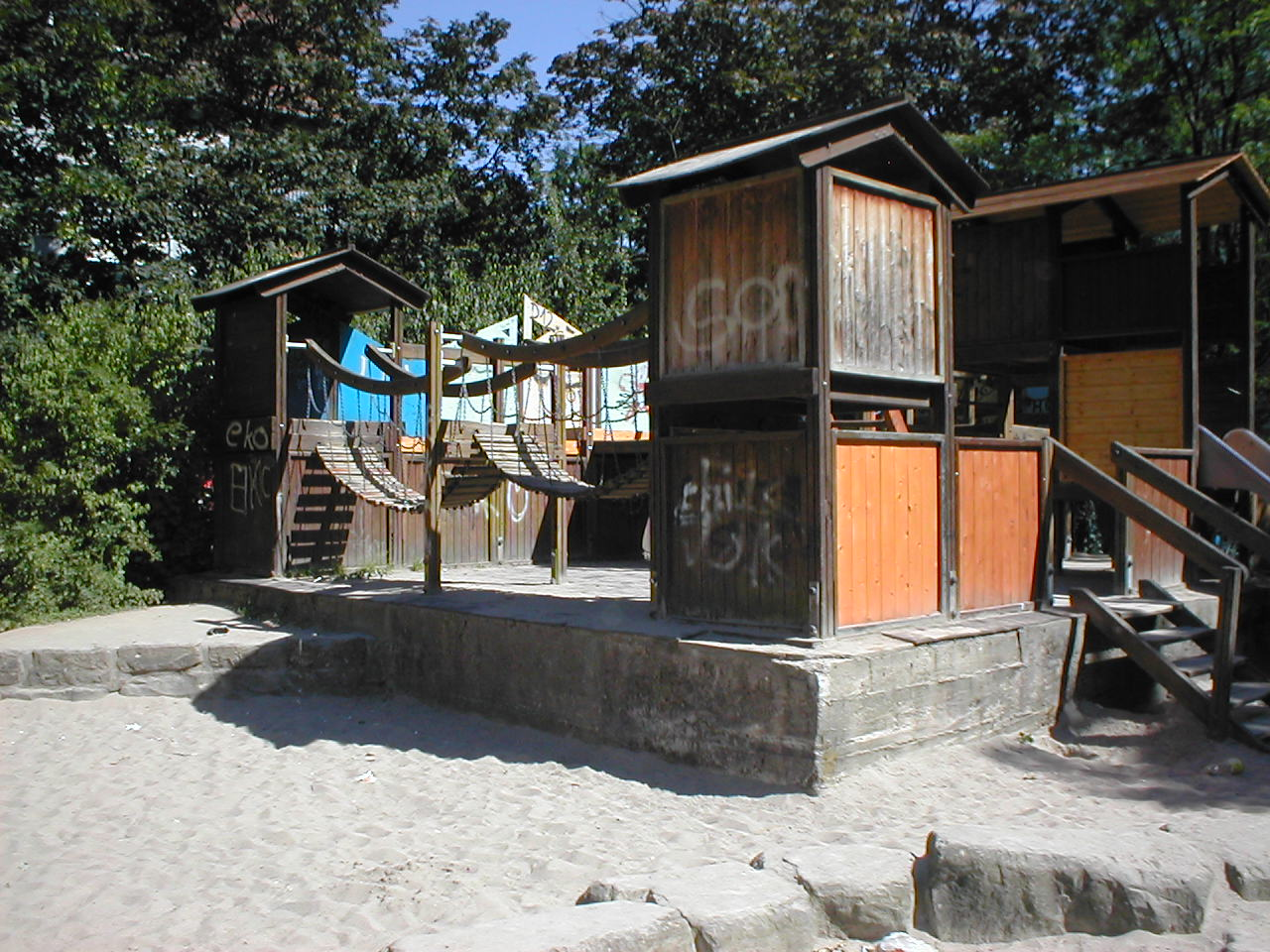
Tiefbunker am Kaiser-Friedrich-Platz
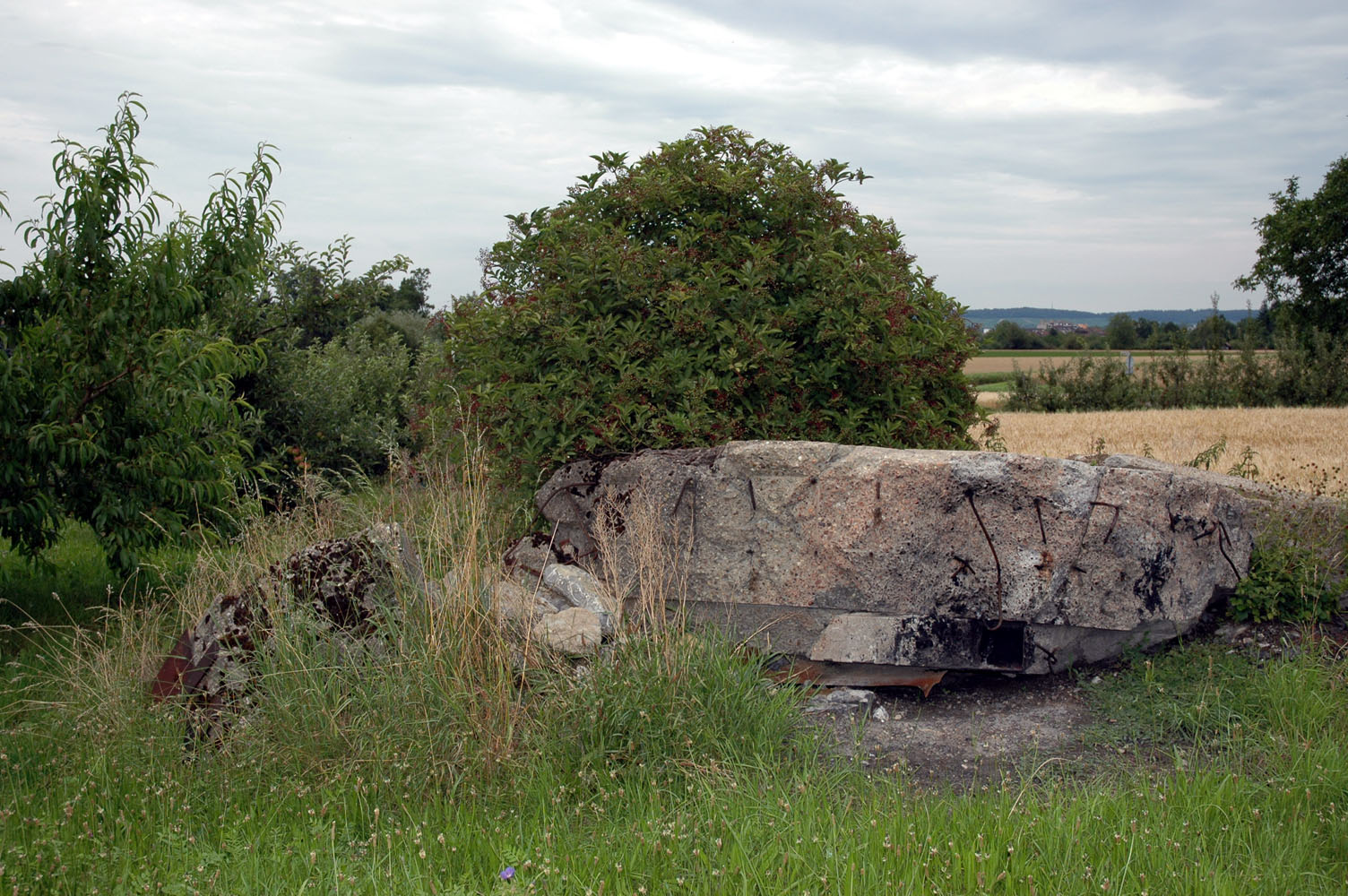
Reste eines Bunkers der Neckar-Enz-Stellung bei Heilbronn-Sontheim

Unter dem Industrieplatz liegt ein Tiefbunker aus dem Zweiten Weltkrieg für 400 Personen. Von der unterirdischen Anlage, die keine Strom- und Wasserversorgung besaß und lediglich mit Trockenaborten versehen war, sind noch heute erkennbar das zum Kiosk umgebaute oberirdische Dienstgebäude, die Bunkereingänge und einige Entlüftungsschächte. Der Kiosk im umgebauten oberirdischen Dienstgebäude des Tiefbunkers machte jedoch 2016 zu. Nach Umbauten nach Entwürfen des Architekten Franz-Josef Mattes wird das Gebäude der Mitternachtsmission bei der Diakonie zur Verfügung gestellt. Alexandra Gutmann von der Mitternachtsmission betreut dort Obdachlose, Drogensüchtige, Kriminelle und andere straffällig gewordene Menschen. Dazu Alkoholiker, Prostituierte, Asylanten, Nordstadtkids, Migranten, Flüchtlingskinder und Kinder aus der Obdachlosenunterkunft.

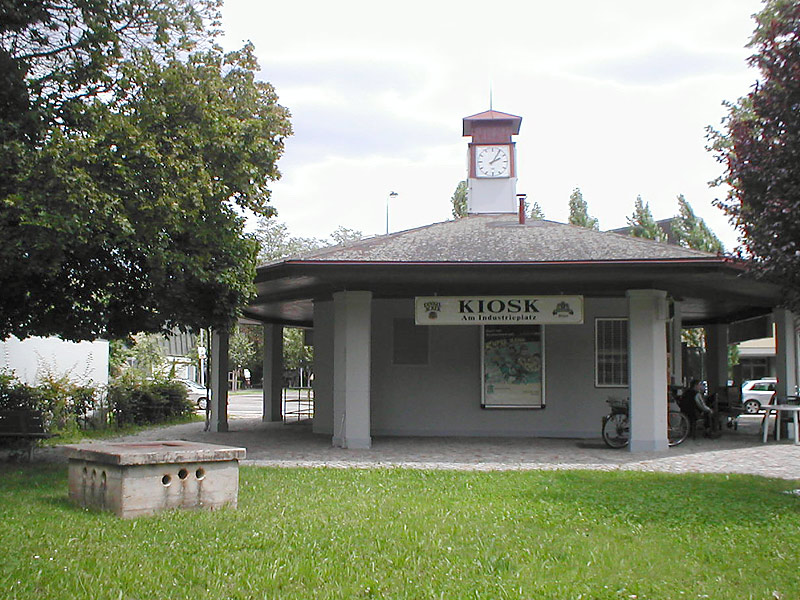
Tiefbunker am Industrieplatz

## Brunnen
Einige Brunnen in Heilbronn sind historisch bedeutsam, darunter der seit 1588/90 in einem Brunnenhaus gefasste Cäcilienbrunnen, bis 1875 die wichtigste Einrichtung für die Wasserversorgung der Stadt, der Siebenröhrenbrunnen, dessen Vorgängerbau möglicherweise der Stadt ihren Namen gab, sowie der renaissancezeitliche Fleinertorbrunnen und der ebenso alte Hafenmarktbrunnen. Die idyllische Köpferbrunnenanlage besteht seit 1898. Nach dem Zweiten Weltkrieg wurden zahlreiche neue Brunnen errichtet, 1959 zählte man in der Stadt 55 öffentliche Brunnen. Zu den größeren unter den neuen Brunnen gehören der Theaterbrunnen (1982) und der Neue Stadtbrunnen (1996). In den Heilbronner Stadtteilen entstanden in neuerer Zeit Ortsbrunnen, die den jeweiligen Utznamen des Ortes zum Gegenstand haben.
Siehe Brunnen in Heilbronn.

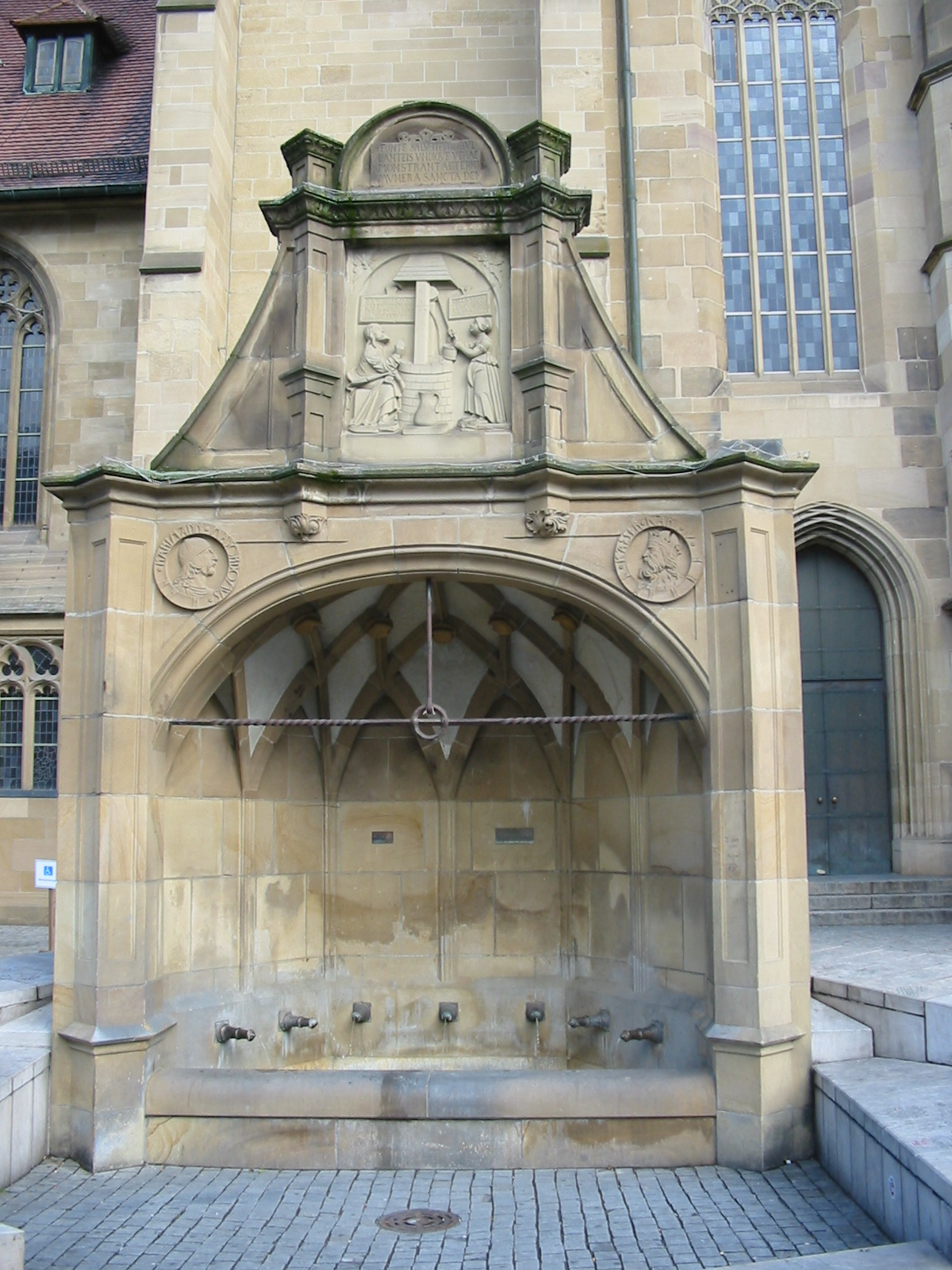
Siebenröhrenbrunnen
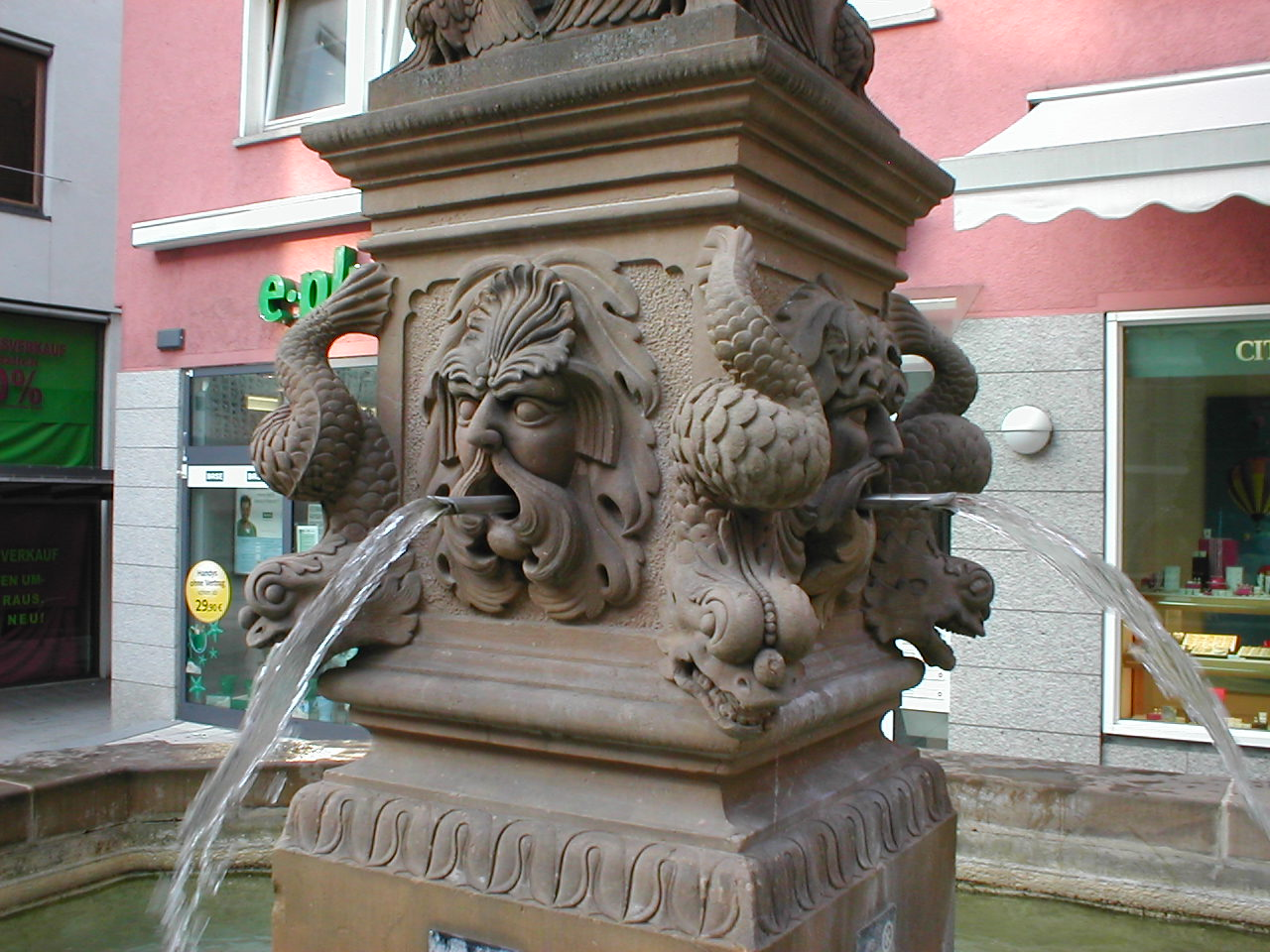
Detail am Fleinertorbrunnen
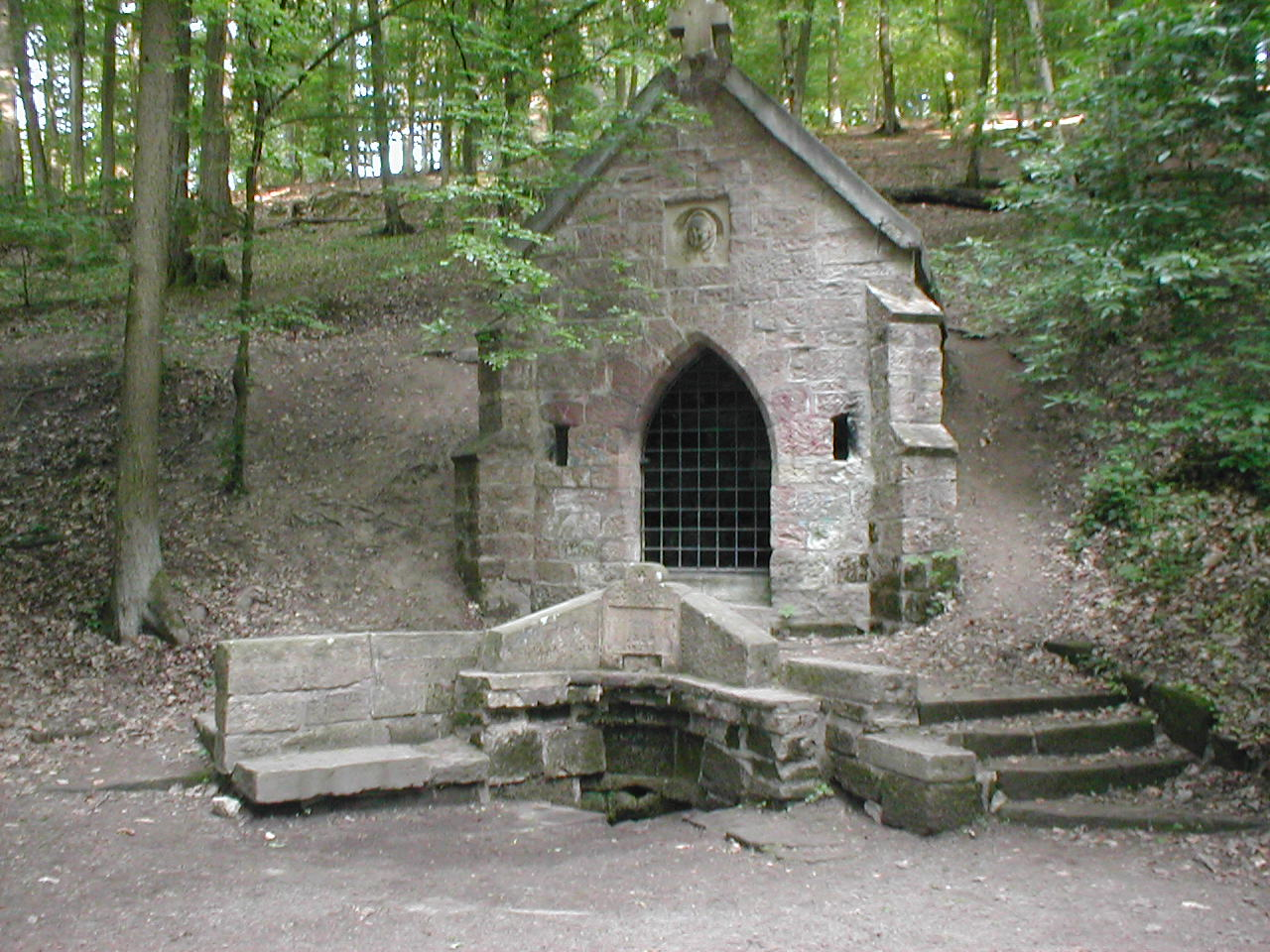
Köpferbrunnen mit Einsiedlerklause
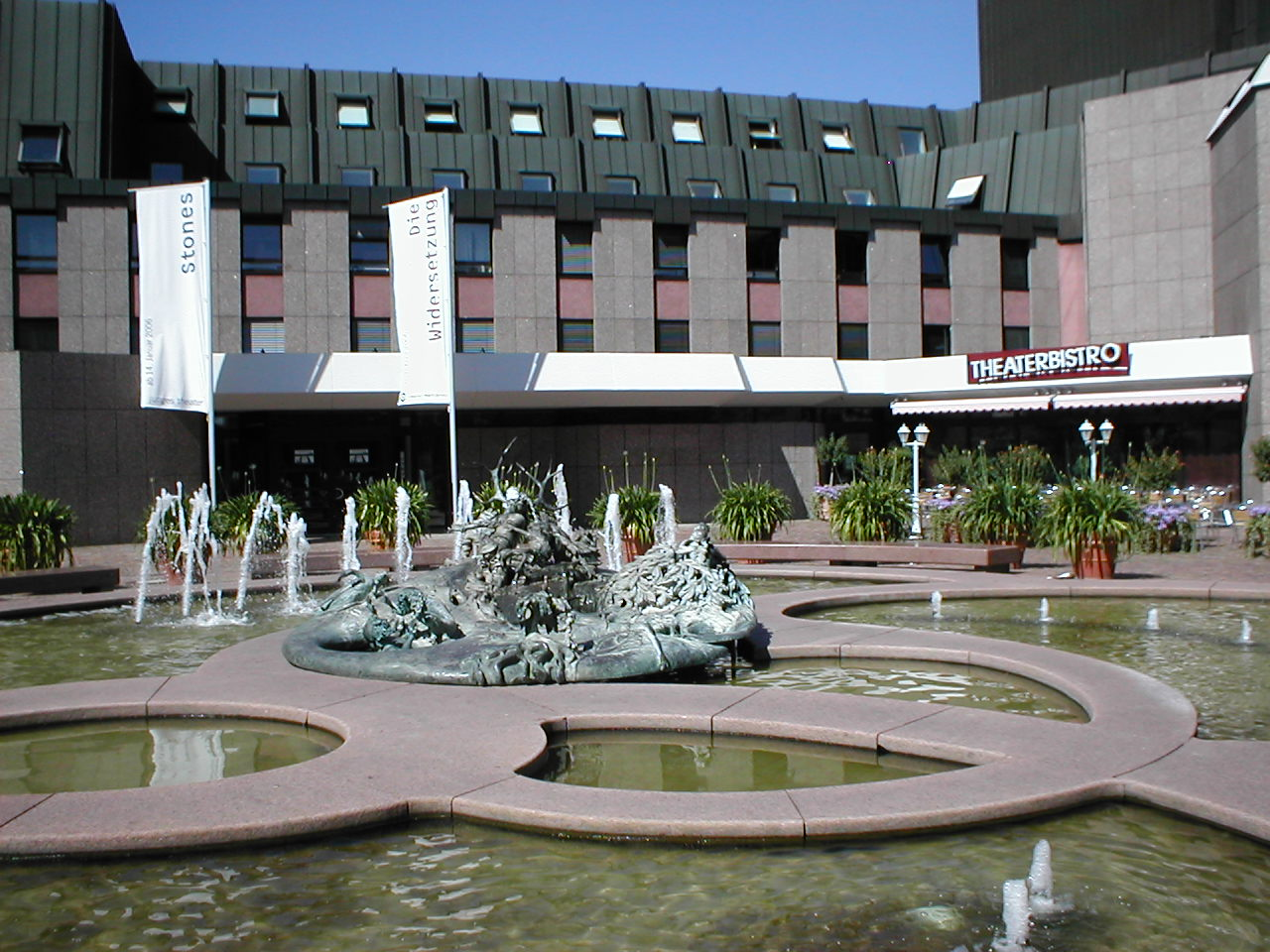
Theaterbrunnen

## Gegenwartsarchitektur

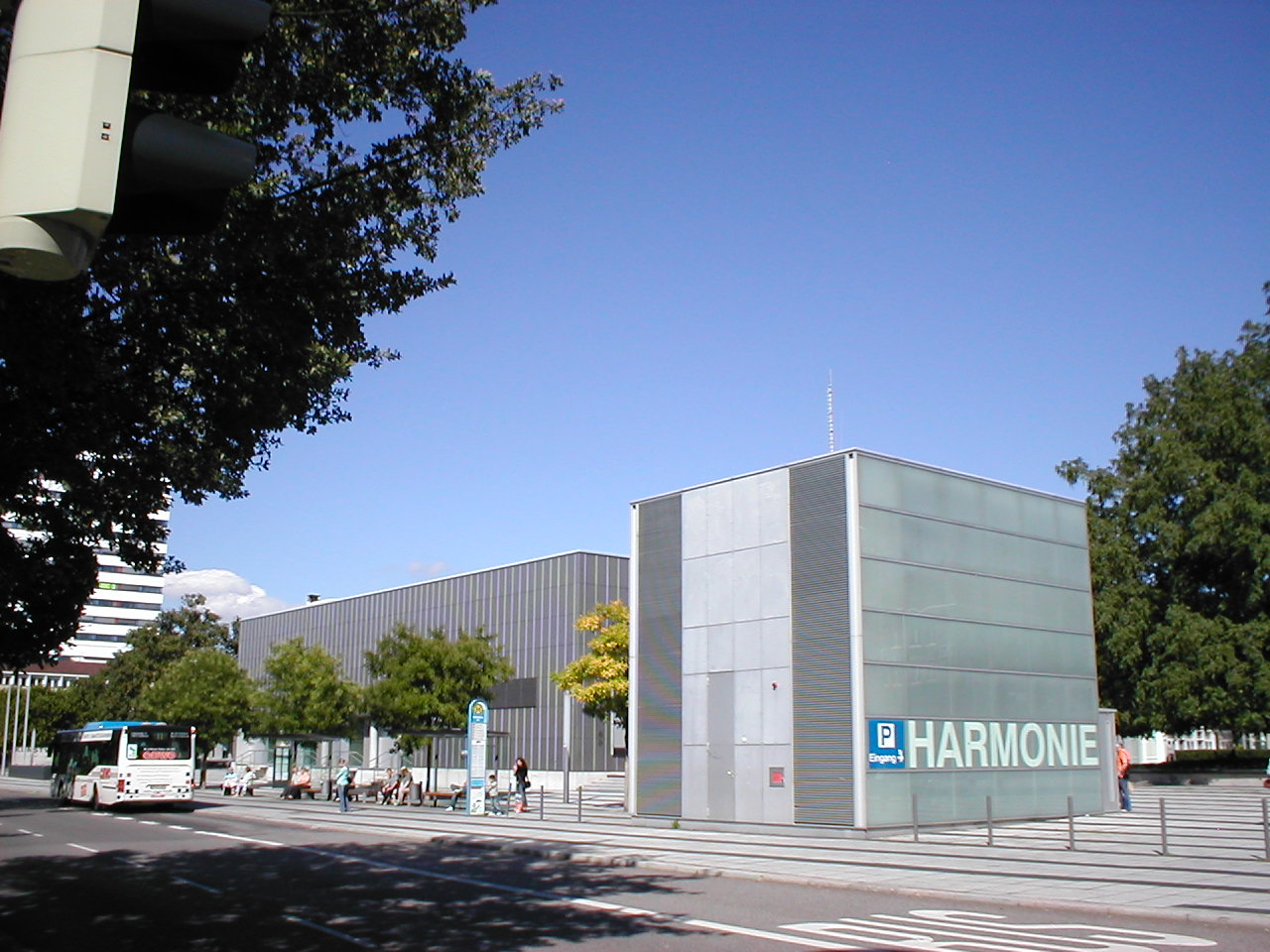
Harmonie

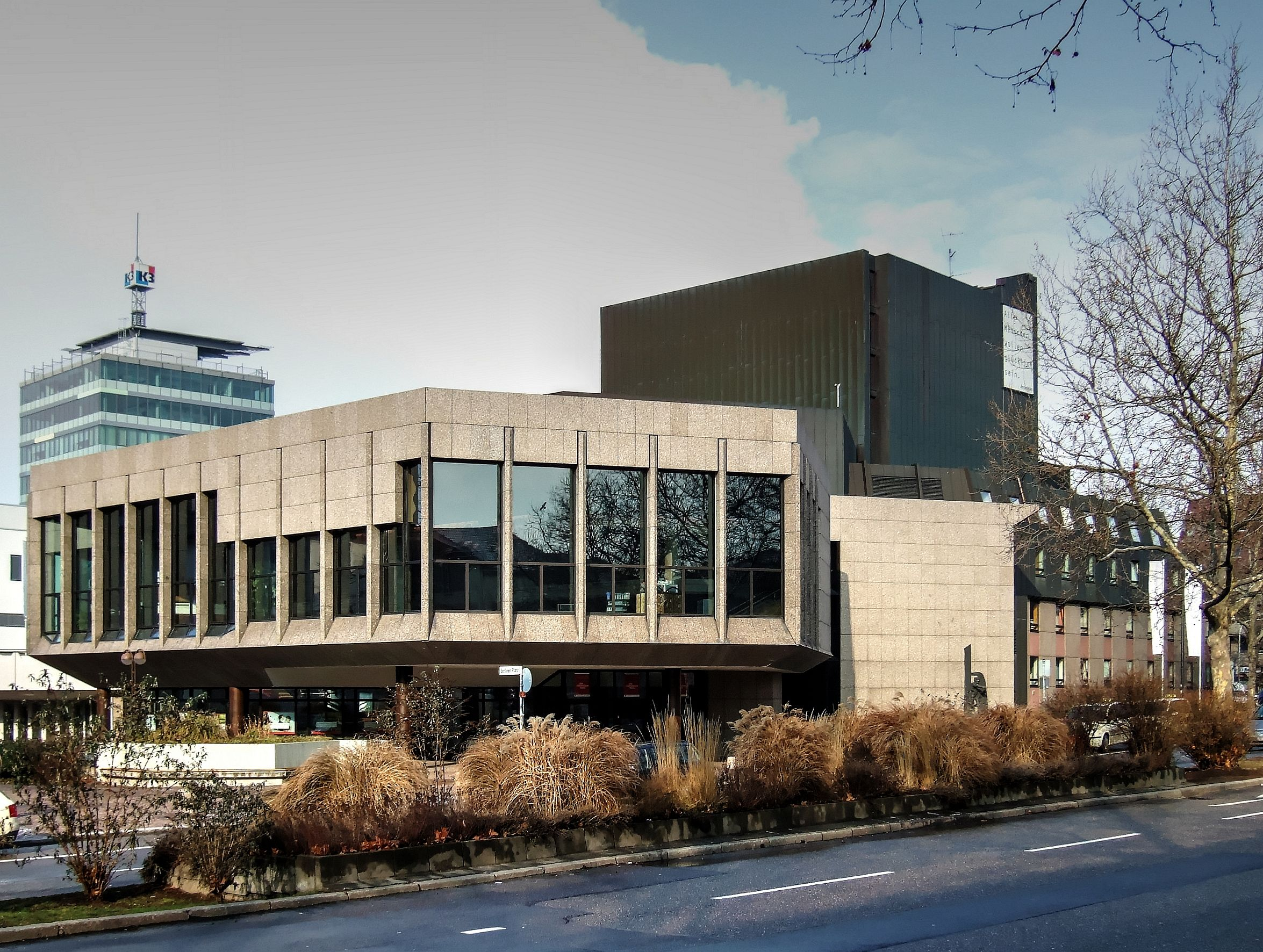
Theater Heilbronn

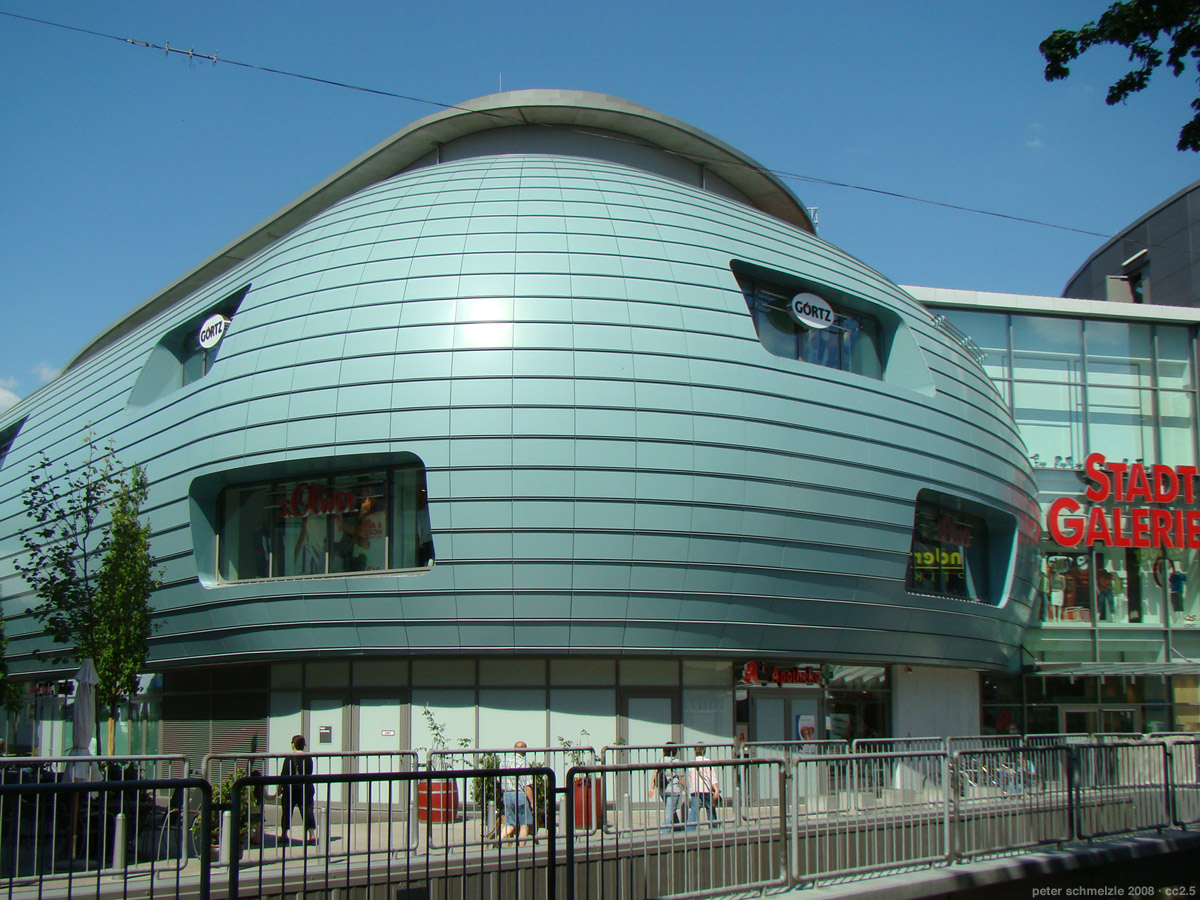
Einkaufszentrum Stadtgalerie

- An der Allee befand sich seit 1876 die städtische Festhalle. Nach ihrer Zerstörung im Krieg 1944 erbaute man hier modern und nach Plänen des Architekten Kurt Marohn und unter Mitwirkung der Künstler Alfred Bühler, Peter Jakob Schober und Hannelore Bendixen-Busse das jetzige Konzert- und Kongresszentrum Harmonie, das von 1999 bis 2001 seine heutige Gestalt erhielt.
- Das Theater Heilbronn erbaute man 1982 an der Stelle des 1970 gesprengten Vorgängerbauwerks (Altes Stadttheater), 2001 wurde es um das benachbarte Theaterforum K3 erweitert.
- Die beiden Geschäfts- und Bürogebäude Shoppinghaus (1971) und Wollhauszentrum (1974) sowie das im Gebäudekomplex der Kreissparkasse Heilbronn aufgegangene frühere Landratsamtsgebäude (1971) sind markante innerstädtische Beispiele für Hochhausbauten der frühen 1970er Jahre.

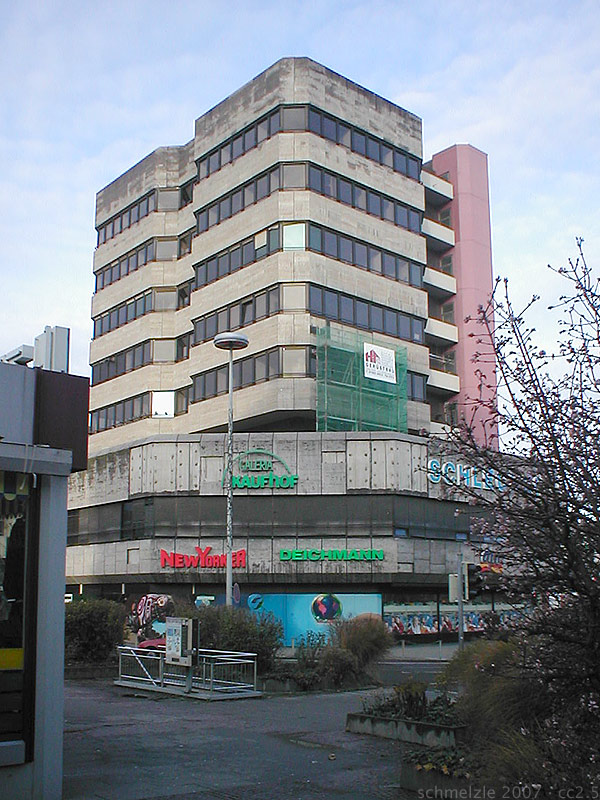
Wollhauszentrum
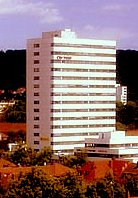
Shoppinghaus
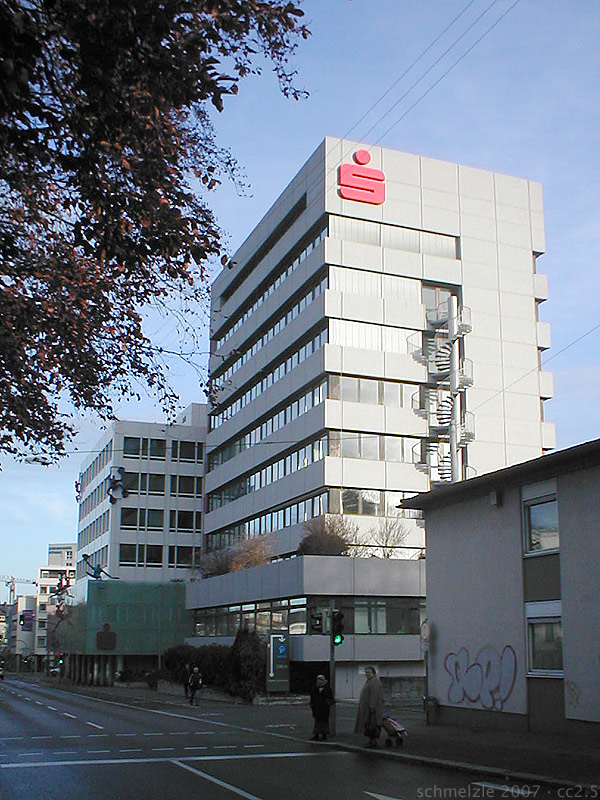
Ehem. Landratsamt

- Das 1920 erbaute Frankenstadion an der Badstraße 100 wurde nach Umbau am 16. August 1988 wieder eingeweiht.[24]
- Das Technische Rathaus in der Cäcilienstraße 49 wurde am 12. März 1993 eröffnet.[25]
- Das neue Postamt an der Bahnhofsstraße 12 wurde am 24. November 1989 eröffnet.
- Das Parkhaus am Stadtbad mit ovalem Grundriss und markanter Holzfassade der Architekten Mahler, Günster, Fuchs wurde am 27. November 1998 eingeweiht[26] und erhielt im Jahre 2000 den Hugo-Häring-Preis.
- Beim Stadtbad befindet sich auch das im Jahr 2002 anstelle einer älteren Eishalle nach Plänen des Heilbronner Architekten Jürgen Pils[27] erbaute Eisstadion Heilbronn.
- Seit 2002 steht bei der Friedrich-Ebert-Brücke dort, wo früher die Frankfurter Straße in die Bahnhofstraße einmündete, eine neue Landmarke der Innenstadt, der so genannte Neckarturm mit seinen abgerundeten Formen.[28] Der Entwurf stammt vom Architektenbüro Gerd Krummlauf[29] und Ulrich Bechler.[30] Ralf Bellm, Projektmanager von Hochtief, gestaltete den Turm mit farbigen Lichtern.[31] Die Fassade des Neckarturms wölbt sich oval nach Osten zum Neckar hin. Die Südseite des Gebäudes zur Frankfurter Straße hin wurde mit einem schachtelartigen Querriegel gegliedert. An den Turm schließt sich nach Westen zur Bahnhofstraße hin ein langer Flügel an mit einer Putzfassade und Sandsteinplatten.[30]
- Am Friedensplatz 4 steht das Verwaltungsgebäude der LVA, ein sechsstöckiges Büro- und Verwaltungsgebäude, das nach den Entwürfen des Heilbronner Architekten Werner Ruf 2004 fertiggestellt wurde.[32] Das Gebäude ist ein Stahlbeton-Skelettbau mit einer Glasfassade, das halbrund gewölbte Tonnendach über einem zurückgesetzten Dachgeschoss ist nach Westen hin geöffnet.
- Die Wohnanlage Stadtvilla Neckarterrasse. am Neckar, gebaut 2003 nach Entwürfen des Architekten Otto Steidle, umfasst mehrere fünfgeschossige, quadratische Gebäude mit Glasveranden zum Neckar hin.[33]
- Das Einfamilienhaus in der Karl-Wulle-Straße, gebaut 2003 nach Entwürfen des Architekten Müller, besteht aus zwei durch eine Glasfuge getrennten Kuben. Zur Nordseite hin zeigt das Gebäude eine Putzfassade, während ihm zum Garten im Süden eine Fassade aus Holzlamellen und Glas vorgesetzt ist.[34]
- Die Stadtgalerie wurde im März 2008 nach Plänen des Architekten B. Hillrichs[35] eröffnet. Das Gebäude wurde wegen seiner Architektur in der Presse kontrovers diskutiert. BDA-Chef Matthias Müller bezeichnete den Bau als „Ufo“, das „städtebaulich ein Fremdkörper“ sei, der „jede Maßstäblichkeit sprengt“. Er qualifiziert das Gebäude als „schlechten Städtebau, der überhaupt nichts mit Heilbronn zu tun hat“[36] und hofft, dass die Stadtgalerie „nicht [...] neue Maßstäbe setzt“.[37] Das Gebäude wird täglich von rund 19.000 Personen besucht und konnte so nach den ersten fünf Betriebsjahren rund 5 Millionen Besucher vermelden.[38]

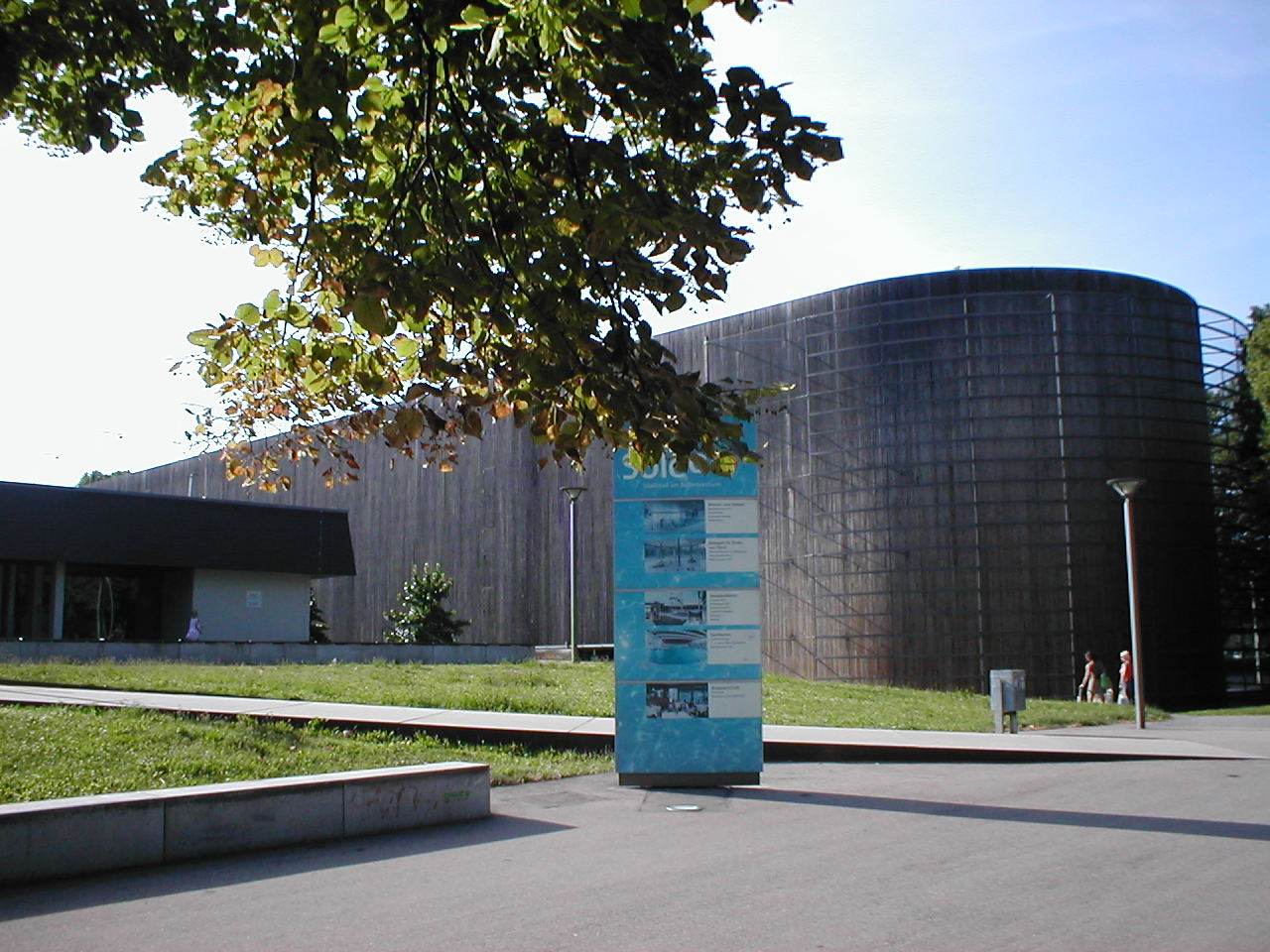
Parkhaus am Stadtbad
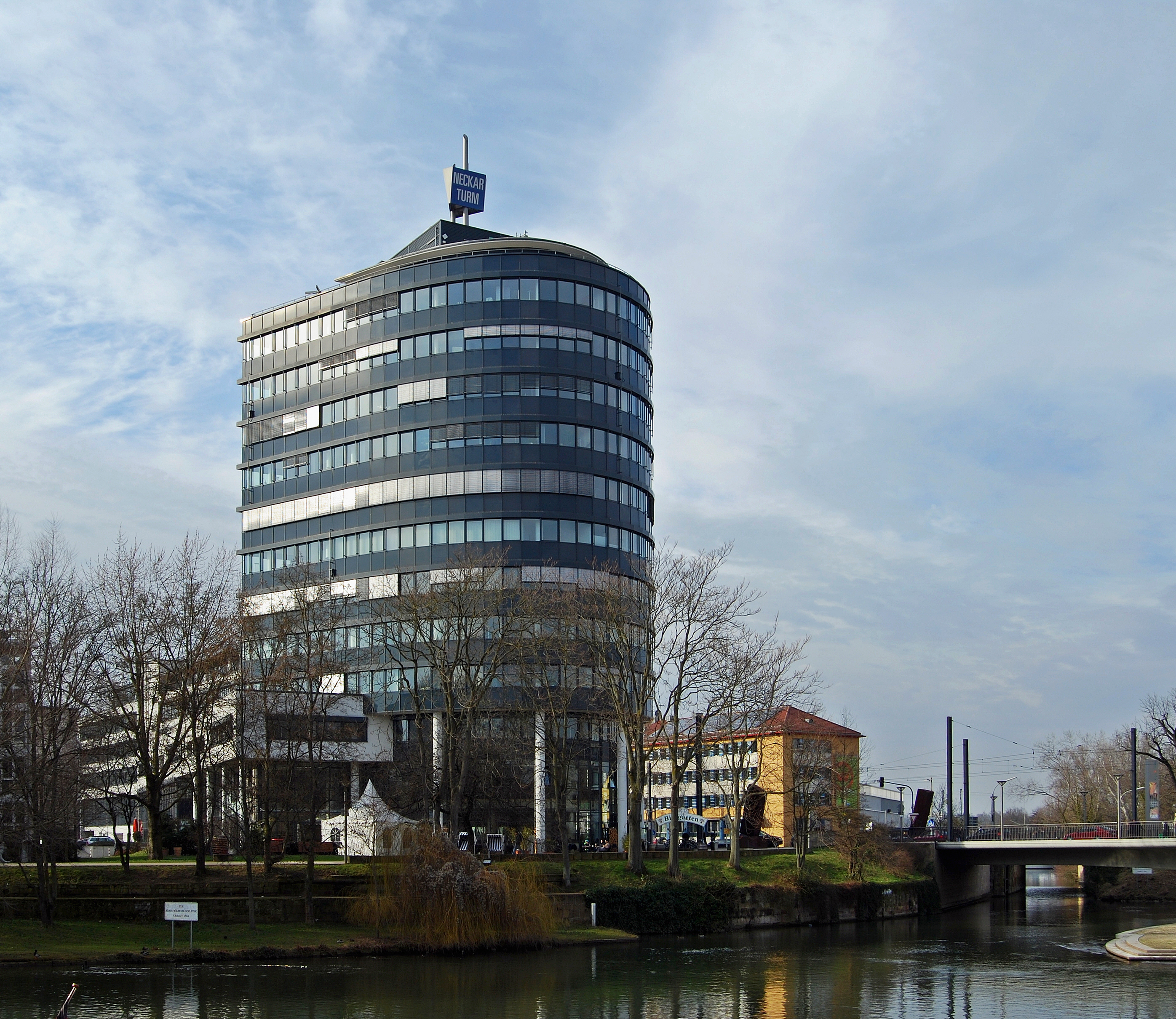
Neckarturm
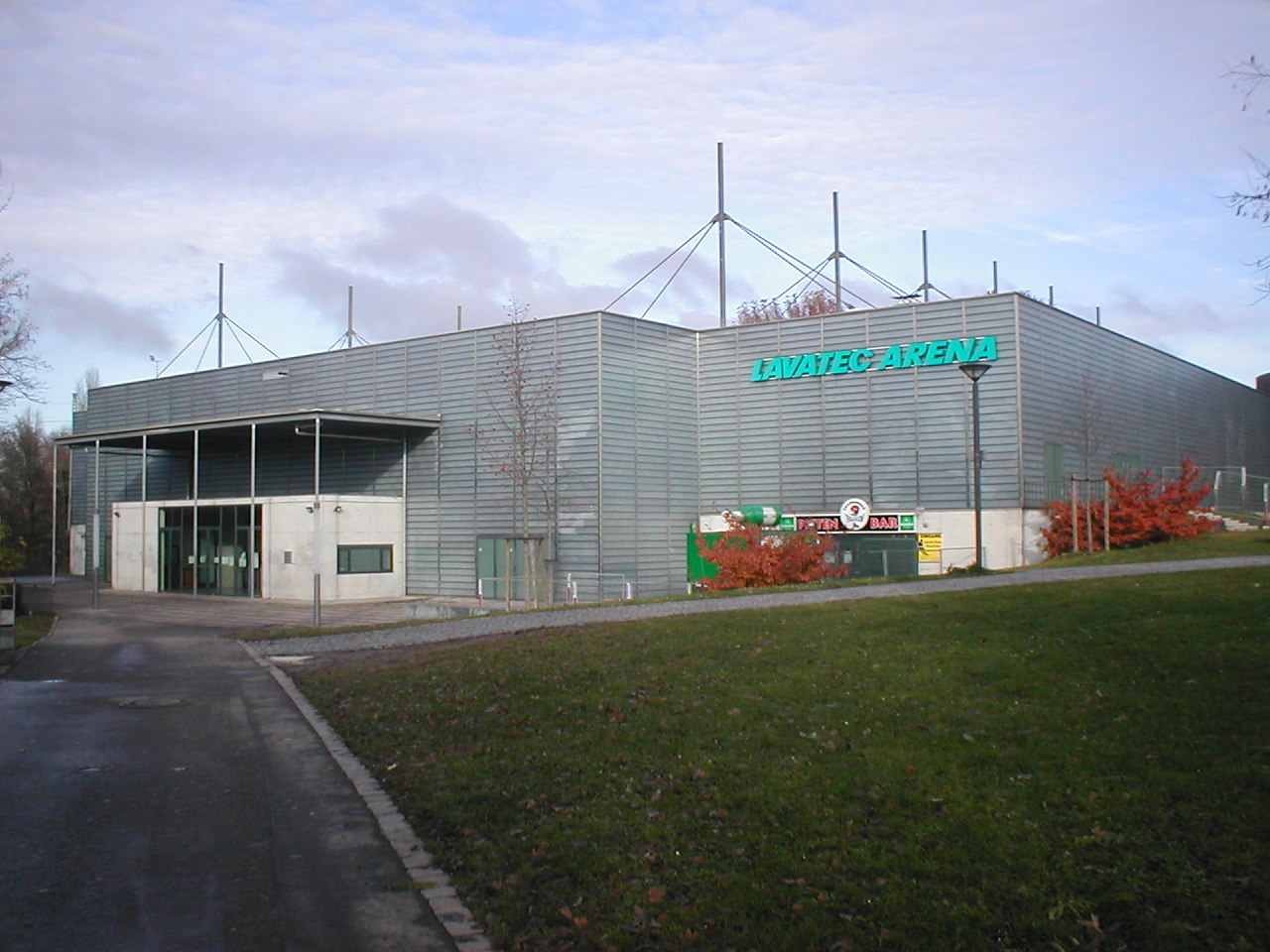
Eisstadion Heilbronn

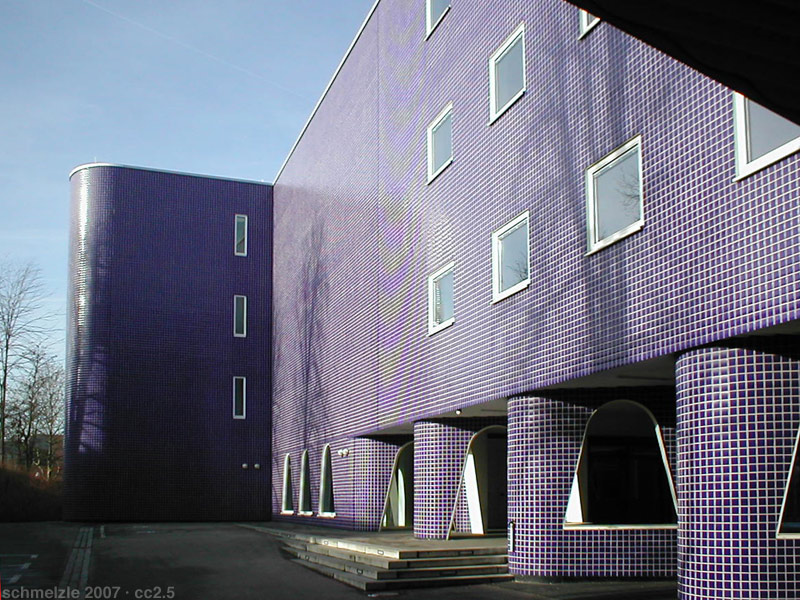
Schmoller-Schule, Erweiterungsbau

- Die Eingangshalle der Helene-Lange-Realschule wurde nach einem Entwurf von Bernd Zimmermann errichtet und erhielt 2002 die Auszeichnung Guter Bauten.[39] Die einem freitragenden, rechteckigen Rahmen ähnliche, horizontal gegliederte Betonkonstruktion mit großzügiger Verglasung liegt etwa einen Meter über Schulhofniveau, den eine langgezogene Rampe überbrückt.
- Bis 2003 entstand ein Erweiterungsbau der Gustav-von-Schmoller-Schule mit einer markanten blauen Kachelfassade nach Plänen der Architekten Arno Lederer+Jórunn Ragnarsdóttir+Marc Oei.
- Im Jahr 2003 erfolgte der Bau der Sporthalle der Gerhart-Hauptmann-Schule nach Plänen des Architekten Franz-Josef Mattes. Beide Teile werden durch eine einheitliche Verkleidung aus Edelstahlplatten miteinander kombiniert und harmonisiert.

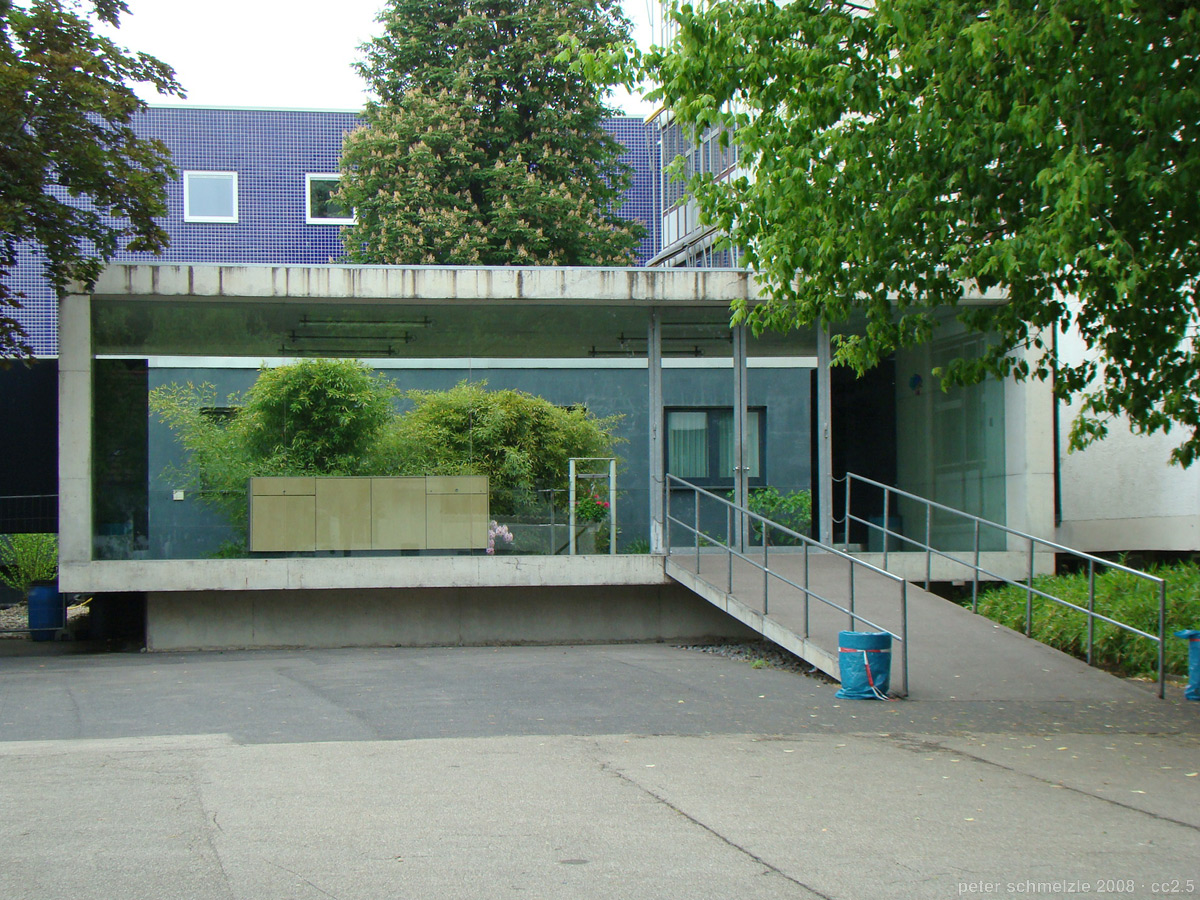
Helene-Lange-Schule
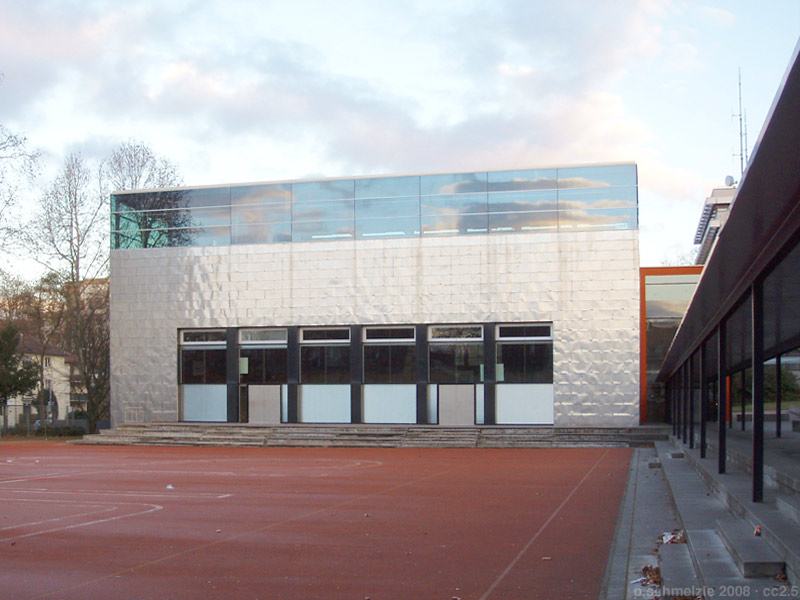
Turnhalle der Gerhart-Hauptmann-Schule

- Das Haus der Wirtschaft. der IHK in der Ferdinand-Braun-Straße 39, gebaut 2001 nach Entwürfen des Architekten Michael Wendel, ist ein viergeschossiges, langgestrecktes Gebäude mit Putzfassade, dem eine zweigeschossige Eingangshalle vorgebaut wurde. Das durch Glas, Stahl und Beton gegliederte Haus hat einen runden Versammlungsraum im Zentrum des Hauses.[40]
- Das Siemens-HIP-Haus. in der Edisonstraße 19, erbaut 2002 nach Entwürfen des Architekten Alex M. Schleifenheimer, ist ein viergeschossiges, langgestrecktes Gebäude mit Putzfassade, das auf Rundpfeilern steht. Die Fassade wird durch horizontal gehaltene, sehr flache Fensterbänder gegliedert.[41]
- Das Geschäftshaus an der Lise-Meitner-Straße 22 stammt ebenfalls von den Neckarturm-Architekten Gerd Krummlauf und Ulrich Bechler. Das fünfgeschossige Gebäude wurde auf quadratischem Grundriss in der Kubusform errichtet. Horizontal gehaltene Fensterbänder mit Platten in hellblau, rot, gelb und blau gliedern die Fassade.[42]

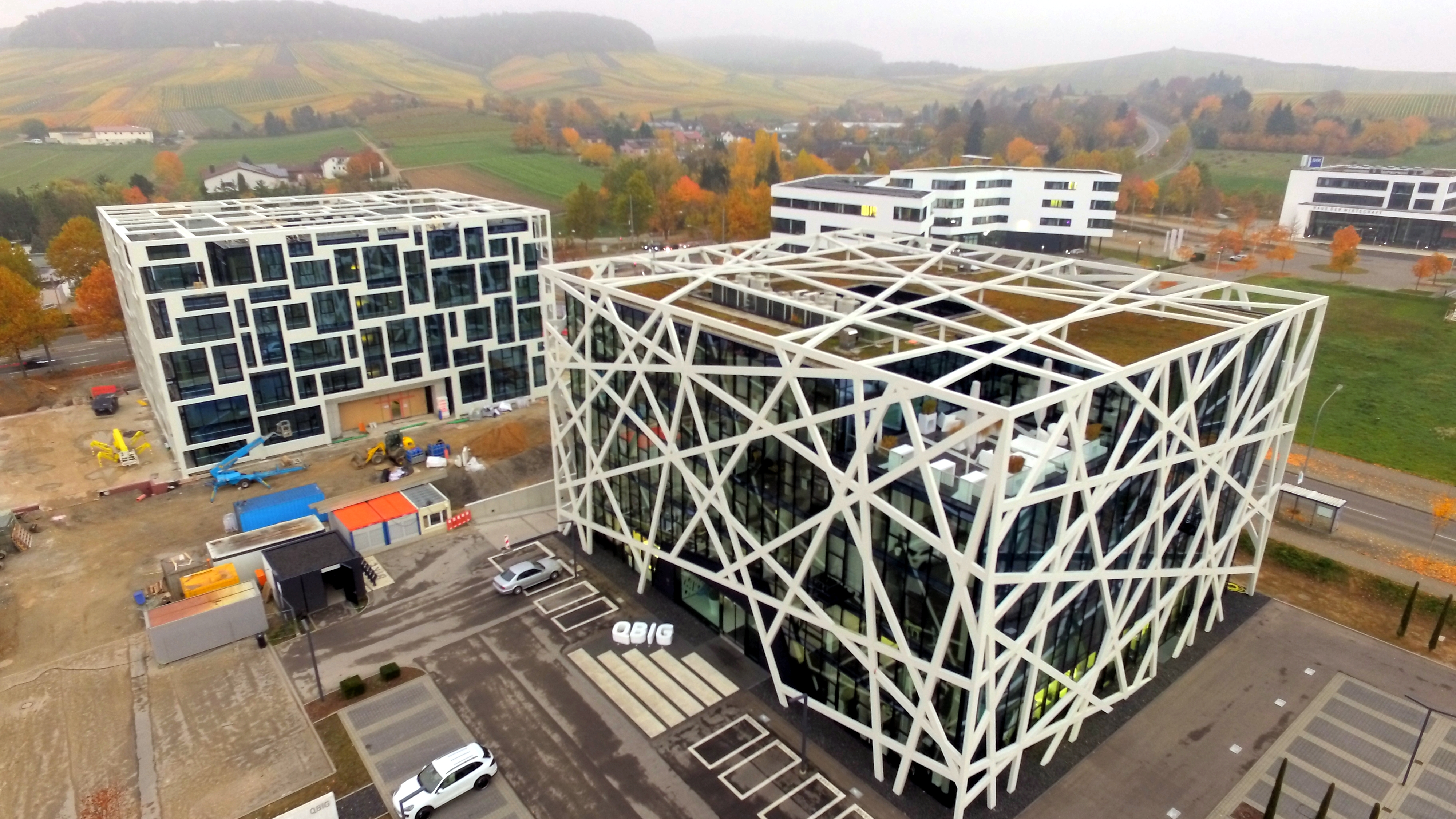
QBig: Außergewöhnliches Stahlkonstruktion als Exo-Skelett

- Das Haus des Verbands Gesamtmetall. in der Ferdinand-Braun-Straße 18, erbaut 2004 nach Entwürfen des Architekten Dominik Dreiner, ist ein eingeschossiges, langgestrecktes Rechteck mit Glasfassade[43] und wurde 2006 mit dem Hugo-Häring-Preis ausgezeichnet. Das ebenfalls im Gewerbegebiet Schwabenhof. befindliche Bürogebäude Blue Office. kandidierte 2011 für denselben Preis. Zuletzt wurde in jenem Gewerbegebiet 2012 das Bürogebäude QBig. mit einer auffälligen weißen Stahlkonstruktion über der gläsernen Fassade fertiggestellt.

## Brücken

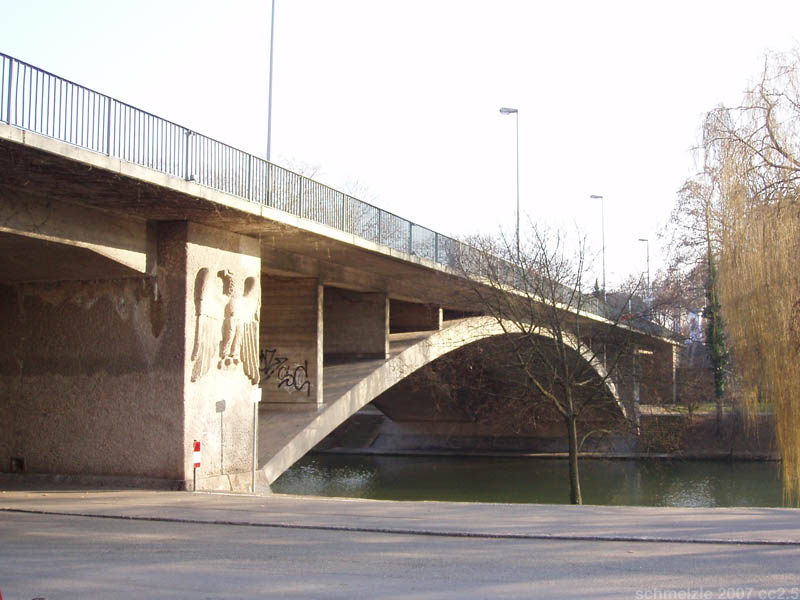
Rosenberg-Brücke (1950)

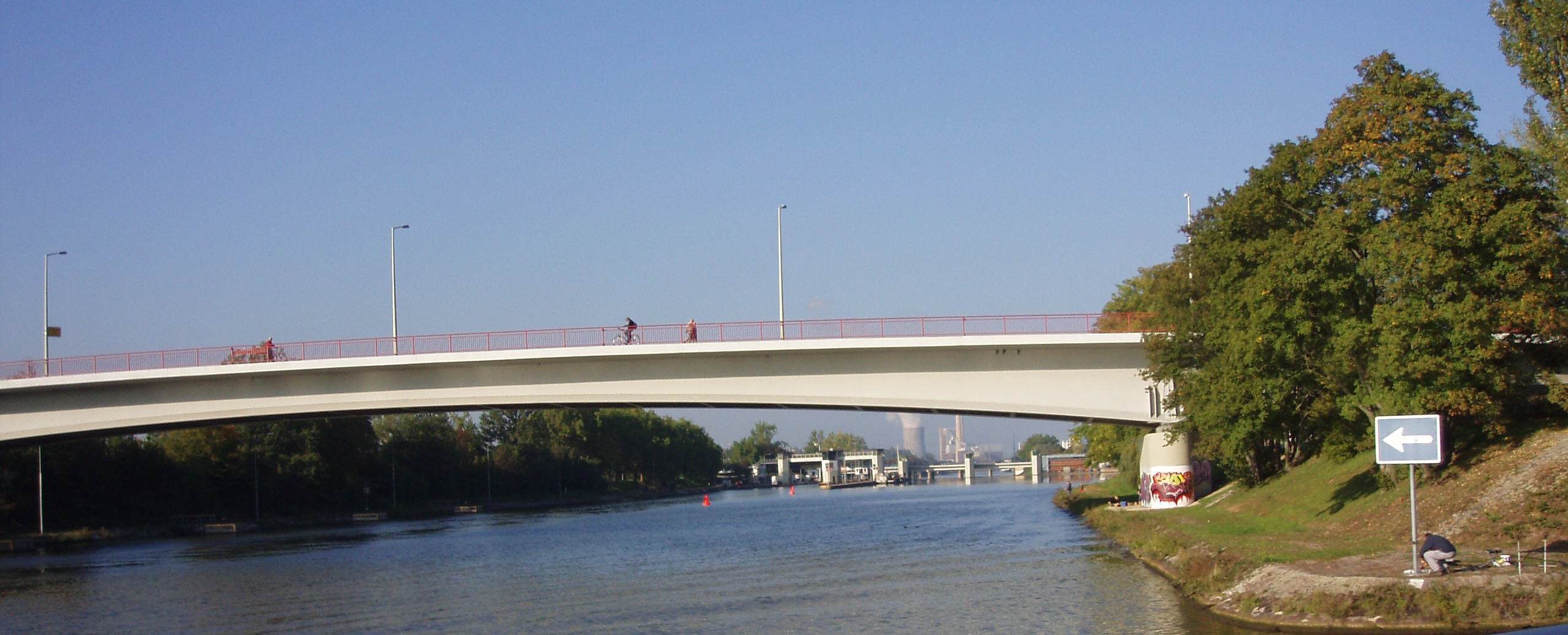
Böckinger Brücke

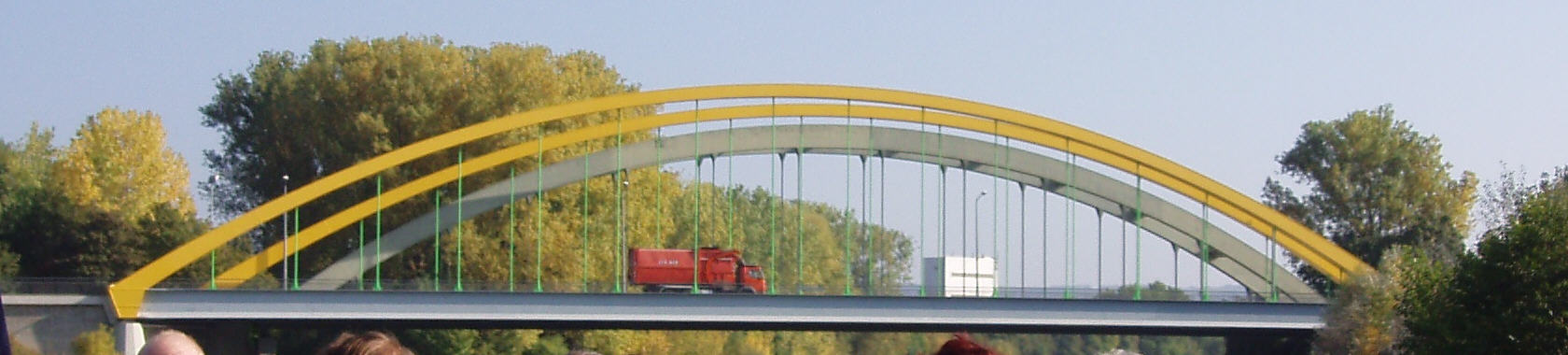
Paul-Metz-Brücke (2003)

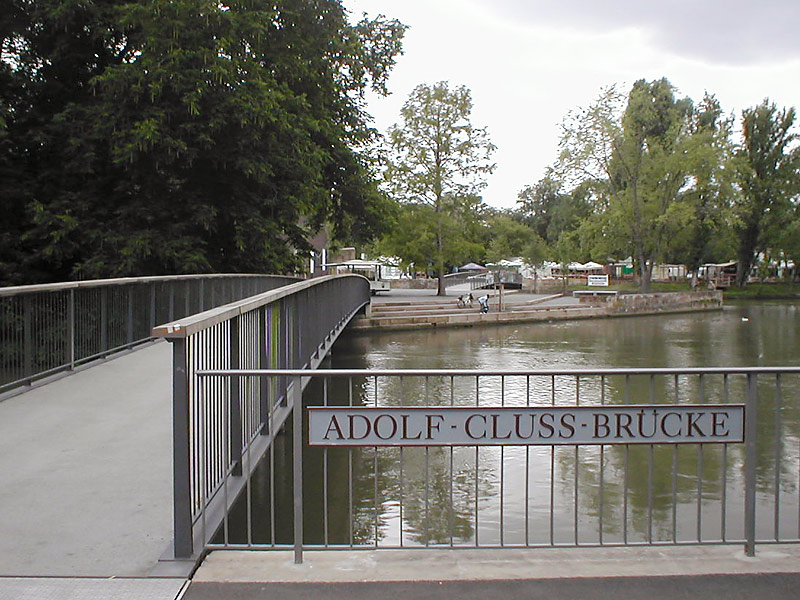
Adolf-Cluss-Brücke (2006)

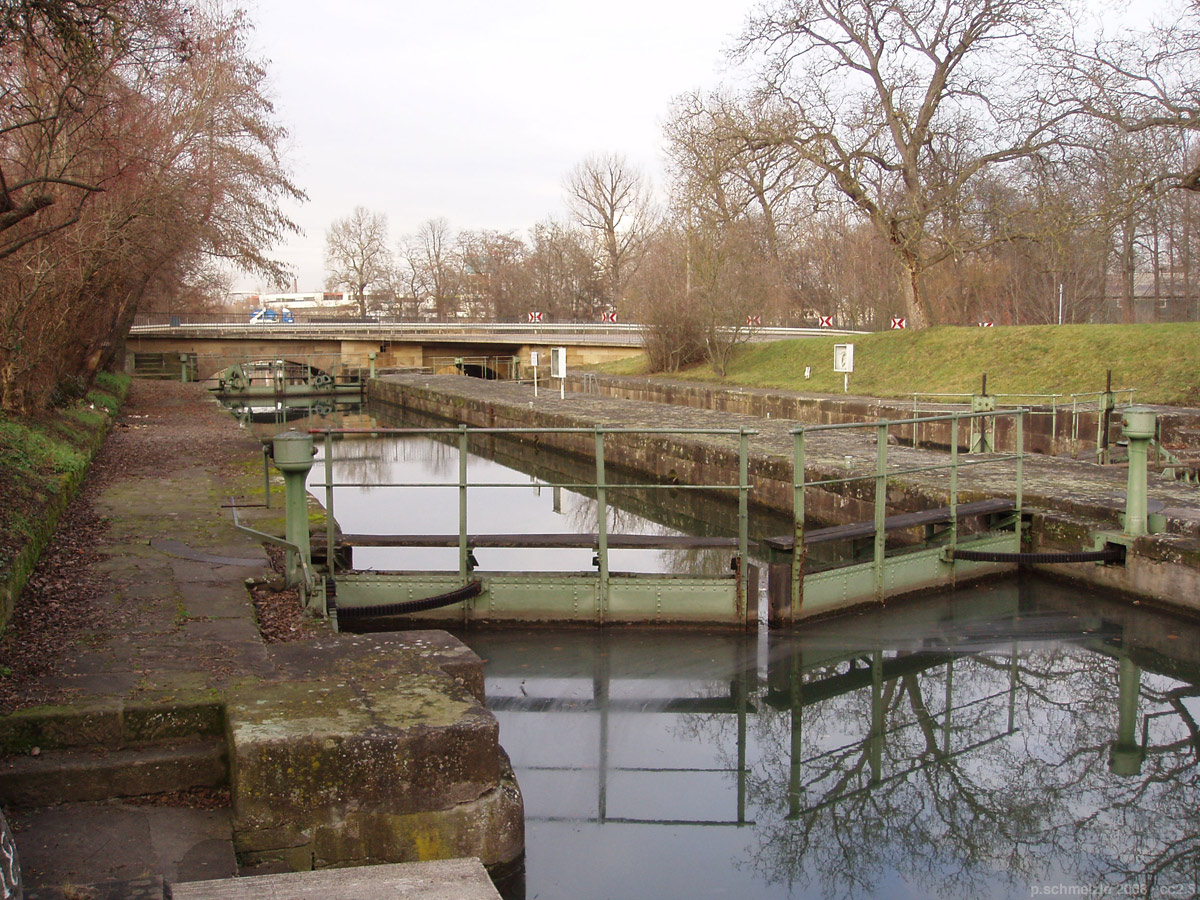
Schleusenbrücke (1959)

- Die Steinquaderbrücke in der Jägerhausstraße wurde 1772–1782 über der früheren Schlucht des Molkenbrunnenbachs anstelle einer Jägerhaussteige errichtet. Bemerkenswert sind der asymmetrische Rundbogen und die massiven schräggestellten Strebepfeiler.[44]
- Die Eisenbahnbrücke in der Fasanenstraße/Schillerstraße wurde im Jahre 1900 erbaut. Bemerkenswert an der in Stahlkonstruktion auf Werksteinmauerwerk errichteten Brücke ist die schmiedeeiserne, volutengeschmückte Balustrade mit einer Verankerung, die die Form einer Lilie nachzeichnet. Weiterhin die auf Konsolen ruhenden, geschwungenen Brückenwangen, dekorative Nieten und abgetreppte, gerundete Stützmauern.[45]
- Die Pfühlbachbrücke[46] ist eine Bogenbrücke, die 1926/27 für den Fußgängerverkehr im Pfühlpark[47] errichtet wurde.
- Eine mit Balustern geschmückte, überdachte Brücke im Kleinen Deutschhof verbindet das Gebäude der ehemaligen Stadtbücherei aus dem Jahr 1566, ursprünglich das Ritter- und Küchengebäude der Ordenskommende, mit dem Komtur-Wohnhaus aus den Jahren 1546–1550, das heute die Volkshochschule beherbergt. Eine weitere Brücke führt zum Pfarrhaus (der früheren „Trappenei“).[48]
- Die Neckarkanalbrücke ist eine Bogen- bzw. Voutenbrücke[49] aus Spannbeton. Eine erste Brücke wurde 1950 errichtet und im Jahr 1996 durch einen Neubau ersetzt.
- Die Böckinger Brücke ist eine Bogenbrücke über den Neckarkanal, deren Bogen unterhalb der Fahrbahn liegt. Sie wurde 1996 aus Stahl errichtet[50] und ersetzte eine ältere Spannbetonbrücke (von Willy Stöhr).
- Auf der Hafenbahnbrücke überquert die Industrie- und Hafenbahn Heilbronn am Salzhafen den Neckar. Sie ist eine Stabbogenbrücke aus Stahl, deren Bogen sich also über der Fahrbahnebene spannt.[51]
- Der Fußgängersteg beim Wasserkraftwerk ist eine Balkenbrücke über den Neckar.
- Die Peter-Bruckmann-Brücke überquert den Neckarkanal und ist ebenfalls eine Unterbogenbrücke, jedoch aus Beton mit bemerkenswertem Dreigelenkbogen.[52] Sie war weltweit die erste Spannbetonbrücke mit über 100 m Spannweite und wurde von Willy Stöhr geplant, dem früheren Leiter des Tiefbauamts in Heilbronn.[53]
- Die Rosenbergbrücke ist eine Bogenbrücke mit einem aufgelösten Bogen, der unter der Fahrbahn verläuft. Diese Betonbrücke mit einer Spannweite von 59,00 Metern wurde 1950 anstelle einer im Zweiten Weltkrieg zerstörten Brücke errichtet. Entworfen wurde sie von Willy Stöhr.
- Die Neckartalbrücke Heilbronn quert den Neckarkanal und ist Teil der A 6. Sie ist eine 1350 Meter lange und 30 Meter breite Balkenbrücke aus Stahl und wurde im Jahre 1967 errichtet. Sie liegt knapp hinter der Gemarkungsgrenze bereits auf dem Gebiet der mit Heilbronn zusammengewachsenen Stadt Neckarsulm.[54]
- Die Schleusenbrücke Wilhelmskanal ist eine 1959 errichtete Bogenbrücke aus Sandstein über den Wilhelmskanal, deren Bogen unter der Fahrbahn verläuft.[55]
- Die Bleichinselbrücke wurde als Balkenbrücke errichtet und steht auf runden, säulenartigen Pfeilern;[56] über sie führt die B 39.
- Die Friedrich-Ebert-Brücke wurde 1947 anstelle einer im Zweiten Weltkrieg zerstörten Eisenbogenbrücke errichtet und ersetzte damals ein dreijähriges Provisorium.[57] Ab 1990 wurde die Brücke durch einen Neubau ersetzt, der am 1. Dezember 1995 fertiggestellt.[58] und mit einem Brückenfest am 27. Juli 1996 eingeweiht wurde.[59] Sie ist eine Balken- bzw. Voutenbrücke (100 × 21 m) aus Beton.[60] Unter der Brücke, zwischen den Pfeilern, wurde eine Kunstgalerie eingerichtet, die die Auszeichnung Beispielhaftes Bauen Heilbronn 1994–2000 erhielt.[61]
- Die Paul-Metz-Brücke wurde 2003 mit Unterstützung der beratenden Ingenieure Bung errichtet. Sie ist eine Stabbogenbrücke aus Stahl, ist 95 Meter lang und 14 Meter breit. Sie schafft eine Verbindung zwischen den beiden Industriegebieten Wohlgelegen und Salzhafen.[62]
- Die Karl-Nägele-Brücke, ursprünglicher Projektname Fügerbrücke, wurde 2005 nach Entwürfen von Boll und Partner errichtet. Sie verbindet das Industriegebiet Wohlgelegen mit dem Kaisers’ Turm.[63] Die Brücke wurde nach Karl Nägele (1911–1979) benannt, der von 1948 bis 1976 der Erste Bürgermeister in Heilbronn war.[64] Sie ist eine Bogen- bzw. Stabbogenbrücke aus Stahl von 105 m Länge und 17 m Breite und erreicht eine Bogenhöhe von 17,5 m.[65]
- Die Adolf-Cluss-Brücke, ursprünglicher Projektname Lohtorbrücke, bestehend aus zwei Stegen mit den Dimensionen 52 m × 3 m und 33,2 m × 3 m, wurde 2006 fertiggestellt.[64] Sie verbindet die Lohtorstraße über die Insel Hefenweiler mit der Kraneninsel und wurde mit Unterstützung der beratenden Ingenieure Mayr, Ludescher und Partner als reine Stahlbrücke errichtet. Das Mittelfeld des zweiten Stegs sollte eine integrierte Hubbrücke zur Passage des Ausflugschiffverkehrs enthalten,[66] die jedoch aus Kostengründen nicht realisiert wurde.[67]
- Die 57 Meter lange und 14 Meter breite Industriebrücke verbindet im nördlichen Industriegebiet am Neckar die Austraße mit der Neckarsulmer Straße und überquert dabei die Gleise der Frankenbahn. Sie wurde gemeinsam mit dem Frankenbacher Büro Klomann & Kreiser sowie dem städtischen Tiefbauamt entworfen und von Juli 1970 bis September 1971 erbaut. Die Verkehrsfreigabe ist am 30. September des Jahres erfolgt. Ihren heutigen Namen hat sie am 27. Juli 1972 erhalten. 1996 wurde sie saniert.[68][69]
- Von der ehemaligen Bottwartalbahn existiert noch die Brücke über die Sontheimer Landwehr.

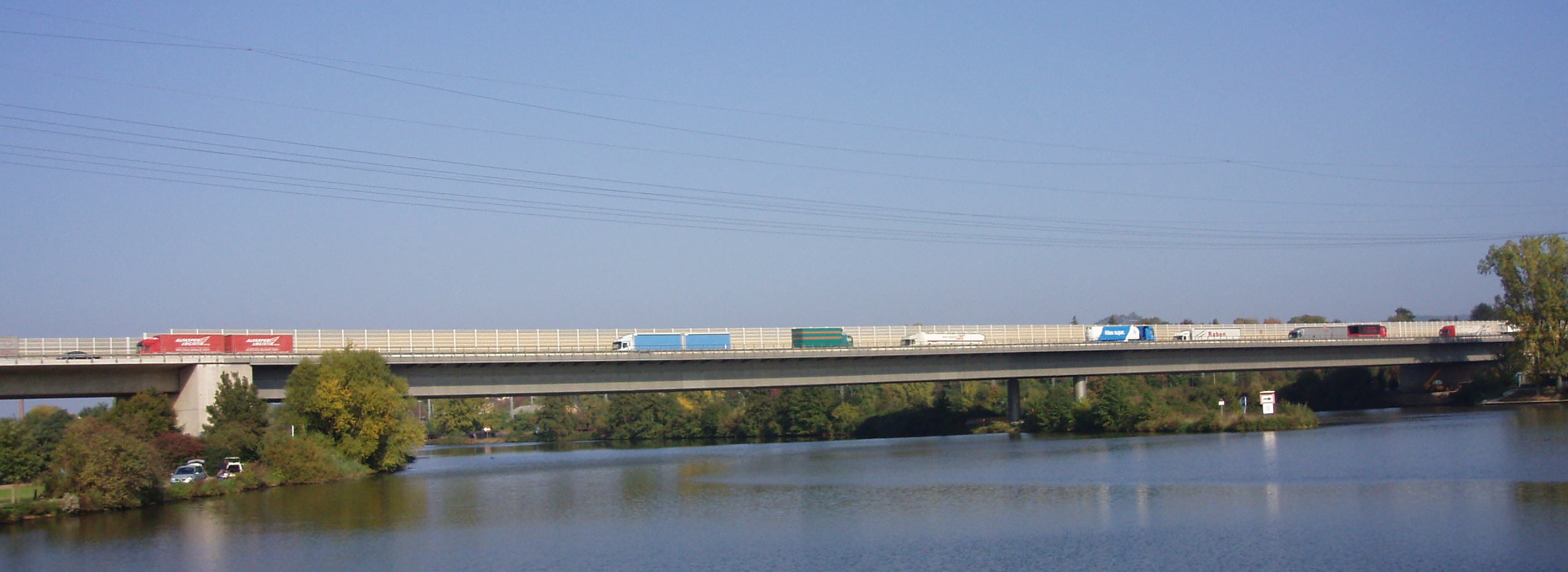
Neckartalbrücke
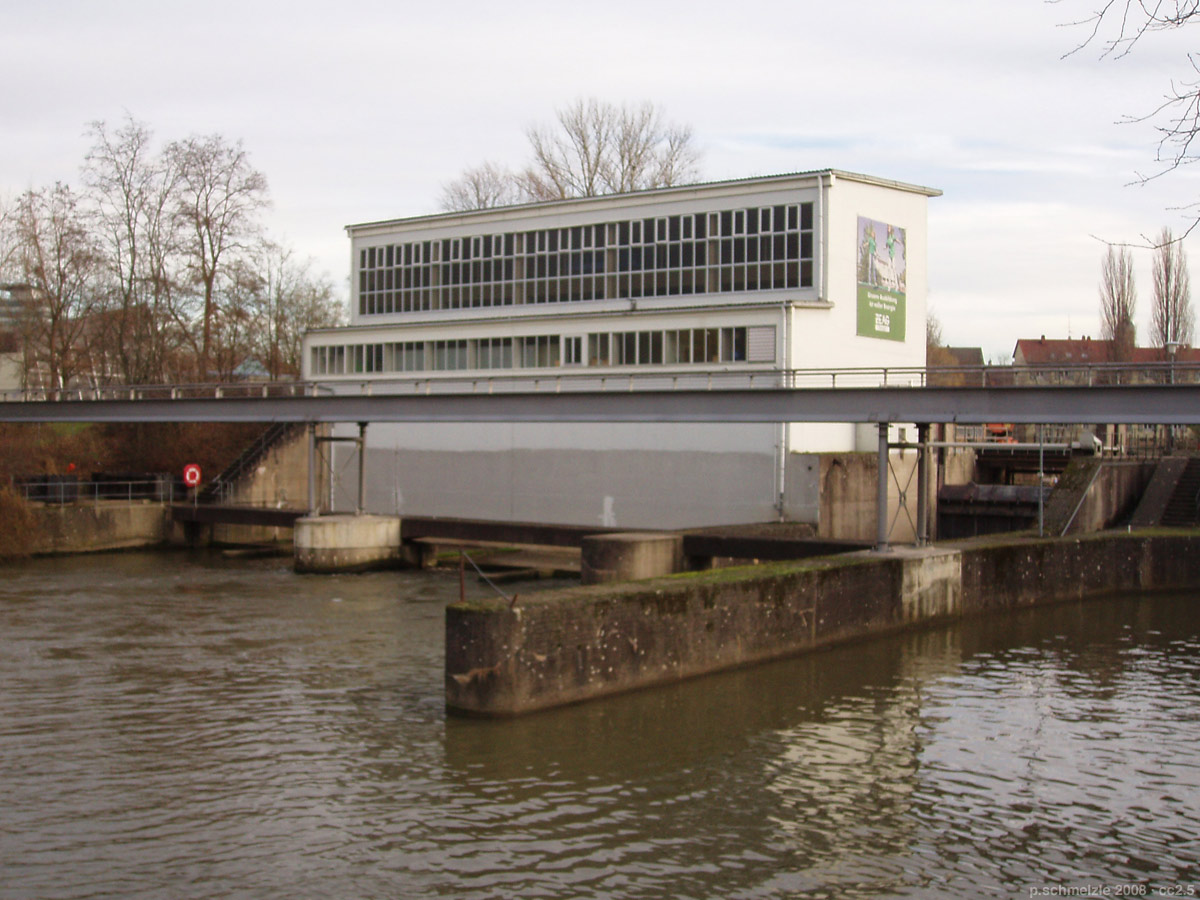
Fußgängersteg am Wasserkraftwerk
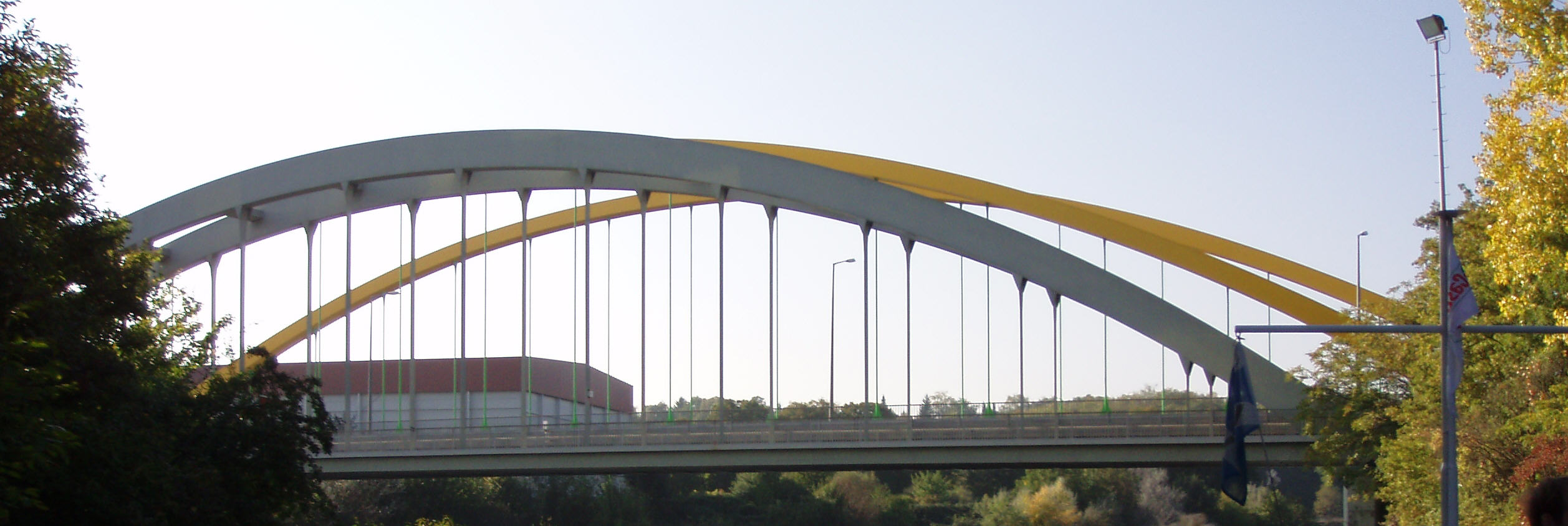
Hafenbahn-Brücke

## Belege
1. ↑  Julius Fekete, Simon Haag, Adelheid Hanke, Daniela Naumann mit Beiträgen von Gerhard Bauer, Martina Berner-vom Feld, Jörg Biel, Ulrich Frey, Wolfgang Hansch, Joachim Hennze, Markus Numberger, Ulrike Plate, Christhard Schrenk: Denkmaltopographie Baden-Württemberg. Band I.5: Stadtkreis Heilbronn. Edition Theiss, Stuttgart 2007, ISBN 978-3-8062-1988-3, S. 104.
2. ↑  Alexander Renz: Chronik der Stadt Heilbronn (= Veröffentlichungen des Archivs der Stadt Heilbronn - Band=34. Band VI: 1945–1951). Stadtarchiv Heilbronn, Heilbronn 1995, ISBN 3-928990-55-1, S. 282.
3. ↑  Frauen wurden häufig wegen Ketzerei o. ä. inhaftiert und erst während der Haft geschwängert, wodurch sie erst zu Ehebrecherinnen und vielfach zu Kindsmörderinnen wurden, vgl. den vom Grafen von Neipperg in Schwaigern 1713 geführten Hexenprozess.
4. ↑  Bollwerksturm. Stadtarchiv Heilbronn, abgerufen am 21. Januar 2025.
5. ↑  
Der Schweinsbergturm: ein Stück Stadtgeschichte mitten im Wald. auf stimme.de vom 15. April 2017, abgerufen am 19. September 2017
6. ↑  Karten und Daten des Bundesamtes für Naturschutz (Hinweise)
7. 1 2  
Foto der Höhentafel am Turm, auf commons.wikimedia.org
8. ↑  
Foto der Gedenktafel am Turm, auf commons.wikimedia.org
9. ↑  Christhard Schrenk: 125 Jahre Heilbronner Verschönerungsverein. In: Schwaben und Franken. (heimatgeschichtliche Beilage der Heilbronner Stimme) Nr. 3/1988.
10. ↑  Geographische Koordinaten des Schweinsbergturms: 49° 6′ 37,2″ N, 9° 14′ 54,8″ O; des Fernmeldeturms: 49° 6′ 42,1″ N, 9° 15′ 3,6″ O
11. ↑  Erschließungsbau am Theresienturm eingeweiht - Teil gelebter Erinnerungskultur. Bürgerstiftung Heilbronn, 15. April 2019, abgerufen am 10. Mai 2019.
12. ↑  Lage: 49° 9′ 4″ N, 9° 12′ 46″ O
13. ↑  Kilian Krauth: „Gute Bauten“ ausgezeichnet. In: Heilbronner Stimme. 18. Juli 2008.
14. ↑  Maria Theresia Heitlinger: Sperber landet mit Bar auf Kaiser's Turm. In: Heilbronner Stimme. 4. Juni 2005.
15. ↑  Christhard Schrenk: Stadtgeschichte Heilbronn: 741 bis 1803. Stadtarchiv Heilbronn
16. ↑  Stadtzeitung: Neckarexpress Nr. 34 Stadt und Landkreis Heilbronn Serie „Bankenstadt Heilbronn“: Gründer-Nachfolger-Wirtschaftsfaktor (1) Mittwoch 18. August 2004.
17. ↑  Kanzleigeschichte auf remmlinger-partner.de, abgerufen am 28. Dezember 2015
18. ↑  Julius Fekete, Simon Haag, Adelheid Hanke, Daniela Naumann: Denkmaltopographie Baden-Württemberg. Band I.5: Stadtkreis Heilbronn. Theiss, Stuttgart 2007, ISBN 978-3-8062-1988-3, S. 57, S. 127.
19. 1 2  Denkmaltopo S. 97.
20. ↑  Denkmaltopo S. 114.
21. ↑  diakonie-heilbronn.de
22. ↑  Bärbel Kistner: Der Kiosk am Industrieplatz, der sich im Besitz der Stadt Heilbronn befindet, wird kostenfrei der Mitternachtsmission zur Verfügung gestellt. In: Heilbronner Stimme. 18. Februar 2017 (bei stimme.de [abgerufen am 18. Februar 2017]).
23. ↑  Gabriele Holthuis: Skulpturenstadt Heilbronn. Heilbronner Museumskatalog Nr. 60, 1996, S. 72.
24. ↑  Uwe Jacobi: Das war das 20. Jahrhundert in Heilbronn. Wartberg-Verlag, Gudensberg-Gleichen 2001, ISBN 3-86134-703-2, S. 92.
25. ↑  Uwe Jacobi: Das war das 20. Jahrhundert in Heilbronn. Wartberg-Verlag, Gudensberg-Gleichen 2001, ISBN 3-86134-703-2, S. 97.
26. ↑  Uwe Jacobi: Das war das 20. Jahrhundert in Heilbronn. Wartberg-Verlag, Gudensberg-Gleichen 2001, ISBN 3-86134-703-2, S. 102.
27. ↑  Erinnerungen an einen Eiswürfel. In: Heilbronner Stimme. 1. Juli 2003.
28. ↑  Mit der Brille eines Architekten durch Heilbronn. In: Heilbronner Stimme. 28. Dezember 2002.
29. ↑  Kilian Krauth: Regionale Planer bleiben außen vor. In: Heilbronner Stimme. 2. Juni 2006.
30. 1 2  Bernhard Lattner, Joachim Hennze: Stille Zeitzeugen. 500 Jahre Heilbronner Architektur. Edition Lattner, Heilbronn 2005, ISBN 3-9807729-6-9, S. 102.
31. ↑  Lichtkaskade lässt Rohbau leuchten. In: Heilbronner Stimme. 16. März 2002.
32. ↑  Bürohaus auf ehemaligem IHK-Areal. In: Heilbronner Stimme. 18. Oktober 2003.
33. ↑  Bernhard Lattner, Joachim Hennze: Stille Zeitzeugen. 500 Jahre Heilbronner Architektur. Edition Lattner, Heilbronn 2005, ISBN 3-9807729-6-9, S. 104.
34. ↑  Bernhard Lattner, Joachim Hennze: Stille Zeitzeugen. 500 Jahre Heilbronner Architektur. Edition Lattner, Heilbronn 2005, ISBN 3-9807729-6-9, S. 91.
35. ↑  Dagmar Fahrer: Irreführung. In: Heilbronner Stimme. 29. April 2004.
36. ↑  Kilian Krauth: So ein Gebilde braucht Platz. In: Heilbronner Stimme. 23. Januar 2008.
37. ↑  Kilian Krauth: Wie großstädtisch ist Heilbronn tatsächlich? Hat das ECE einen Preis verdient? In: Heilbronner Stimme. 7. Mai 2008.
38. ↑  Stadt Heilbronn profitiert von Stadtgalerie. In: Heilbronner Stimme. 26. Februar 2013.
39. ↑  bernd zimmermann Helene-Lange-Realschule
40. ↑  Bernhard Lattner, Joachim Hennze: Stille Zeitzeugen. 500 Jahre Heilbronner Architektur. Edition Lattner, Heilbronn 2005, ISBN 3-9807729-6-9, S. 99.
41. ↑  Bernhard Lattner, Joachim Hennze: Stille Zeitzeugen. 500 Jahre Heilbronner Architektur. Edition Lattner, Heilbronn 2005, ISBN 3-9807729-6-9, S. 68, 100.
42. ↑  Bernhard Lattner, Joachim Hennze: Stille Zeitzeugen. 500 Jahre Heilbronner Architektur. Edition Lattner, Heilbronn 2005, ISBN 3-9807729-6-9, S. 101.
43. ↑  Bernhard Lattner, Joachim Hennze: Stille Zeitzeugen. 500 Jahre Heilbronner Architektur. Edition Lattner, Heilbronn 2005, ISBN 3-9807729-6-9, S. 68, 106.
44. ↑  Julius Fekete, Simon Haag, Adelheid Hanke, Daniela Naumann: Denkmaltopographie Baden-Württemberg. Band I.5: Stadtkreis Heilbronn. Theiss, Stuttgart 2007, ISBN 978-3-8062-1988-3, S. 102.
45. ↑  Julius Fekete, Simon Haag, Adelheid Hanke, Daniela Naumann: Denkmaltopographie Baden-Württemberg. Band I.5: Stadtkreis Heilbronn. Theiss, Stuttgart 2007, ISBN 978-3-8062-1988-3, S. 89.
46. ↑  brueckenweb.de
47. ↑  Julius Fekete, Simon Haag, Adelheid Hanke, Daniela Naumann: Denkmaltopographie Baden-Württemberg. Band I.5: Stadtkreis Heilbronn. Theiss, Stuttgart 2007, ISBN 978-3-8062-1988-3, S. 90.
48. ↑  Julius Fekete, Simon Haag, Adelheid Hanke, Daniela Naumann: Denkmaltopographie Baden-Württemberg. Band I.5: Stadtkreis Heilbronn. Theiss, Stuttgart 2007, ISBN 978-3-8062-1988-3, S. 87.
49. ↑  brueckenweb.de
50. ↑  brueckenweb.de
51. ↑  brueckenweb.de
52. ↑  brueckenweb.de
53. ↑  Eberhard Pelke: Willy Stöhr - Ein Ingenieurleben zwischen Diktatur und Demokratie, Beton- und Stahlbetonbau, Band 106, 2011, Heft 5, S. 332–342
54. ↑  brueckenweb.de
55. ↑  brueckenweb.de
56. ↑  brueckenweb.de
57. ↑  karl-gotsch.de
58. ↑  Uwe Jacobi: Das war das 20. Jahrhundert in Heilbronn. Wartberg-Verlag, Gudensberg-Gleichen 2001, ISBN 3-86134-703-2, S. 99.
59. ↑  Uwe Jacobi: Das war das 20. Jahrhundert in Heilbronn. Wartberg-Verlag, Gudensberg-Gleichen 2001, ISBN 3-86134-703-2, S. 100.
60. ↑  brueckenweb.de
61. ↑  Architektenkammer Baden-Württemberg: Beispielhaftes Bauen. (Memento vom 4. Juli 2013 im Webarchiv archive.today)
62. ↑  Bernhard Lattner, Joachim Hennze: Stille Zeitzeugen. 500 Jahre Heilbronner Architektur. Edition Lattner, Heilbronn 2005, ISBN 3-9807729-6-9, S. 105.
63. ↑  Bernhard Lattner, Joachim Hennze: Stille Zeitzeugen. 500 Jahre Heilbronner Architektur. Edition Lattner, Heilbronn 2005, ISBN 3-9807729-6-9, S. 107.
64. 1 2  Stadt Heilbronn: Benennung von 2 Brücken. (PDF; 13 kB) 20. Dezember 2004.
65. ↑  brueckenweb.de
66. ↑  mayr-ludescher.com
67. ↑  Mit neuer Perspektive zur Insel-Spitze: Adolf-Cluss-Brücke mit Steg über die Floßgasse komplett montiert - Einweihung Anfang November. Heilbronner Stimme, 2. September 2006.
68. ↑  Industriebrücke. In: Datenbank HEUSS. Stadtarchiv Heilbronn, 7. Mai 2014, abgerufen am 21. Juli 2021.
69. ↑  Industriegebiet "Am Neckar" Heilbronn. In: Datenbank HEUSS. Stadtarchiv Heilbronn, 25. September 2017, abgerufen am 21. Juli 2021.